# Архітектура Чехії

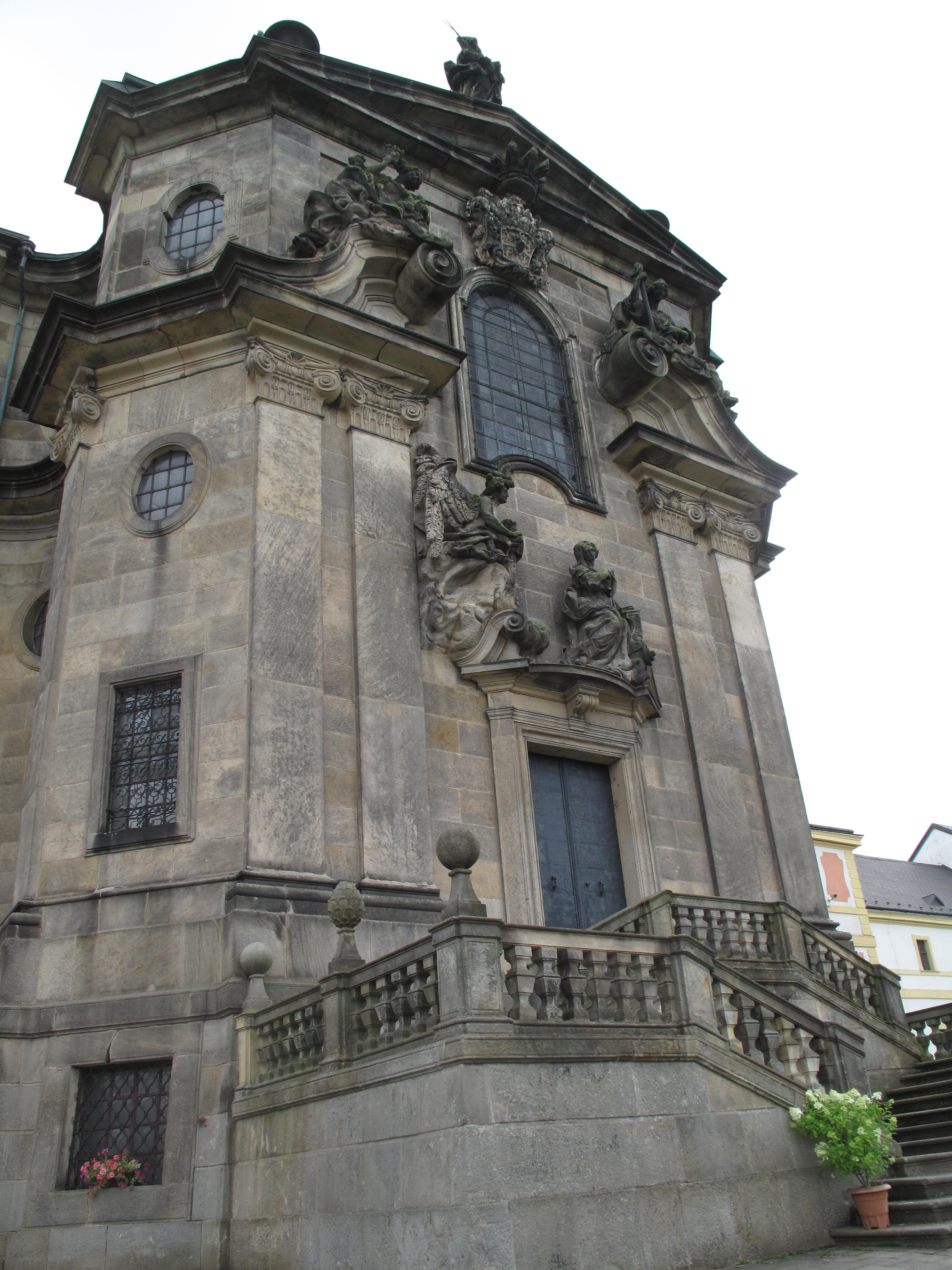
Фасад шпитальної церкви в замку Кукс, арх. Дж. Б. Алліпранді

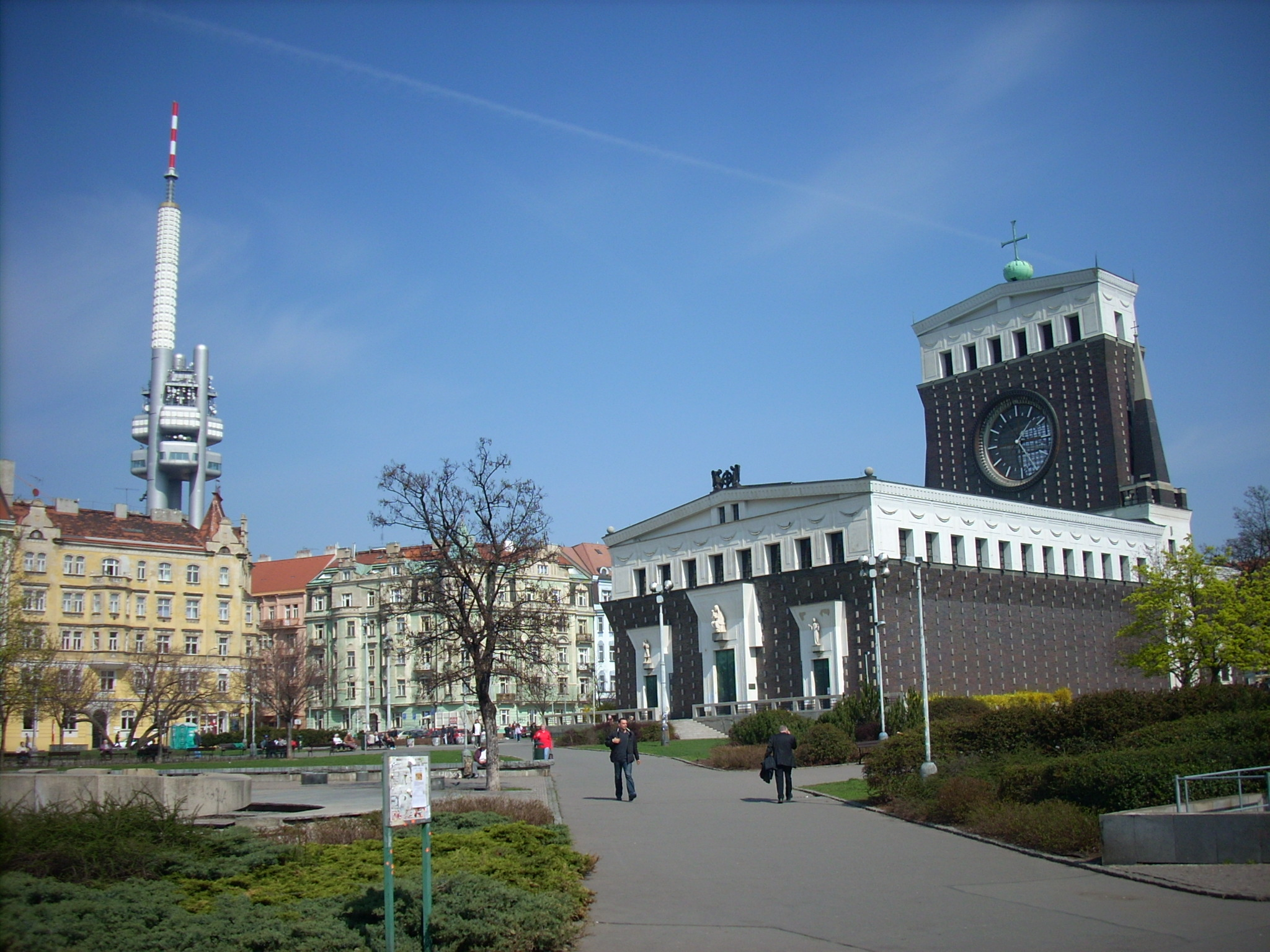
Прага, Виноградов.

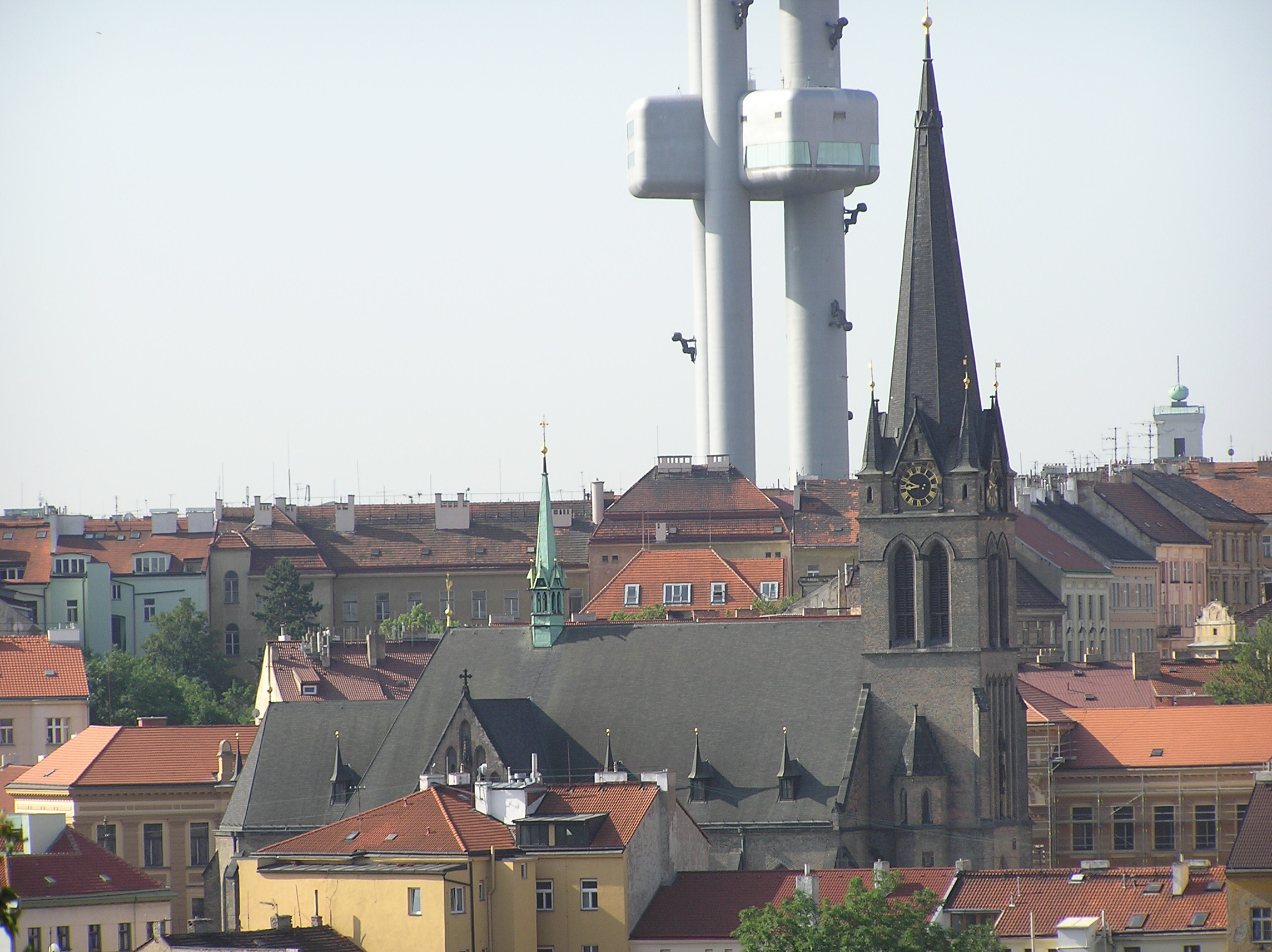
Костел Св. Прокопа та Празька телевежа. 2006 р.

 Архітектура Чехії  — сучасні та історичні пам'ятки, що мають архітектурну та історичну значимість.

## Загальна характеристика
Чехія — невелика країна у Центральній Європі. Однак невеликі розміри компенсовані значним розмаїттям природних ресурсів та працьовитим, дисциплінованим населенням. Наявність значних природних будівельних матеріалів спричинила розвиток архітектури, що мала провідні позиції в історії країни, перевищуючи значення живопису чи літератури. Дослідники застерігають називати безумовними шедеврами значні архітектурні споруди в Чехії через те, що художня ініціатива в Європі належала Франції, Італії, Великій Британії. Саме там (а не в Чехії) народились важливіші мистецькі ідеї, технології і стилі, які митці Чехії старанно засвоїли та розвинули. Тому значущість архітектурних споруд Чехії надзвичайно висока.

Важливе історичне чи економічне значення в Чехії мали навіть невеличкі міста. В Чехії до 20 ст. збережено дев'ятсот п'ятдесят міст, визнаних історичними містами, а тридцять п'ять мають цілісну історичну забудову або ансамблеву побудову. Широко за межами країни відомі Брно, Оломоуц, Чеський Крумлов, Пльзень, Карлові Вари, Кутна Гора, міста невеликі. За статистичними даними на 20 ст. Чехія мала 32868 пам'яток нерухомого і історично значущого майна. У переліку на душу населення — це надзвичайна кількість. Славою власних історичних замків і палаців Чехія гідно конкурує із замками Австрії чи Франції.
В країні вели і ведуть масштабні рестараційні роботі, частка на місцях чи при збереження окремих пам'яток на місці. Досить широко використовують і перенесення або пересування пам'яток архітектури у безпечні чи відповідні місця.

Прага. План Емауського монастиря

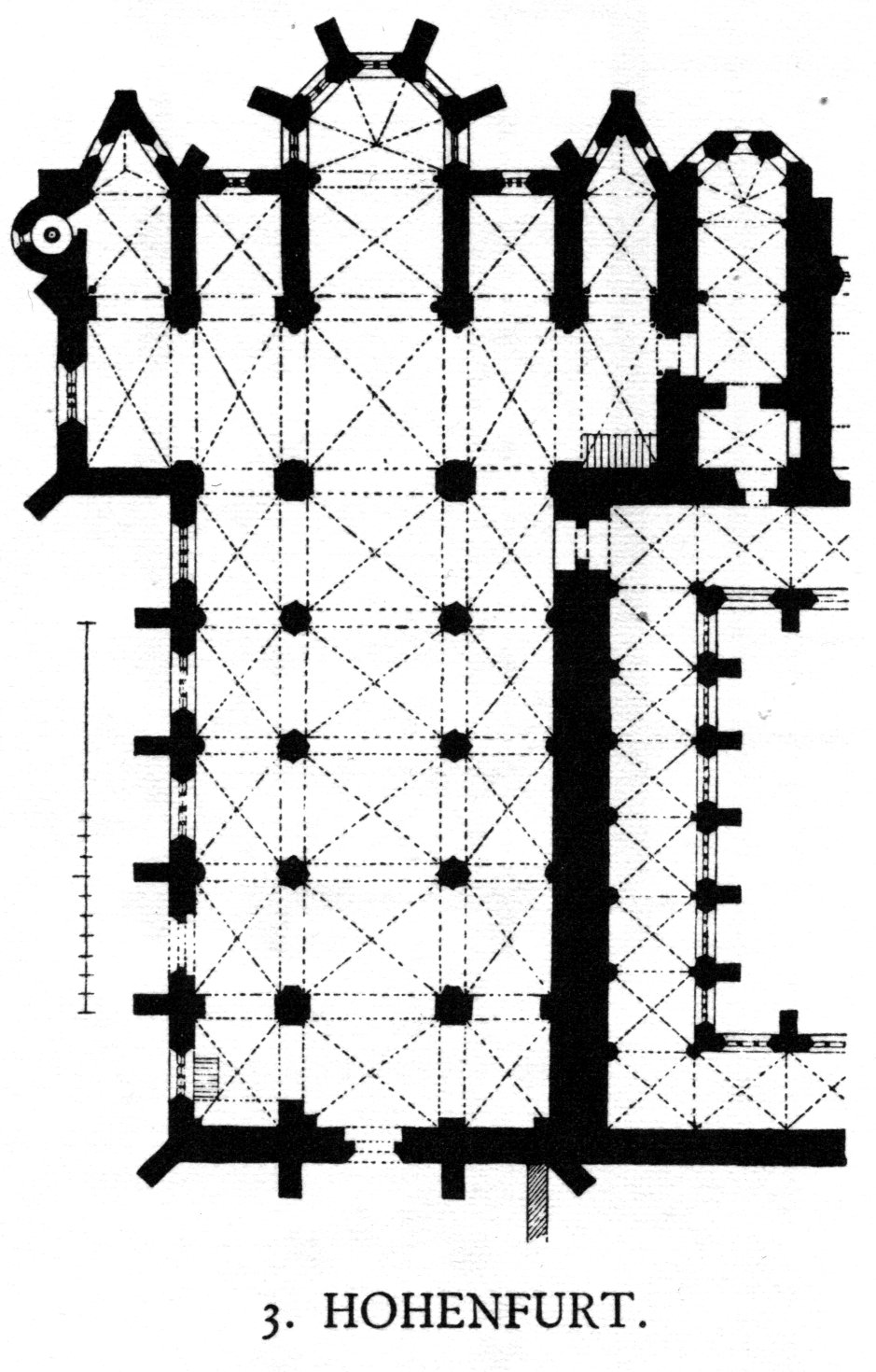
Готичний костел, план, Вищщі Брод
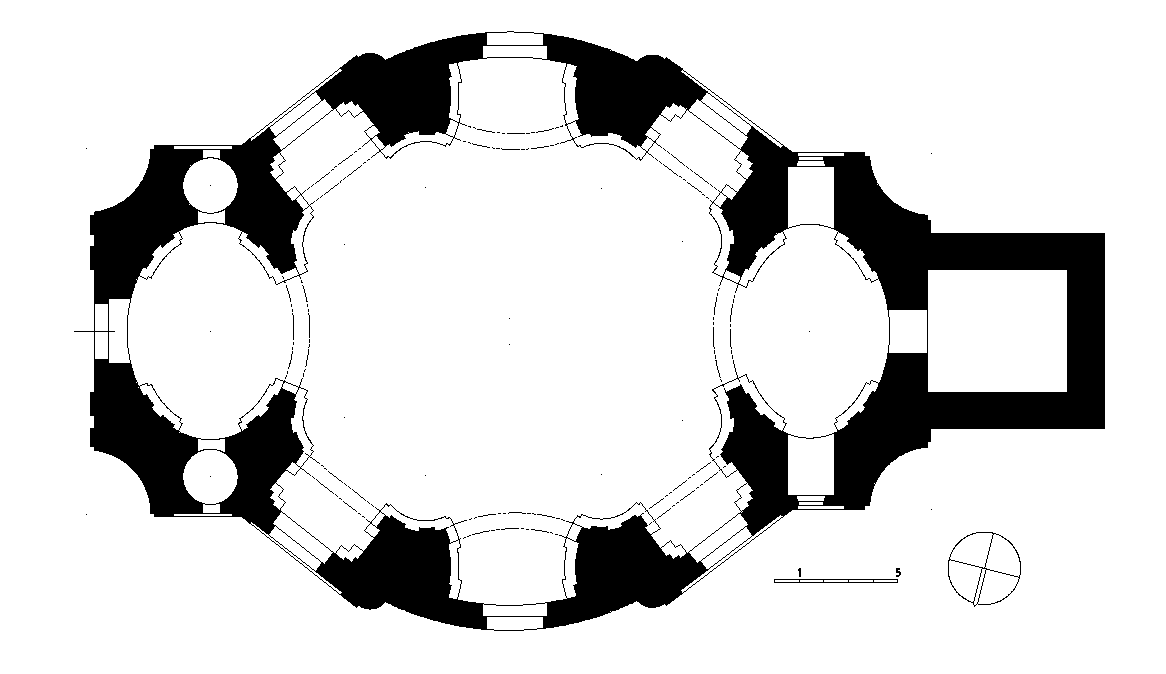
Арх. К.І. Дінценгофер, костел Марії Магдалини
Брно. план монастиря
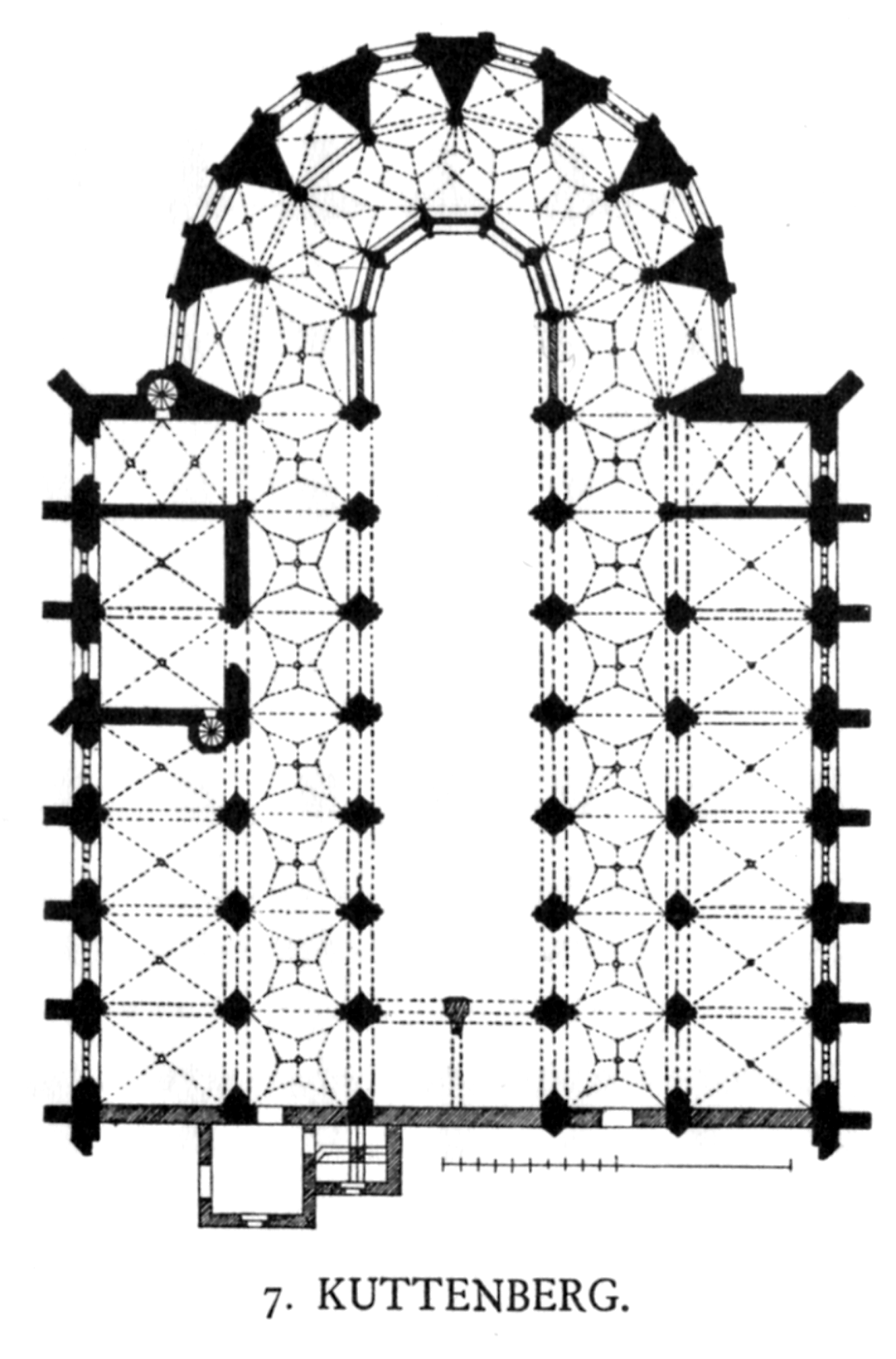
Кутна Гора. План катедрального собору Св.Варбори

Навіть бурхливі історичні події оминули більшість історичних та архітектурних пам'яток Чехії, яка зберігає та демонструє споруди від романської доби до сьогодення, зруйнованих чи перебудованих в інших країнах. Західноєвропейську архітектуру неможливо уявити без готики Чехії і Моравії, чеських палаців, соборів і замків доби бароко і рококо, споруд сецесії і постмодерну. Але є й руїни давніх фортець, замків, покинутих костелів.

## Чеська архітектура на старих гравюрах

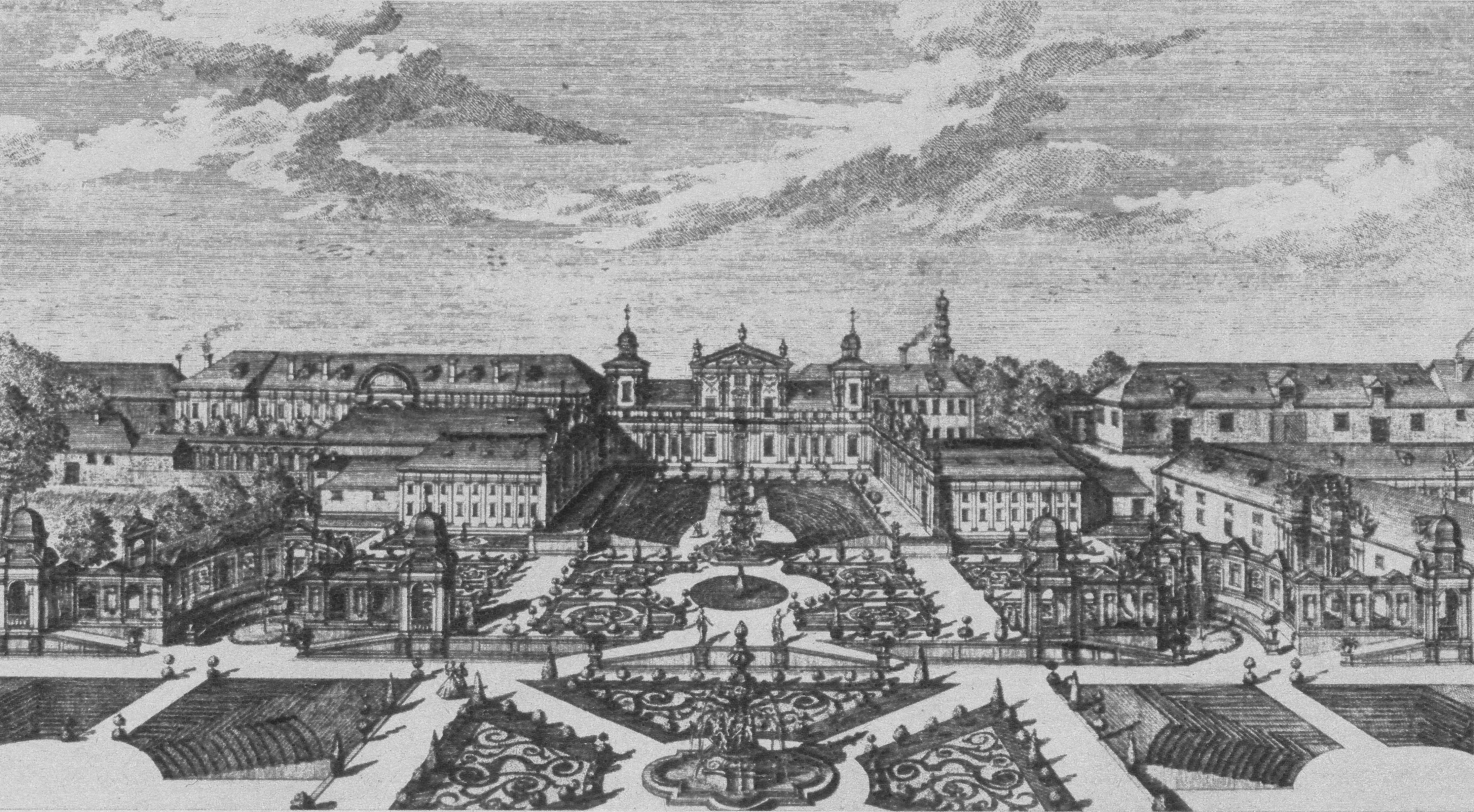
Гравер Йоган Адам Дельсенбах. Палац Ледніце, 18 ст.

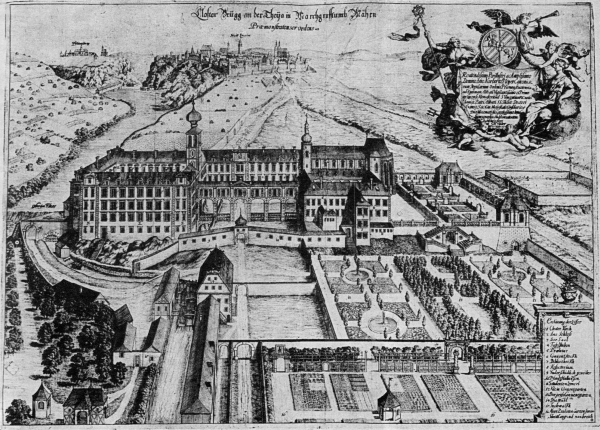
Гравер Ґ. М. Вішер. Зноймо (Моравія). Монастир св. Луки

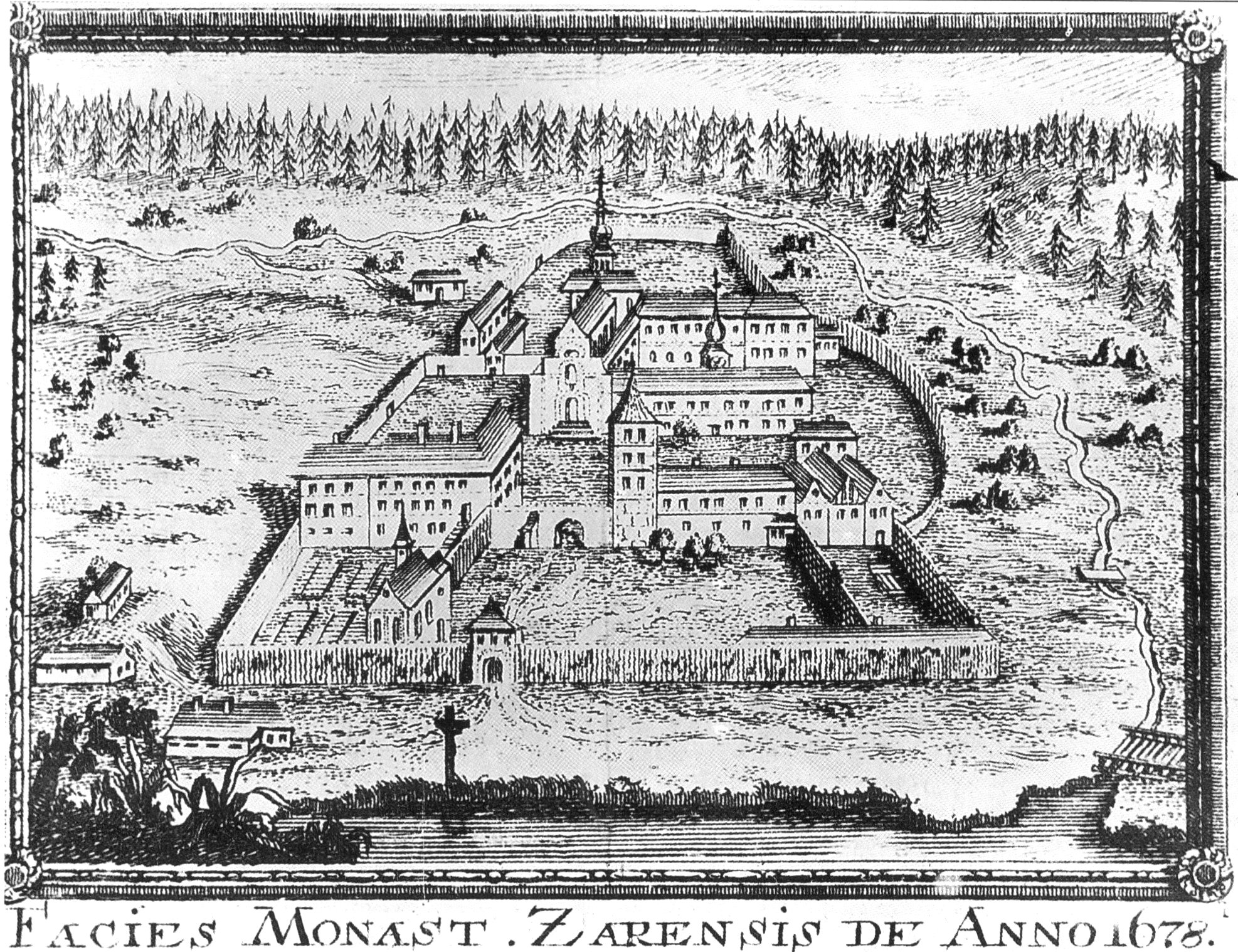
Монастир, Ждяр-над-Сазавою
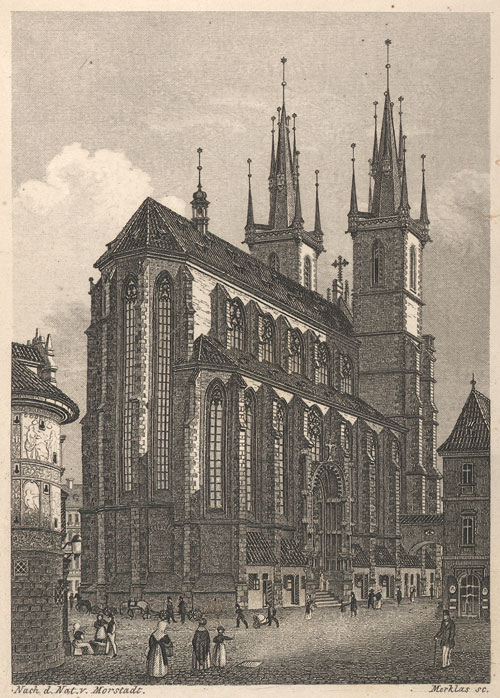
Храм Марії Тинської. Видання 1869 р.
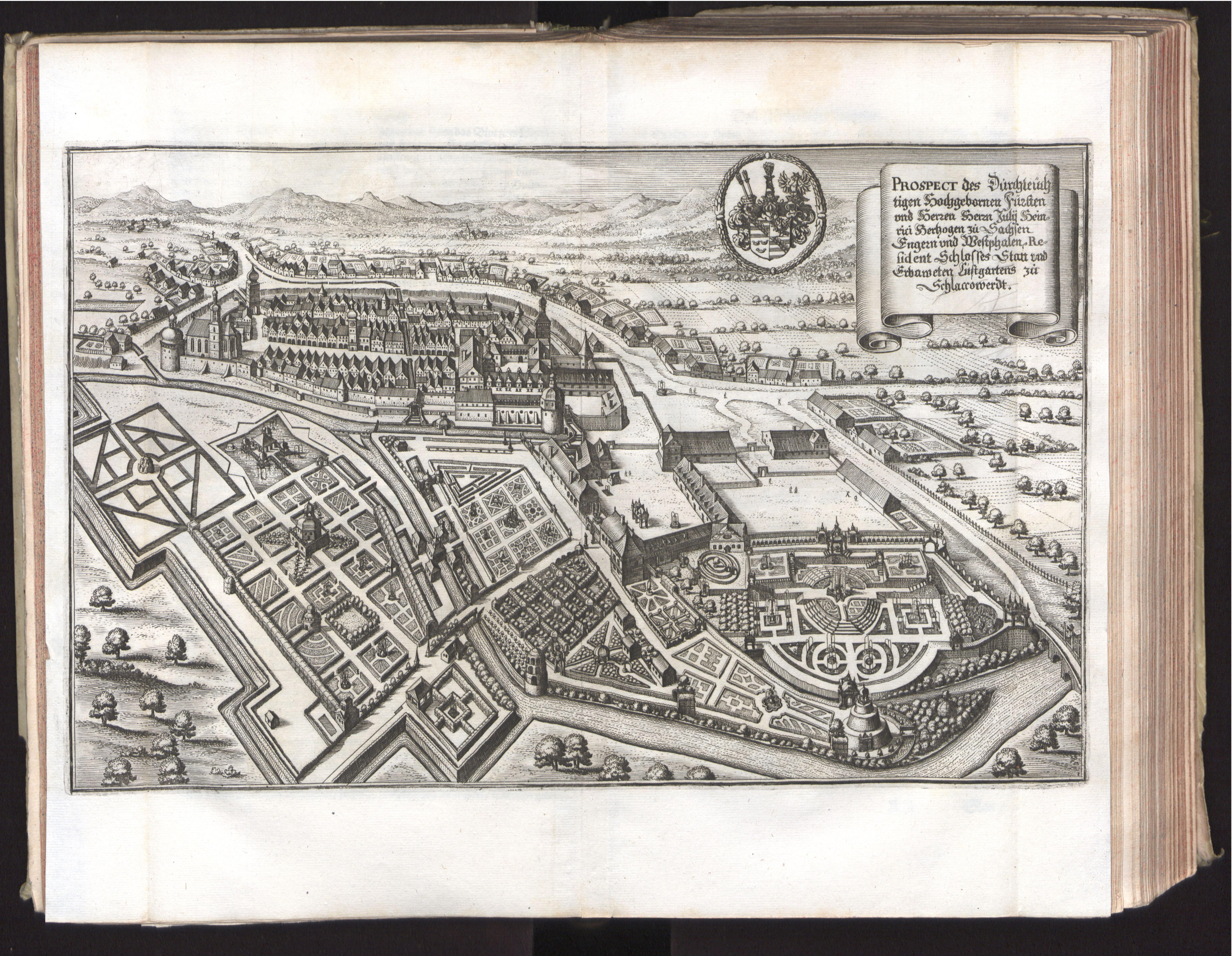
Матеус Меріан, Богемія
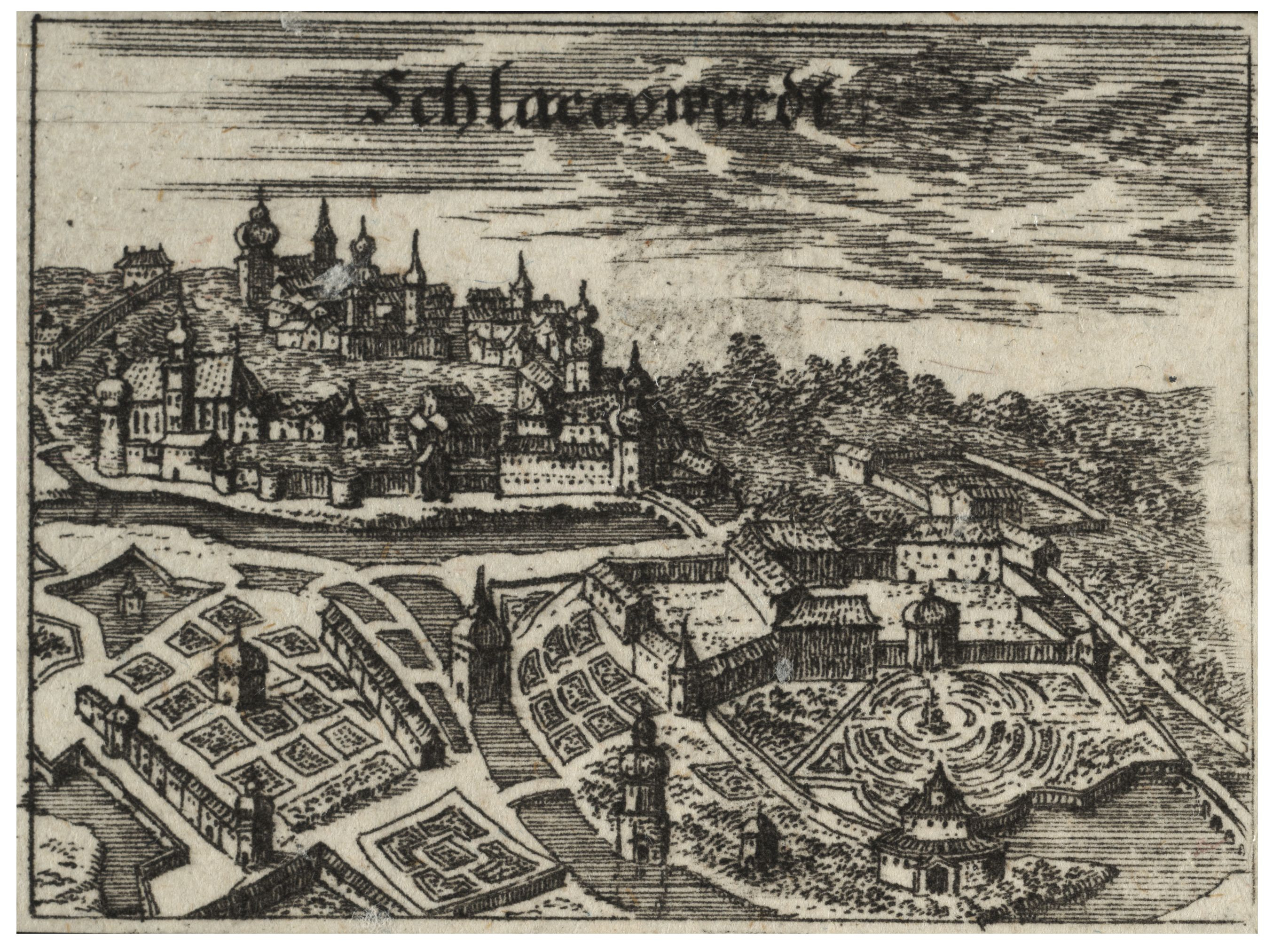
Венцеслав Холлар, краєвид в Богемії

## Руїни в Чехії

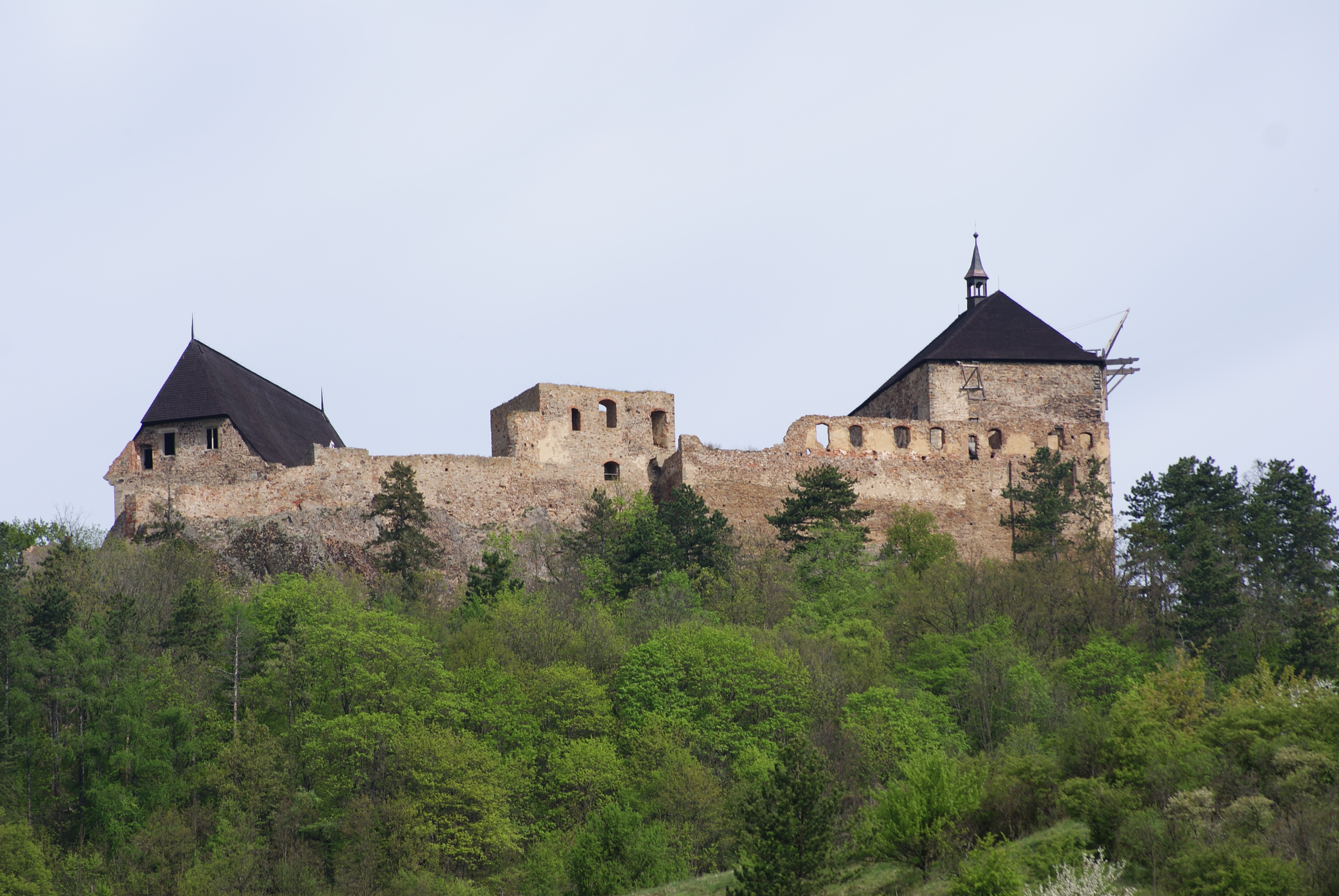
фортеця Точнік, консервація
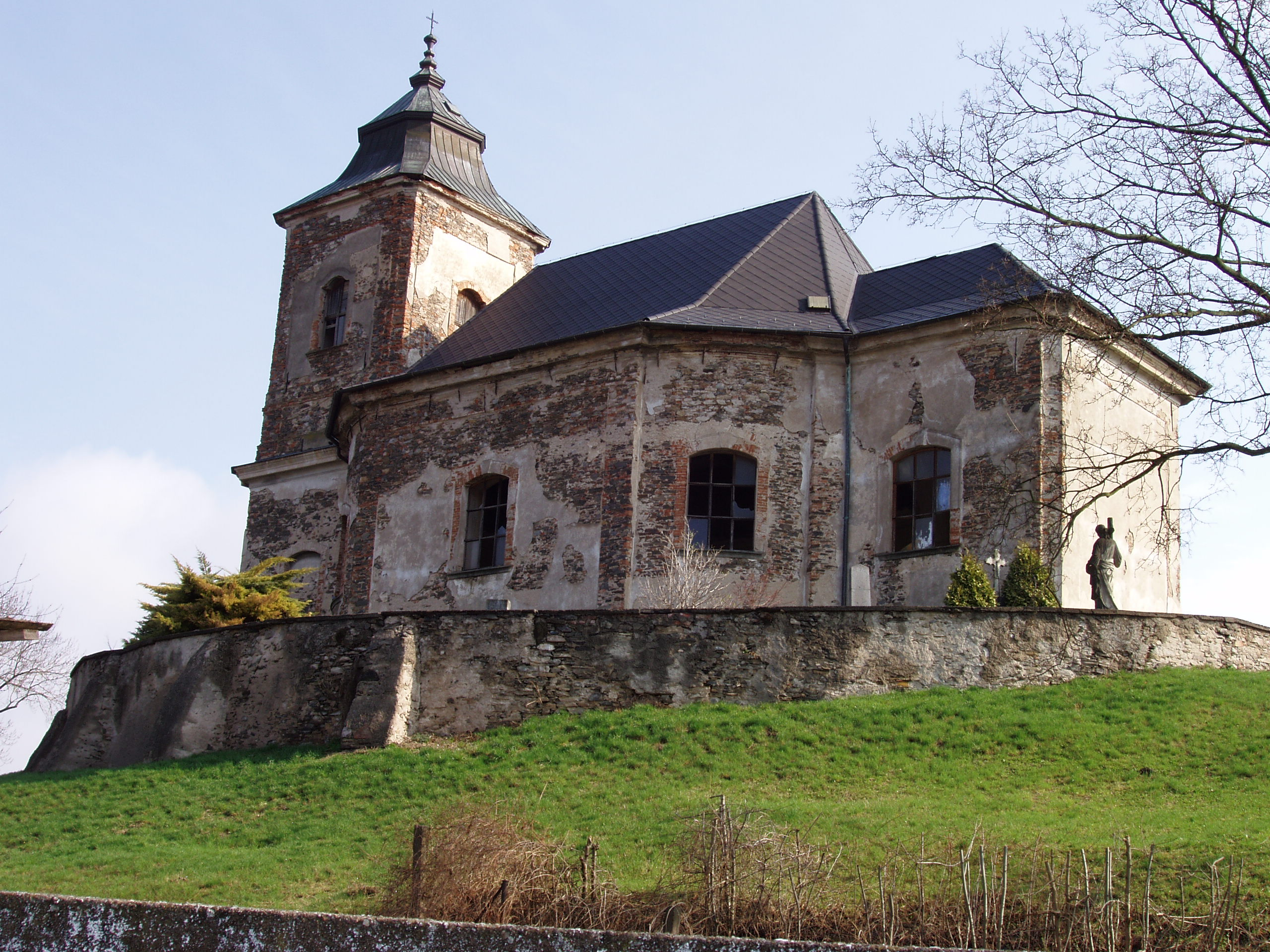
Костел в Старкочі
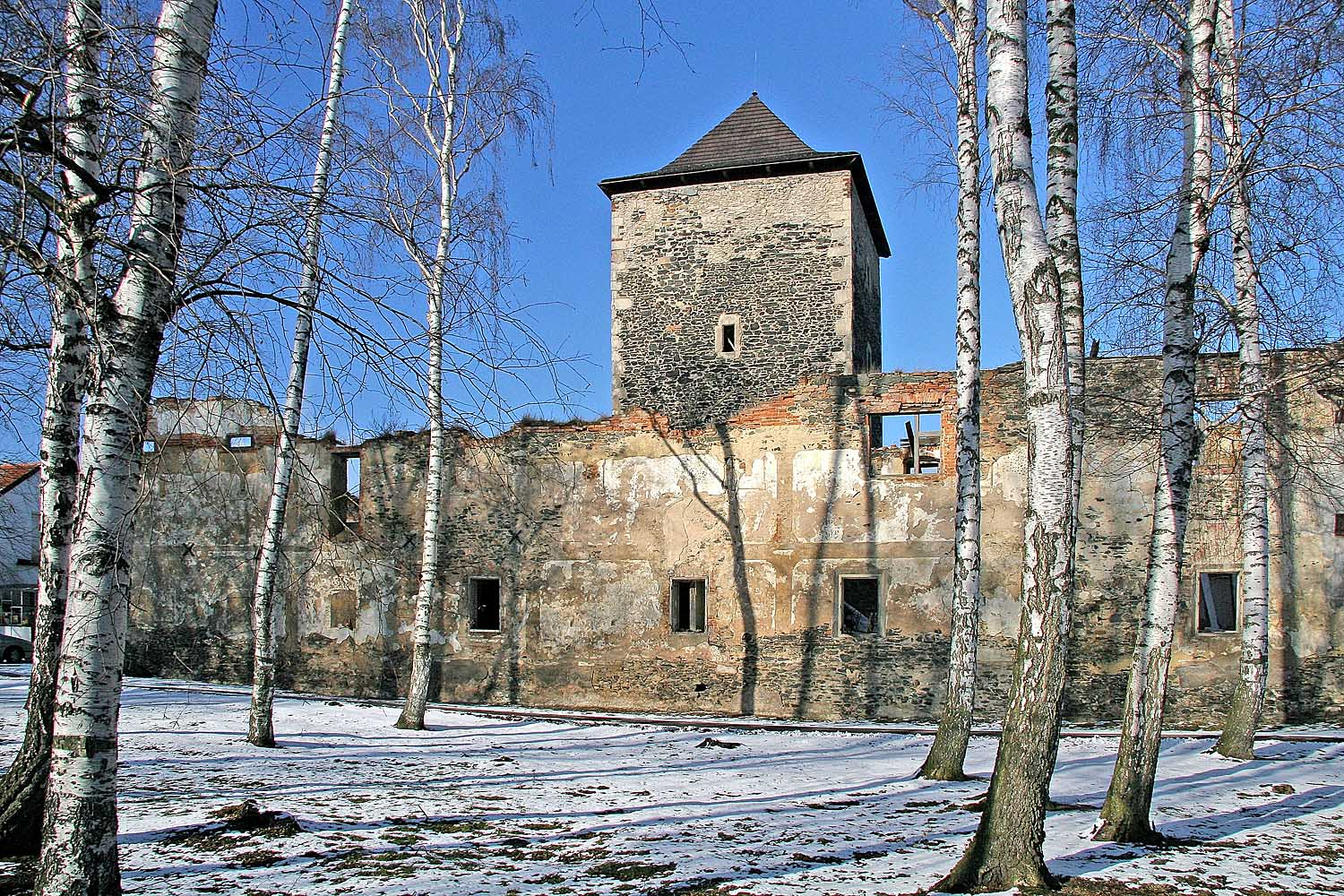
Руїни фортреці, Лошани
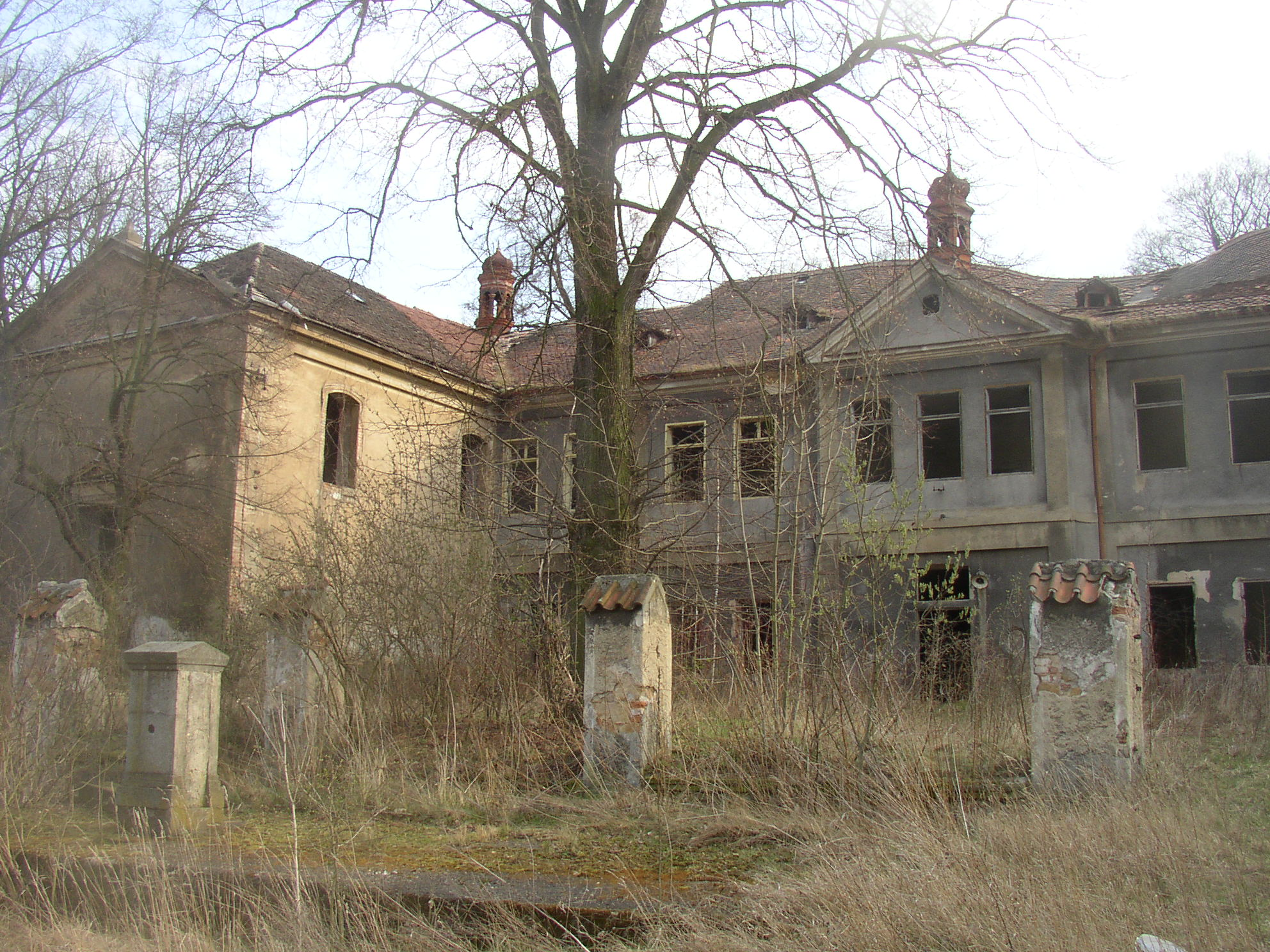
Покинутий замок Колец.
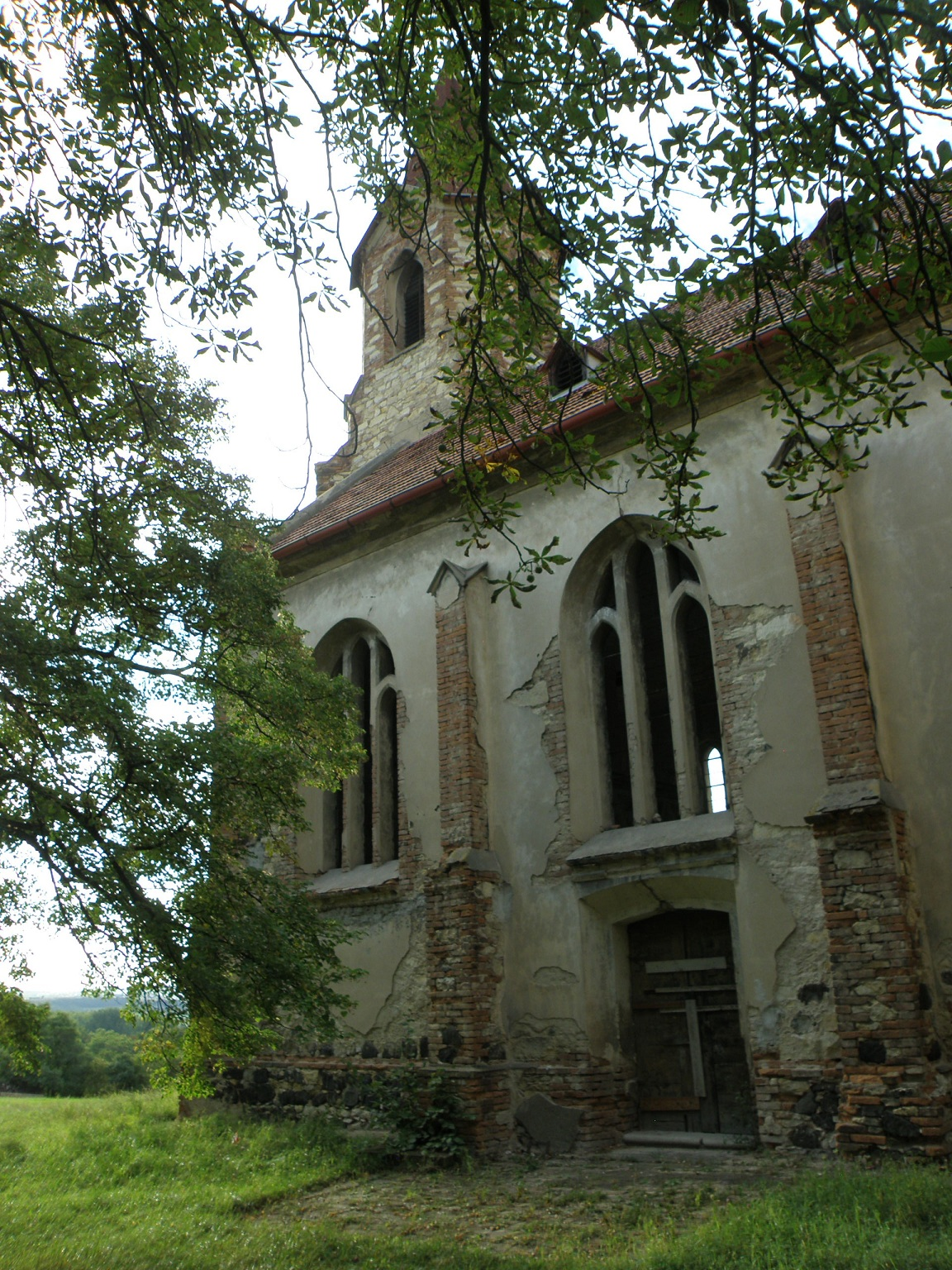
Покинутий костел Св. Августина, Лужице
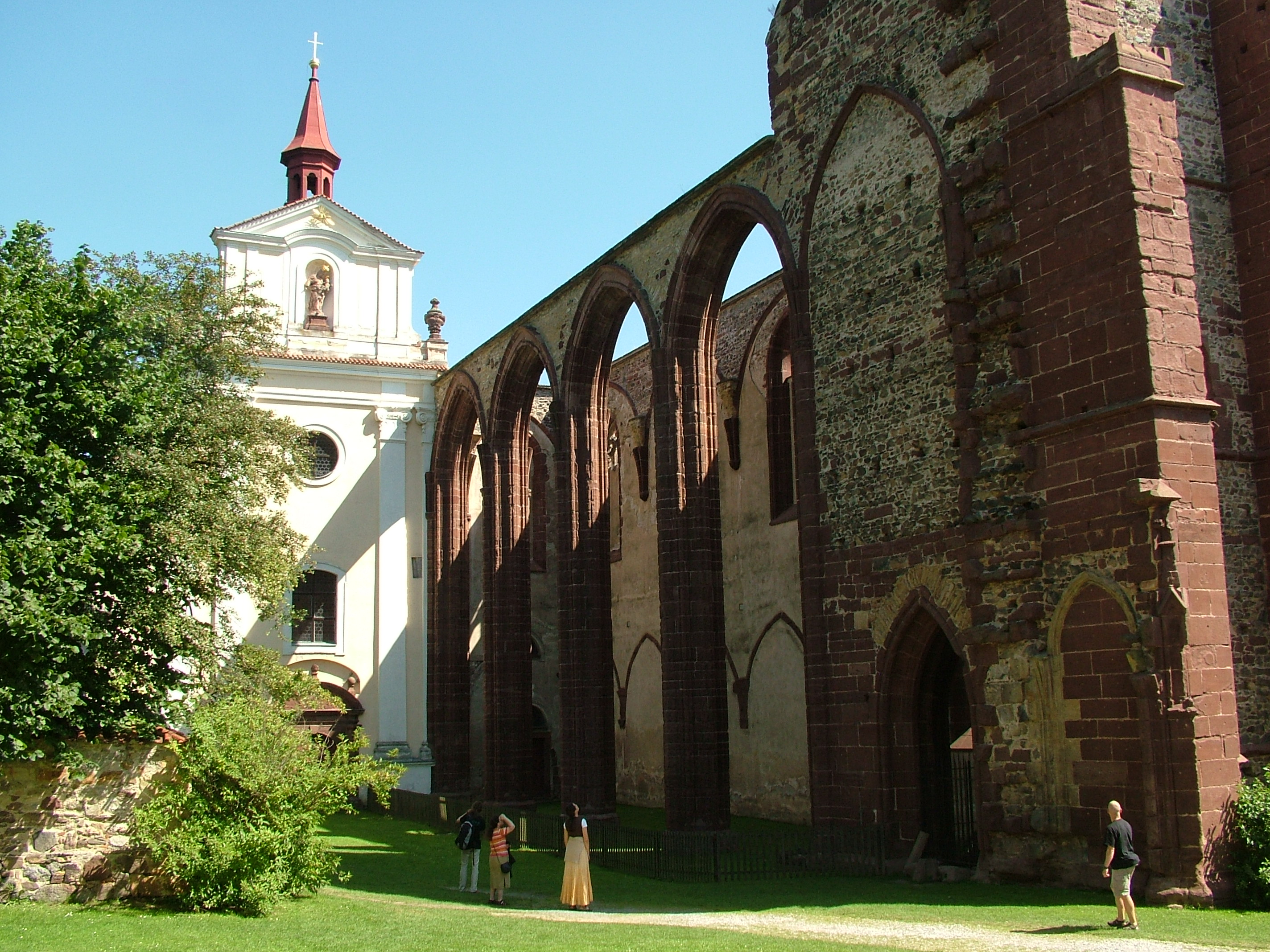
Сазавский монастир
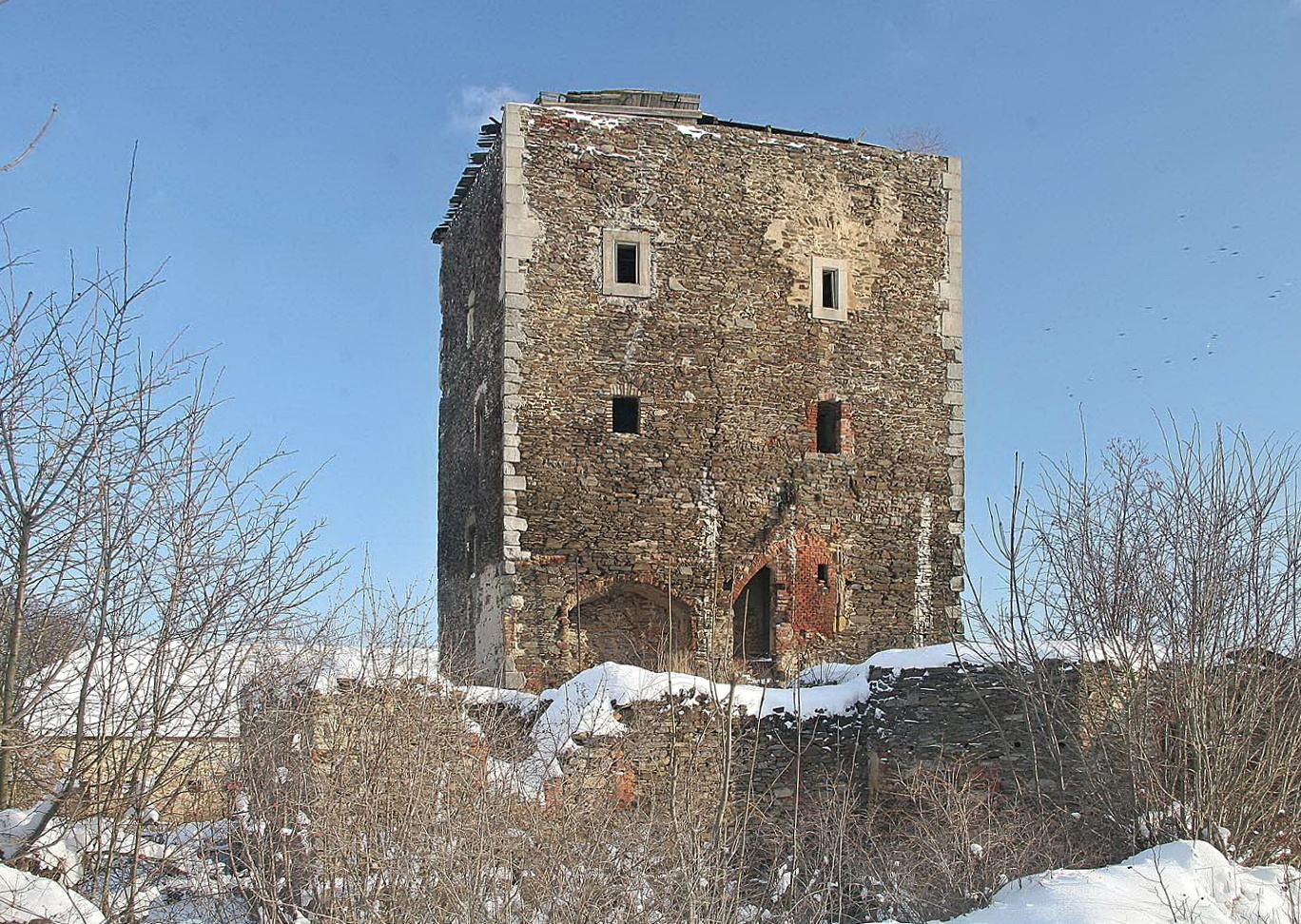
Готична вежа, м. Граденін

## Романська доба

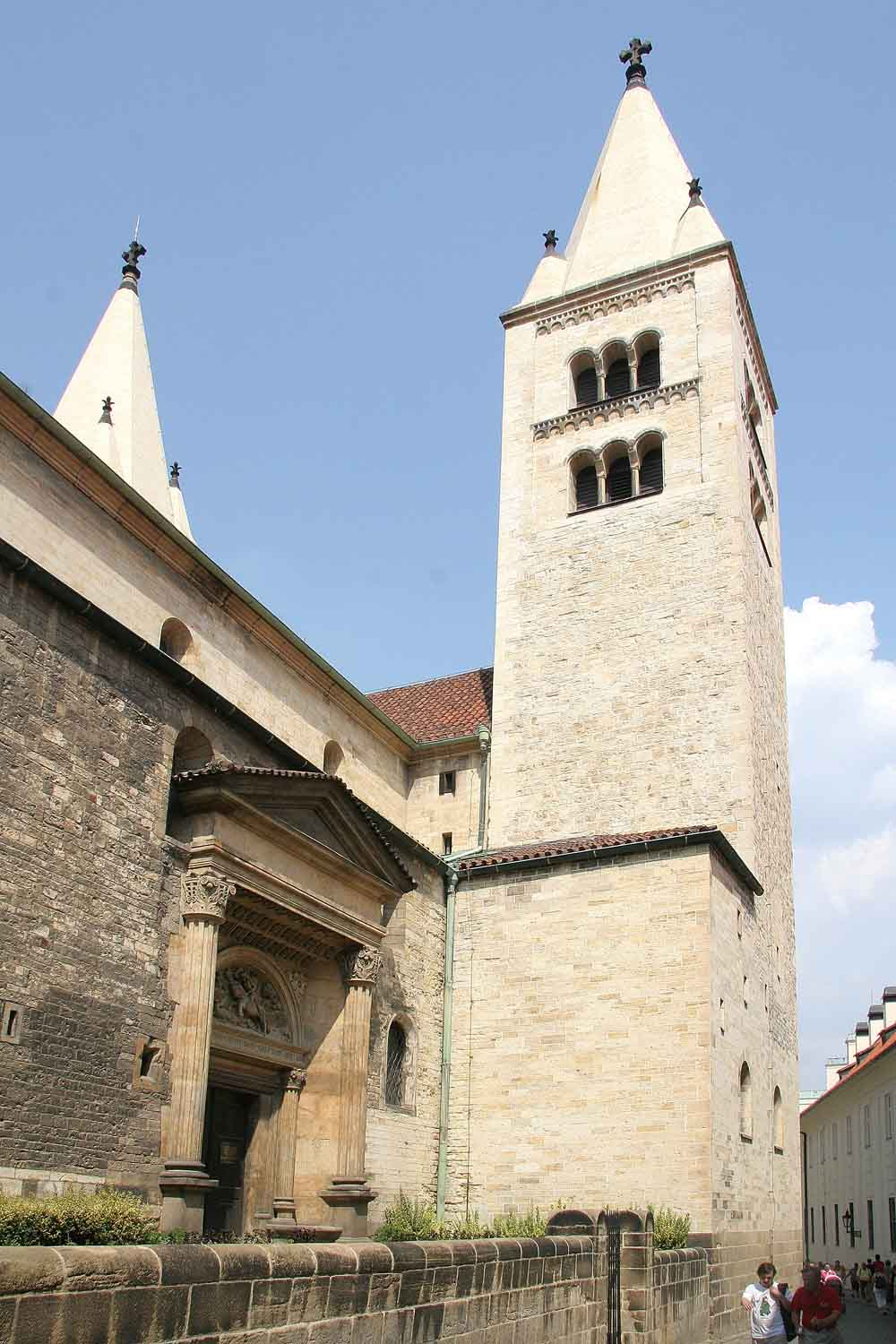
Бічна вежа базиліки Св. Георгія

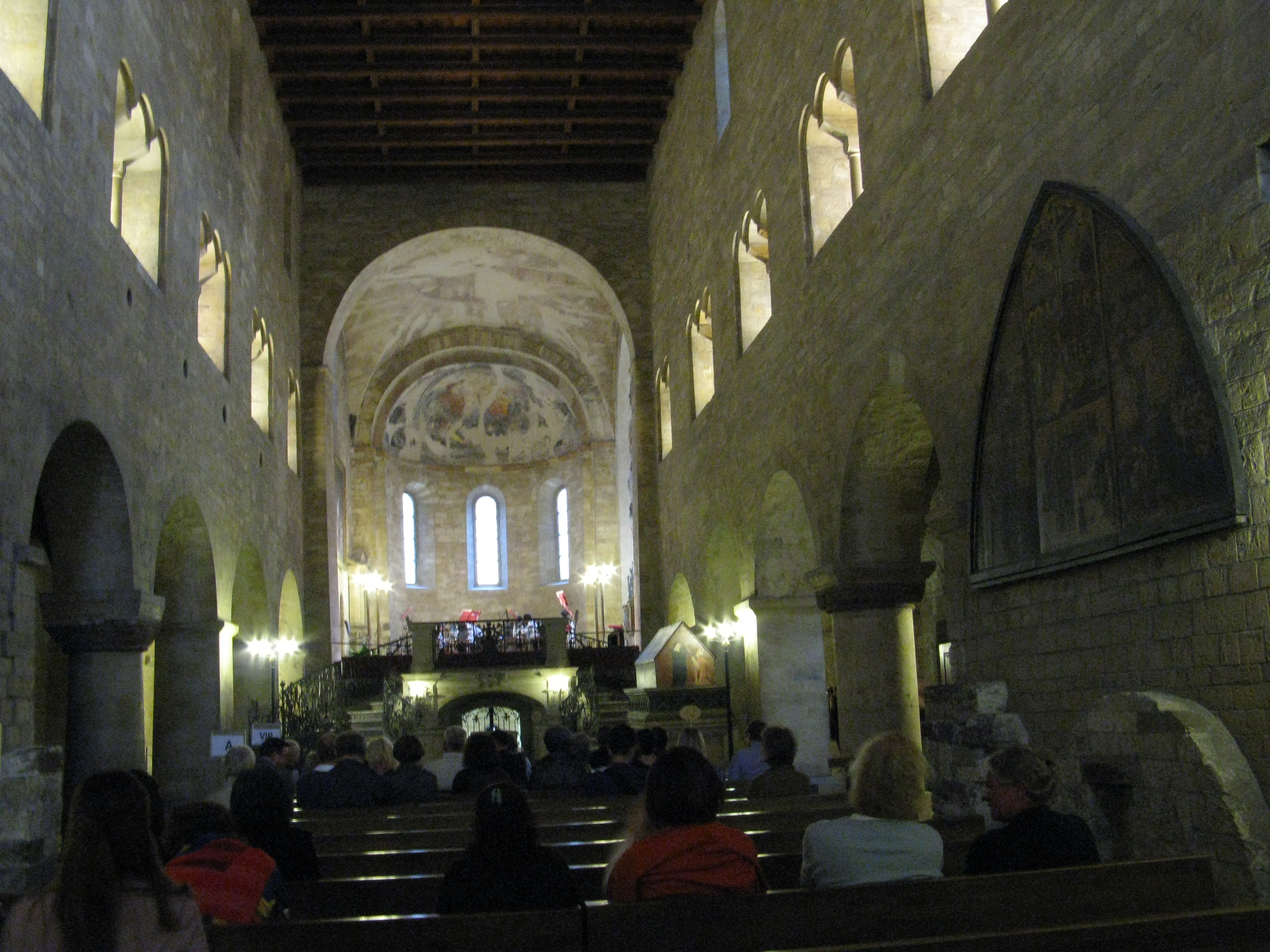
Базиліка Св. Георгія, інтер'єр

Письмові свідоцтва про наявність поселення на території Праги належать до 2-ї половини 9 століття, хоча слов'янське поселення виникло тут значно раніше. А вже в кінці 9 ст. за наказом князя Боржевоя побудована і перша церква Діви Марії. Серединою 10 століття датовані звістки про місто Прагу купця Ібрагіма ібн Юхима, що сповістив про майже столітнє місто, побудоване з каменю та дерева, що мало розвинену торгівлю. Вже у 973 р. був створений празький єпископат. На горі постали кам'яні фортечні мури, під захистом яких постали ротонда Св. Віта, палаци для князя та єпископа, костел та монастир Св. Георгія, кам'яні і дерев'яні.
Новим центром міського життя після 1061 р. став замок Вишеград, де оселився після 1067 р. князь Вратислав ІІ. Тут і побудували каплицю Св. Мартина, що збережена донині. У 12 ст. відбулося будівництво нових фортечних мурів з вежами в Празькому Граді (замку), що закінчили лише наприкінці століття. На перетині шляхів в долині під градом (замком) виник торговельний центр та великий ринок. Тут постав купецький двір Тин (захищене тином подвір'я), навколо якого оселилися купці. А на Малій Стороні оселилися єврейські мешканці міста, про єврейську синагогу тут сповістив літописець Косма у 1124 р. Купецьке поселення під замком швидко ставало середньовічним містом, де головували ремесла, торгівля, фінансові операції, а не сільське господарство. Різні поселення на берегах Влтави пов'язав дерев'яний міст, який зруйнувала чергова повінь. Близько 1165 р. замість дерев'яного побудували кам'яний міст Юдифи.
Споруди романської доби (1100−1250 рр.) в Празі — важкі, складені з кам'яних брил без розчину, мають маленькі подвоєні вікна. Фасади прості, прикрашені аркатурними поясками, вхідні портали — заокруглені, в тимпанах — грубуваті рельєфи біблійної тематики. Склепіння ще не мають ребер. Серед романських споруд, що збереглися —
- залишки ротонди Св. Віта
- ротонда Св. Мартина
- Страговський монастир(залишки споруд)
- ротонда Св. Хреста
- базиліка Св. Петра та ін.

## Готика Чехії

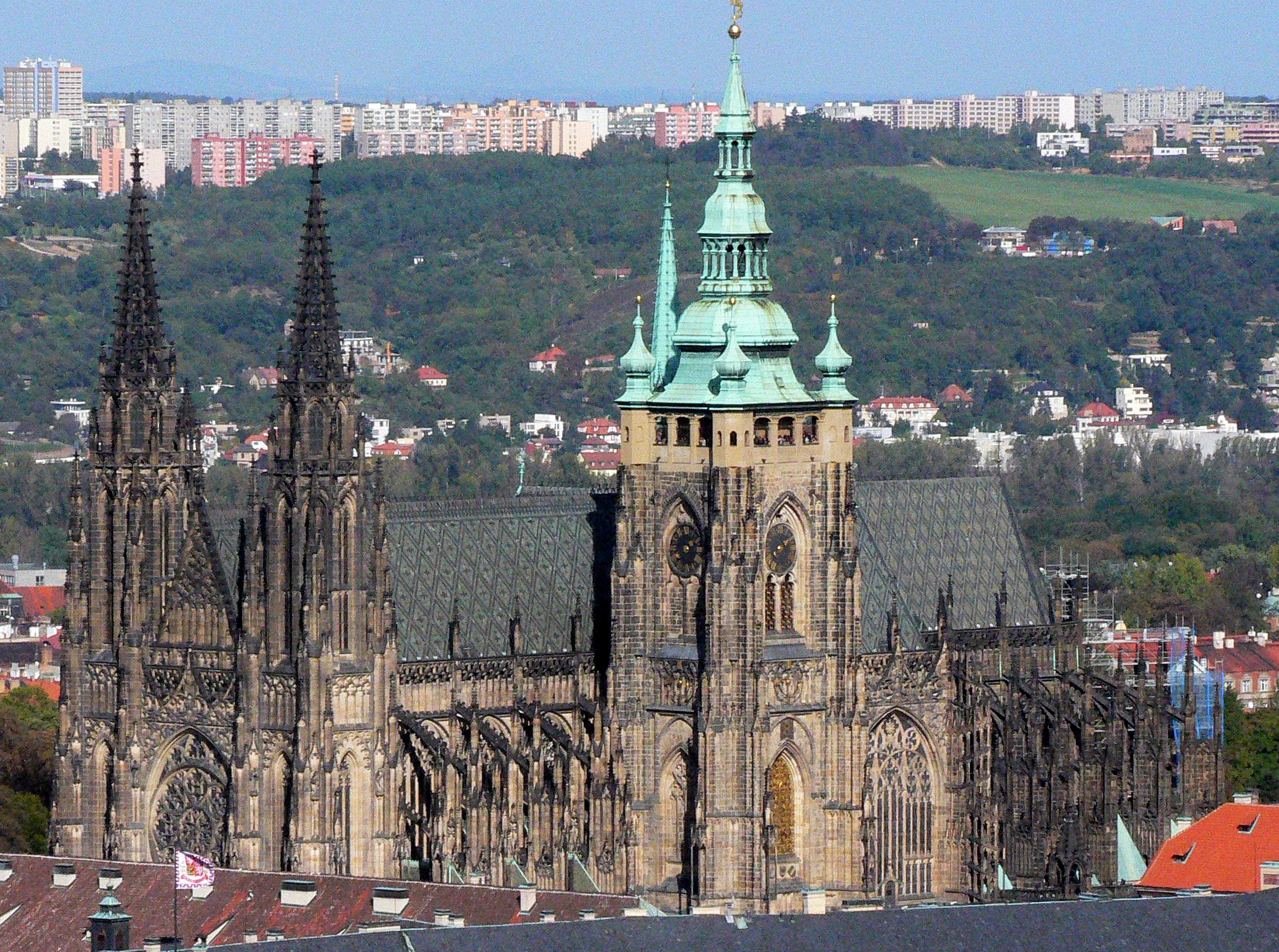
Собор Св. Віта, Прага

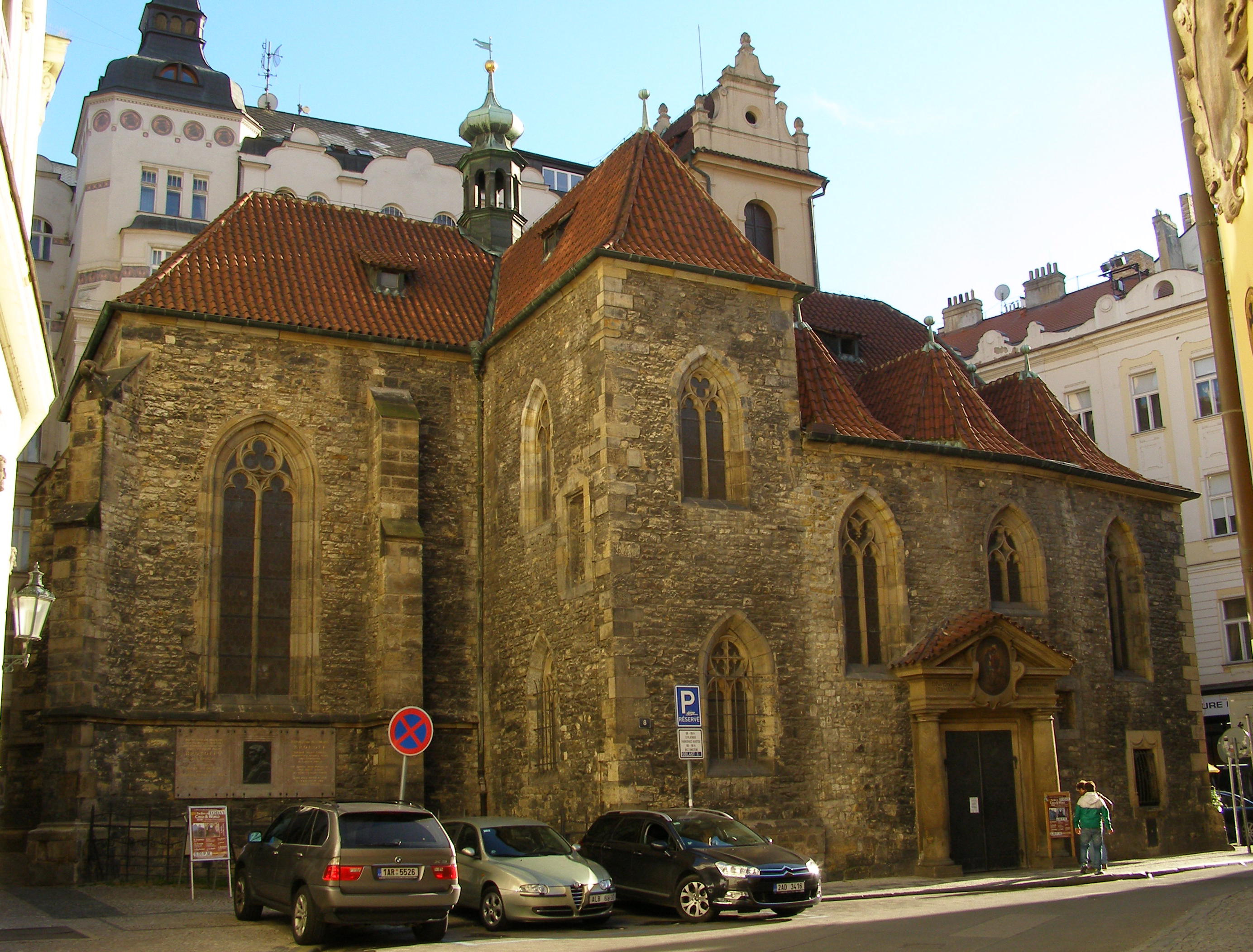
Костел Св. Мартина, Прага

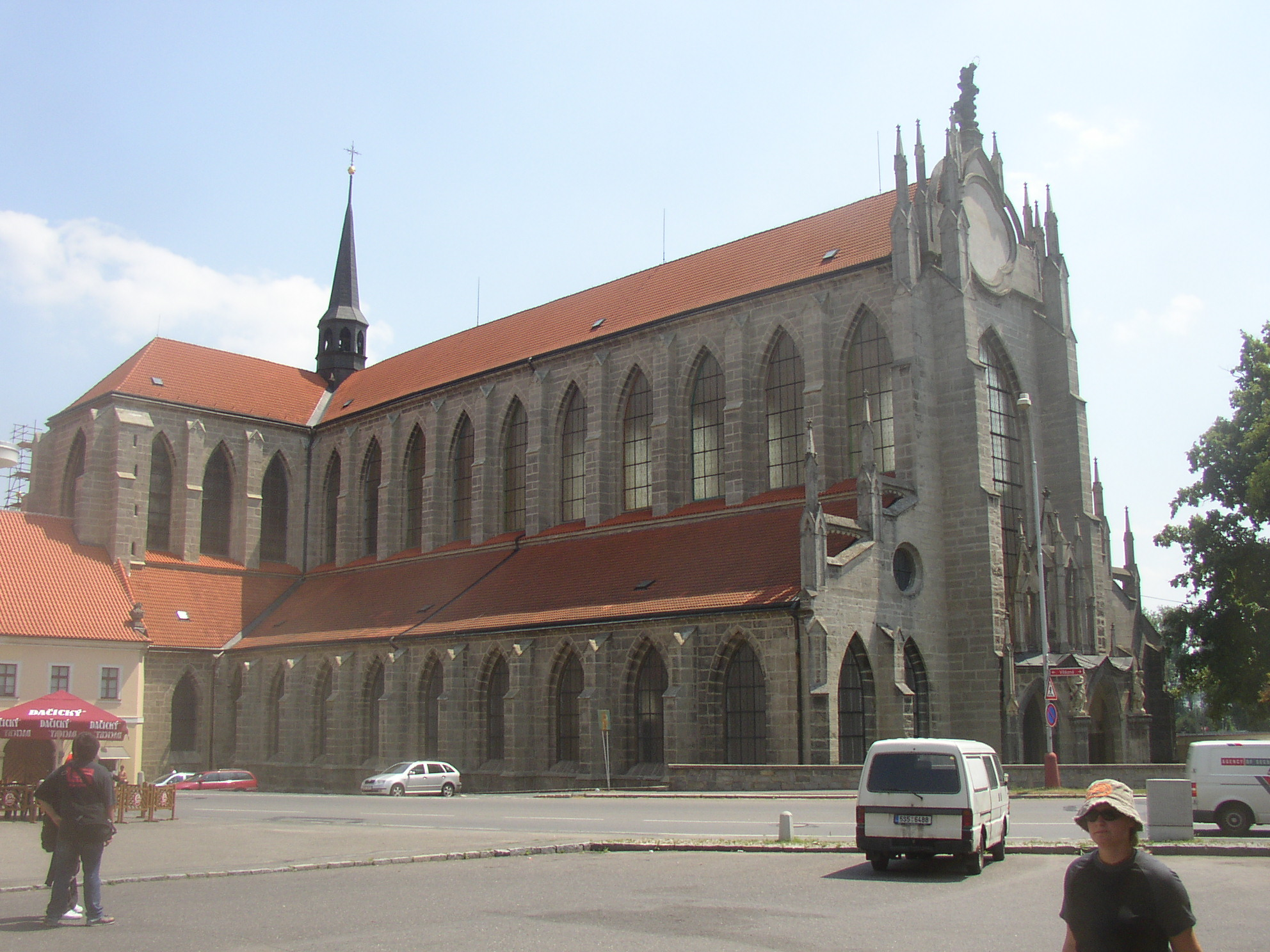
Собор Богоматері, Кутна Гора

В добу готики (13 —14, частково 15 століття) Чехія увійшла в коло розвинених і культурних країн Європи, що мала значну самостійність попри формальне підпорядкування Священній Римській імперії германської нації. Тут активно розвивались торгівля, ремесла, міське життя, архітектура.
Архітектори швидко засвоюють нові архітектурні ідеї. Малостійка дерев'яна архітектура заміняється кам'яною, що сприяє її безпеці та збереженню на століття. Зразки чеської готичної архітектури мало чим поступаються зразкам готичної архітектури інших країн, винятків тільки два — архітектура Франції та Італії. Готичний собор ставав домінуючою будівлею міських майданів, згуртовуючи навколо себе ратушу та будинки мешканців з готичними галереями першого поверху — характерна ознака багатьох чеських міст з доби готики і надалі. Готичні собори Чехії — часто зального типу, коли головна нава (архітектура) дорівнює висоті бічних нав або мало її перевищує. Трансепт розвитку не отримав (поперечна нава, що надає плану форму хреста), його майже не використовують. Нема й вежі над середхрестям, як у соборах Британії. Наріжні стіни товсті, могутні, позбавлені додаткових опор, як у соборів Франції. Їх висотний образ відігравав значну роль просторового орієнтиру. Вузькі високі вікна прикрашені вітражами. Трудоміська технологія та війни ставали на заваді будівництву: великі собори залишались недобудованими, як це сталося з грандіозним собором святого Віта в Празі. Його добудували у формах, наближених до середньовічної манери Парлержа, лише наприкінці 19 та на початку 20 ст. Але саме готичні собори Чехії стали найбльшими церквами країни. Серед них:
- собор святого Віта, Прага
- собор Успіння Богоматері, Седліце, Кутна Гора
- собор бенедиктинського монастиря, Кладруби.

Шедевром пізньої готики Чехії став собор Святої Варвари у Кутній Горі.

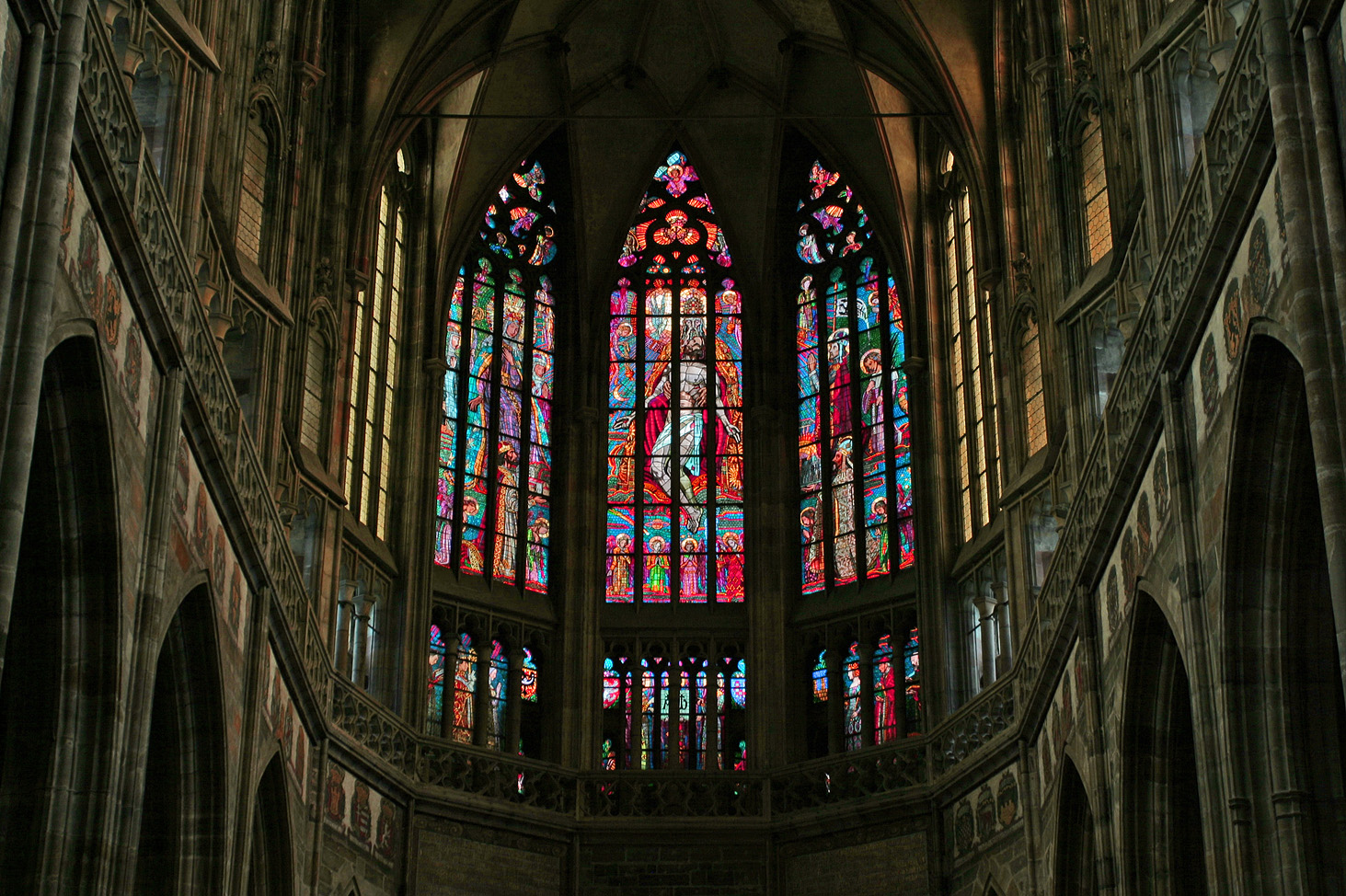
Вітражі вівтаря. Собор святого Віта
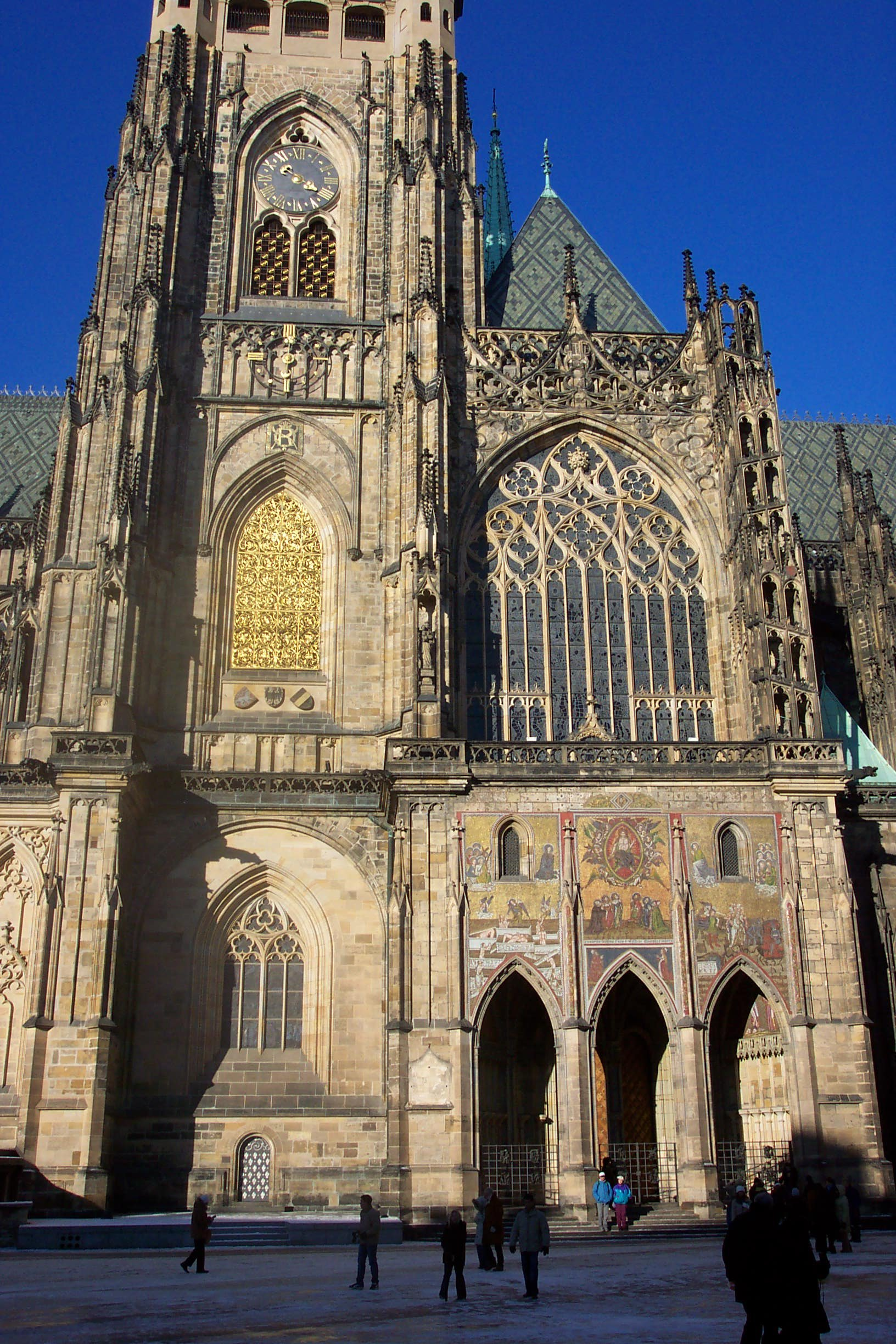
Південний фасад собору святого Віта
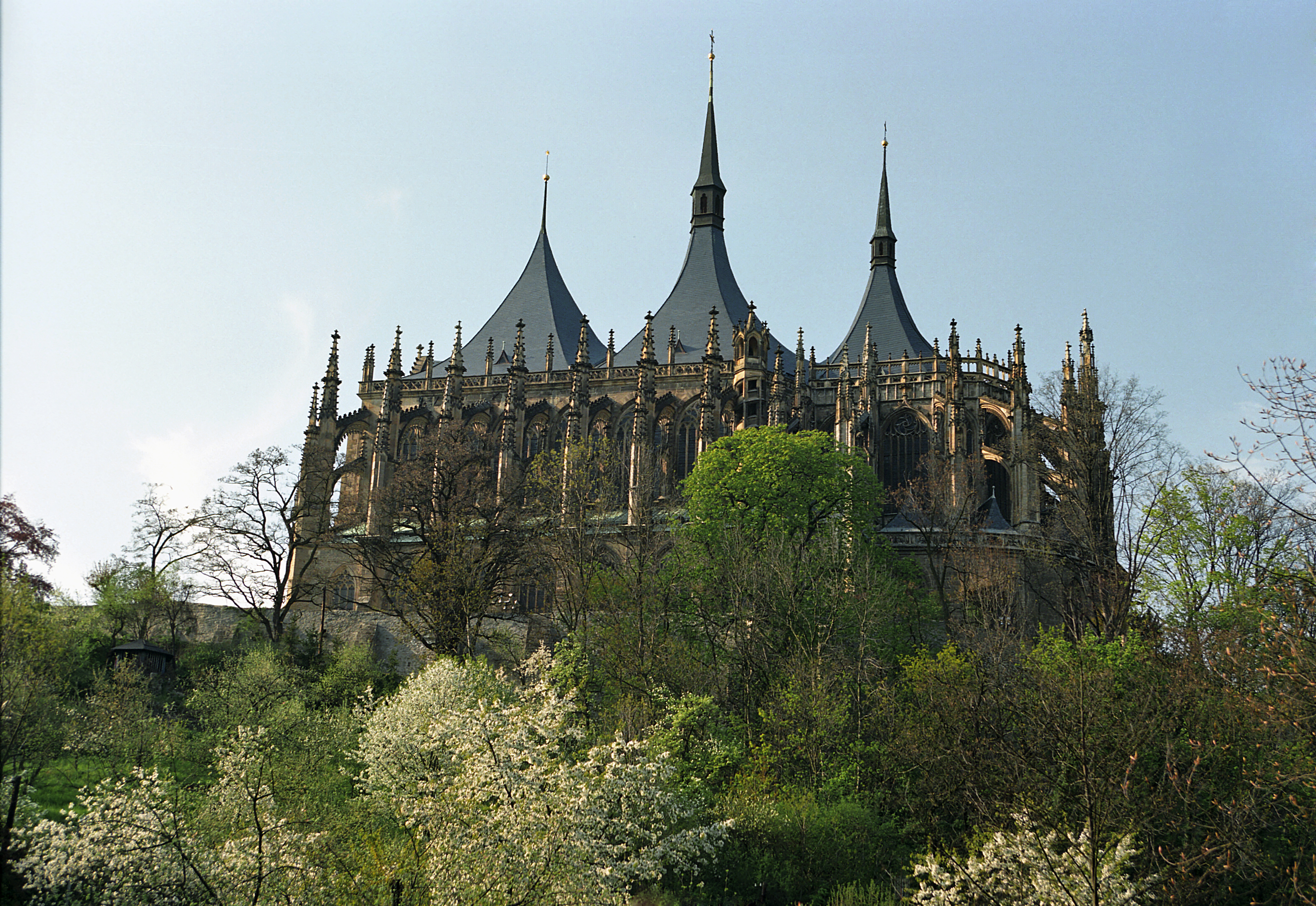
собор святого Варвари, Кутна Гора
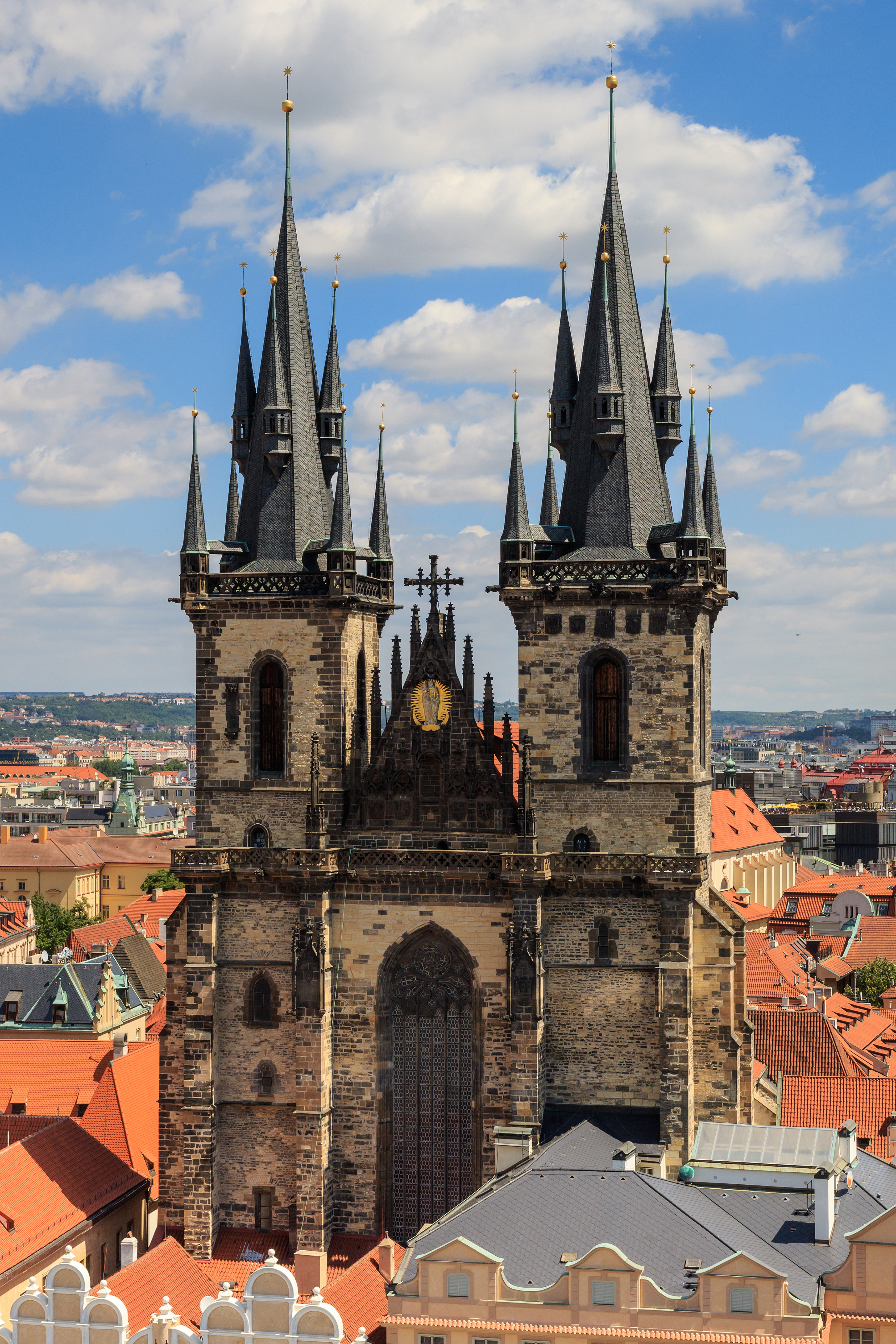
Храм Марії Тинської, Прага
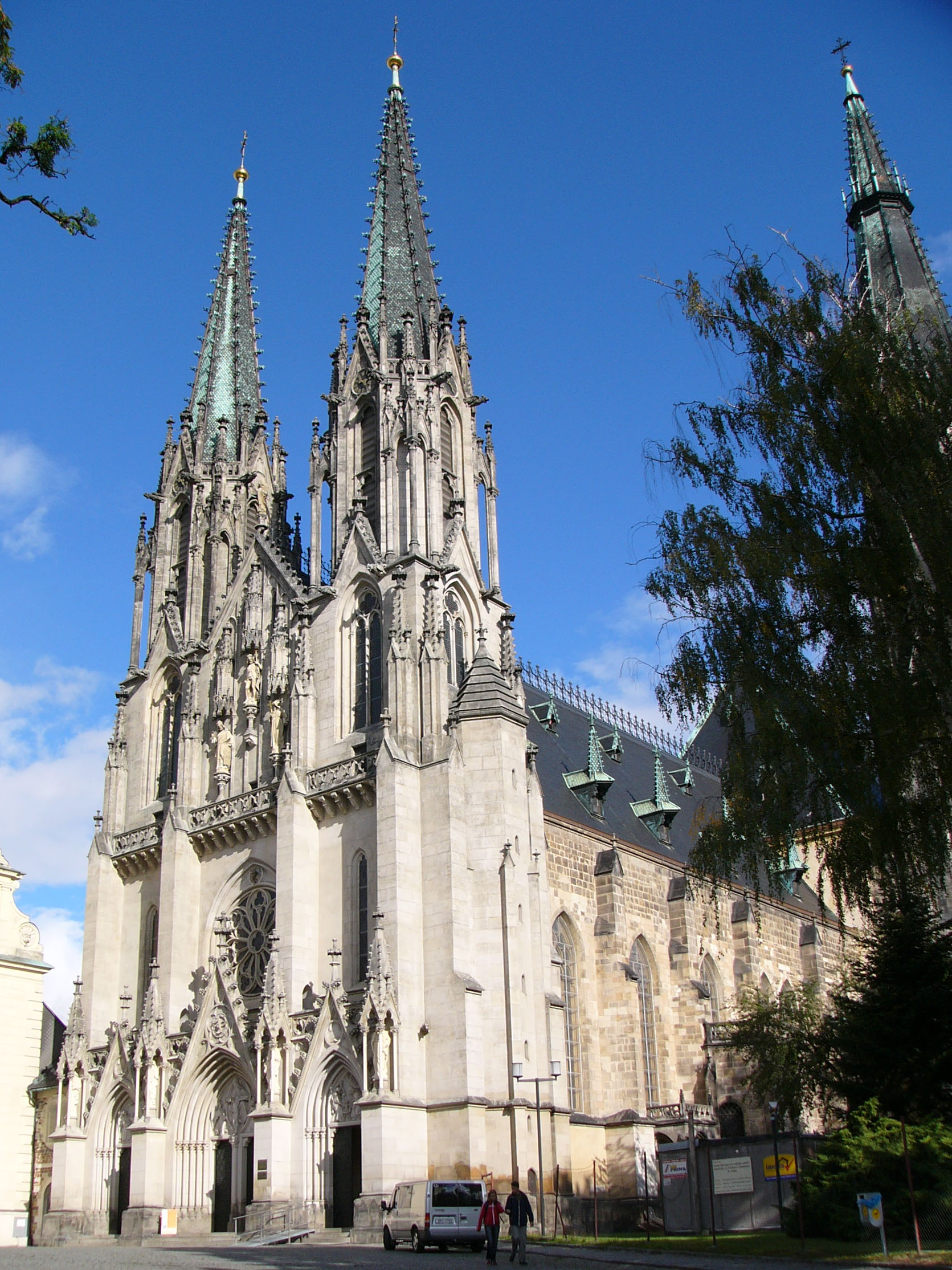
Катедра святого Вацлава, Оломоуц
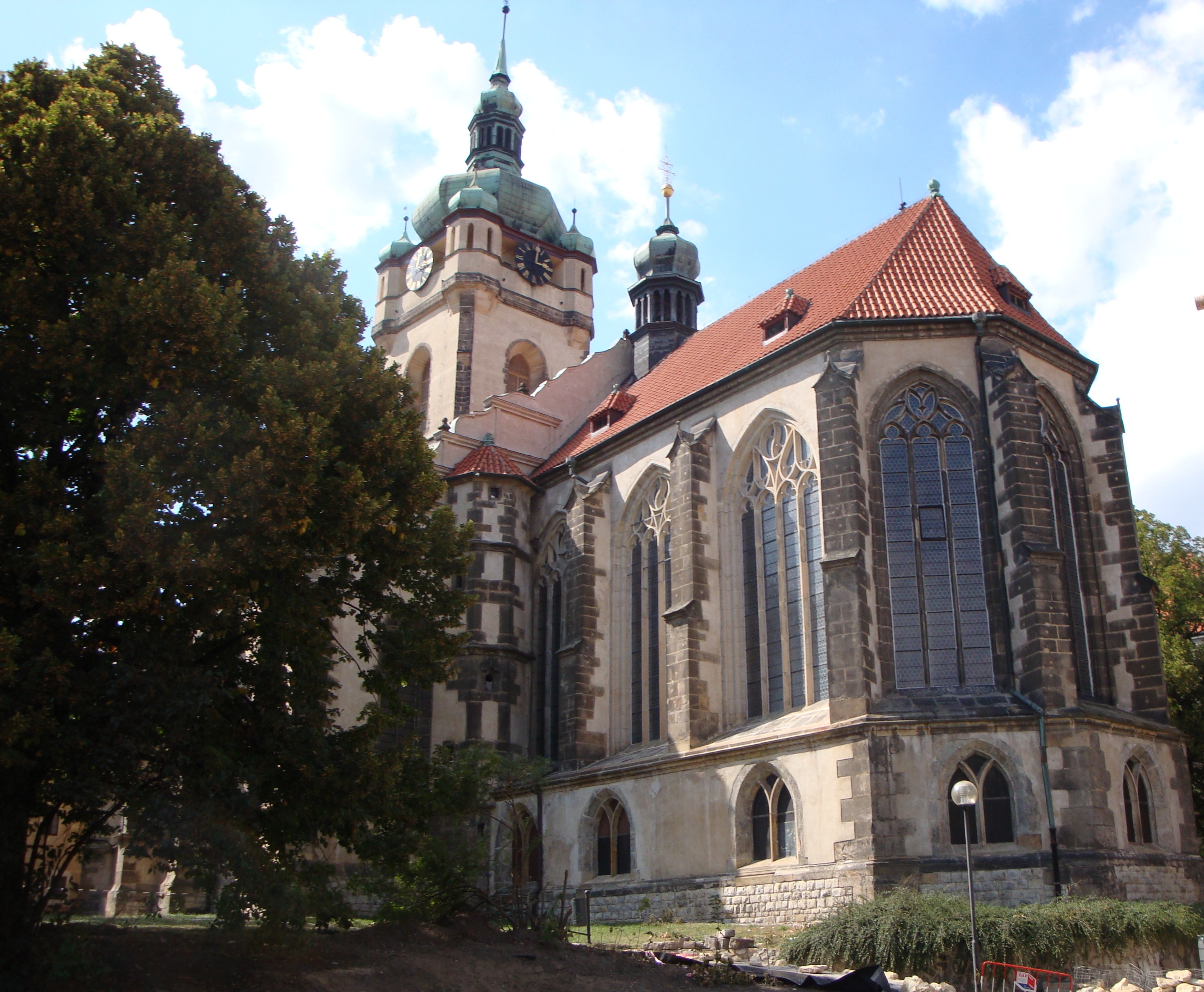
Костел святоятих Петра і Павла, Мелник
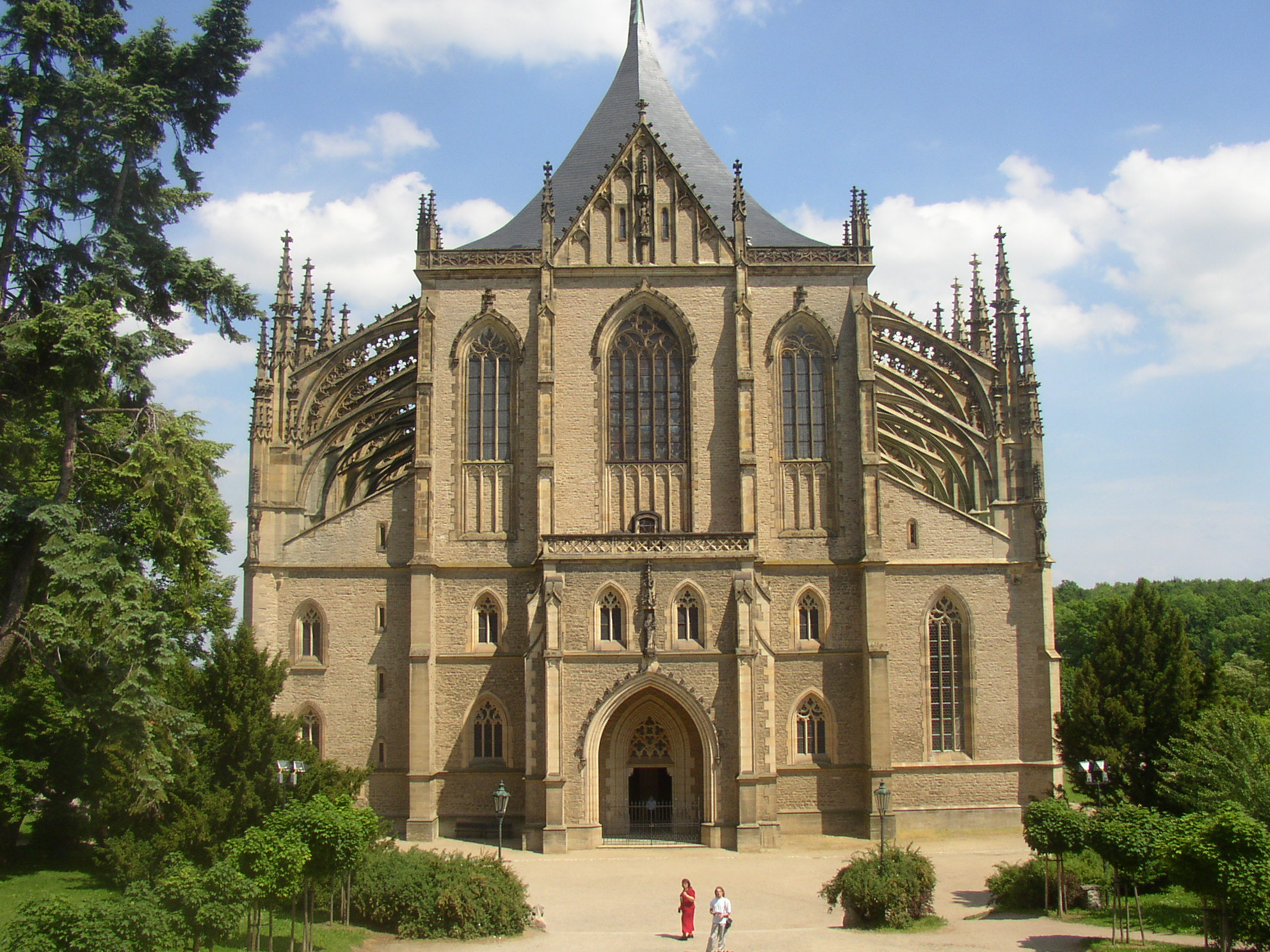
Кутна Гора, катедрал святої Варвари
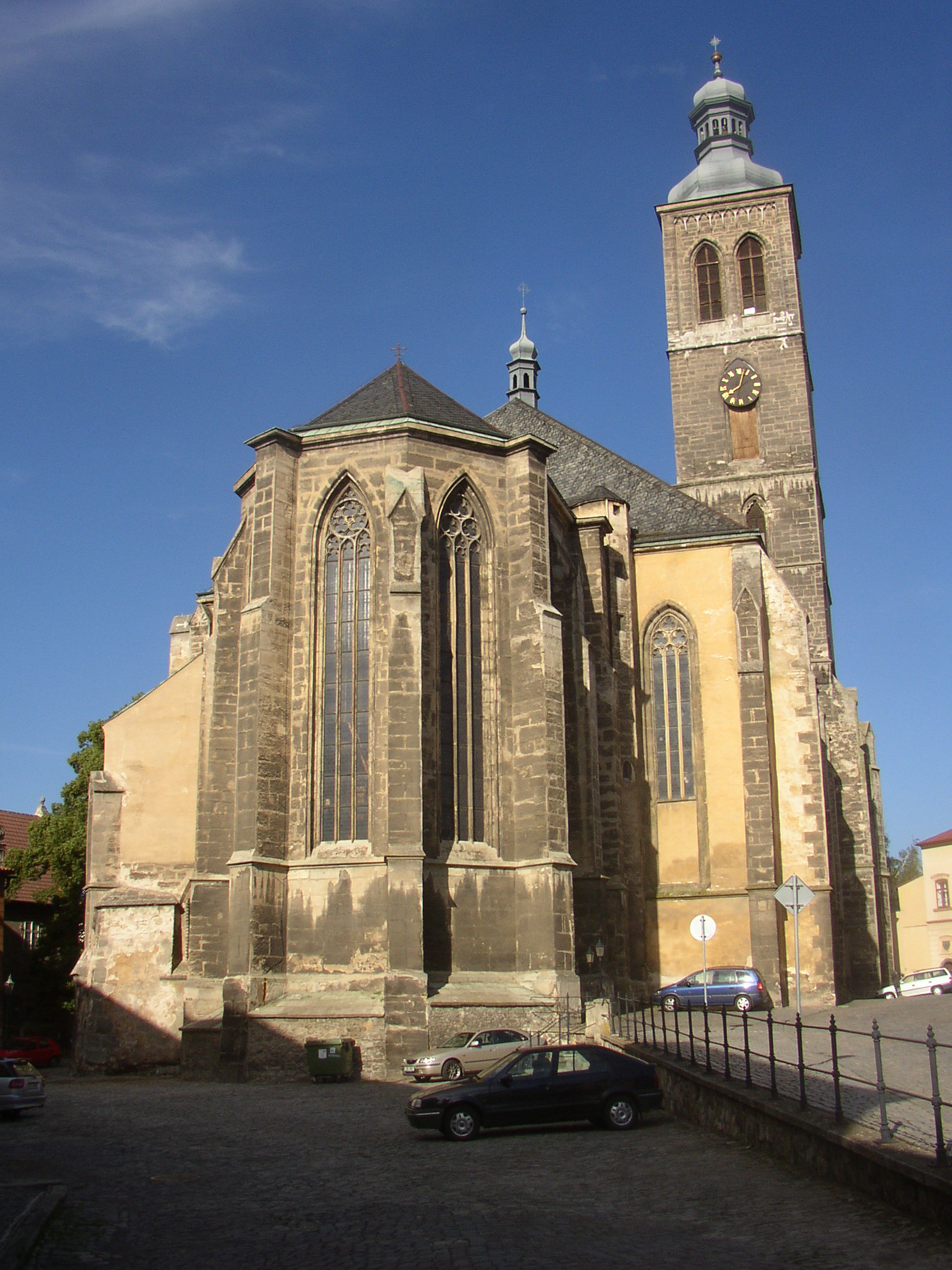
Кутна Гора, Костел святого Якуба

## Доба відродження і маньєризму

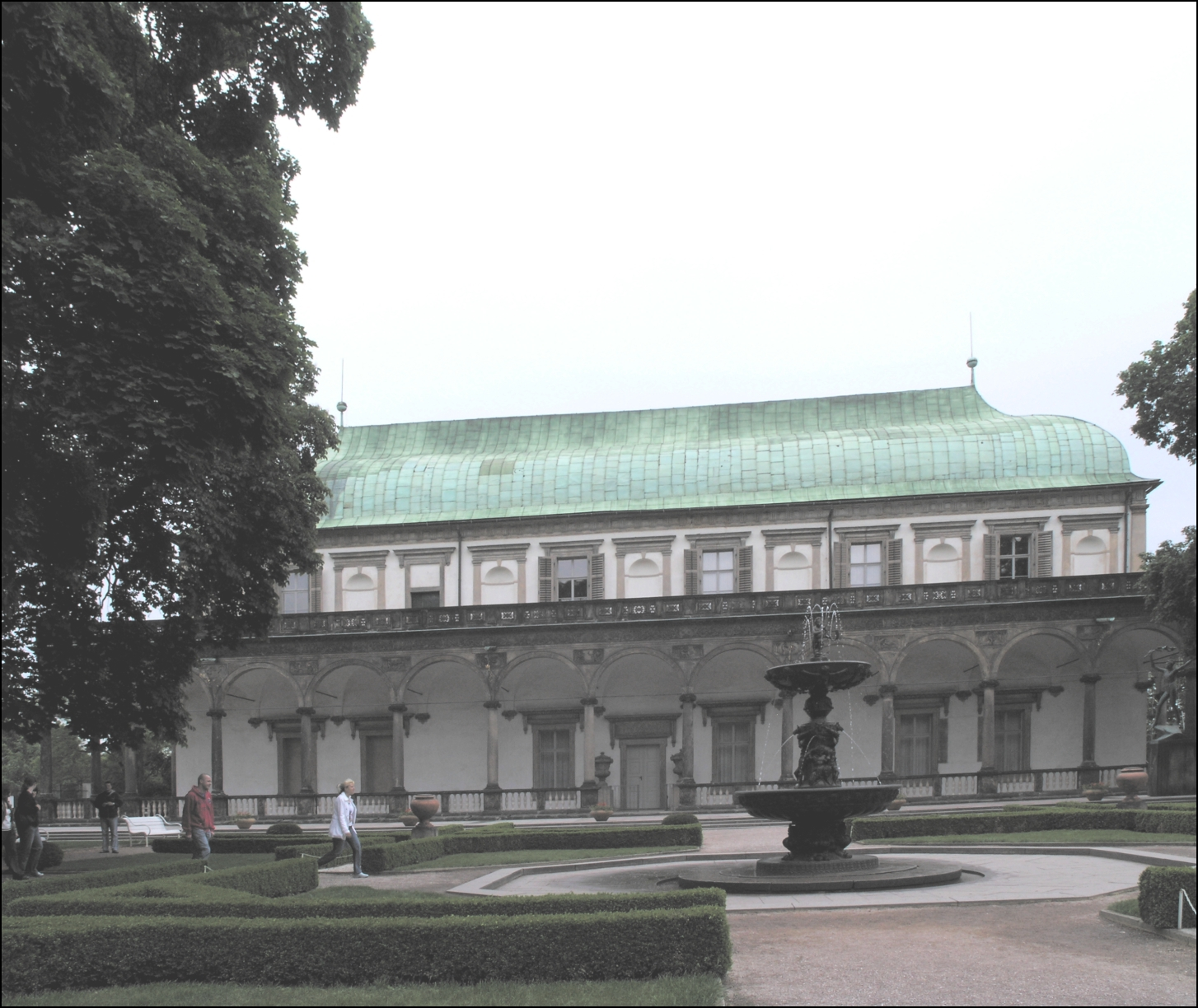
Королівський палац в Празькому граді(замку)

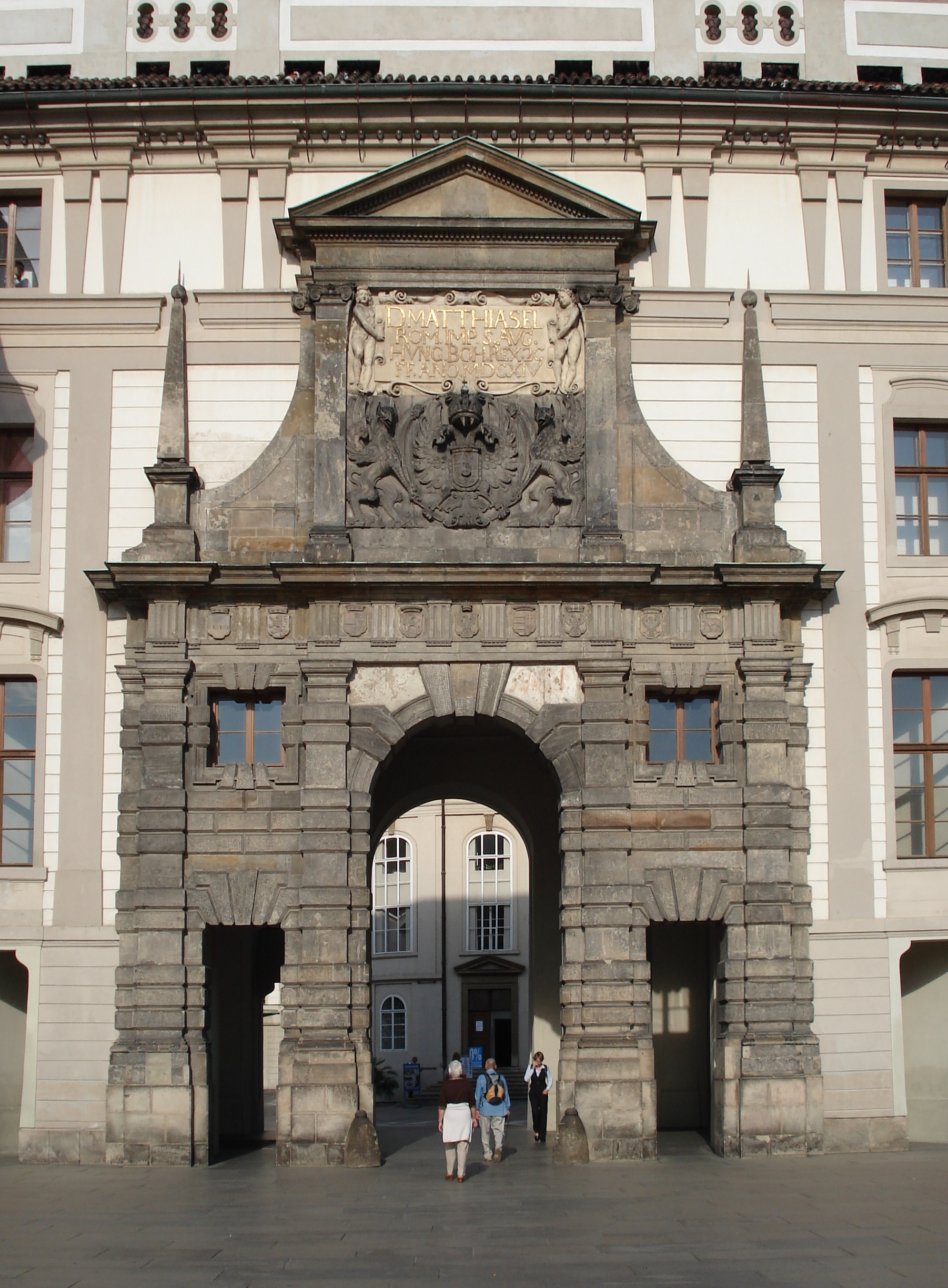
Матьяшова брама

В 2-й половині 15 ст. в Чехії склалися умови для розвитку ідей відродження. Першою значною спробою в архітектурі відродження став Владиславський зал в Празькому Граді (замку). Це палацова зала для свят, балів і турнірів; світська, нецерковна за призначенням. Але архітектурні форми важкі, компромісні, виростають з готичних уявлень, про що свідчать склепіння з нервюрами. Більш ясні, ренесансні форми притаманні Королівському палацу Летоградек (палацу для перебування влітку). Будівництво розпочали італійські архітектори під керівництвом Джованні Спаццо. Видовжений корпус палацу має низку галерей, відкритих у садок, розпланований за італійськими зразками.
Маньєризм не мав поширення в архітектурі Чехії, попри те, що Прага в кінці 16 — на початку 17 століть була значним центром маньєризму в Європі. Але він тісно гуртувався навколо двору імператора Рудольфа ІІ, мав суто палацовий характер. Тут працювали відомі представники маньєризму (Арчімбольдо, Адріан де Вріс, Бартоломеус Шпрангер), хоча вони і не були архітекторами. Маньєризм в Чехії відбився в потягу до незвичного, до екзотичного (співаючий фонтан —проект Ф. Терцио, 1562 р.), мармуровий фонтан Кроцина — Національний музей у Празі; кабінет курйозів Рудольфа ІІ з колекціями дивовижних артефактів від мінералів і античних монет до витворів американських індіанців). Серед споруд перехідного періоду від маньєризму до бароко — Матьяшова брама. Потяг до незвичного згодом проявиться і у чеському бароко.
У цей період будується кілька замків з відкритими аркадами внутрішніх дворів на зразок палаців в Італії (замок Літомишль, Їндржихув Градец). За місцевою традицією частина фасадів прикрашена графіті — монохромними стінописами з імітацією діамантового русту чи сюжетами біблійних, міфологічних та батальних цен.

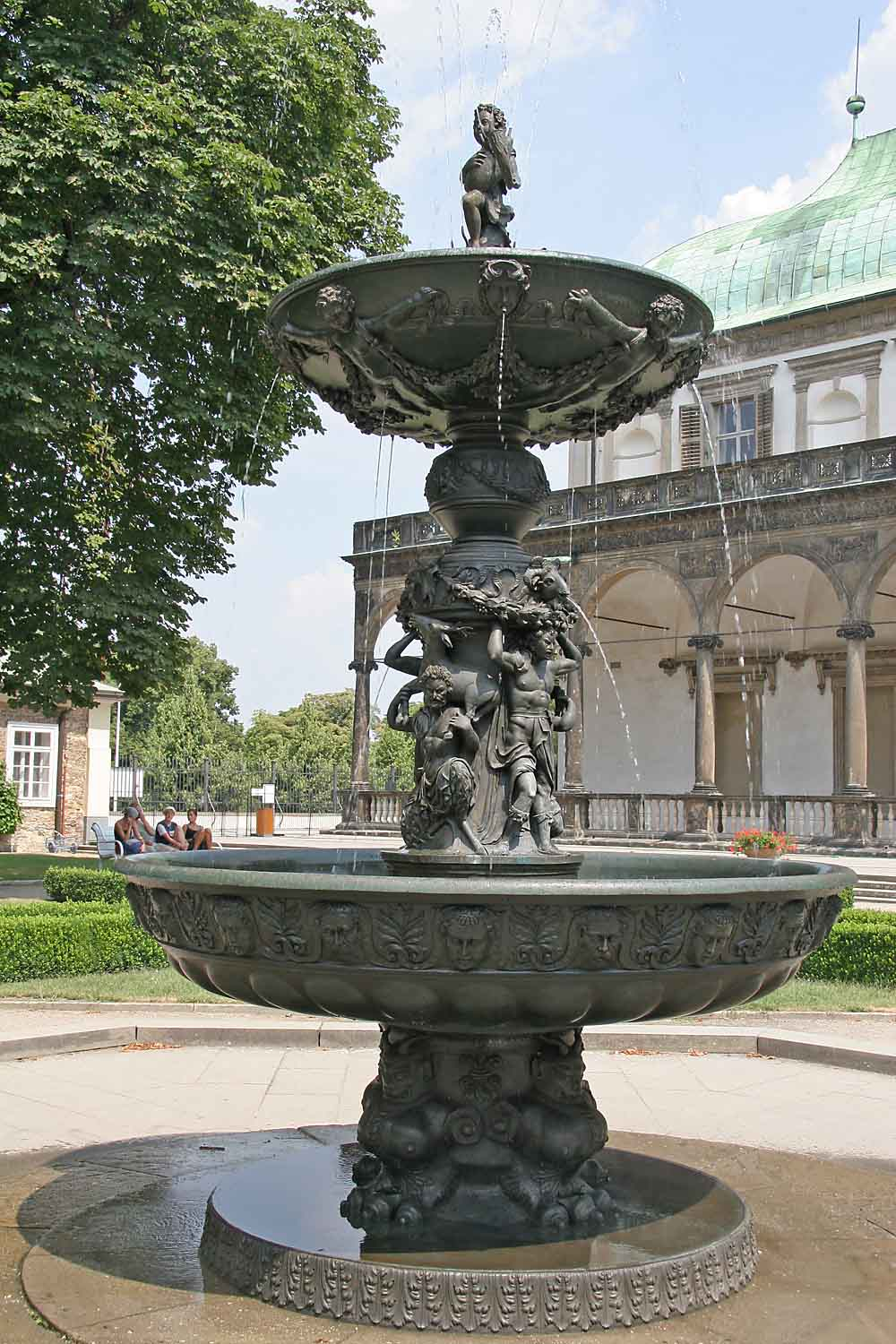
Співаючий фонтан Королівського саду, 16 ст.
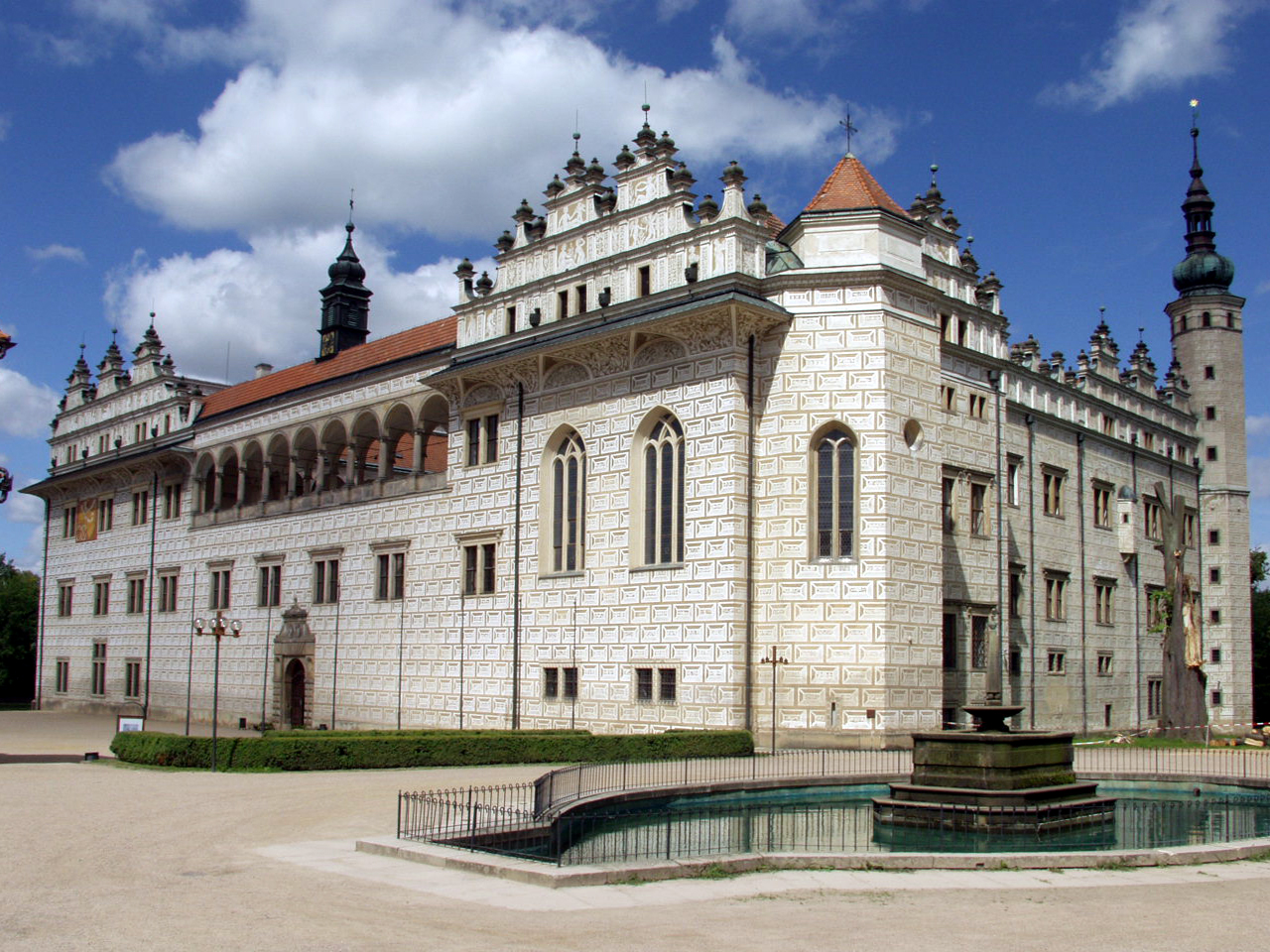
Замок Літомишль
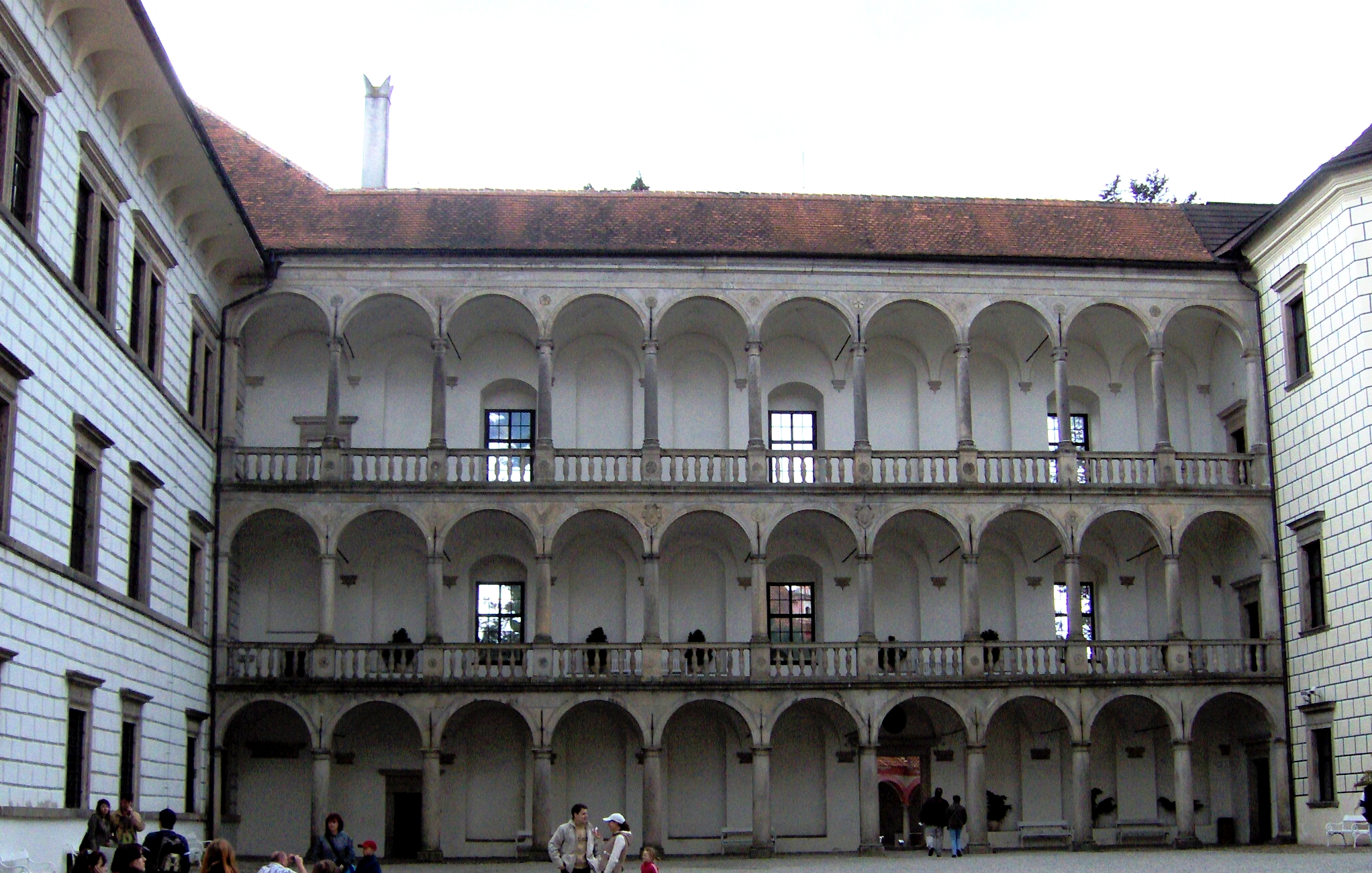
Замок Їндржихув Градец, внутрішній двір
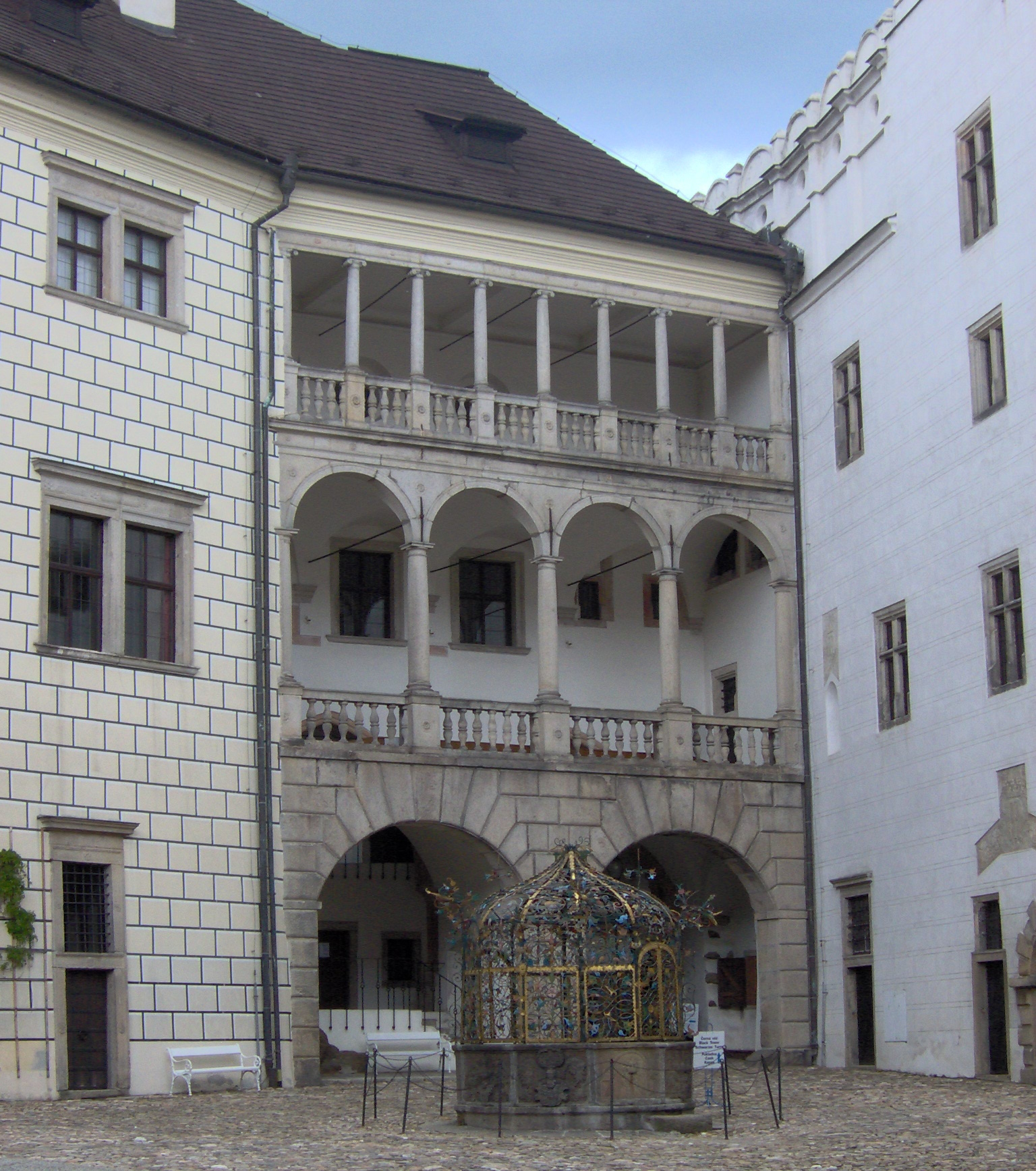
Їндржихув Градец, колодязь у дворику

## Дім у Мінути, Прага, та празькі сграффіті

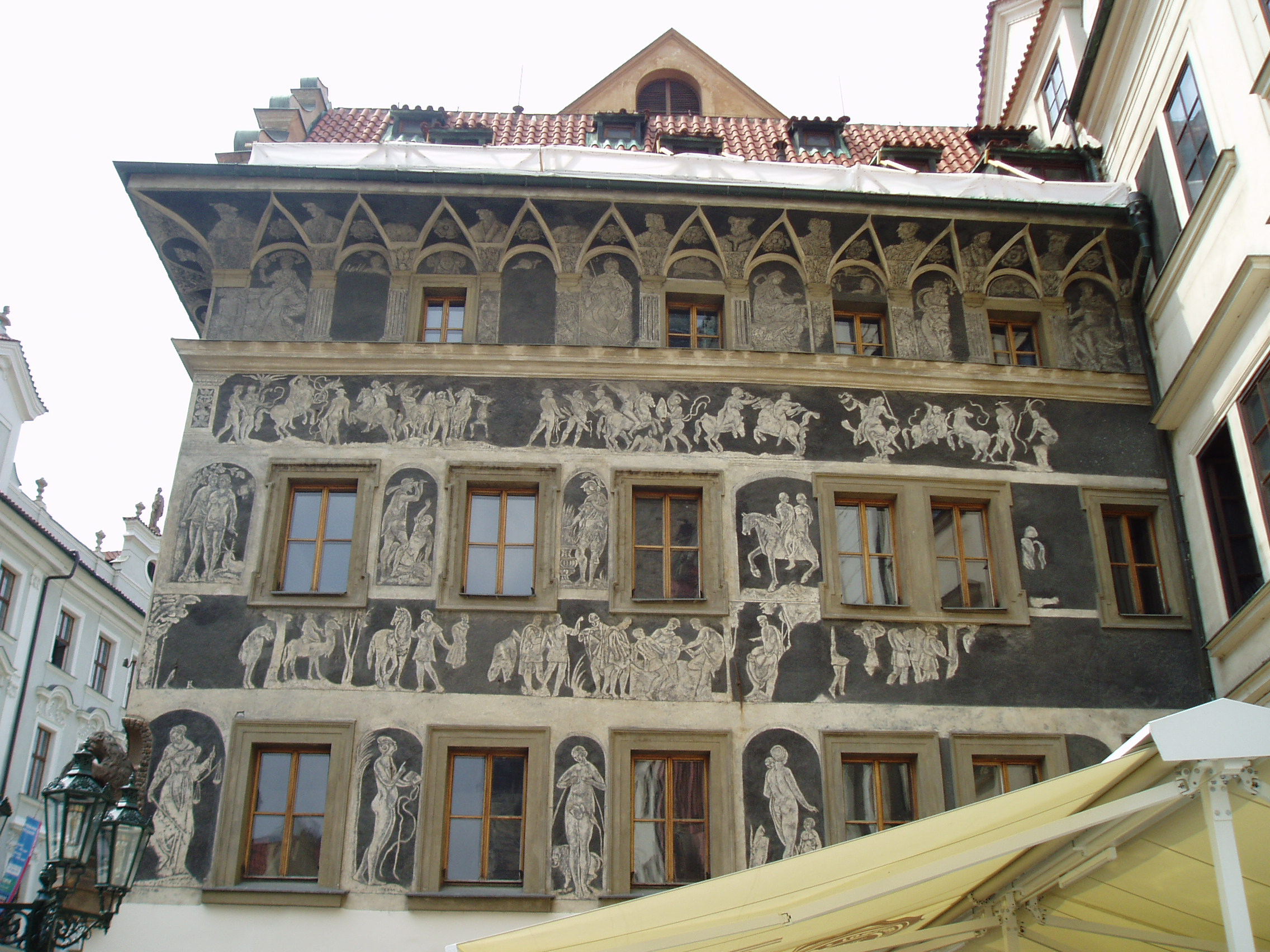
Дім у Мінути, біля Староміської ратуші.

Типовою для доби пізнього відродження була доля і історія створення Дому у Мінути. Він розташований неподалік Староміської ратуші. Первісно кам'яний будинок вибудували в добу готики. Він був нижчий за теперішній на один поверх. Наприкінці 15 ст. триповерховий будинок, що первісно мав назву У білого лева, надбудували невисоким четвертим поверхом, а стіни потинькували. Аби прикрасити будинок, запросили майстрів, що володіли технікою зграффіто. Було нанесено два шару контрастного тиньку, внутрішній — білий, наріжний був сірим. Дешевим засобм продряпування зробили низку малюнків з алегричними та міфологічними фігурами, технікою, широко відомою в Італії доби відродження, перенесеної до Праги.
В агресивну добу бароко Дім у Мінути вже не сприймався ошатним. Всі малюнки на фасадах затинькували і пофарбували. Таким він простояв до кінця 19 ст.
Реконструкція старовинних будинків розпочалася на зламі 19-20 ст. Тоді на фасаді Дому у Мінути був знайдений фрагмент сграффіто. В Празі вже діяла комісія по збереженню старовинних будівель. Комісія і не дала дозволу на перебудову старовинного будинку. Його відновили, а фасади розкрили на кінець 16 ст. та зберегли старовинні малюнки.
В техніці сграффіто в Празі збережено декілька споруд, серед котрих — * Велика зала для гри у м'яч (фасади), Королівський сад
- Ратуша у Градчанах
- Шварценберзький палац
- декілька споруд мають лише орнаментальні стрічки у техніці сграффіто.

## Бароко і рококо

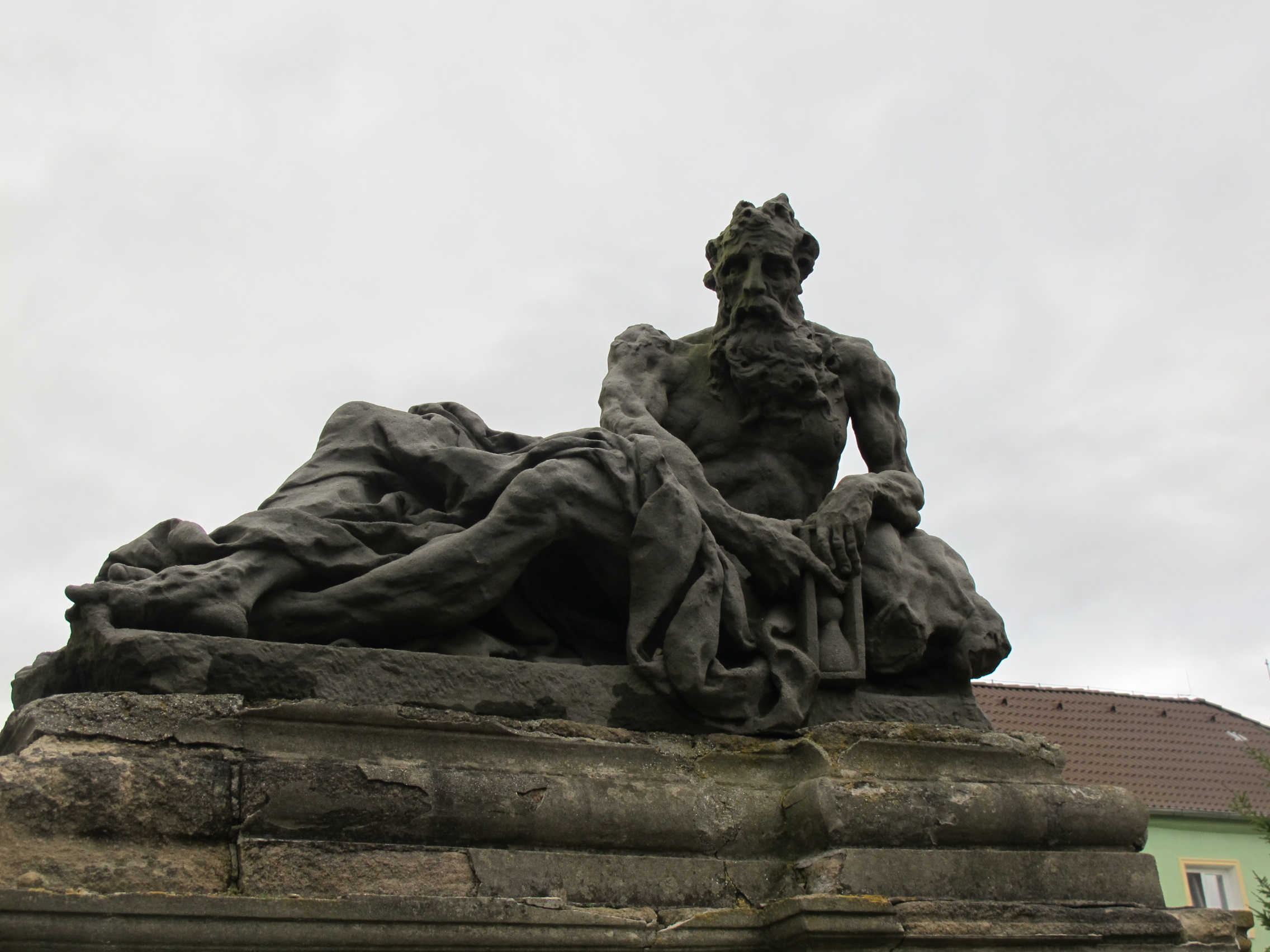
Скульптор Матьяш Бернард Браун. Хронос, Цитоліби

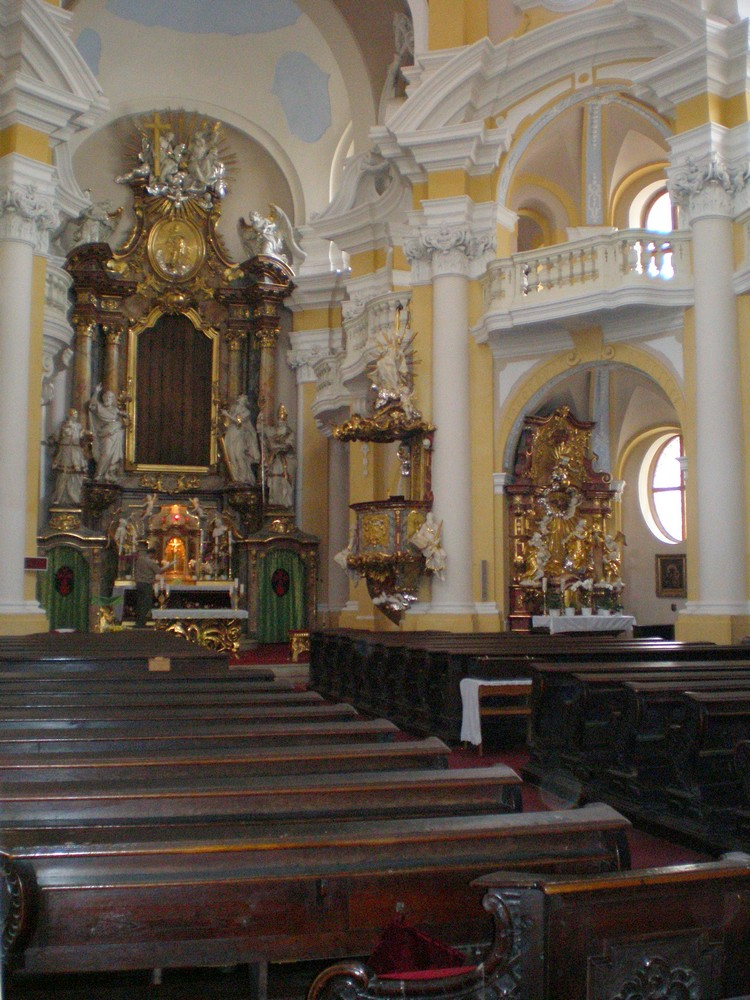
Вівтар церкви Марії Магдалини, Карлові Вари

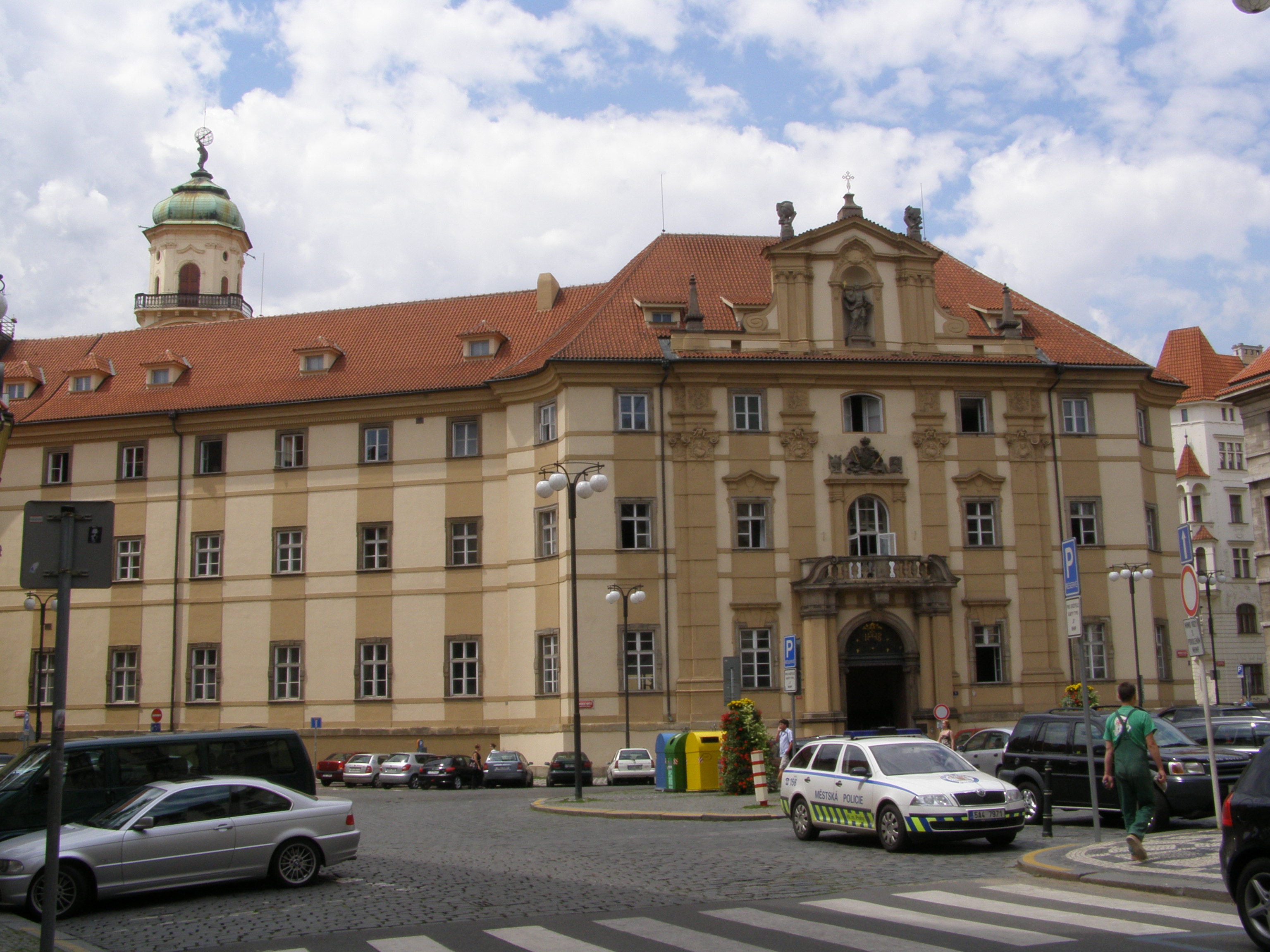
Східний фасад Клементінуму, Прага

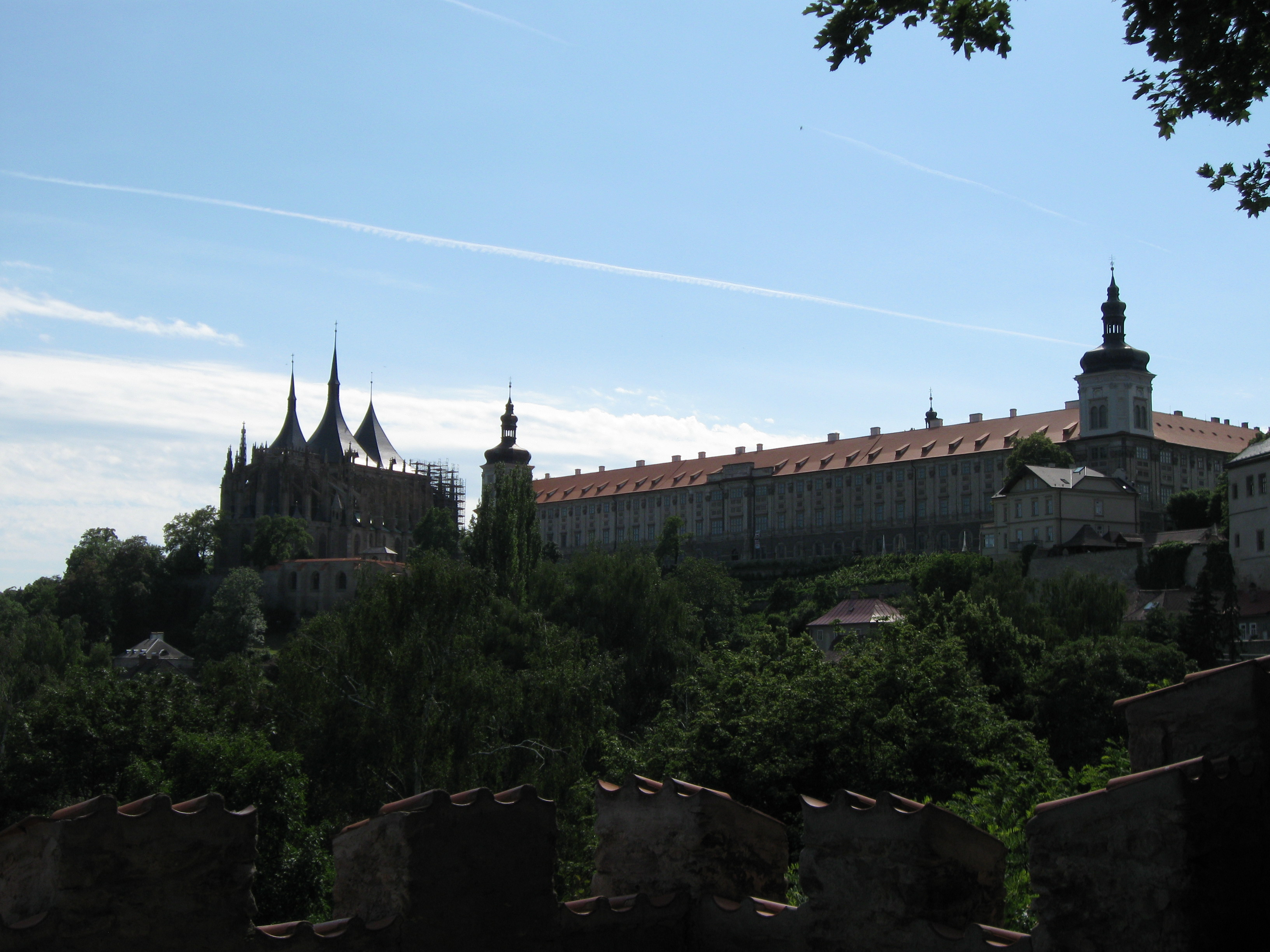
Єзуїтська колегія, Кутна Гора

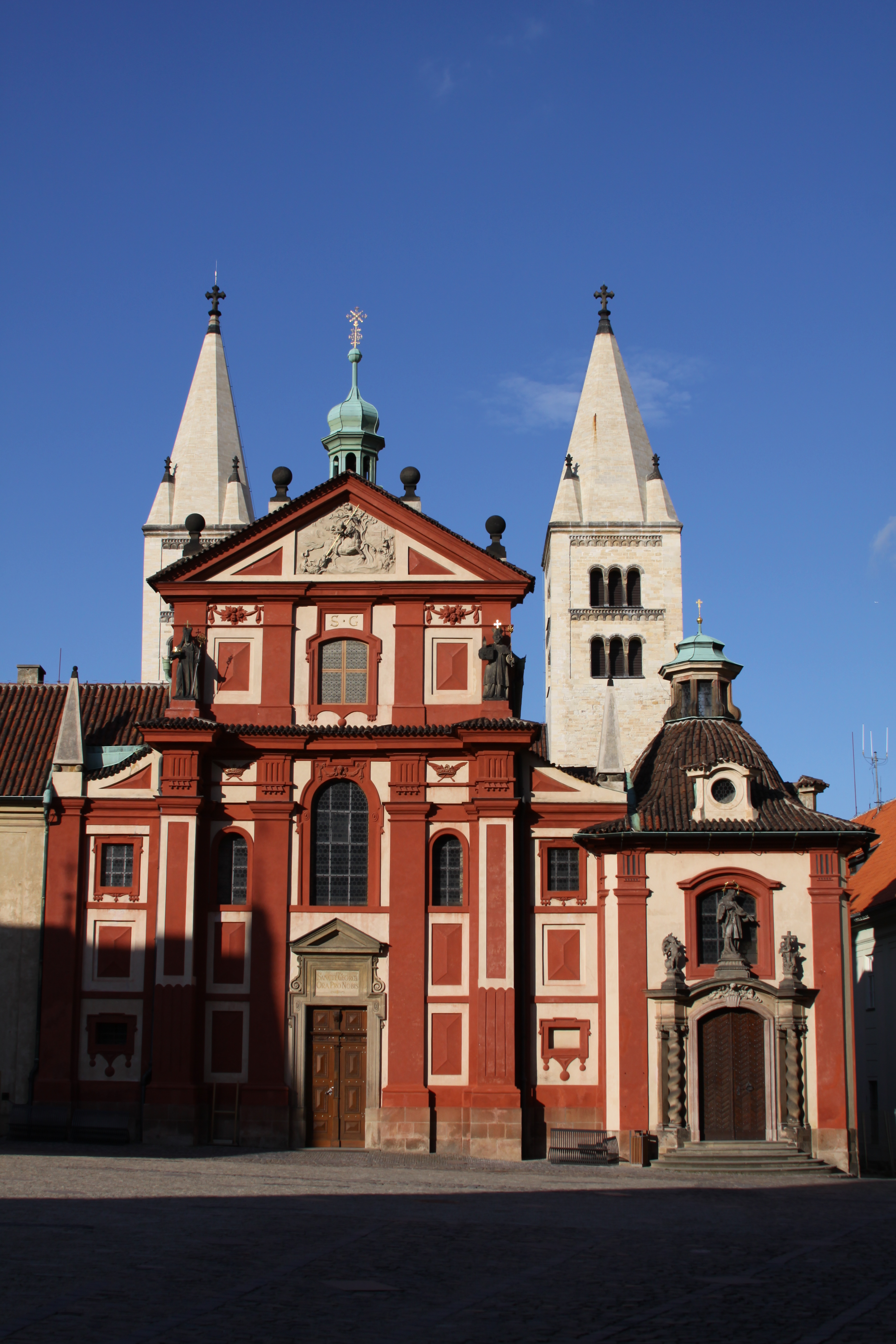
Базиліка Св. Георгія — відділ Національної галереї. Фасад арх. Франческо Каратті. Доба бароко

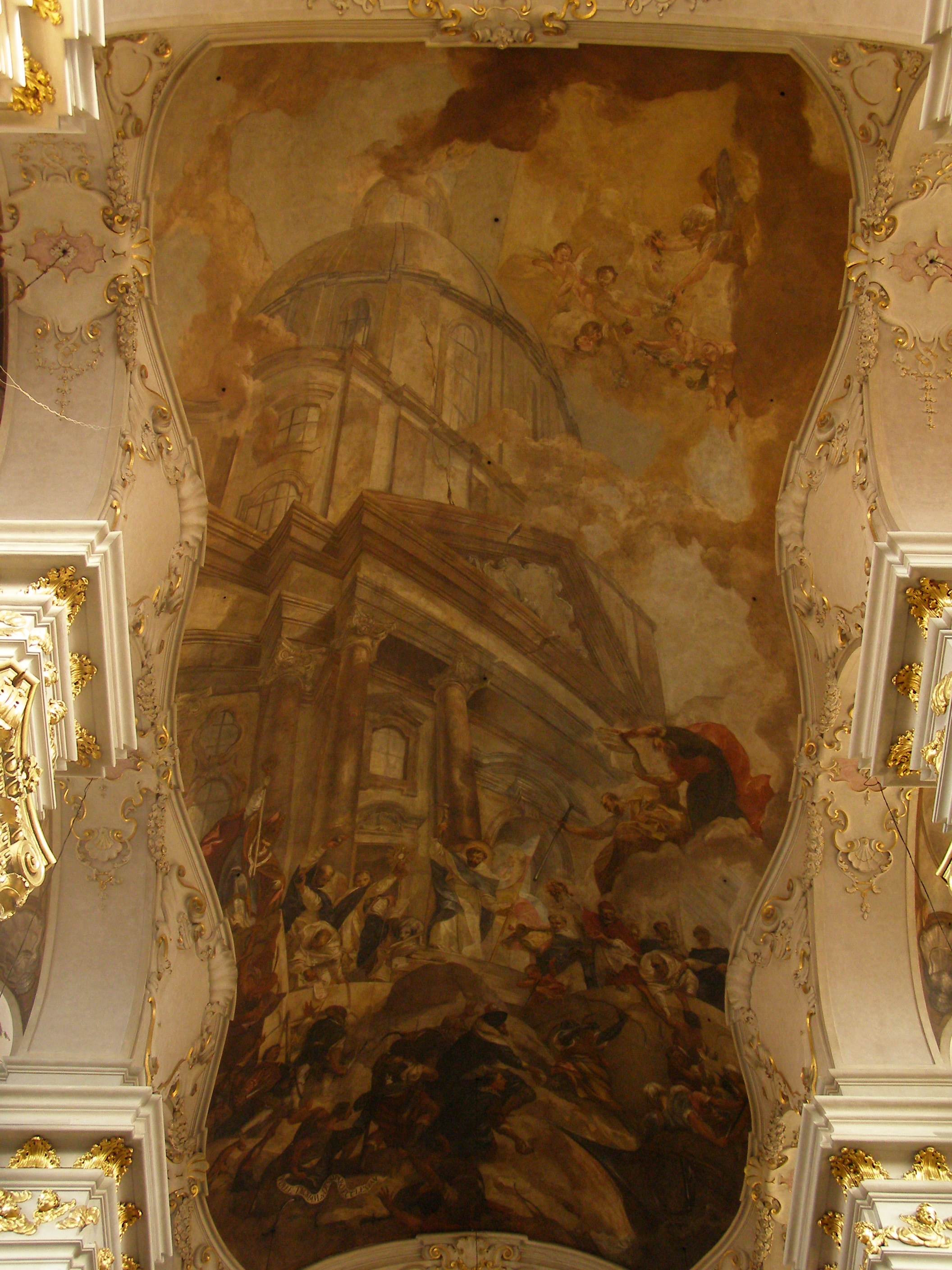
Прага, костел доміканців, фреска на стелі

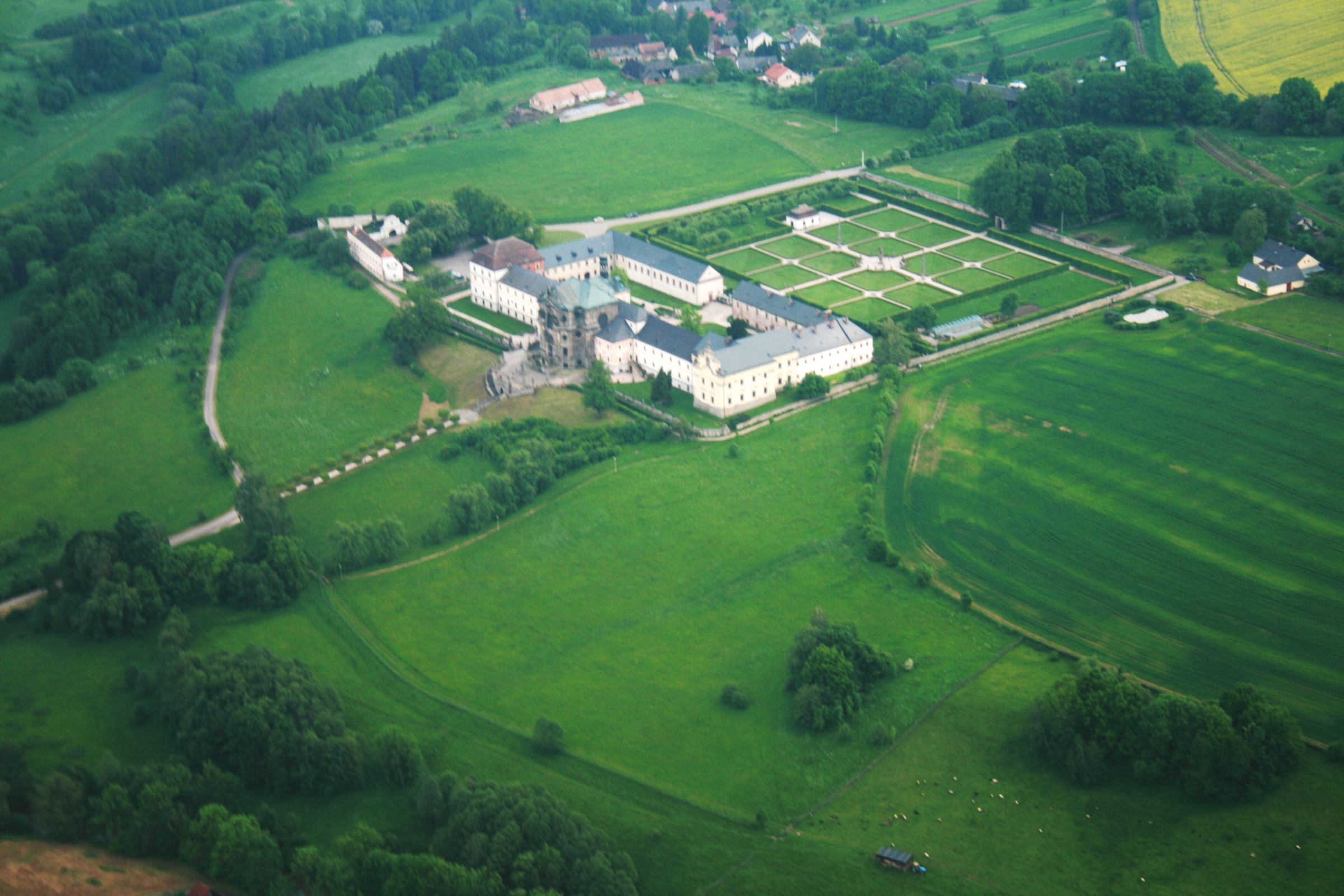
Бароковий ансамбль шпиталю, церкви і саду в замку Кукс.

Бароко було принесено на землі Чехії австрійськими завойовниками. Після поразки у 1620 р сословних (чеських) військ в битві при Білій Горі імперська влада розпочала справжню ідеологічну війну в Чехії, що схилилася тоді до протестантизму. Ідеологічний тиск мав на меті навернення чехів у лоно католицизму. Землі чеських феодалів конфіскували і роздали австрійським магнатським родам. Австрійські репатріанти дотримувались католицизму і розпочали швидку забудову в своїх нових маєтках замків-палаців, костелів, каплиць. Чехія пережила справжній будівельний бум. Аби прискорити будівництво, в країну запрошена ціла армія архітекторів та будівників з Італії, Австрії, німецьких князівств, навіть з Франції. В Чехії працювали :
- Якопо де Ваккані, архітектор
- Франческо Каратті (бл. 1620—1677), архітектор
- Антоніо дела Порта (Antonio della Porta 1631—1702)
- Карло Лураго (1615—1684), архітектор
- Авраам Лейтнер (1639—1701), архітектор і виконроб
- Джованні Доменіко Орсі, архітектор
- Жан Батіст Матеї(1630—1696), архітектор
- Андреа Спецца, архітектор
- Джованні де Гальяно П'єроні (1586—1654)
- Ніколо Себрегонді, садівник
- Джованні Баттіста Алліпранді (1665—1720), архітектор
- Бартоломео Баччо Б'янко, художник
- Пауль Ігнац Байєр (1656—1733)
- Матьяш Бернард Браун (1684—1738), скульптор
- Фердинанд Максиміліан Брокоф (1688—1731), скульптор
- Андреас Філіп Квітайнер, скульптор
- Конрад Макс Зюсснер, скульптор
- Крістоф Дінценгофер(1655—1722), архітектор
- Йоган Бернгард Фішер фон Ерлах(1656—1723), архітектор
- Абрахам Лютнер (1640—1701)
- Йоган Георг Германн, скульптор
- Йоган Лукас фон Гілдебрандт (1668—1745), архітектор
- Джанбартоломео Комета (1620—1687)
- Доменіко Галлі (?- 1675), художник
- Йоган Рудольф, художник
- Мішель Леопольд Вільман, художник
- Йоган Кристоф Лішка, художник
- Франц Антон Куен, скульптор.

Зросли пізніше і свої талановиті архітектори, нехай і з іноземним корінням, серед яких:
- Кіліан Ігнац Дінценгофер, (1689—1751)
- Ансельм Мартин Лураго(1701—1765)
- Ян Блажей Сантіні Айхл, (1677—1723)

Дослідники стверджують, що і раннє чеське бароко в місцевій культурі мало агресивний характер австрійських завойовників. Показовими були створення комплексів Валдштейнського палацу з садом та ансамбль споруд Клементінуму. Вальдштейн придбав декілька будинків та земельних ділянок під Градом, зруйнував їх і наказав збудувати розкішний палац з садом італійського типу, небаченим до того в Празі. Грандіозним будівельним майданом став і Клементінум, що постійно перебудовувався і мав собор, храми, гуртожитки, монастир єзуїтів та велику бібліотеку, декілька внутрішніх дворів. Здається, усі найкращі архітектори — іноземці першої генерації працювали тут — від Доменіко Орсі і Франческо Каратті до Жана Батіста Матеї.
Але ситуація доволі швидко змінилася на протилежну. По закінченні Тридцятирічної війни Чехія увійшла в період стабілізації. Бароко як стильова система було прийняте і отримало подальший розвиток. Незважаючи на агресивний характер початкового бароко, перша генерація архітекторів і скульпторів завдала надзвичайно високий рівень проектних рішень і їх практичного виконання. Бароко Чехії практично не мало учнівського періоду пошуків чи вагань, а відразу отримало значущі і досконалі архітектурні форми і образи, які вдало використовувало та розвивало.

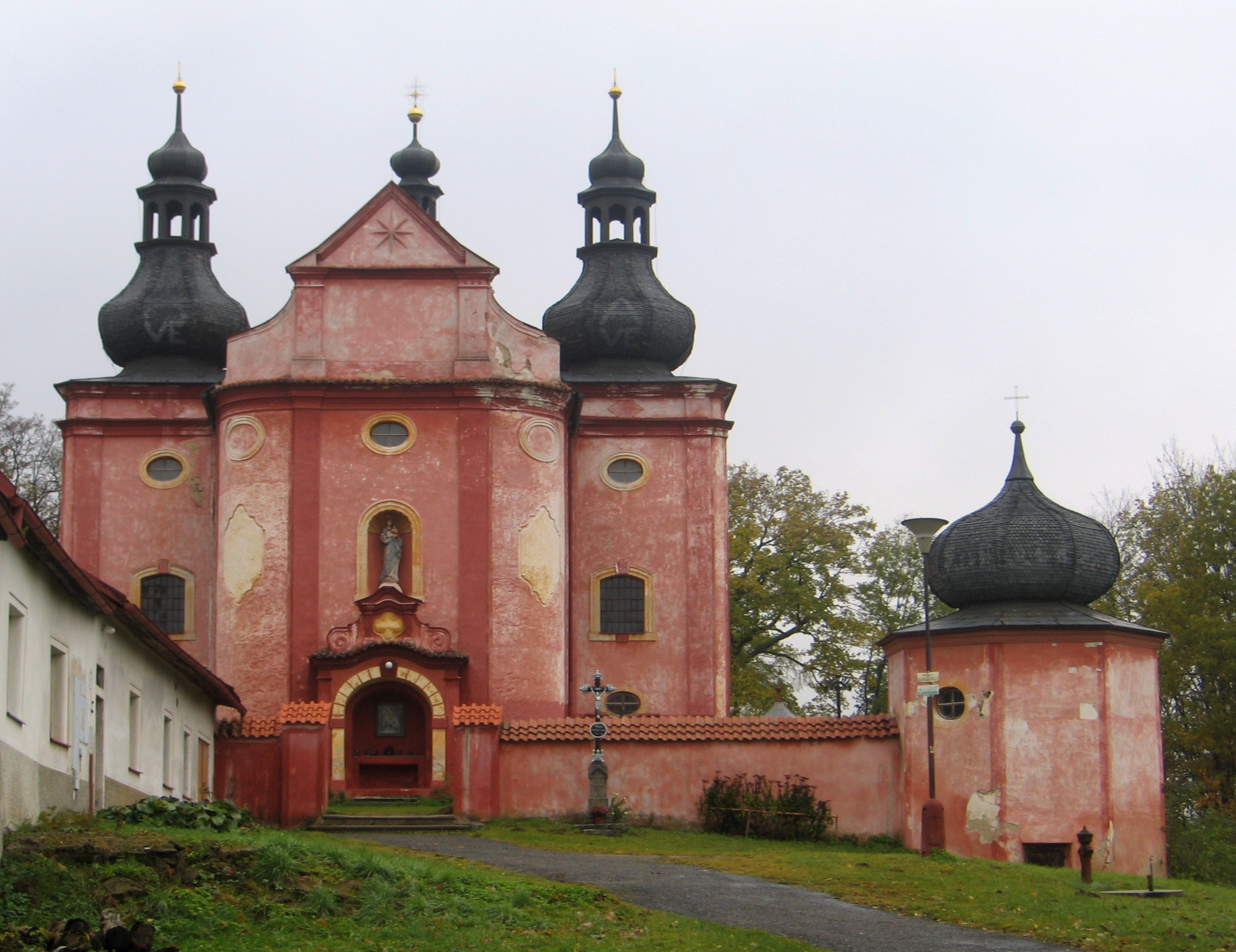
Костел Різдва Діви Марії, Страшин
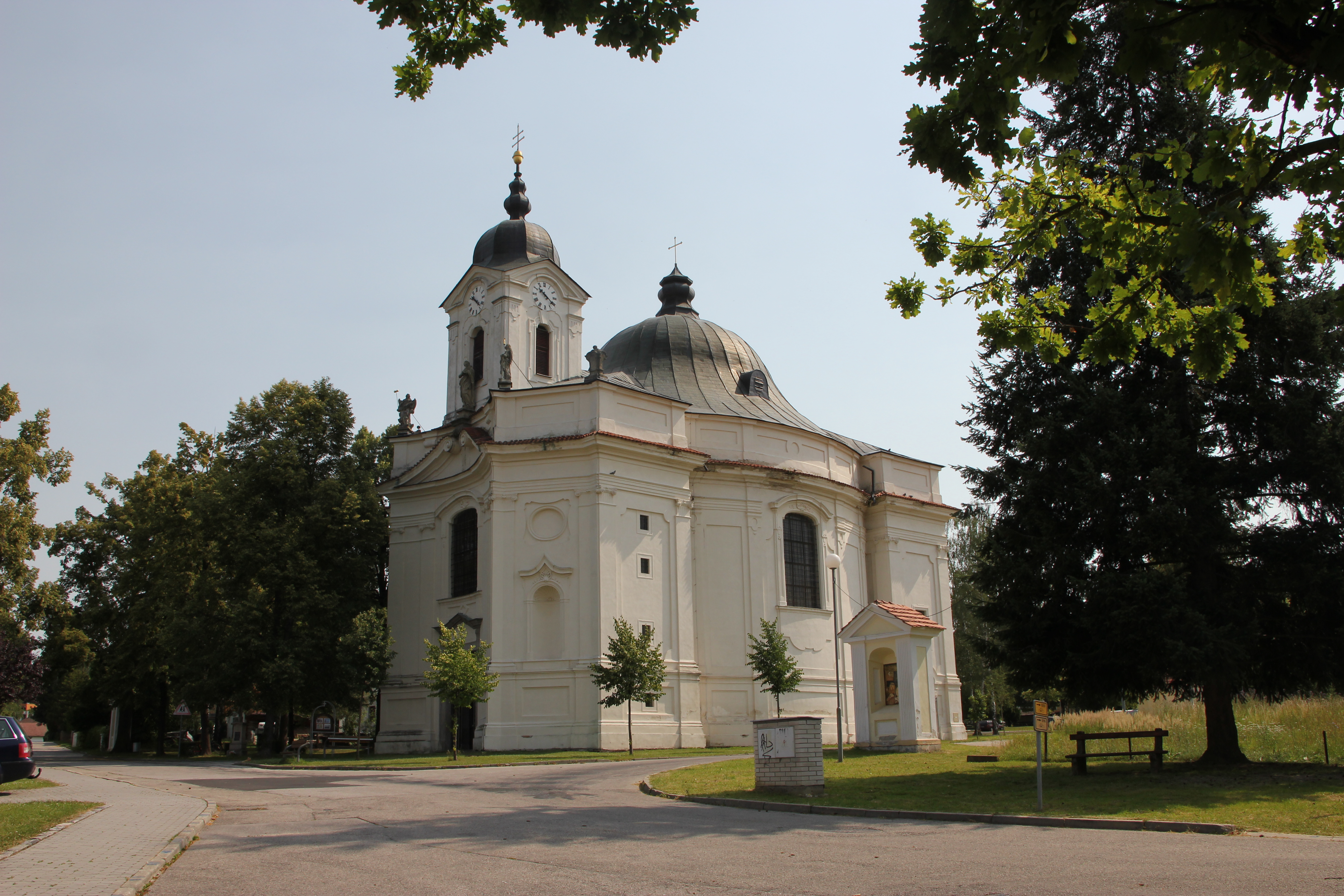
Костел Панни Марії, Добра Вода, Чеське Будейовіце
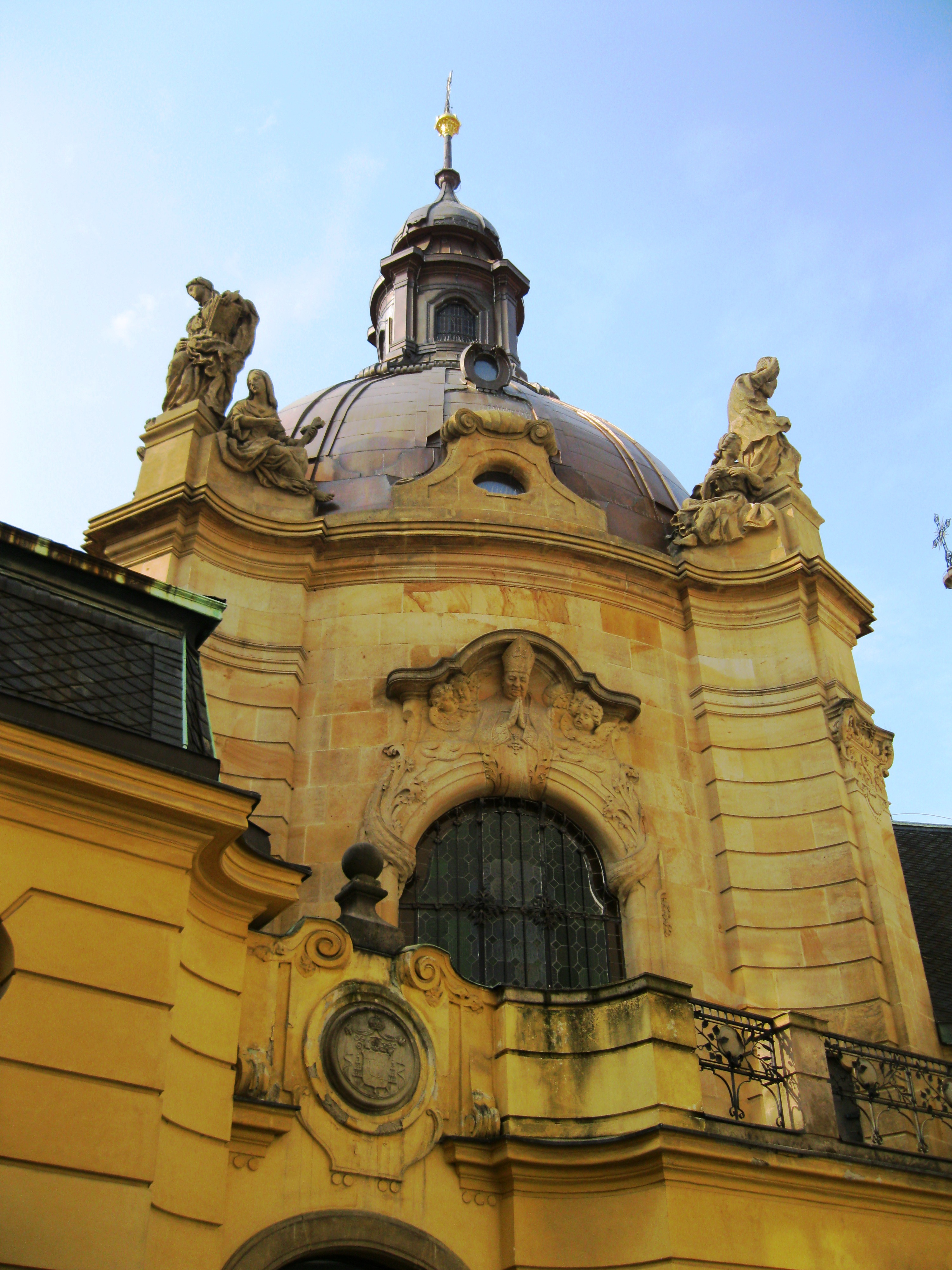
Каплиця Яна Сарканда, Оломоуц
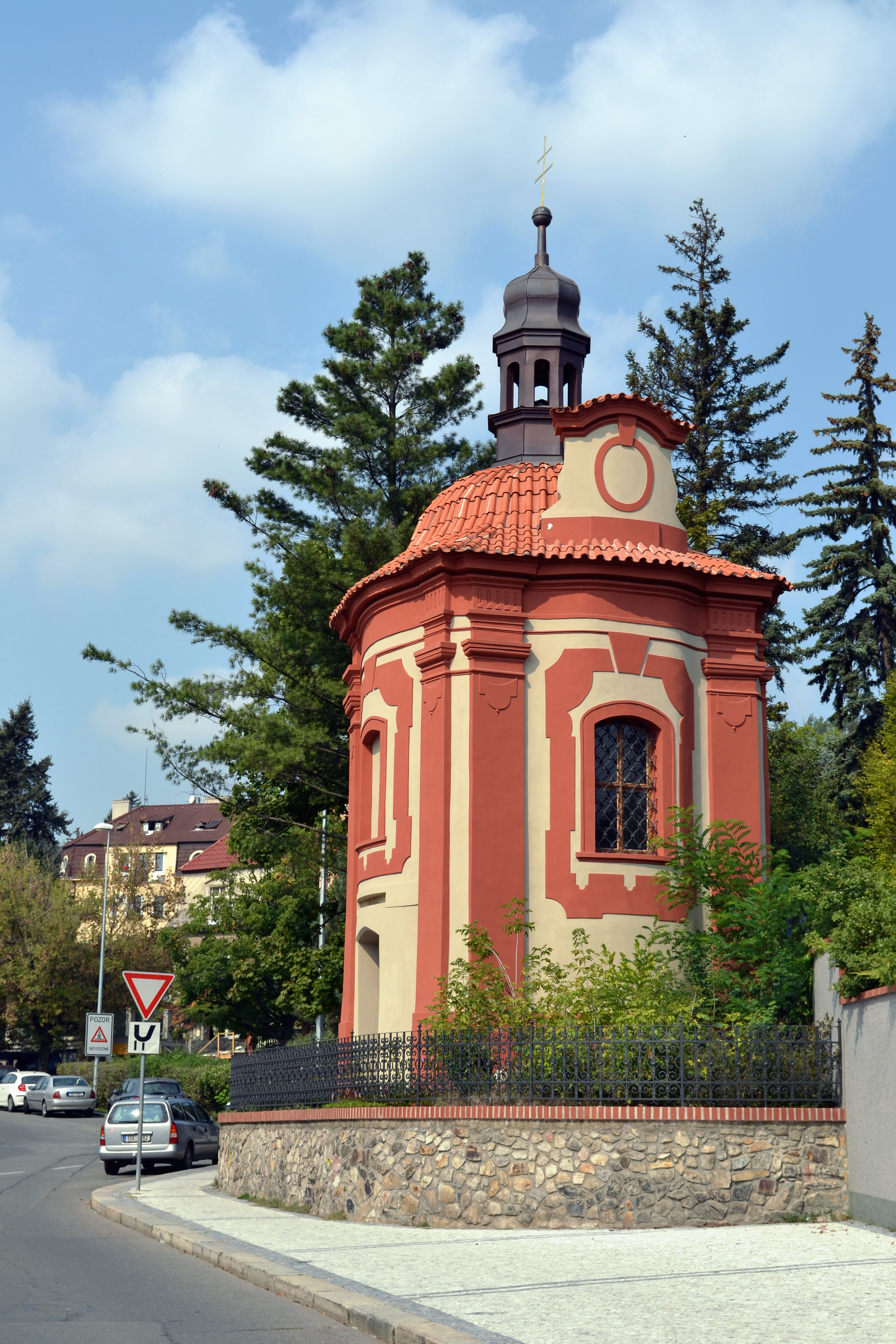
Каплиця Св. Трійці, Прага, Сміхов.

Бароко Чехії не було монополізоване в якомусь одному центрі, а охопило значні території країні і пішло у провінції. І досі в невеликих містах країни можна зустріти цікаві або значущі зразки барокової архітектури в провінційних замках — палацах, фарних церквах і каплицях. Вони вдало вписані в місцевий рельєф, створюючи ансамблі з природним оточенням і мають важливе містобудівне значення.
Створення нових палаців і католицьких храмів логічно потягло за собою створення релігійної та декоративної скульптури, розвиток ювелірства, барокових меблів, витворів з богемського скла, а пізніше — порцеляни. Пас задніх лише чеський живопис бароко, що не дав жодної значущої фігури (на кшталт Аннібалє Каррачі, Гверчіно, П'єтро да Кортона, Джованні Баттіста Тьєполо) окрім майстрів портрету (Ян Купецький, Карел Шкрета).

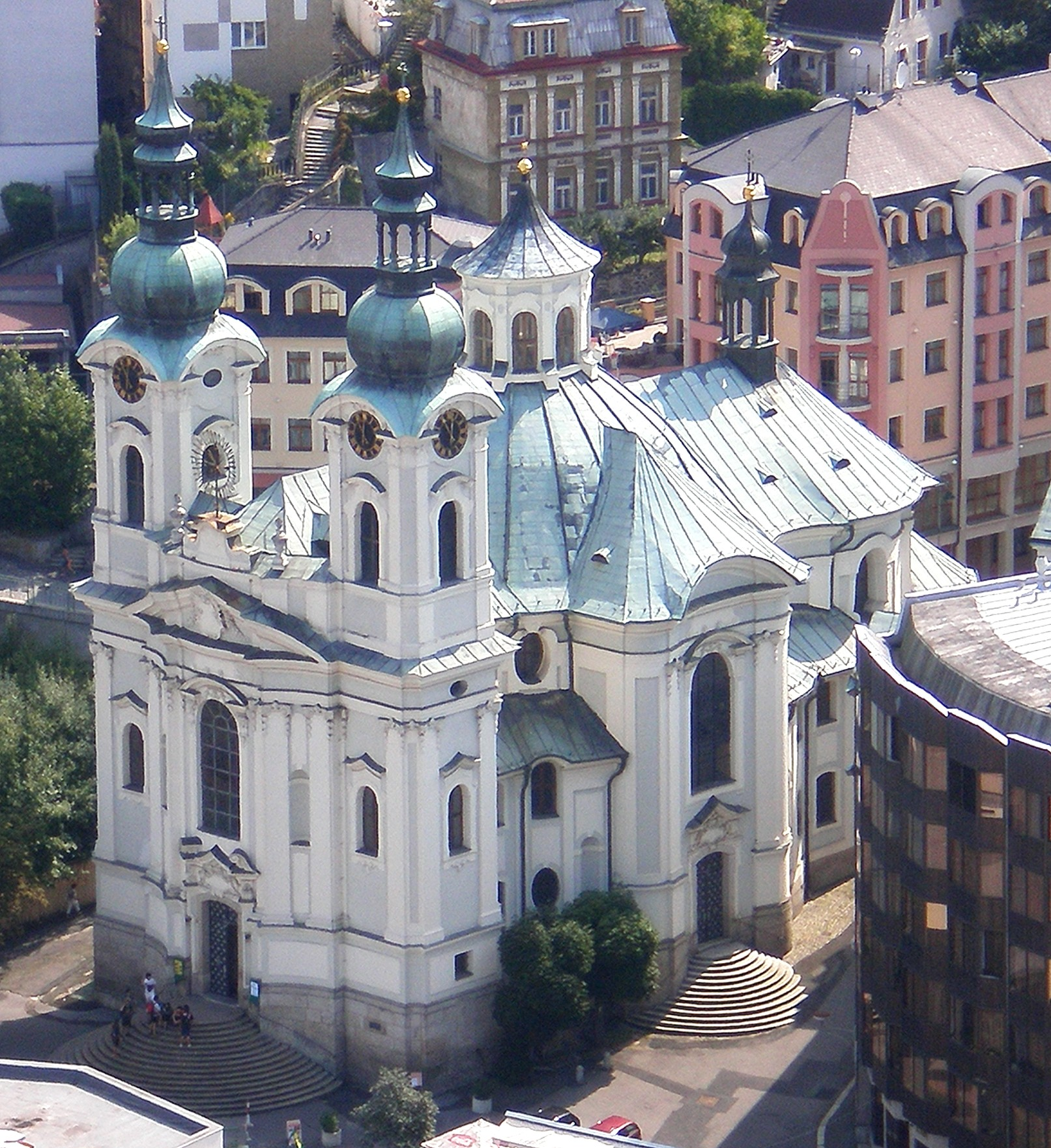
Церква Марії Магдалини, Карлові Вари
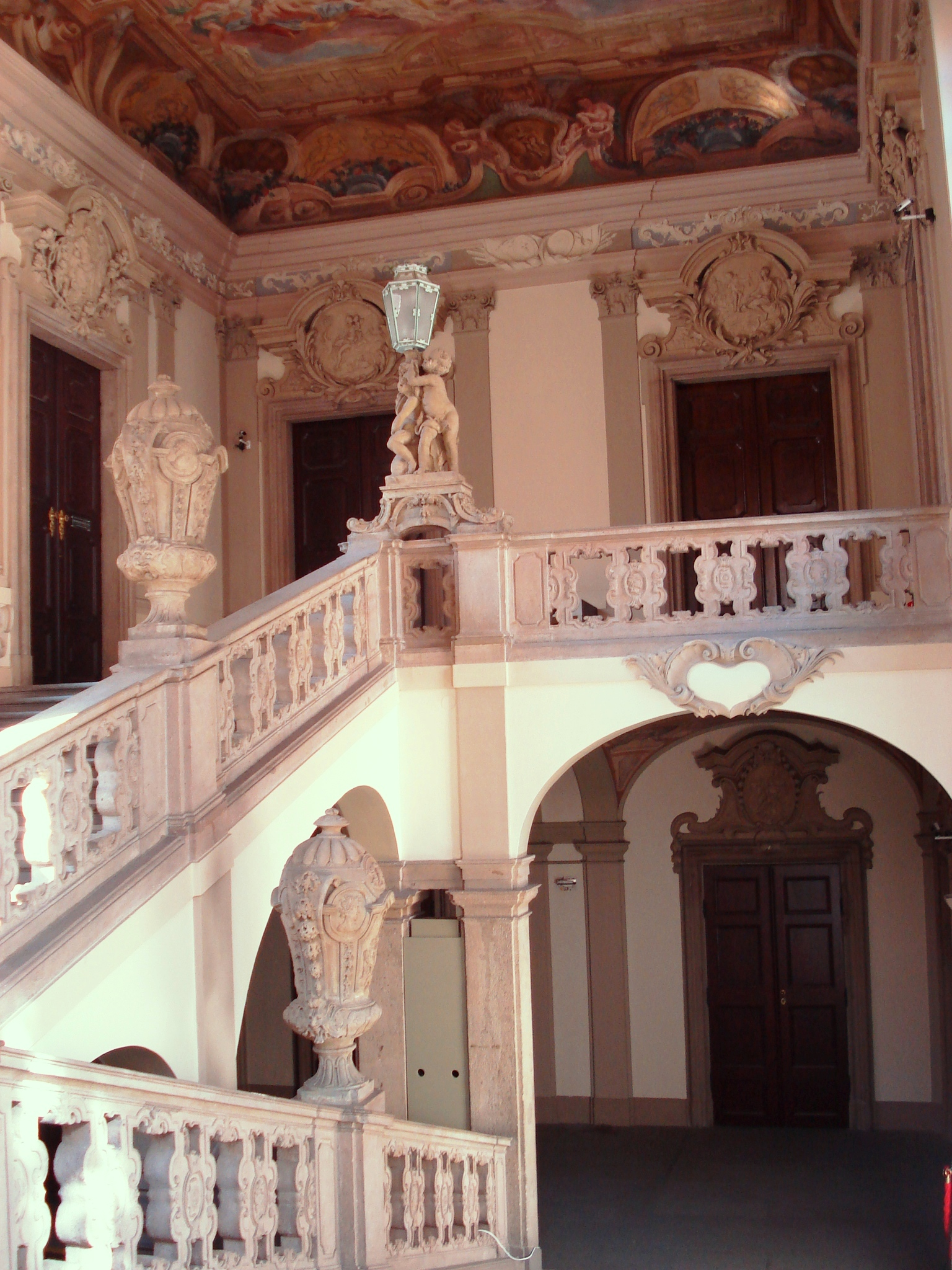
Клам-Галасов палац, парадні сходи
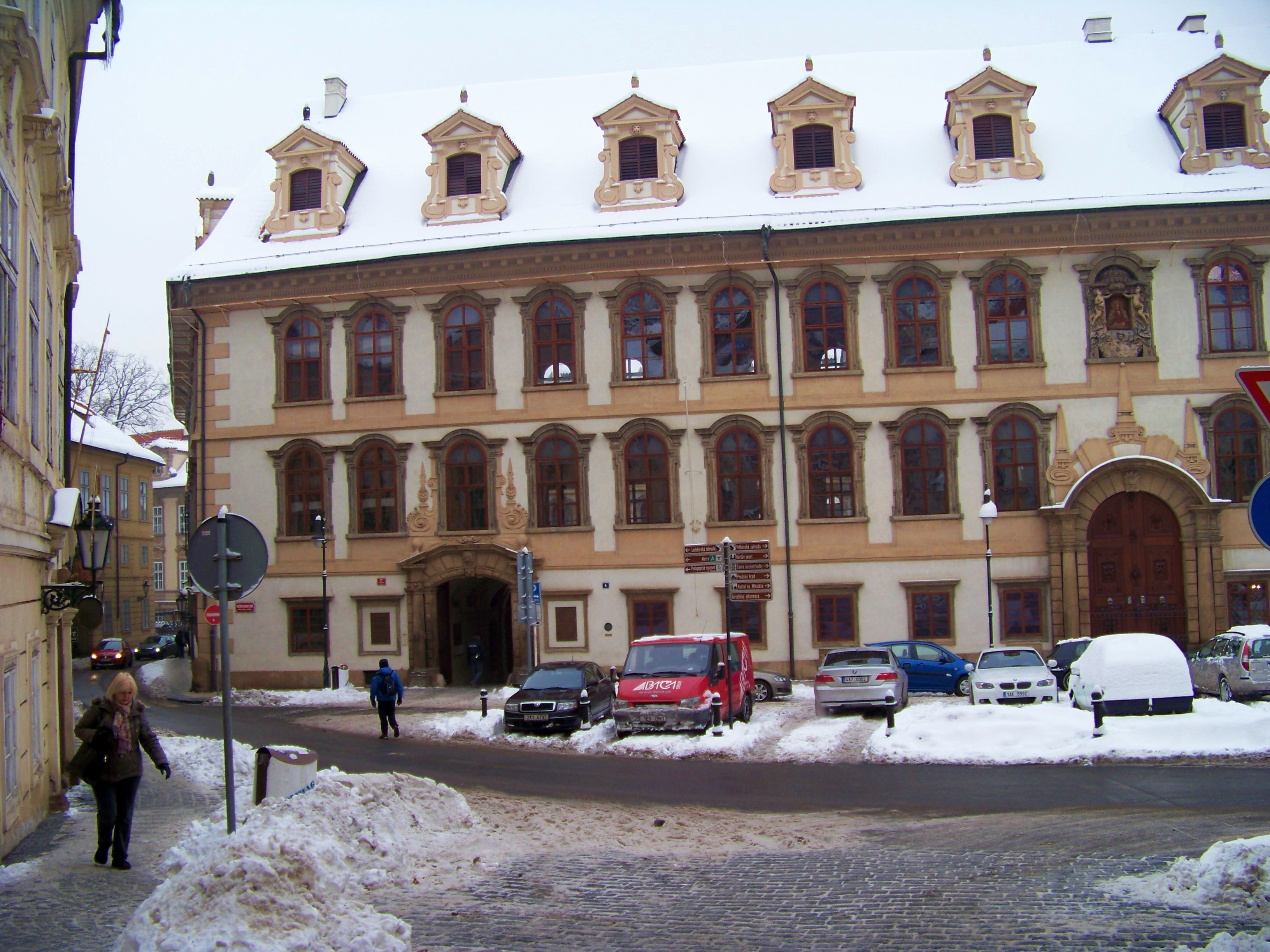
Валдштейнський палац, вуличний фасад
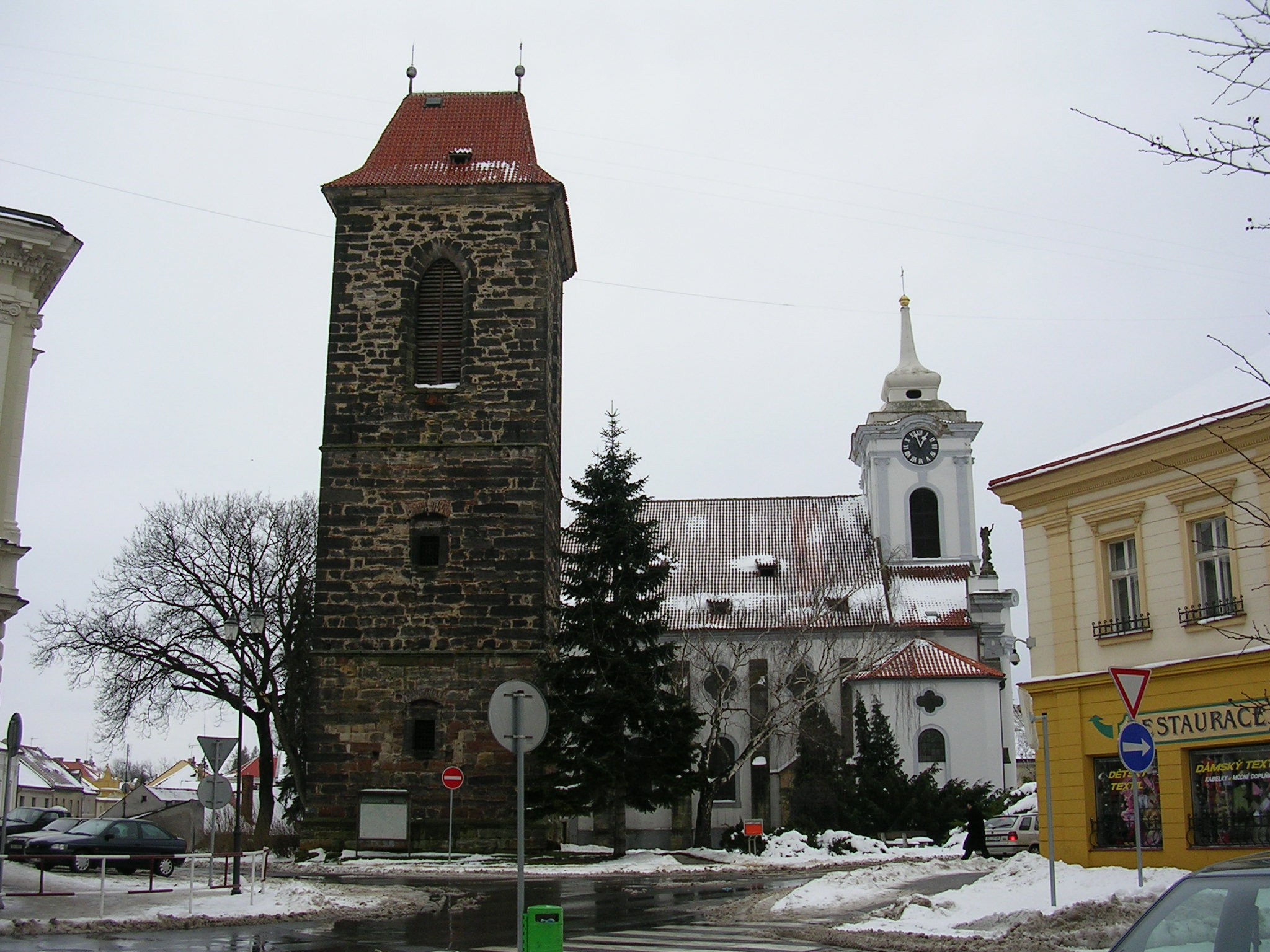
Костел Св. Хотхарда, Ческі Брод
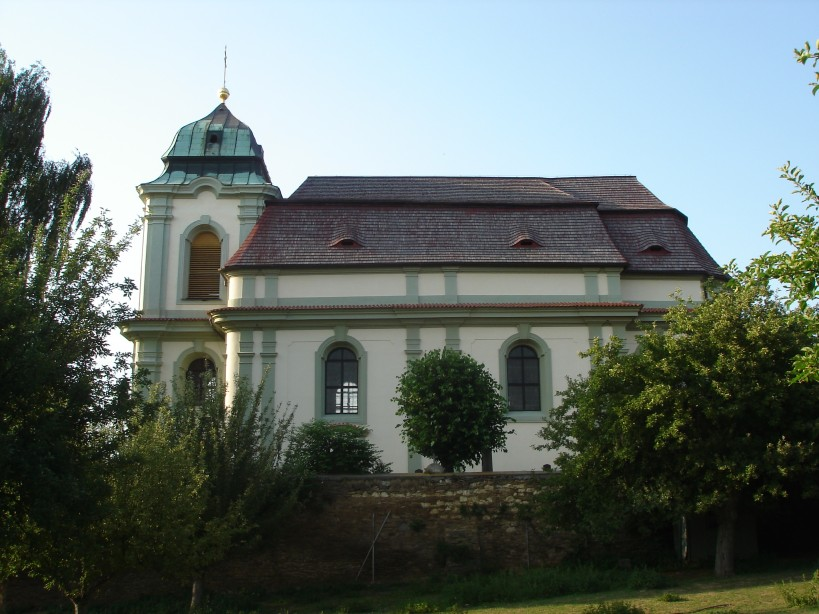
Костел Св. Трійці, Драгобудіце
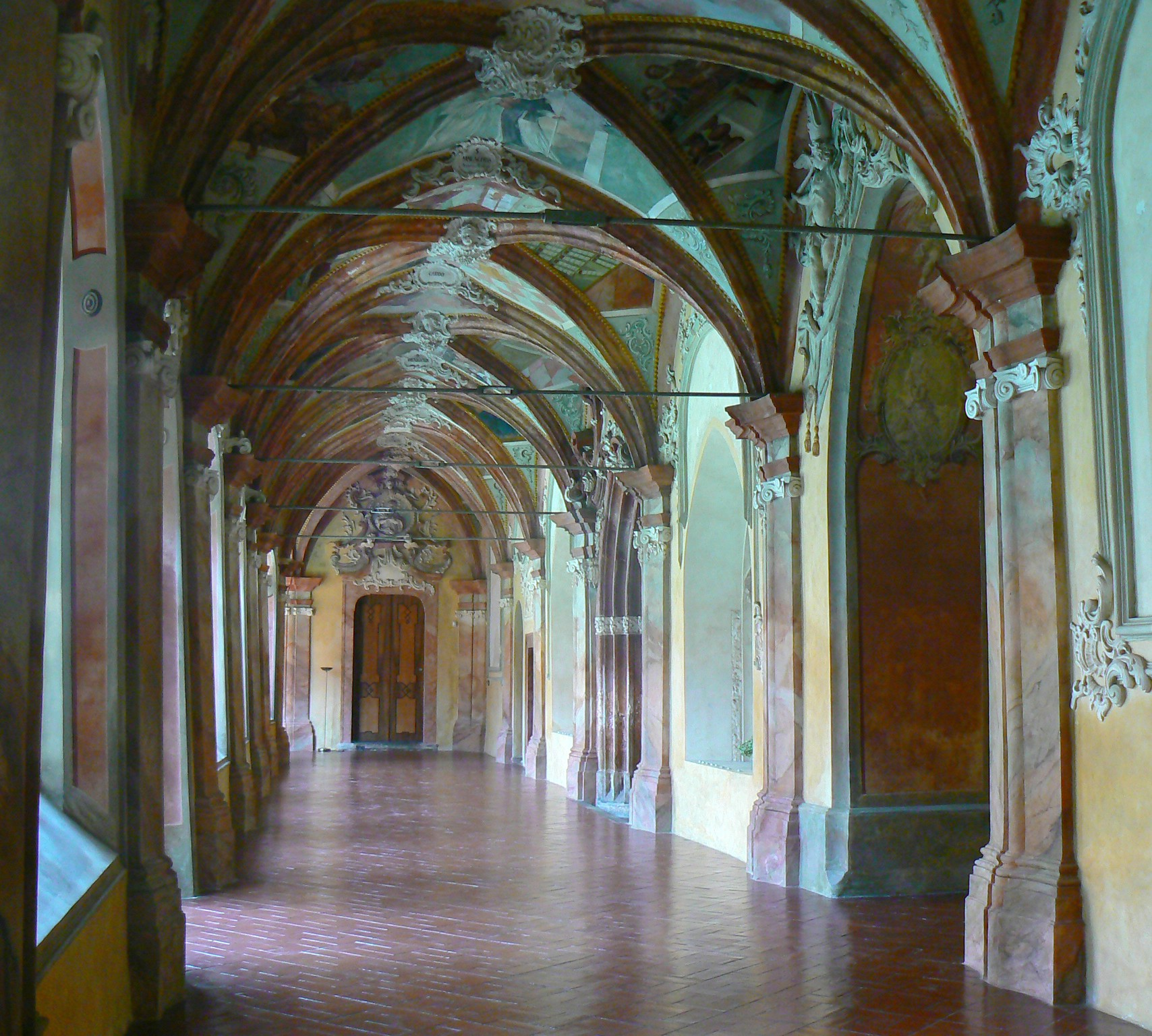
Монастир в Злата Коруна
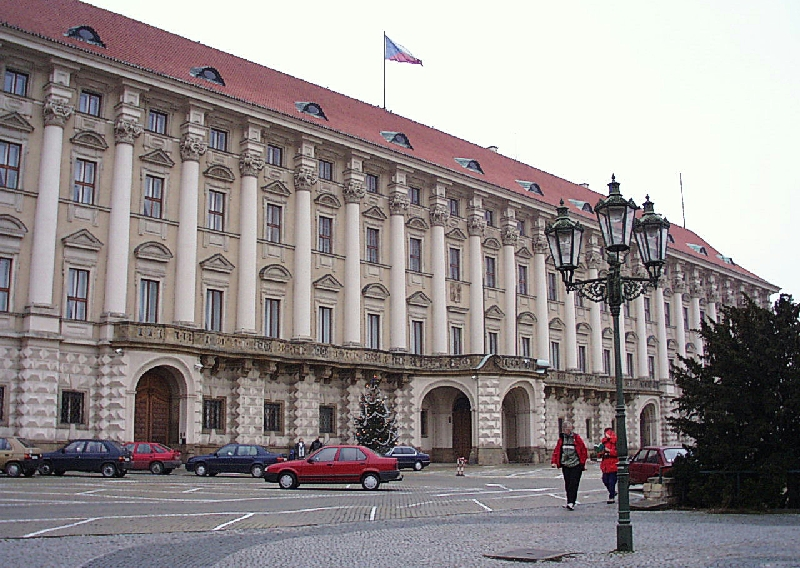
Чернінський палац, Прага
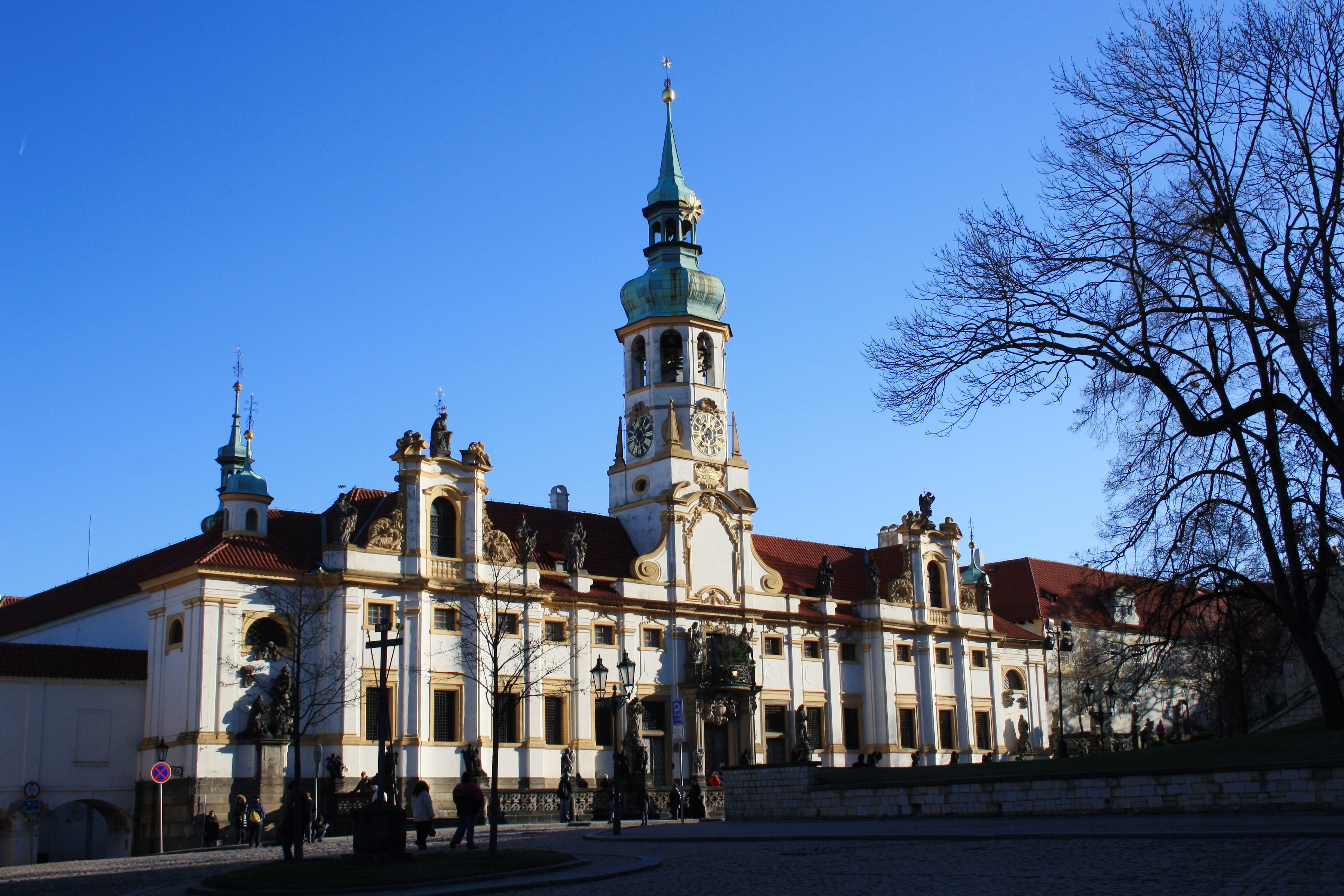
Лорета (костел Народження Діви Марії), Прага
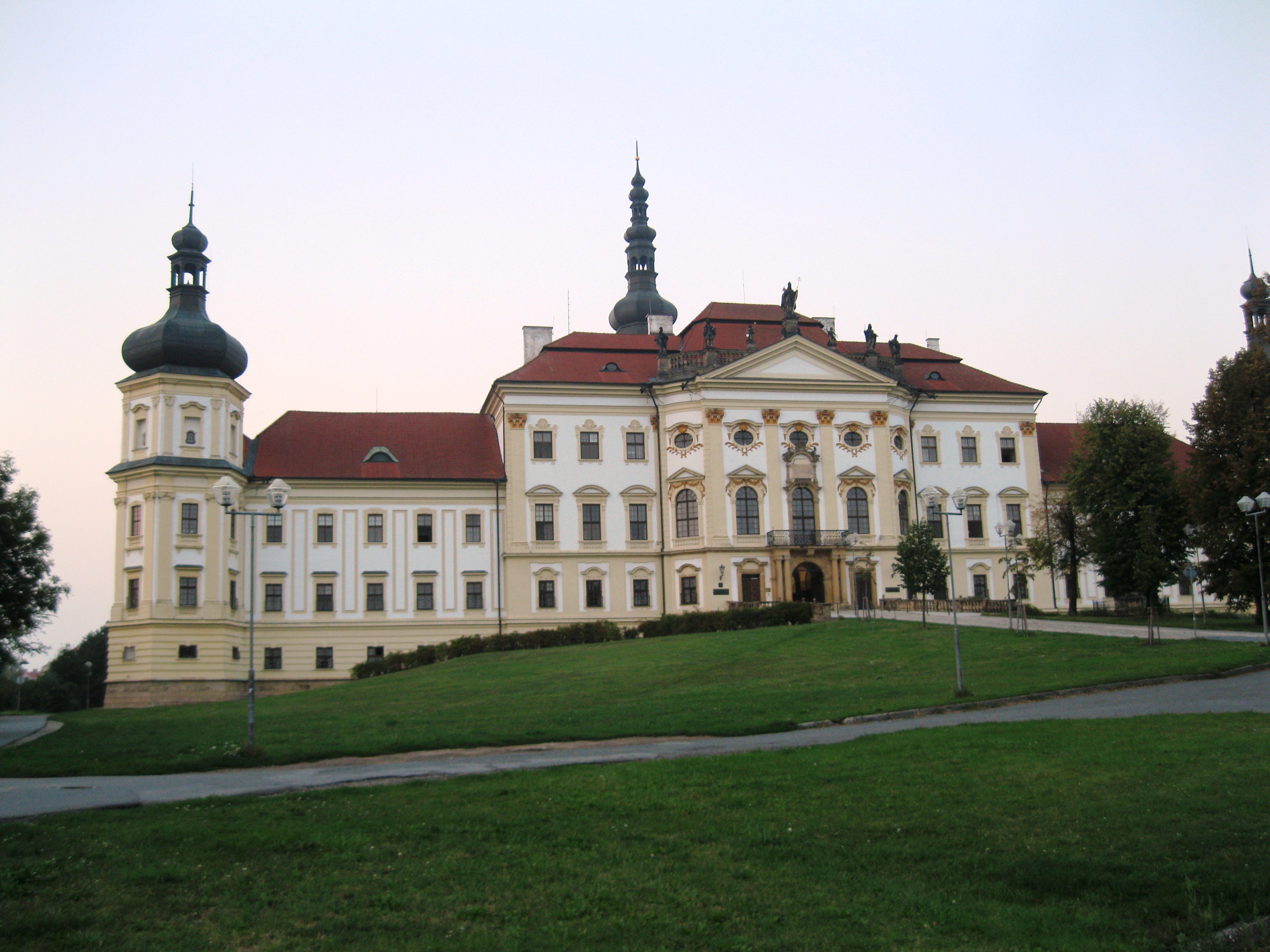
Колишній монастир премонстратів, Оломоуц
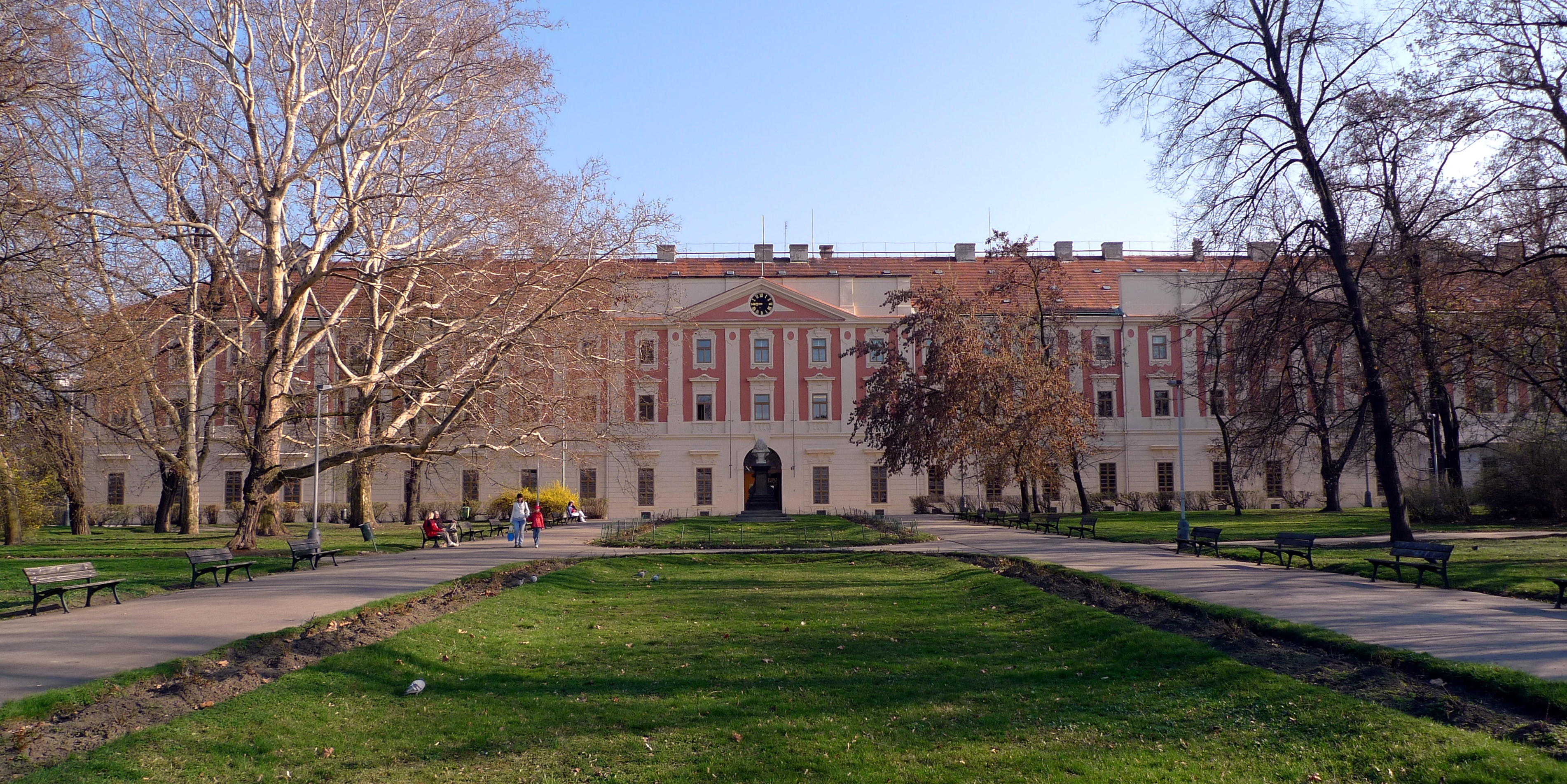
Інвалідовна, Прага, Карлин, доба бароко
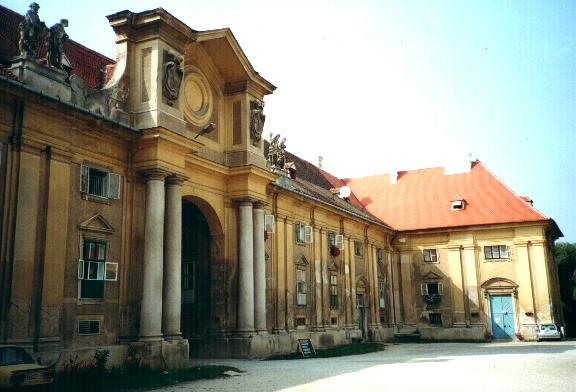
Палац Ледніце, стайні і візовня, доба бароко

## Архітектор і виконроб Лейтнер
До призабутих архітекторів чеського бароко першої хвилі належить і Авраам Лейтнер (1639—1701). Німець за походженням, він один з перших неіталійців на будмайданах Праги в добу бароко. Саме Лейтнер працював разом з Франческо Каратті на будівництві Чернінського палацу. Але Авраам Лейтнер був і цікавим проектантом. Збережені зразки його проектних рішень кінця 17 століття, де він подав низку проектів невеликих споруд в оточенні садів бароко чи барокових обрамлень. Уступчаті чи незвичні за формою споруди Лейтнера, органічно пов'язані з парковим оточенням, стануть попередниками паркових павільйонів доби рококо. Подібні розпланування полюбляв та неодноразово реалізовував італо-російський архітектор Антоніо Рінальді (1710 ?-1794), один з найкращих майстрів доби рококо.

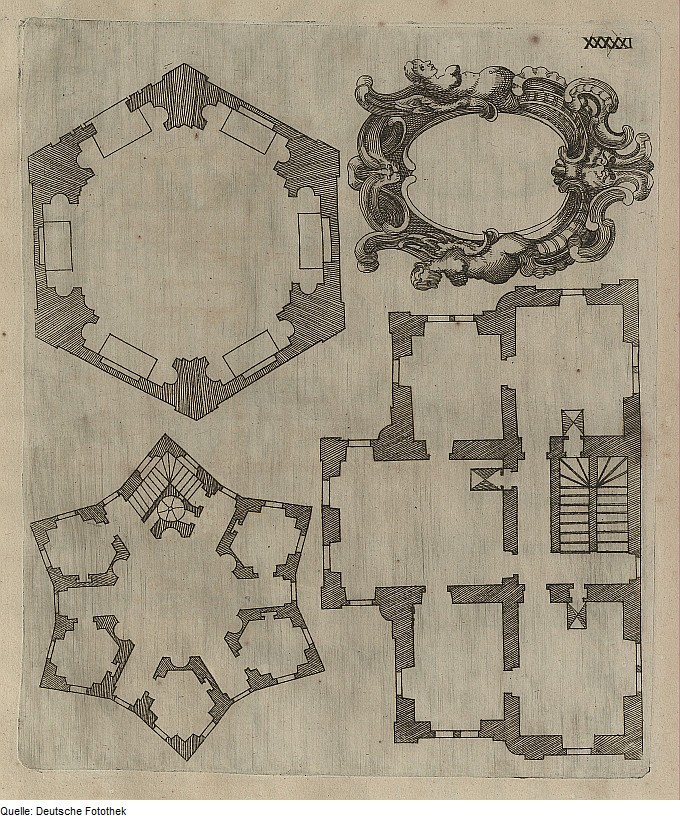
Проекти паркових споруд Авраама Лейтнера
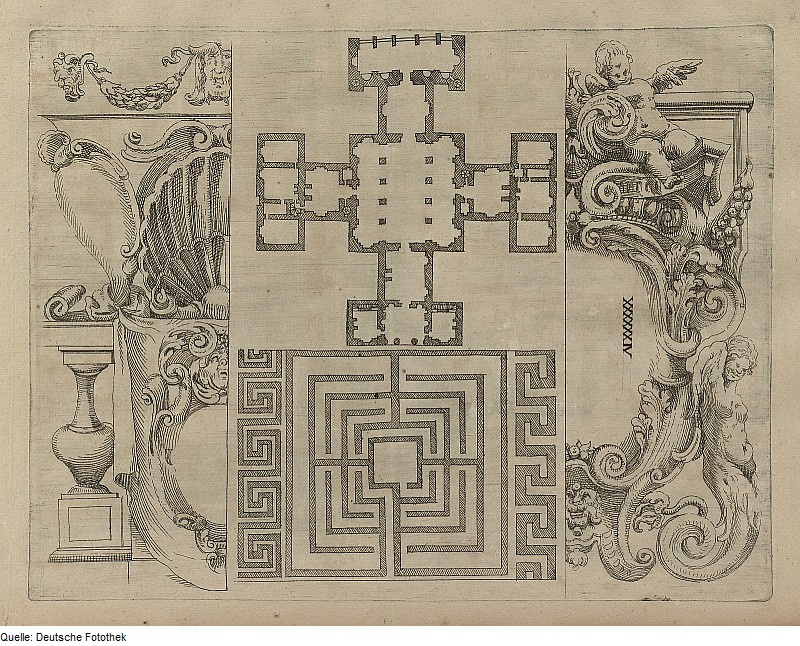
Авраам Лейтнер, проект палацу і лабіринту
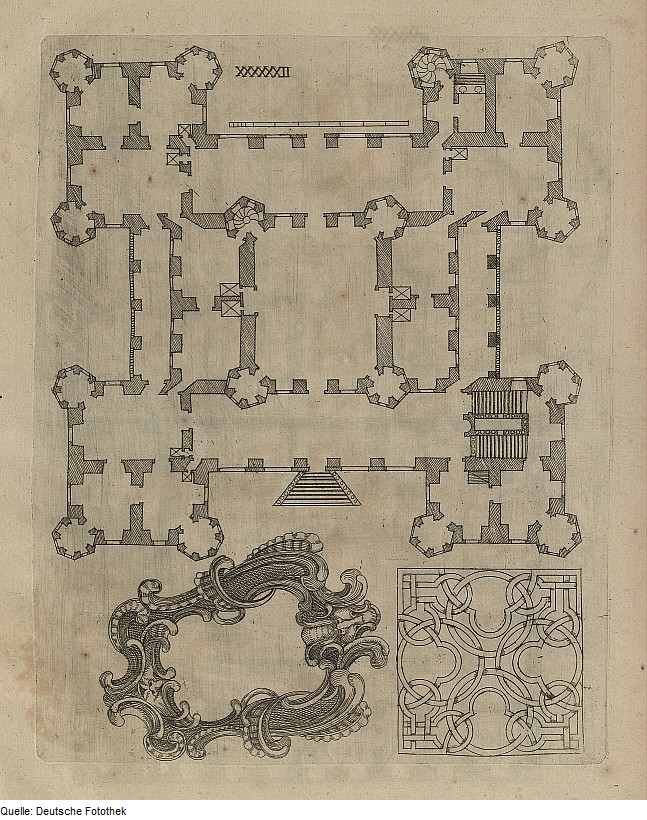
Авраам Лейтнер, замкова споруда з вежами
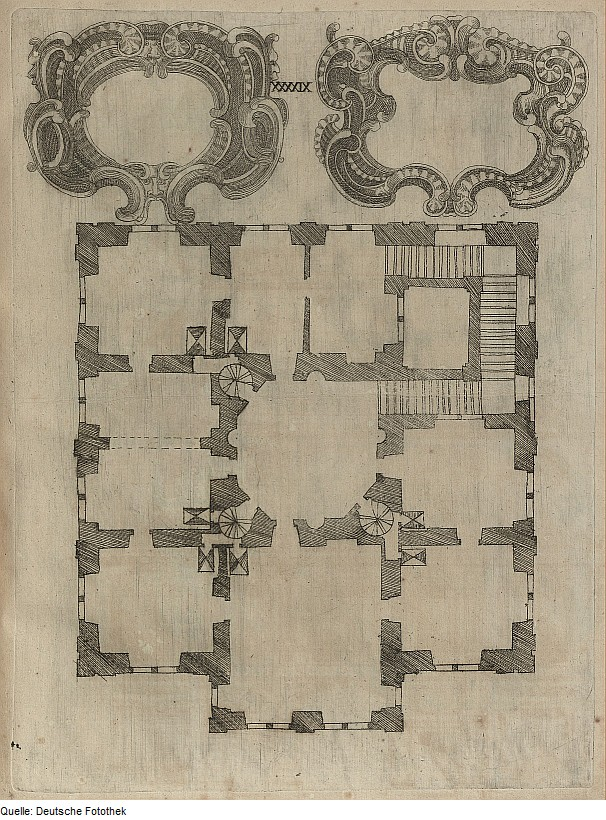
Авраам Лейтнер, архітектурний проект

## Віртуози архітектурної графіки бароко в Чехії

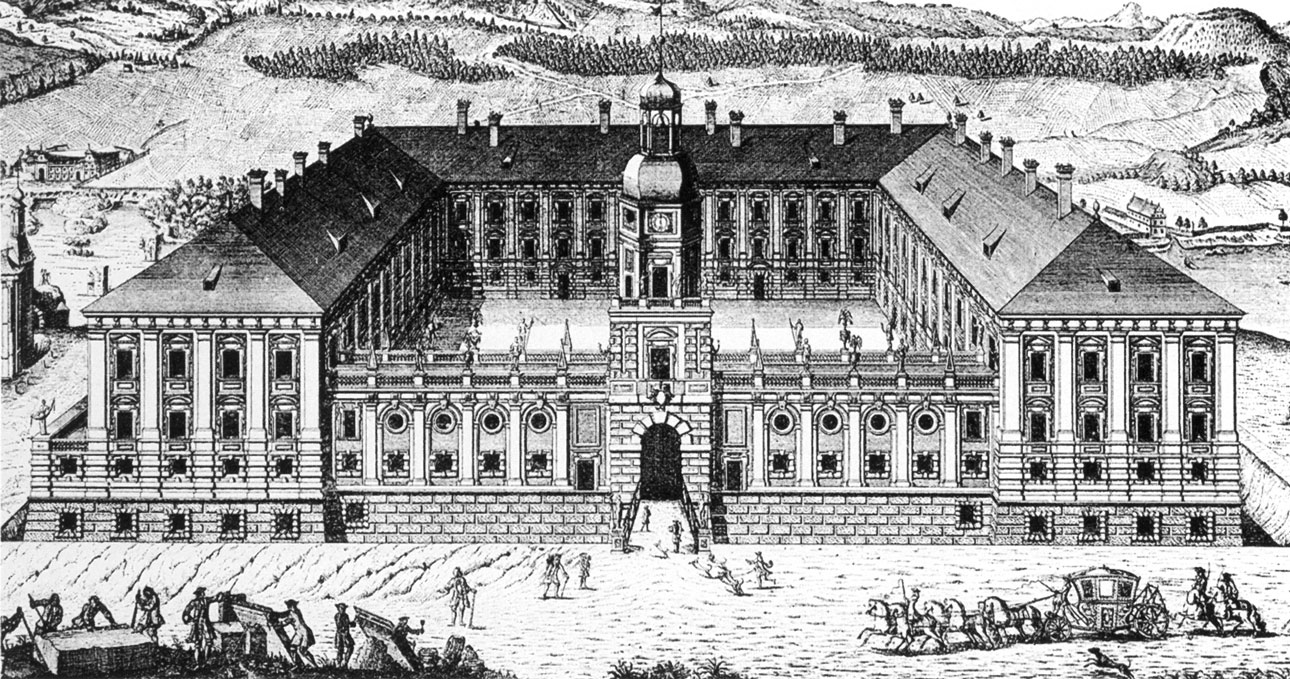
Архітектори Франческо Каратті та Аноніо дела Порта, проект. Замок Рудніце, Чехія. Граваер Єремія Вольф, 1710 р.

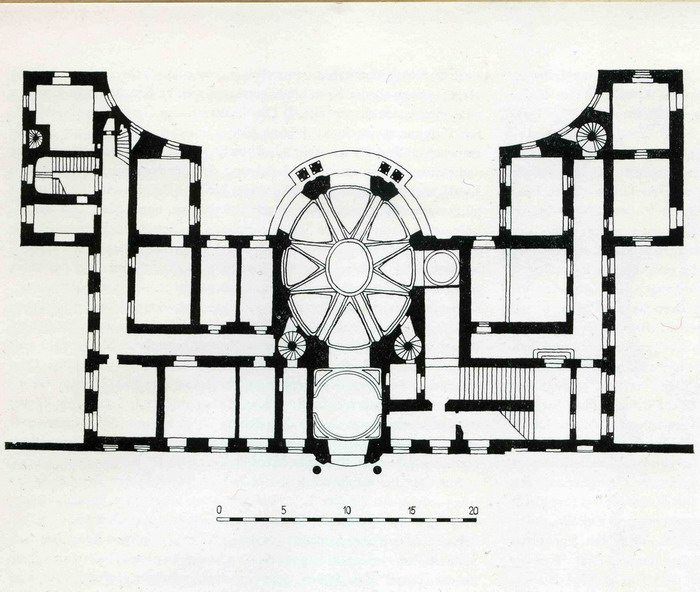
Джованні Алліпранді. Палац Лобковицьких Прага 1703 р.
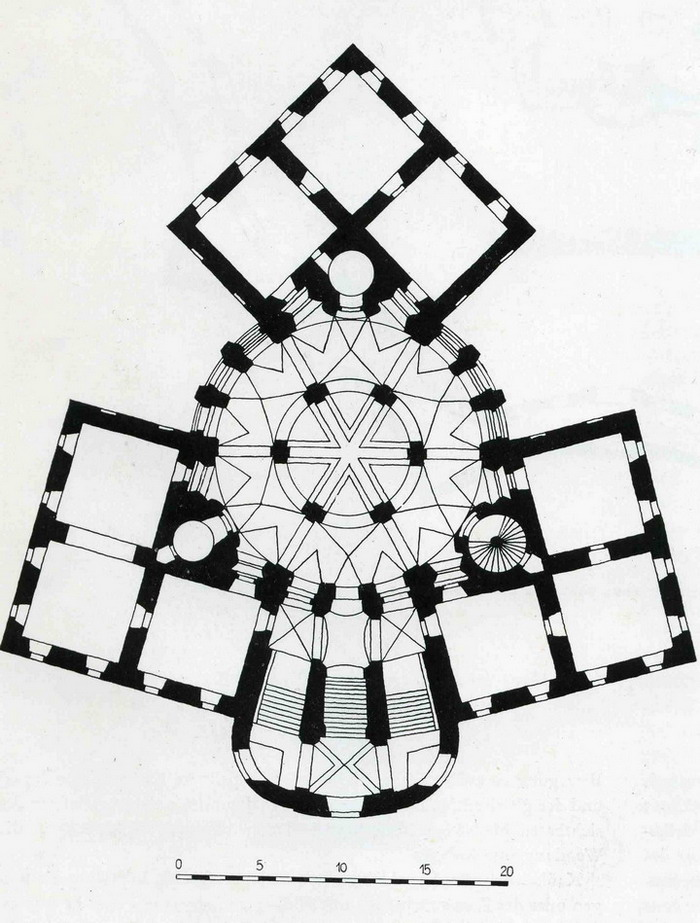
Джованні Сантіні. Замок Карлова Коруна, Хлумец, 1723 р.
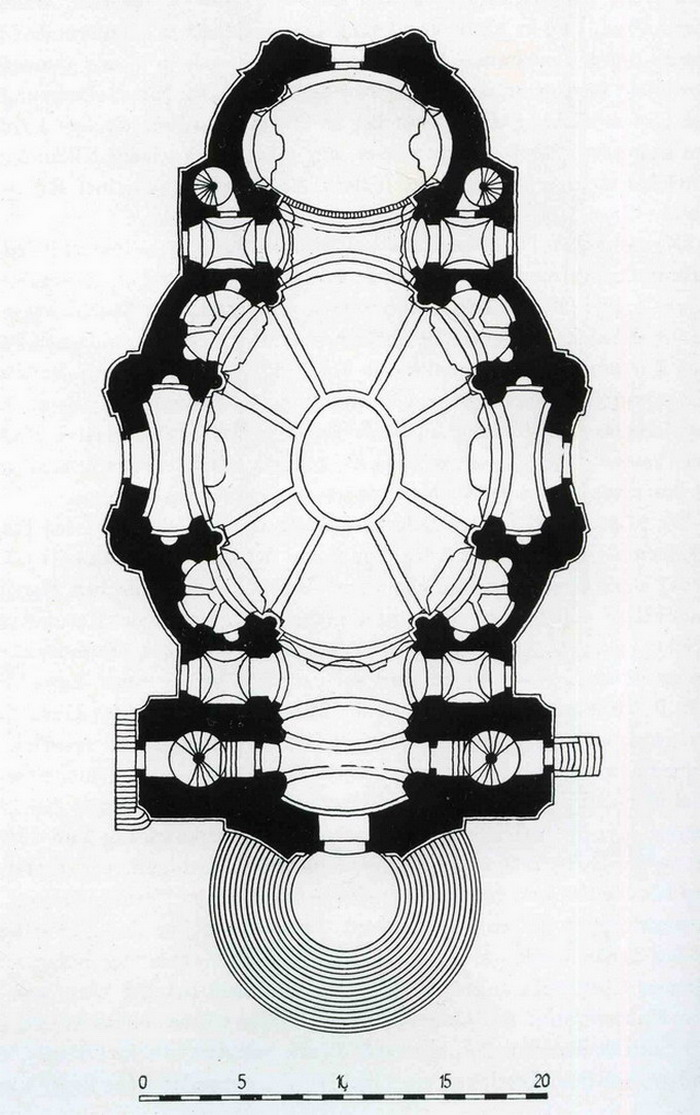
К.І. Дінценгофер. Ц-ва Марії Магдалини, 1731 р., Карлови Вари.

## Незвичний Сантіні Айхл

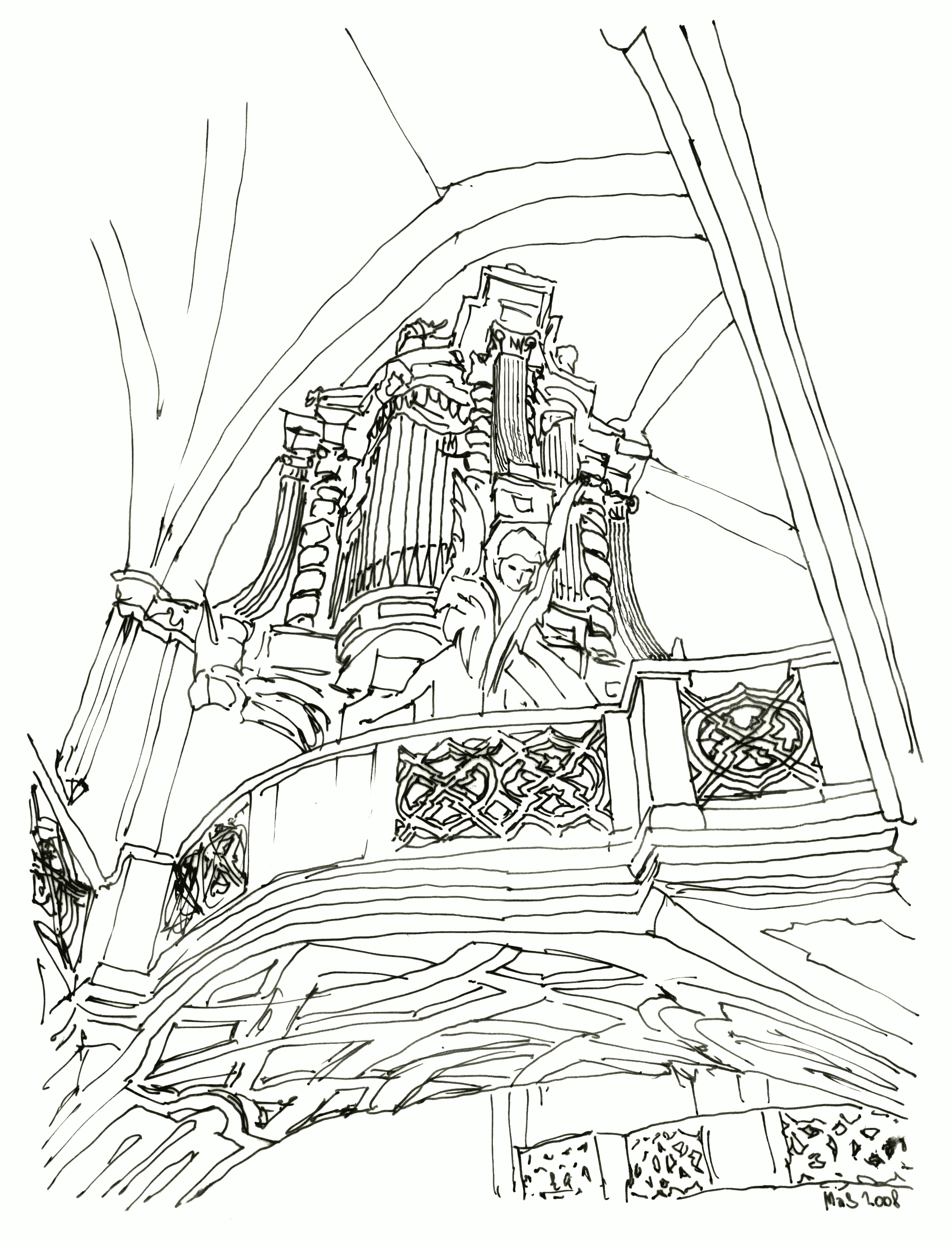
Хори з органом, малюнок, Ждяр на Сазаві

Навіть серед армії талановитих чеських архітекторів особисте місце посів Сантіні Айхл. Кульгавий архітектор (він мав фізичні вади) наче поставив на меті створення найнезвичніших споруд. Він онук італійського муляра, що перебрався в Прагу і народився в Чехії. Вкладаючись в стиль бароко, Сантіні Айхл насичував свої плани і споруди переускладненою символікою та тривожним духом католицького містицизму. За 23 роки творчості він встиг задати стільки загадок дослідникам, що їх вистачить вивчати не одному поколінню. Сантіні Айхл став справжнім нащадком творчості геніального італійця Франческо Борроміні, твори якого вивчав в Римі. В Чехії навіть створений сайт прихильників творчості Сантіні Айхла.

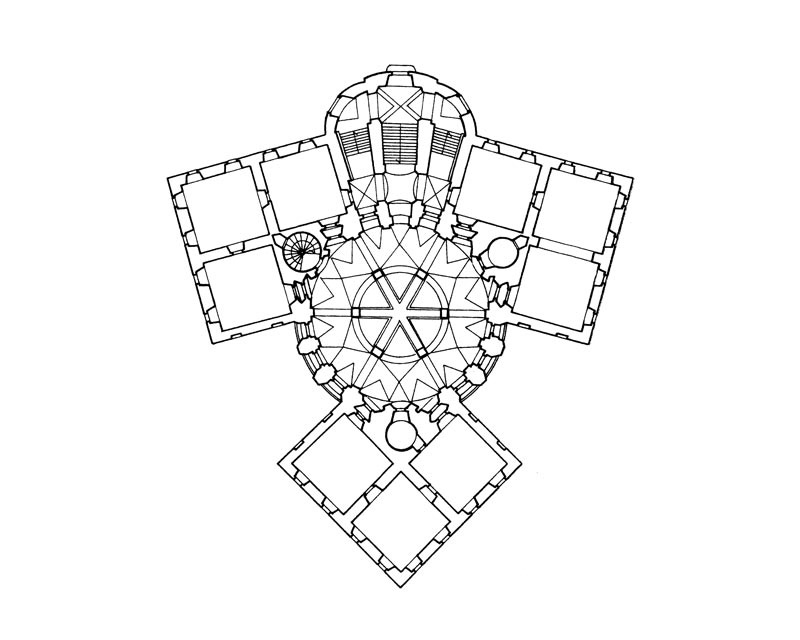
План замку Карлова Коруна
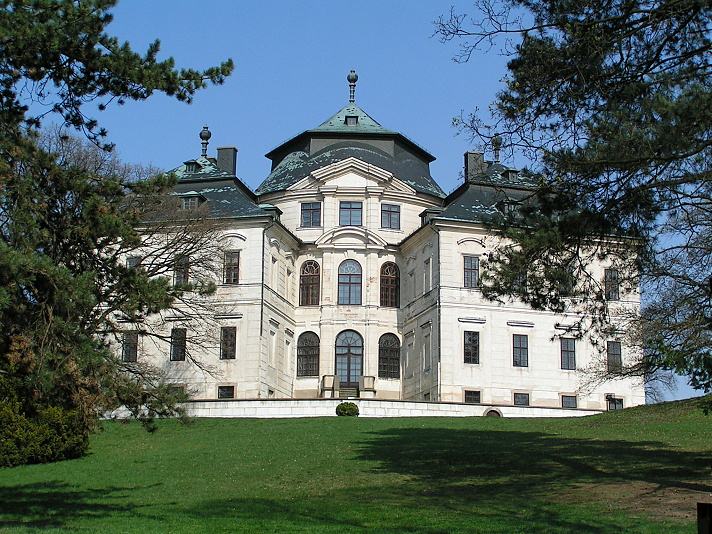
Замок Карлова Коруна, м. Хлумец
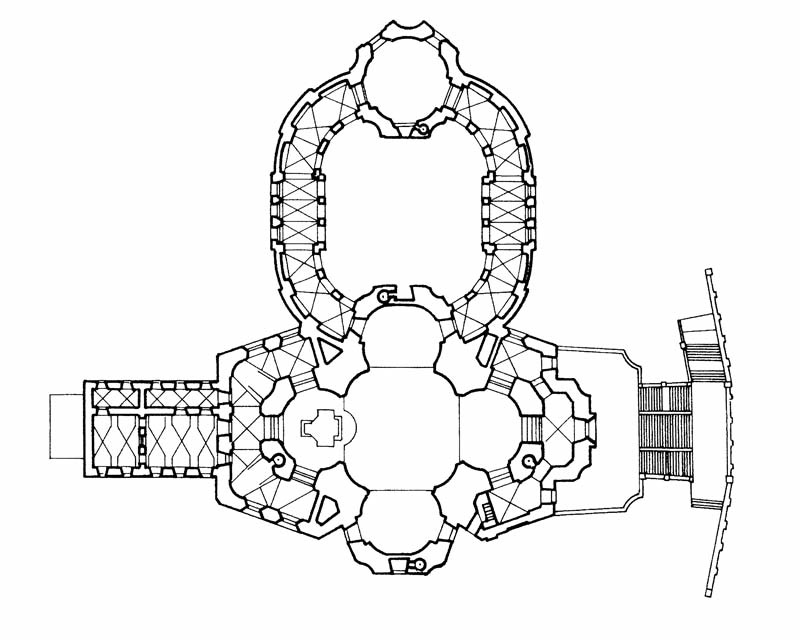
план, Паломницький костел в Ім'я Діви Марії в Крштіни-у-Брно
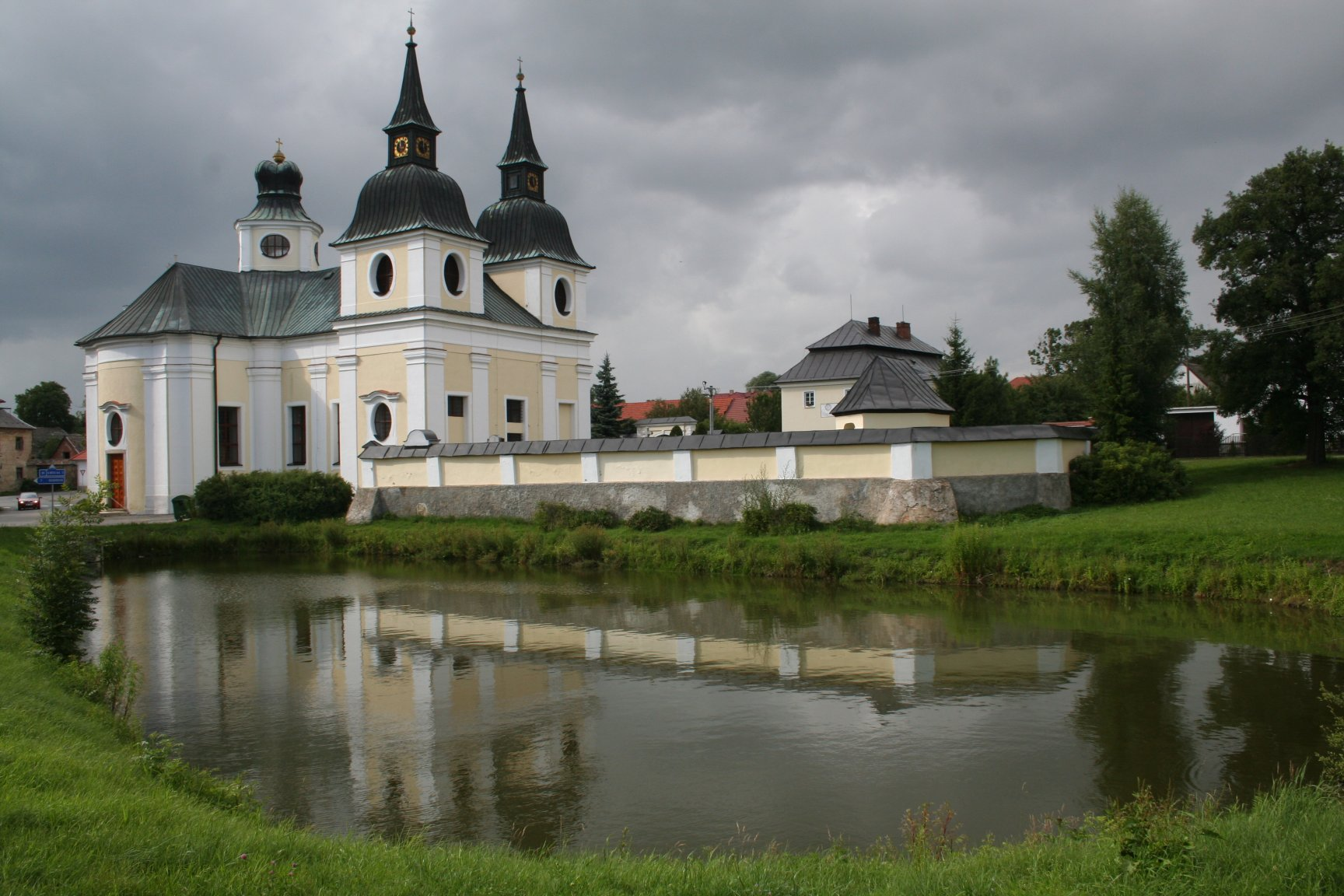
Костел Св. Вацлава, Зволє
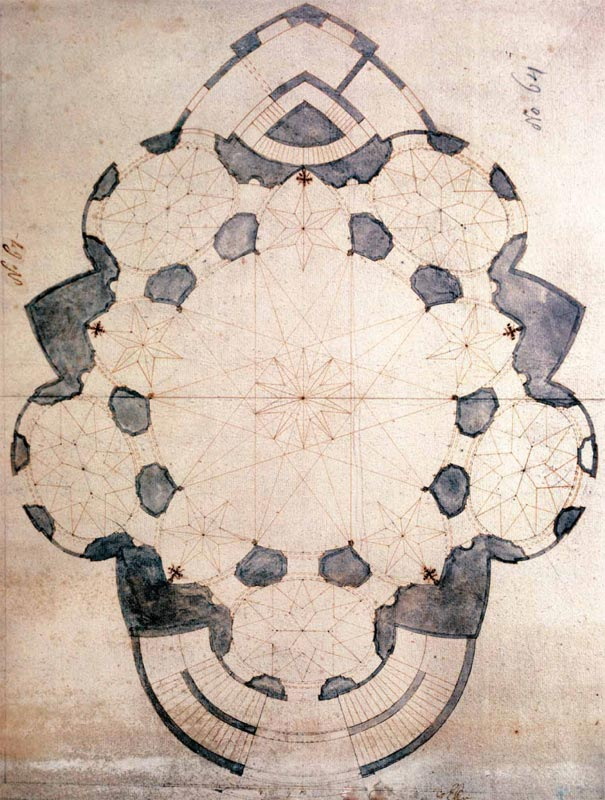
Паломницька церква Святого Яна Непомуцького в Ждяр над Сазавою, Сантіні Айхл
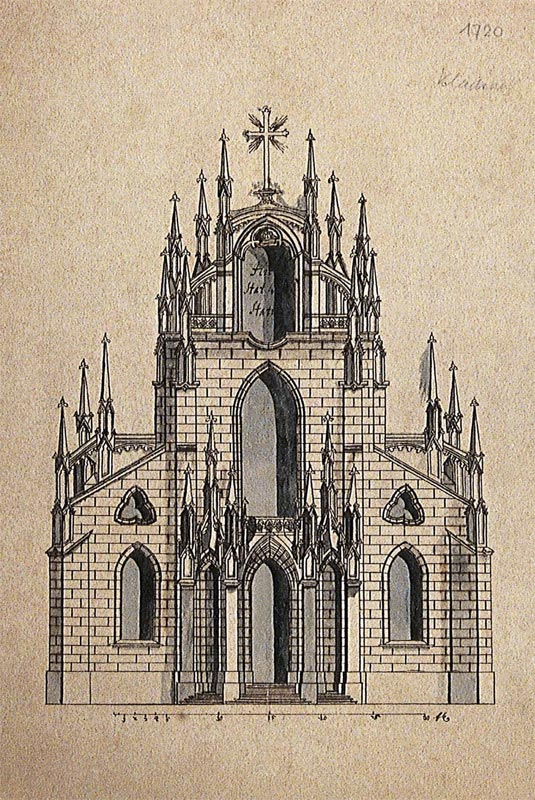
Готичний фасад, малюнок Сантіні Айхла
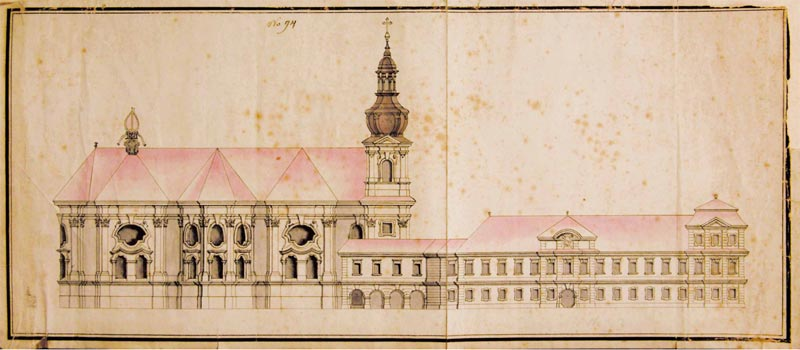
Бічний фасад костелу в Райграді
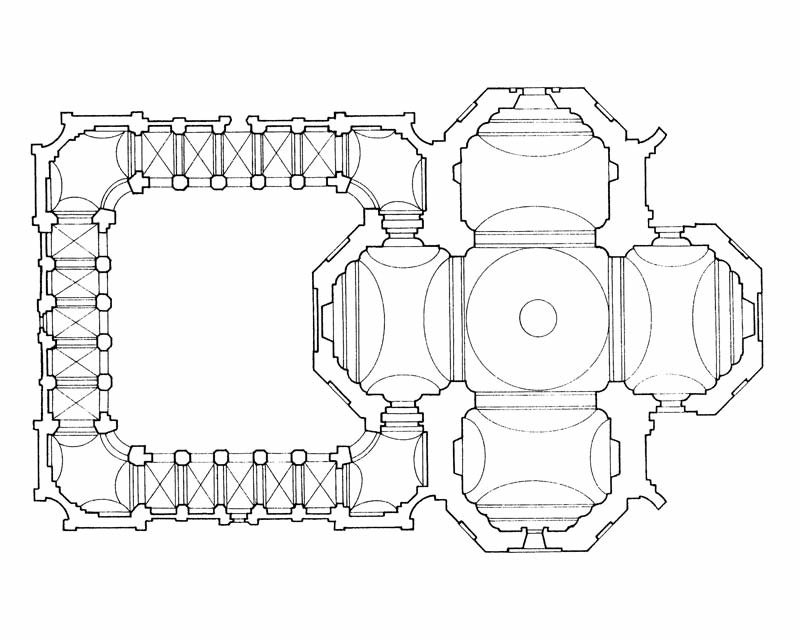
Паломницький костел Благовіщення Діви Марії, план, Маріанскі Тиніце

## Замки Чехії

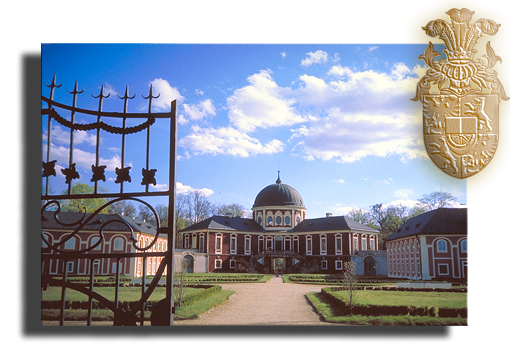
Вельтруси, парадний двір
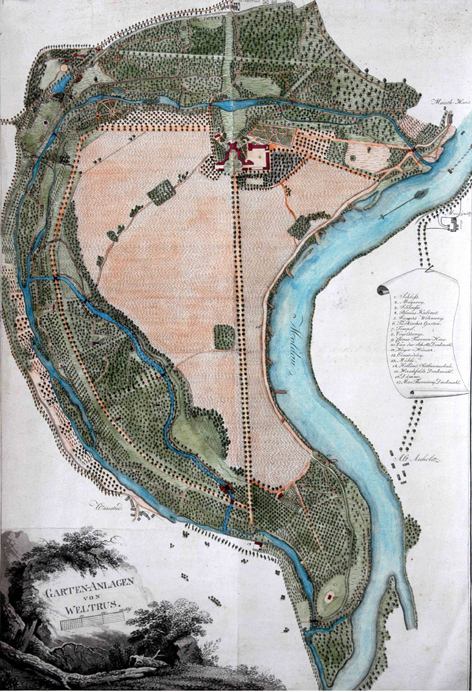
План парку, Вельтруси
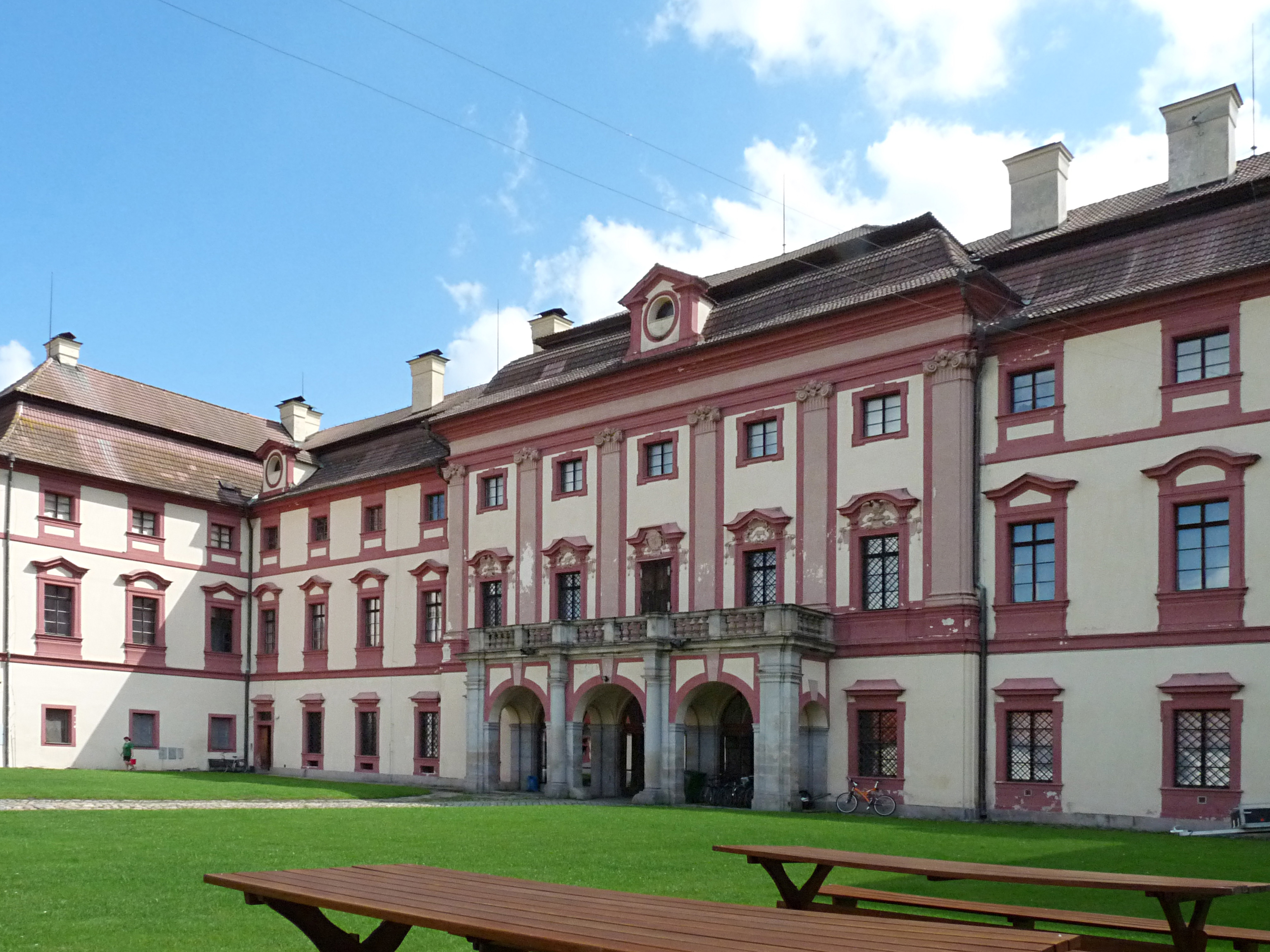
Мисливський замок Ограда
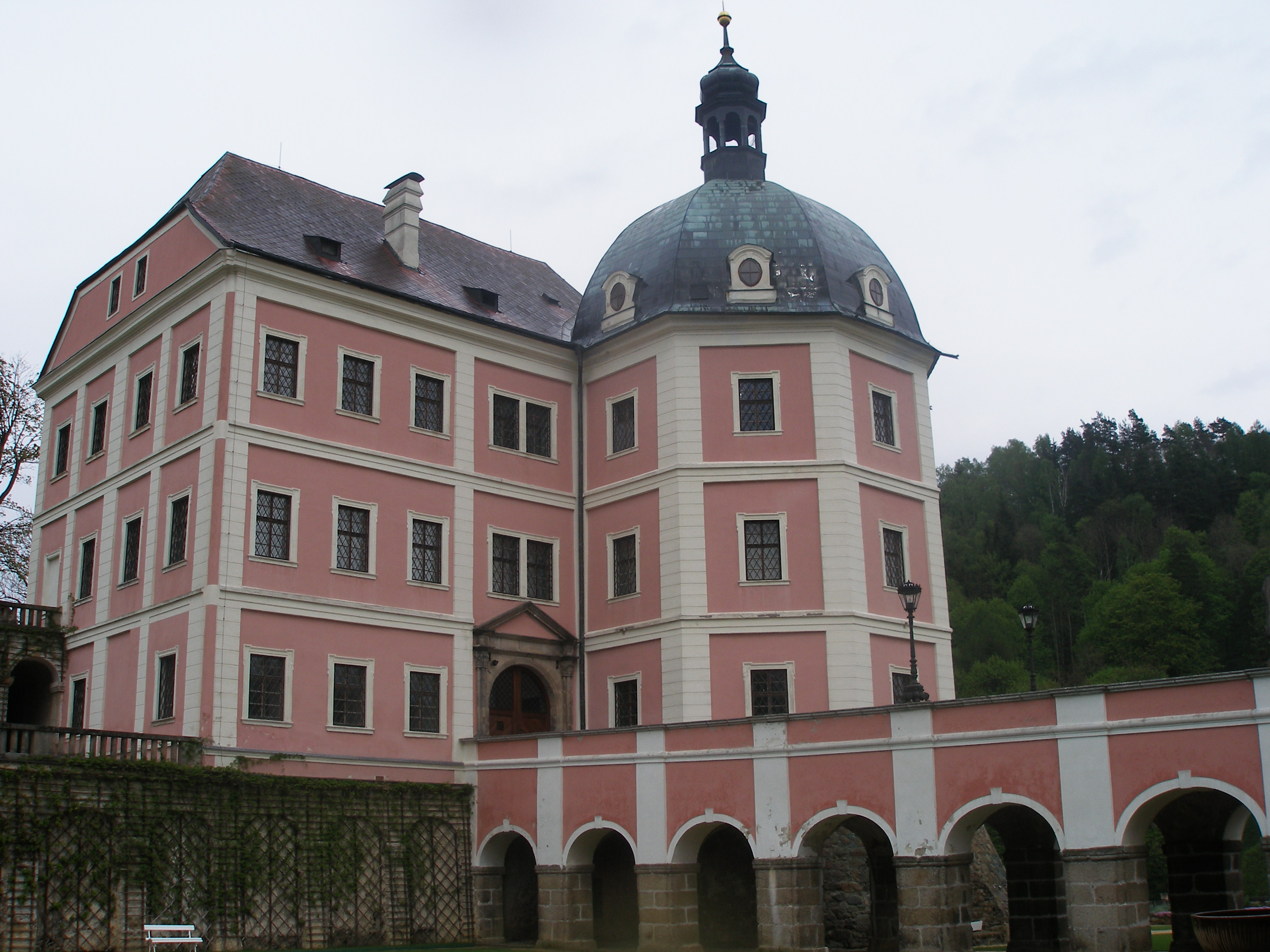
Замок Бечов над Теплой
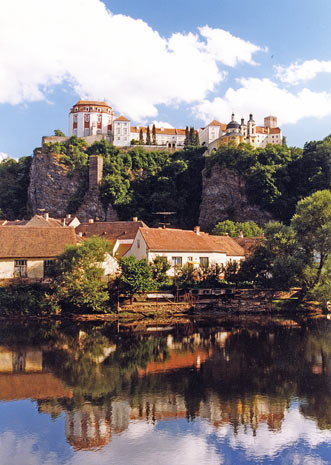
Замок Вранов-над-Диєю
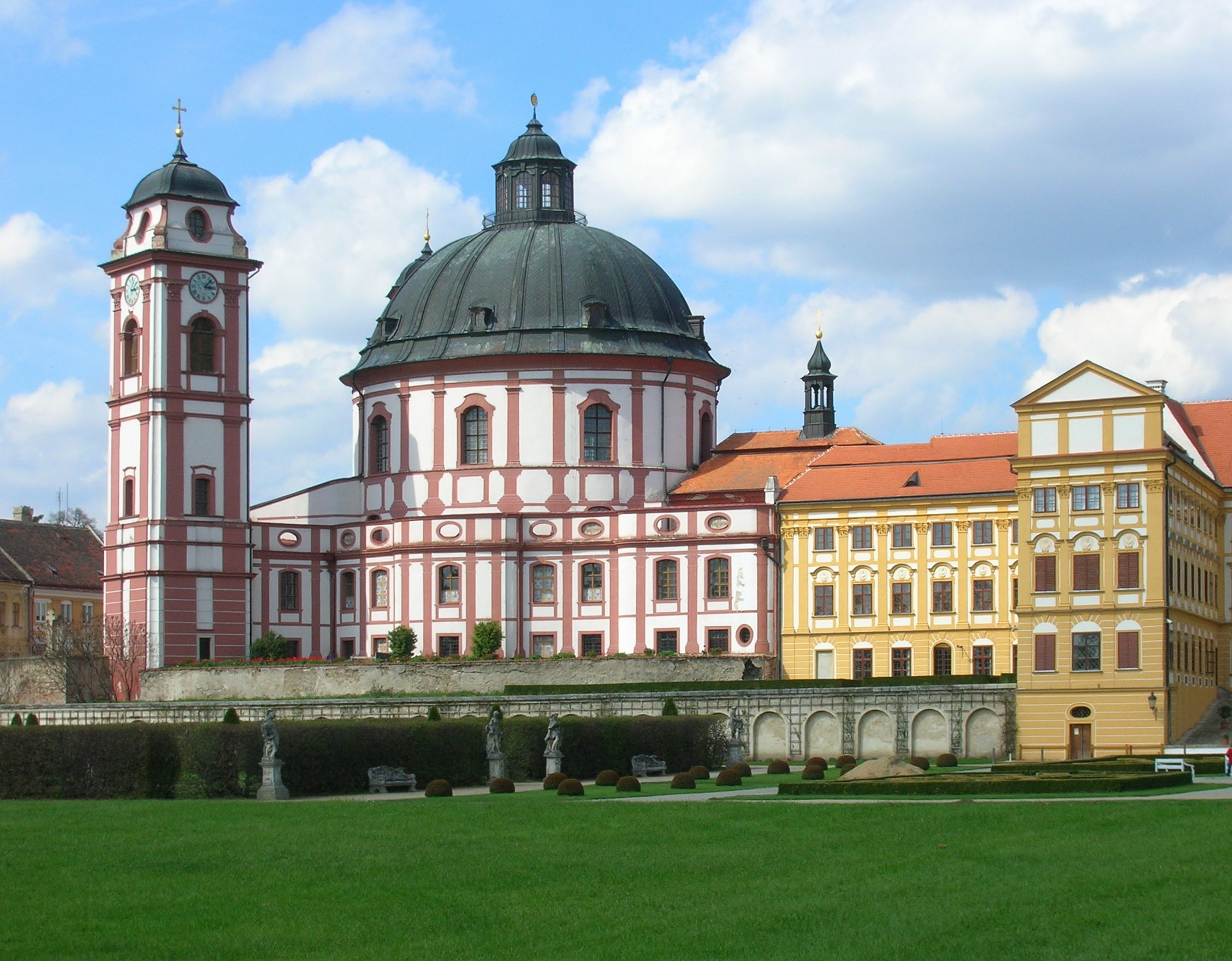
Замок Яромержице над Покутной і костел. Св. Барбори
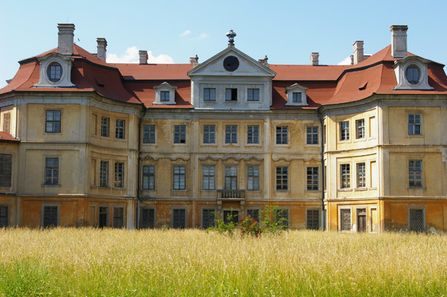
Замок Лобковицьких в Горині
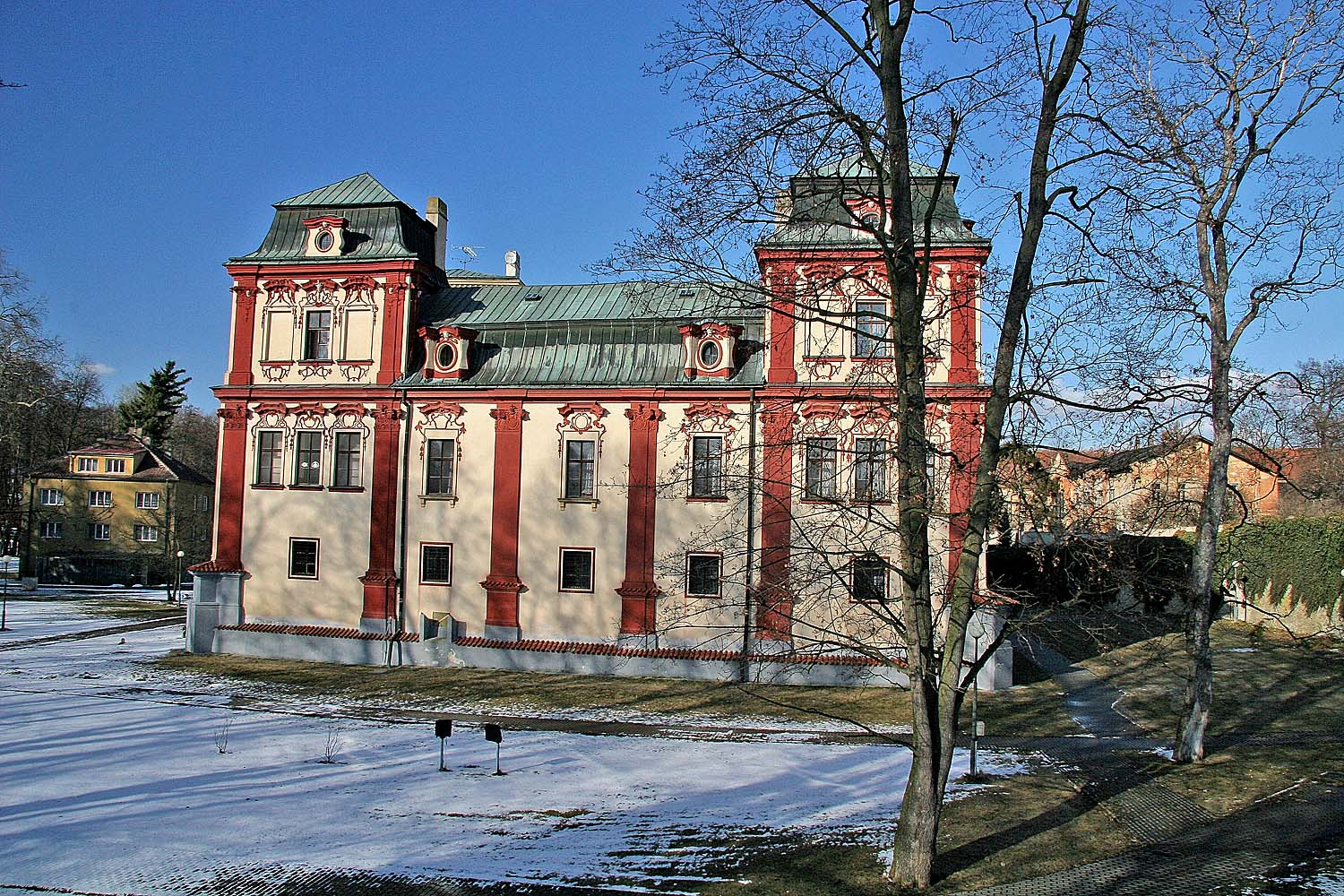
Свойшице, малий замок
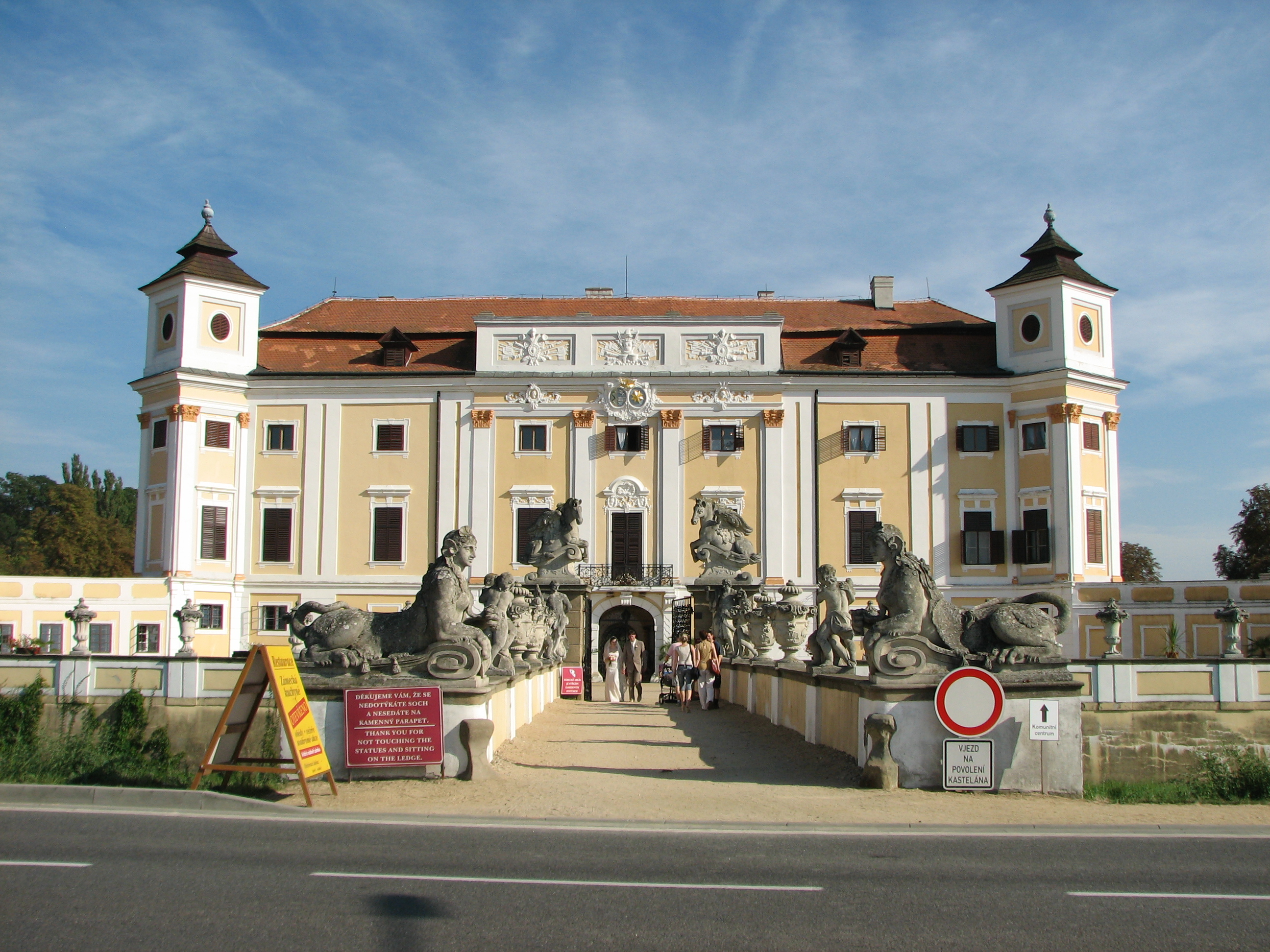
Замок Мілотіце
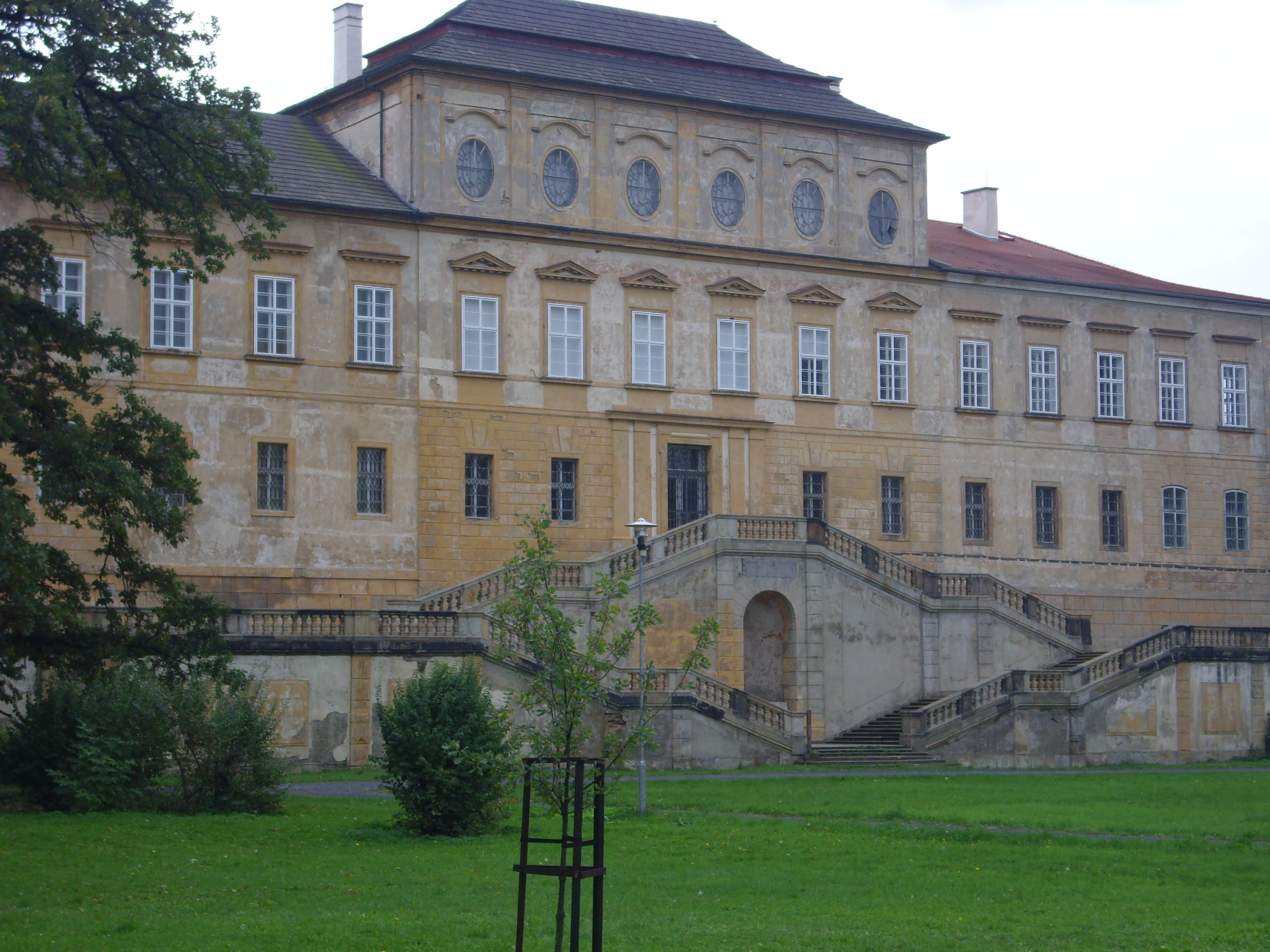
Замок Духцов
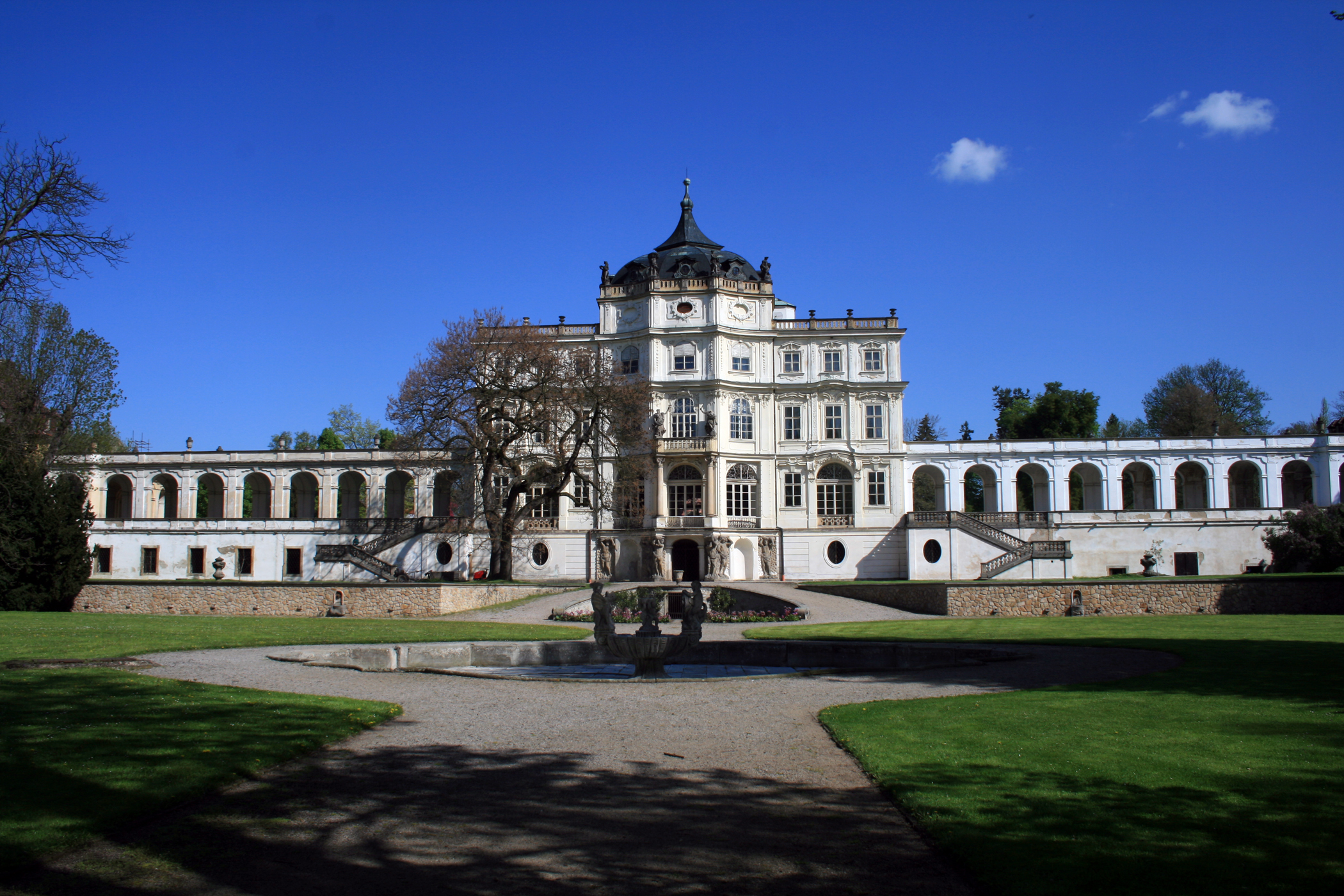
Замок Плосковіце
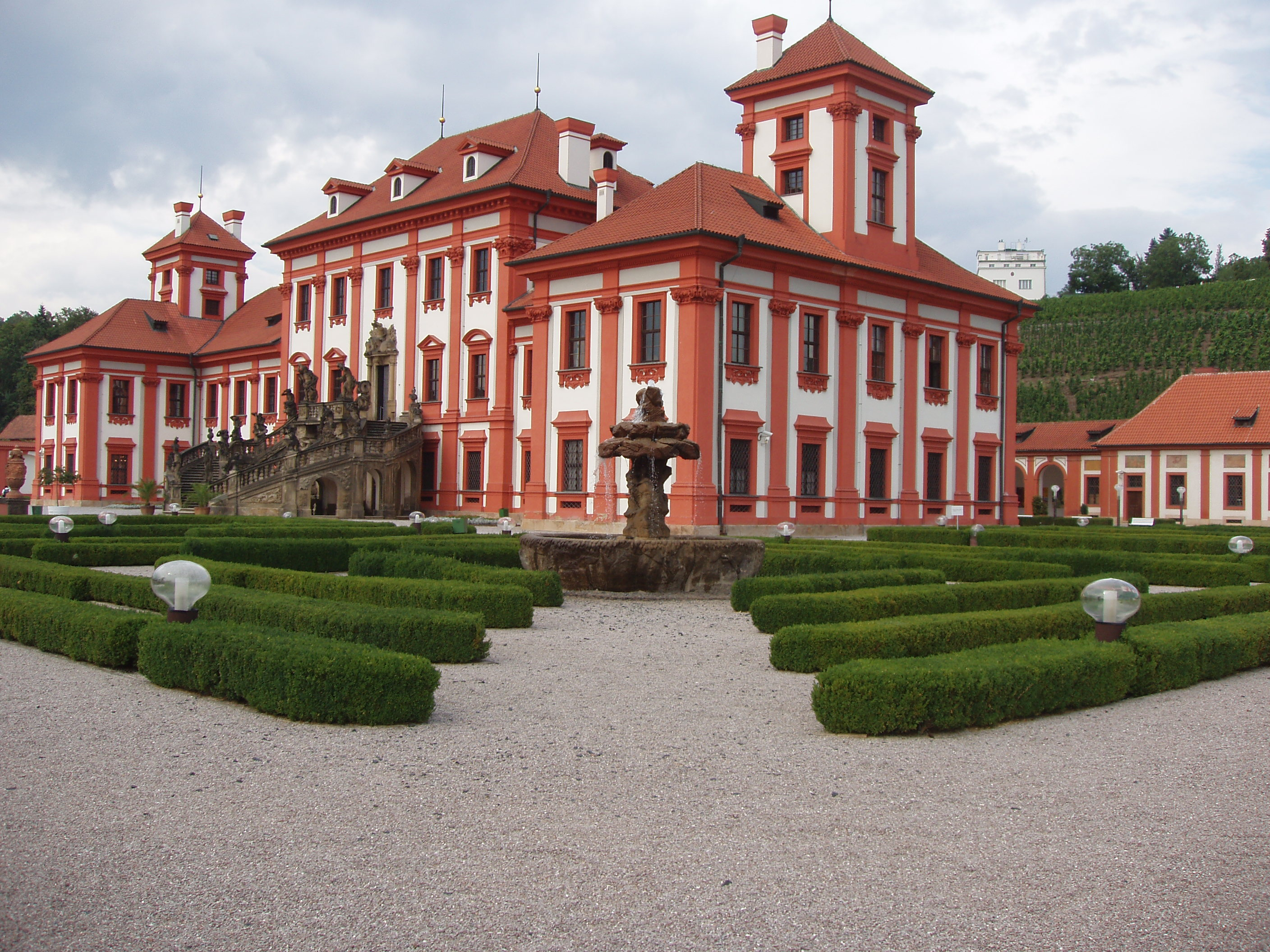
Тройський замок

## Класицизм

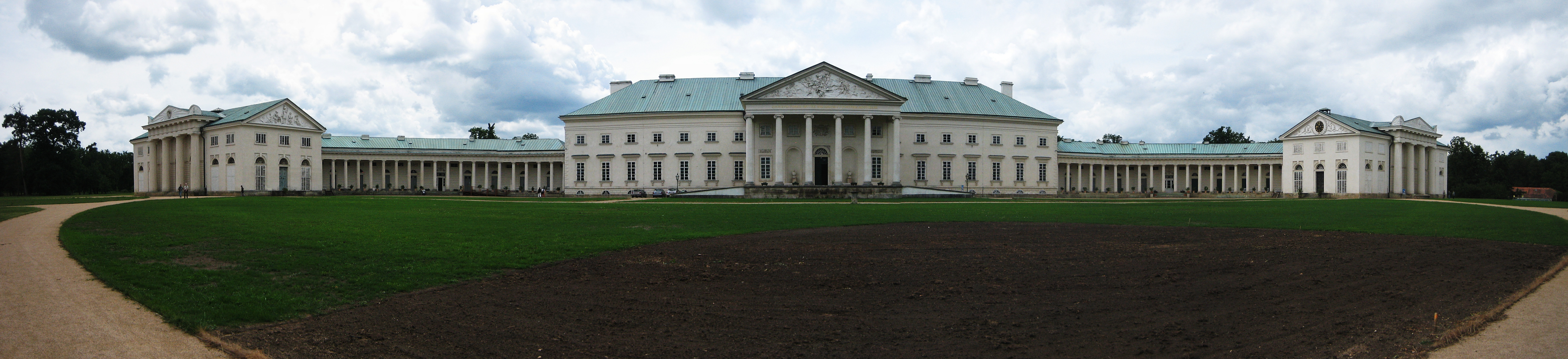
Палац Качіна.

У підавстрійській Чехії, як і в інших кутках цієї «лоскутної імперії» не склалися умови для успішного розвитку класицизму. Він був модною забавою небагатьох родин. Австрія наче витратила усі творчі сили на розвиток та розквіт бароко і рококо і заспокоїлась в класицизмі. Так, ранній класицизм в Чехії не отримав розвитку. Ідеї доби просвітництва мали досить обмежений характер. В імперії не сформувалося значного класу буржуазії, яка б згуртувала суспільство на боротьбу з залишками феодалізму, як це мало місце у Франції. Тому класицизм в підавстрійській тоді Чехії мав дуже обмежене розповсюдження і не дав значних зразків міських чи садибних ансамблів на кшталт Франції чи Російської імперії.

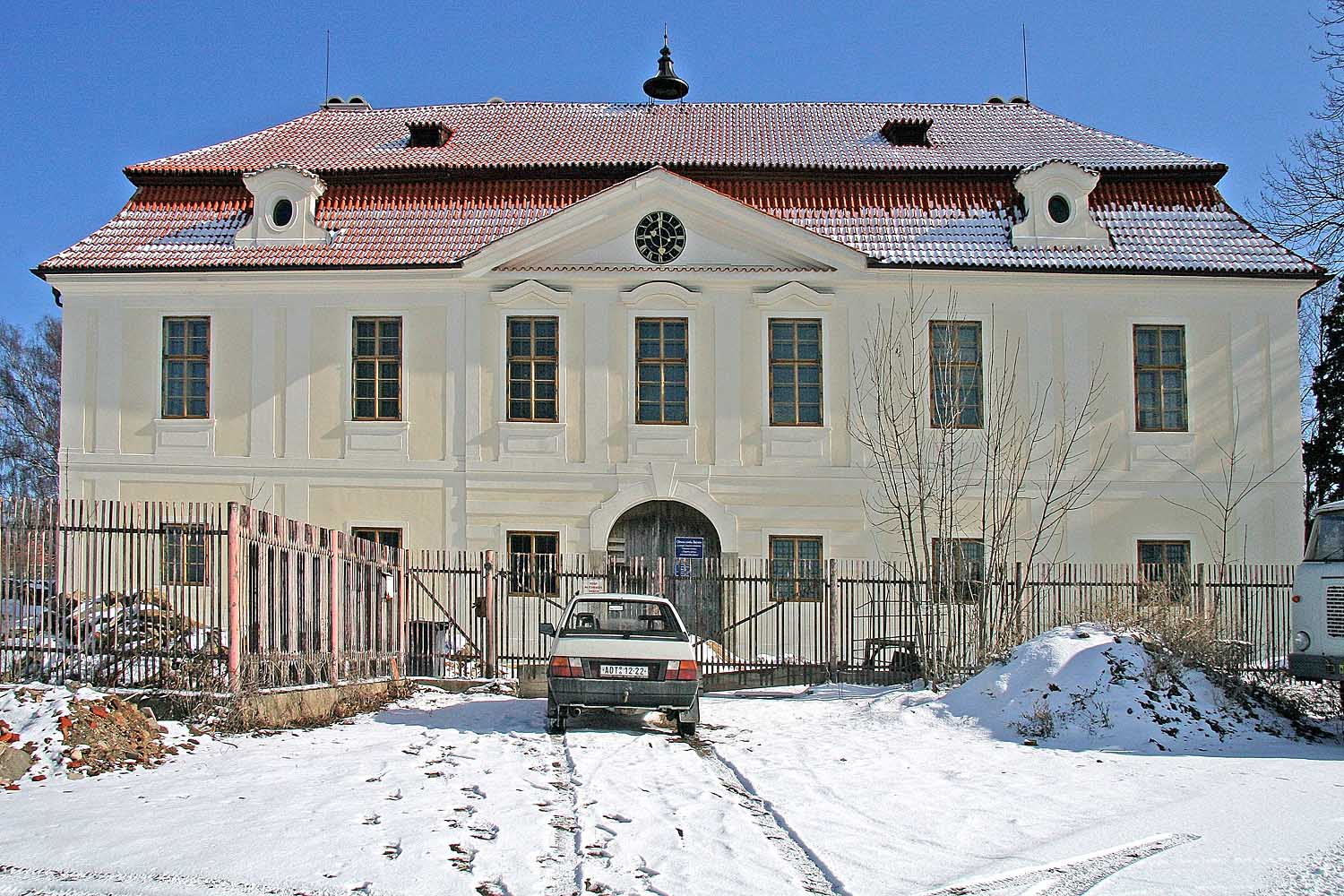
Замок Бечвари
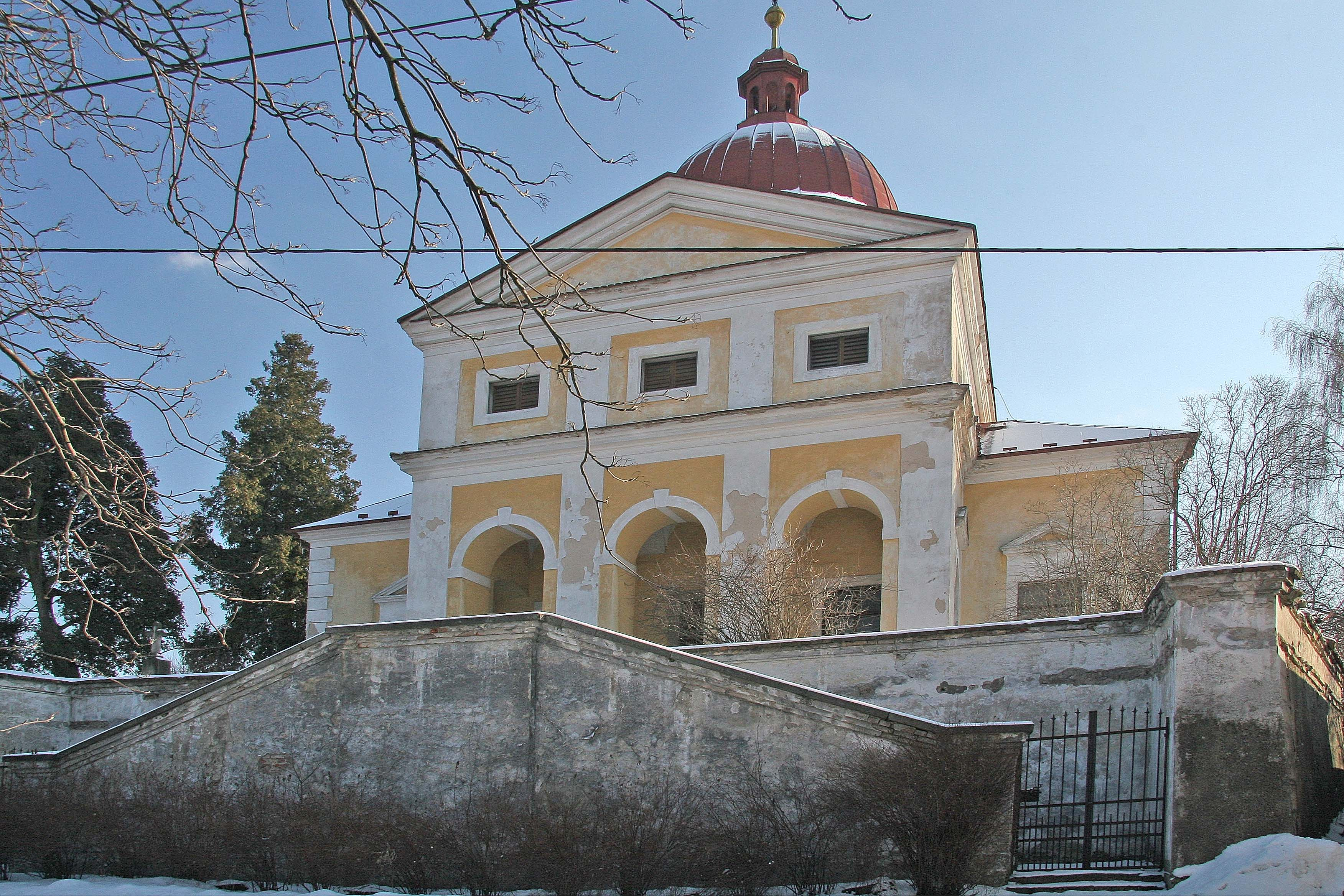
Костел Св. Петра й Павла, Долні Хватліни
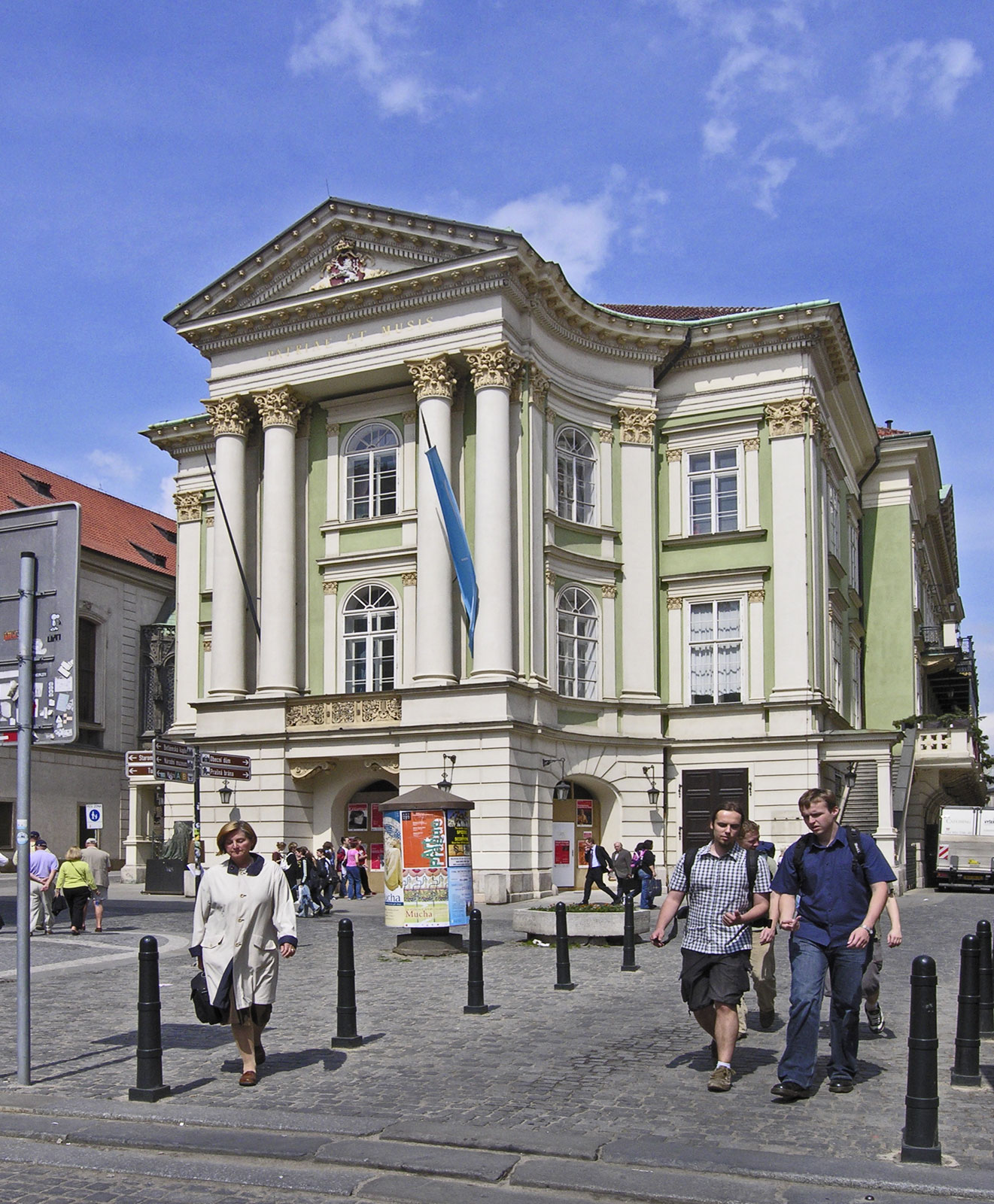
Театр в Празі
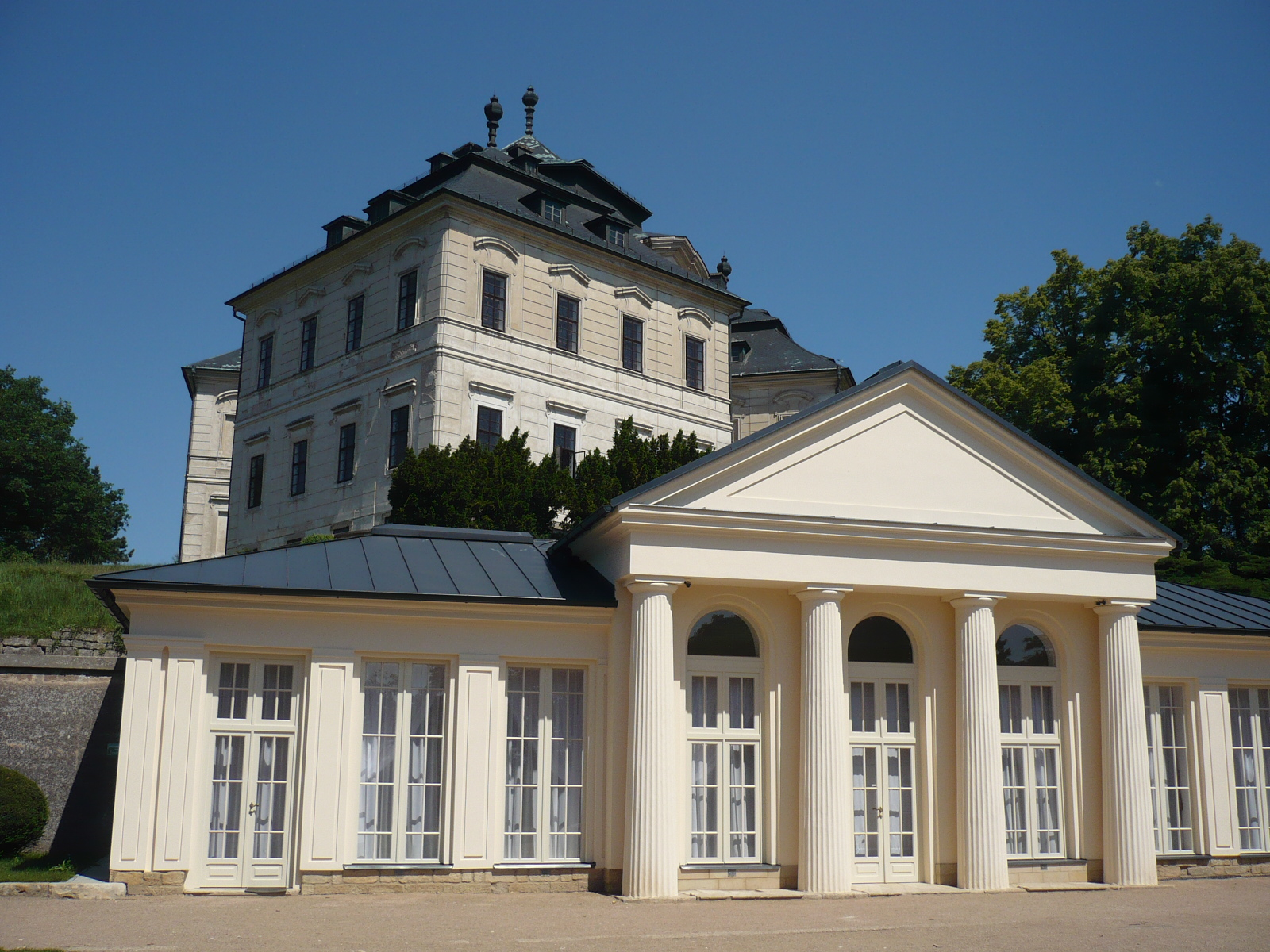
Замок Карлова Коруна, антична альтанка
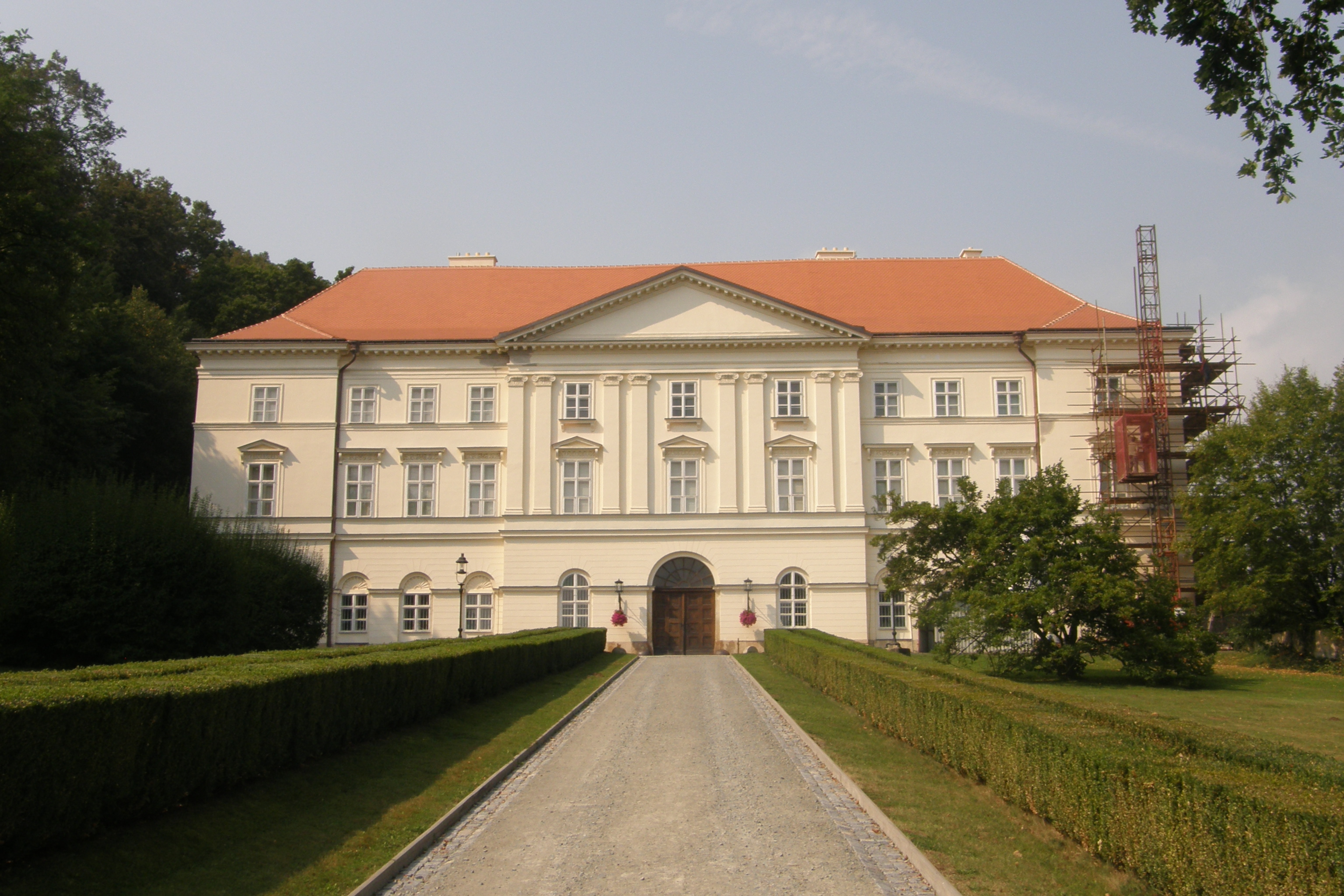
Палац у Босковіце

## Малі архітектурні форми

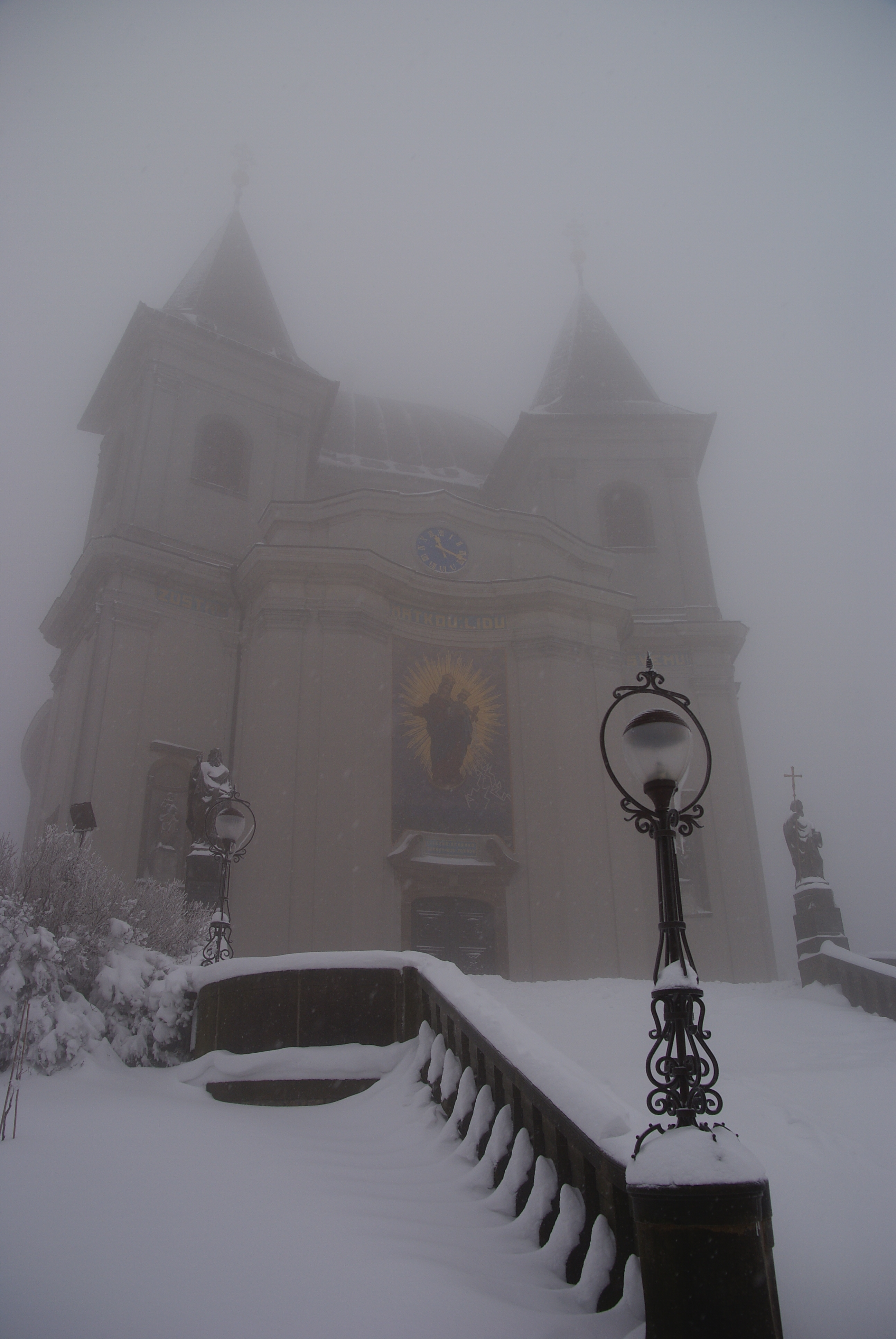
Костел Нанебовзяття Панни Марії взимку, Гостин, Хвалчов.

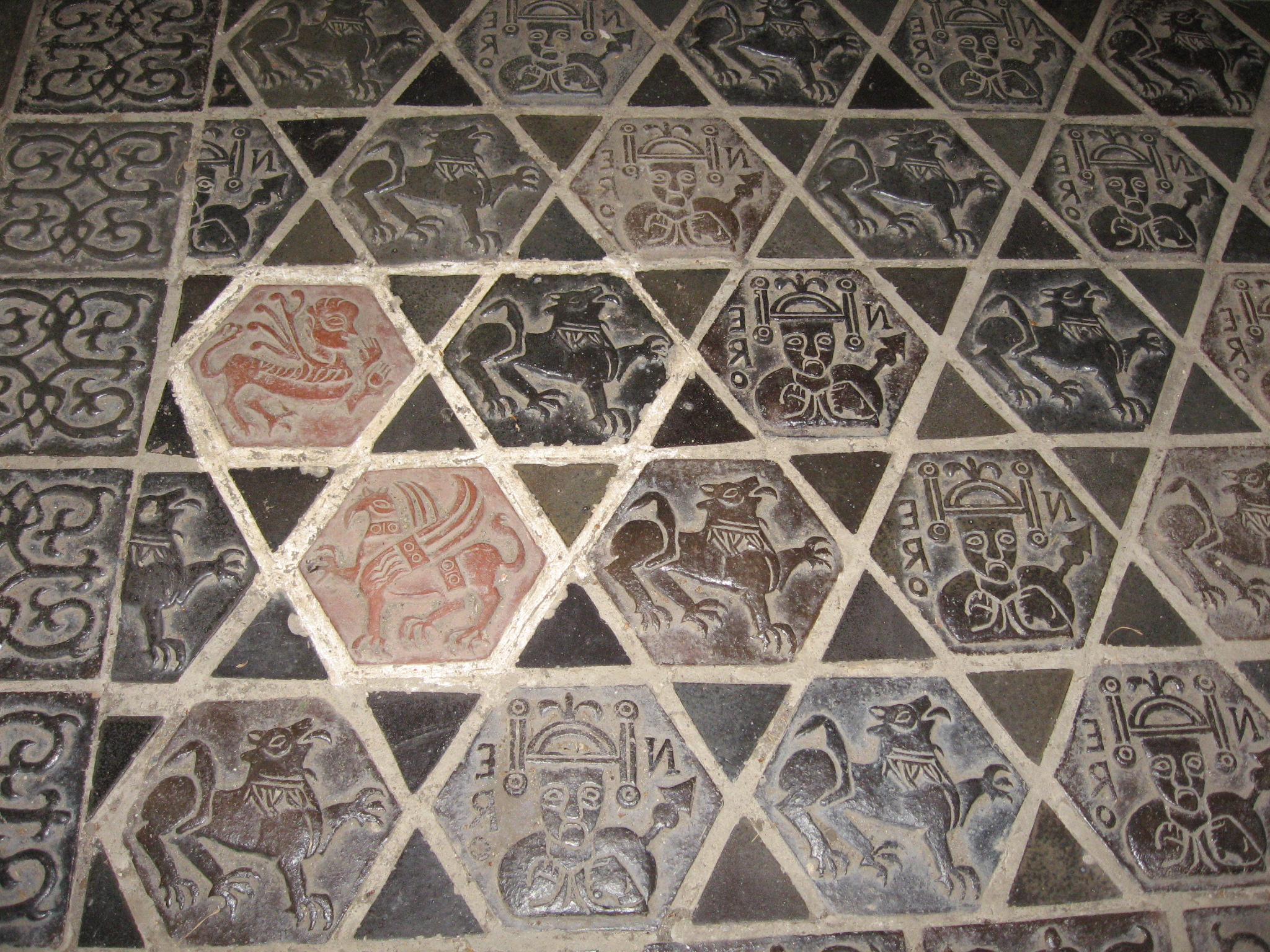
Підлога, ротонда Св. Петра, Пльзень.

В Чехії існувала розвинена культура малих архітектурних форм. Барокові палаци і костели завжди облямовували партери, каплиці, скульптури, тераси та сходинки з балюстрадами, що робили нерізким перехід від масштабу реальної людини до монументальних фасадів споруд, що тяжіли до величі і висотності. Навіть провінційні костели облямовані скульптурами, невеликими квітниками, сходинками з балюстрадами, невеликими брамами. Нова доба додала до малих архітектурних форм невеликі монументи історичним особам, пов'язаним з тим чи іншим помешканням (монумент ченцю-досліднику Менделю біля костелу в Брно, алегорії Християнської Віри та Хроносу в Цитолібах, діючі фонтани в Оломоуці, чумні стовпи на площах багатьох міст тощо.)Все це збагачувало людське оточення і робило його більш знайомим, культурним, гуманним.
Зразком дивацького поєднання наукової та народної архітектури став костел Діви Марії (неустанної) Помочі у містечку Железна Руда (Пльзенський край). План костелу має барокову, зірчасту форму, котру для замовника храму графа Й. Нотхафта створив невідомий фаховий архітектор. Дзвіницю для малого костелу розмістили на одному з променів зірки. З якихсь причин підбаник і купол, логічні і відповідні бароковому храму, не були вибудовані. Дах храму запросили створити народного майстра, котрий вкрив костел одною велетенською цибульчатою спорудою. Храм і дзвіниця мають завершення не у вигляді хрестів, а у вигляді зірок чи то рапід. Лише одноманітне зовнішнє фарбування приземкуватого храму без акцентів на мурах приховує дивовижні вигини його стін.

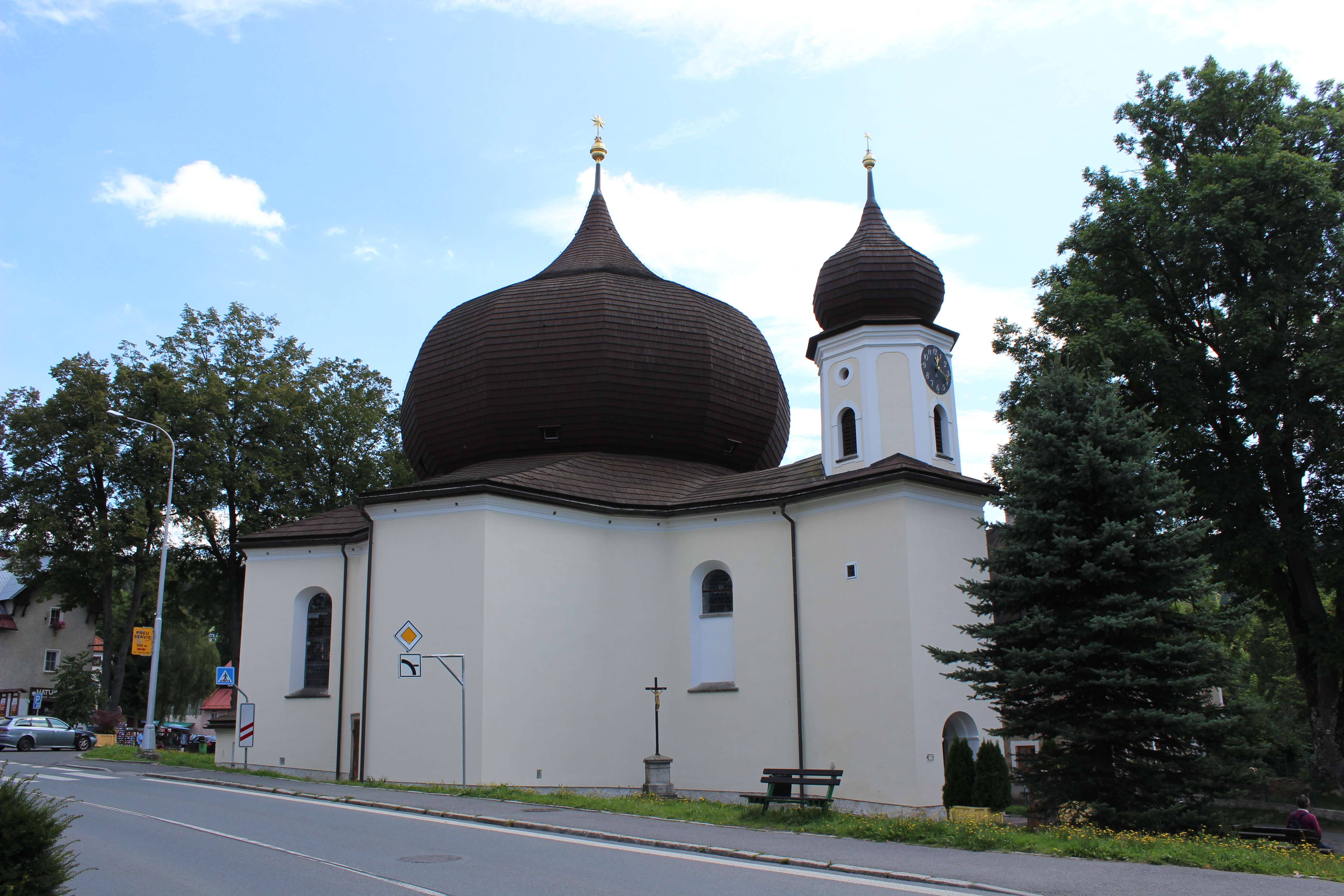
Костел Діви Марії (неустанної) Помочі у містечку Железна Руда (Пльзенський край)
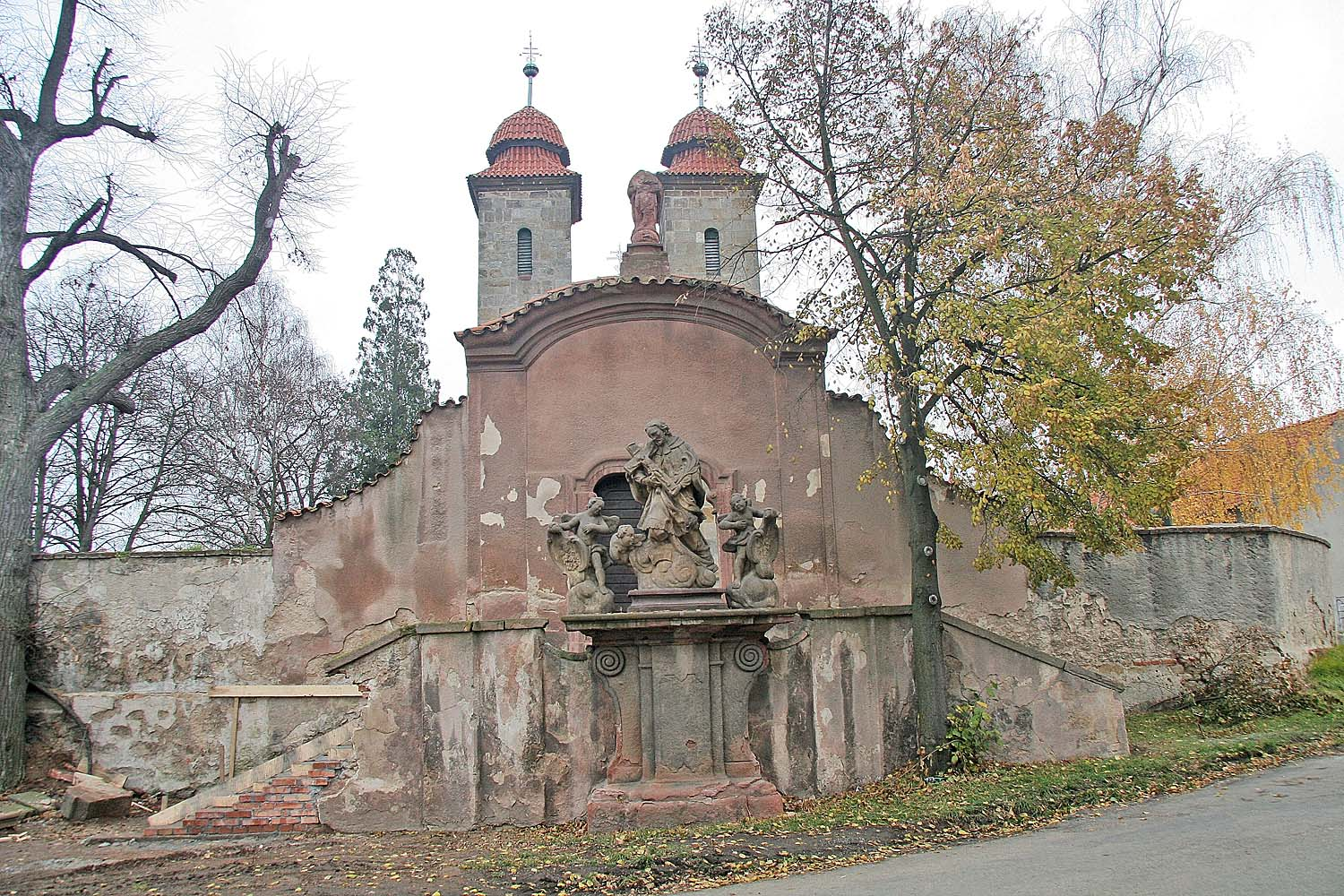
Головна брама Упенської базиліки, селище Тісміце
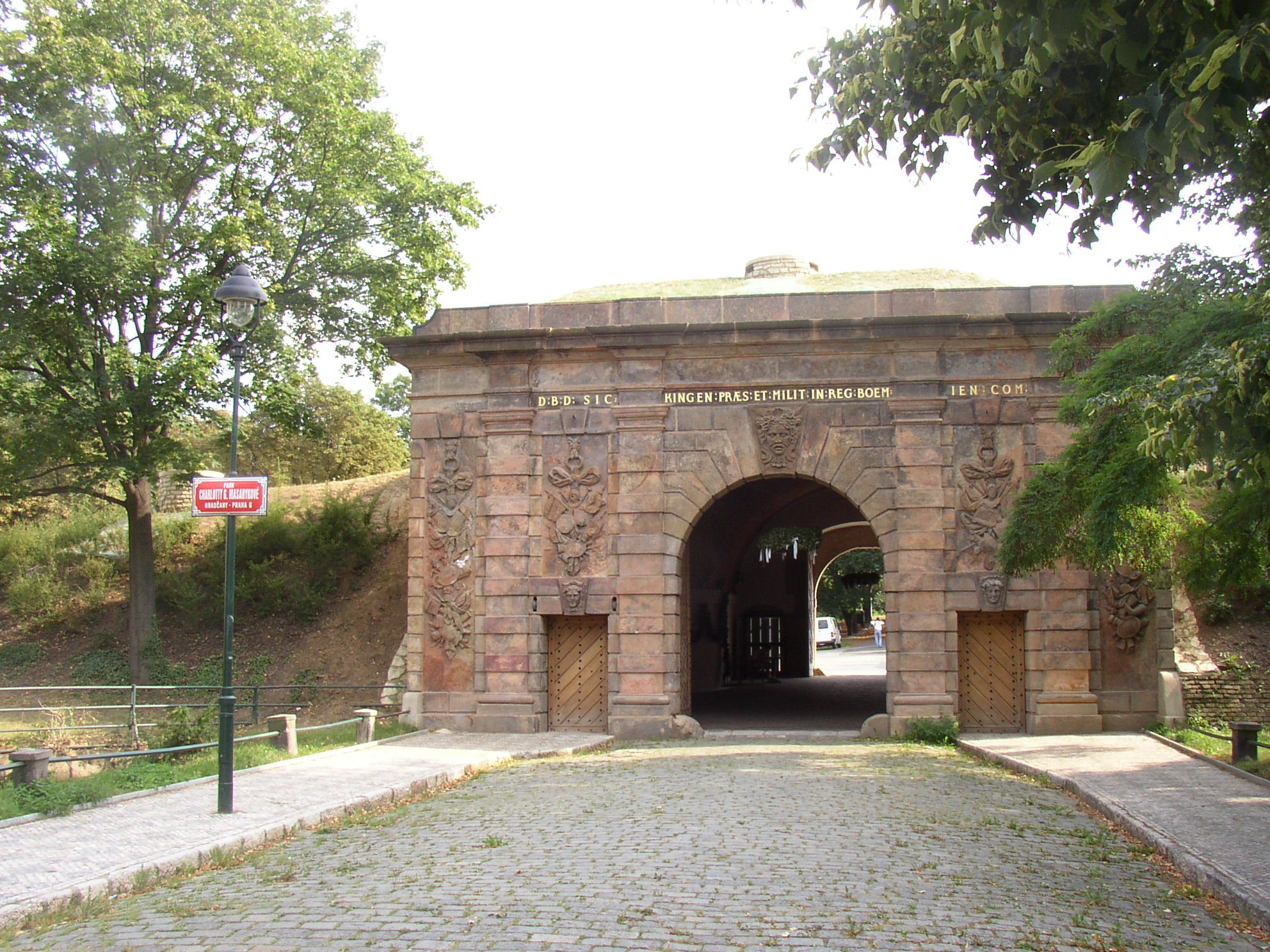
Прага, Пісецька брама.
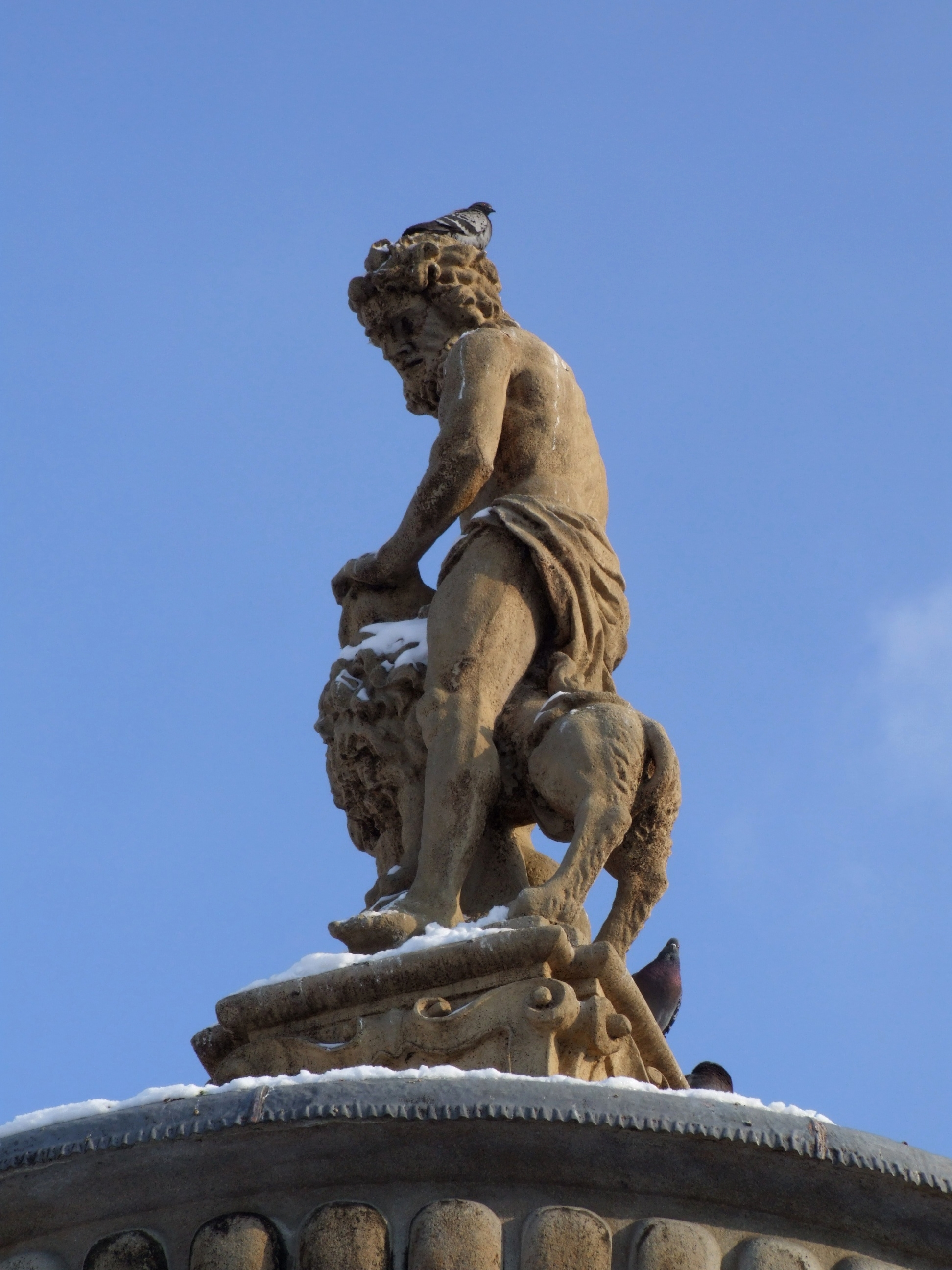
Фонтан «Самсон розриває пащу лева», Ческе Будейовіце
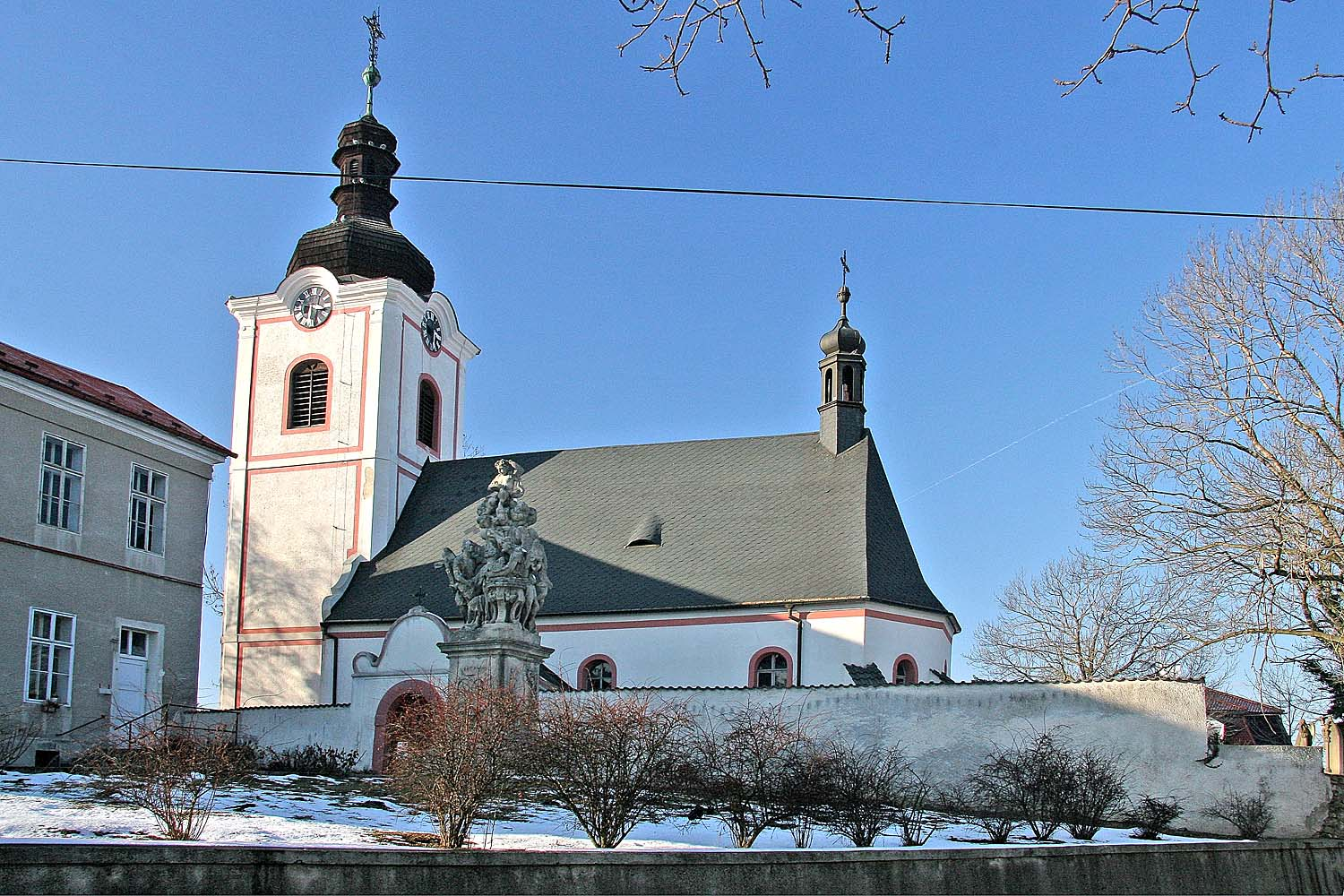
Паркан і барокова скульптура, костел Св. Вацлава, Ратбор
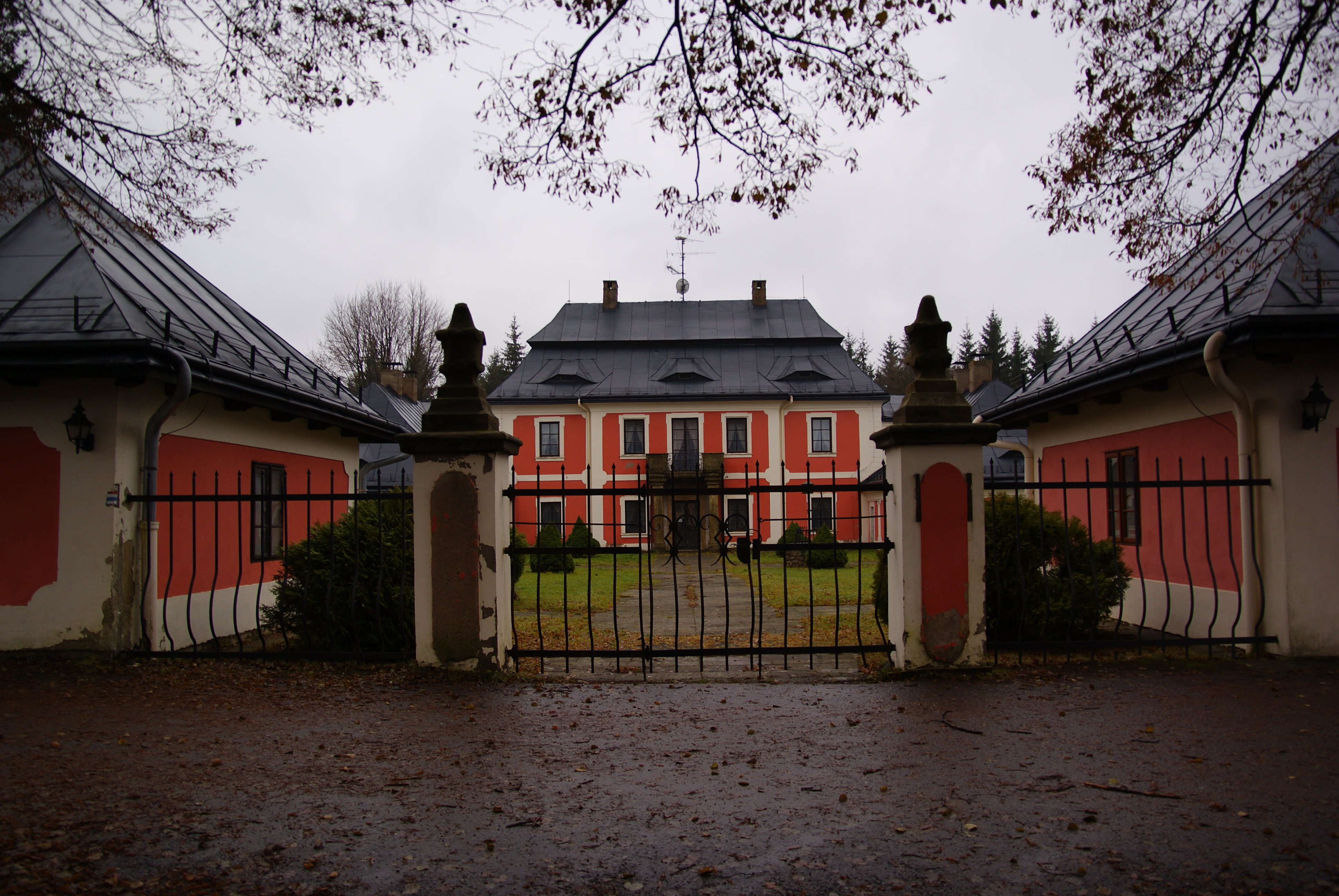
Мисливський малий палацик Карлштейн.
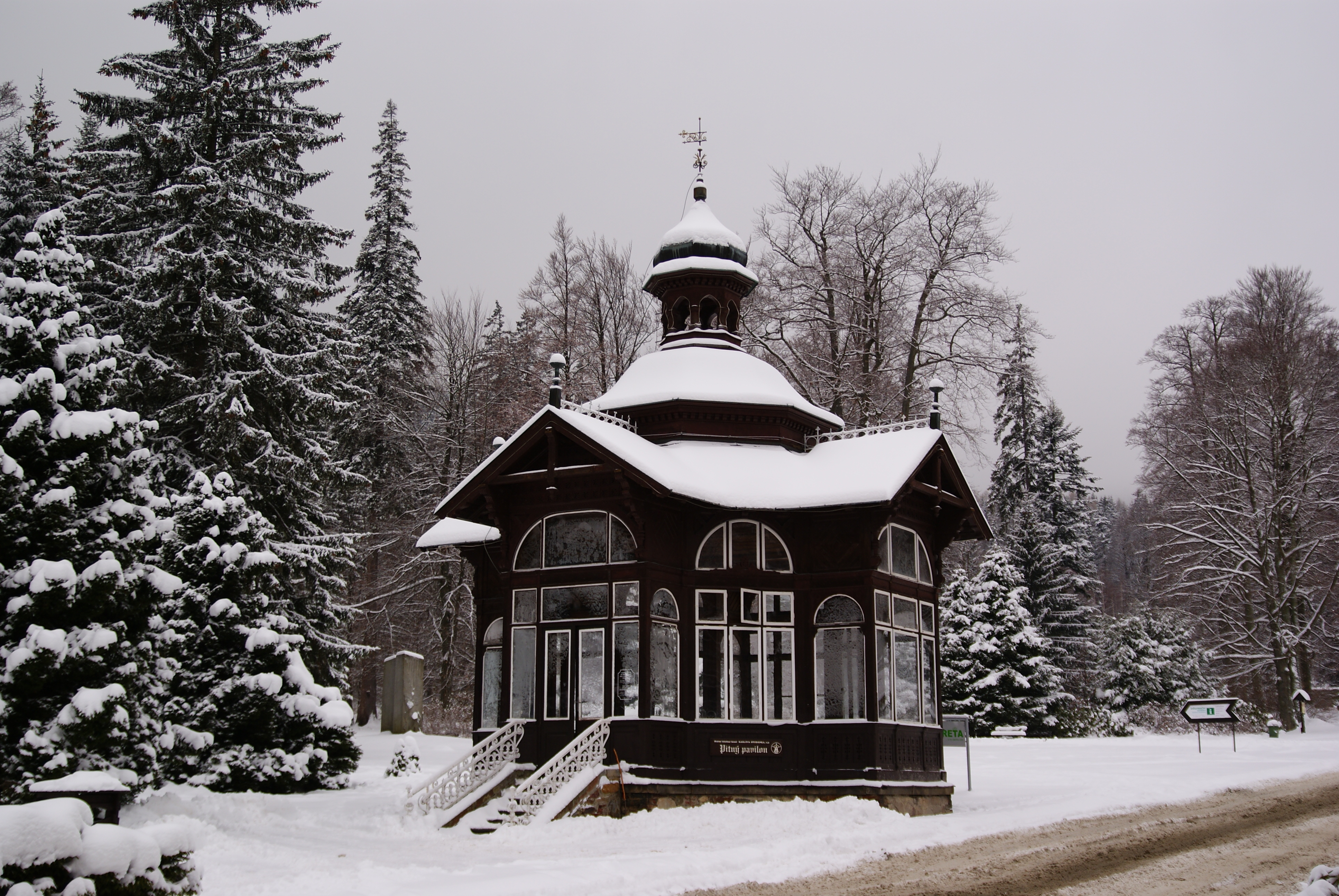
Павільйон мінеральної води, Карлова Студанка, Брунтал.
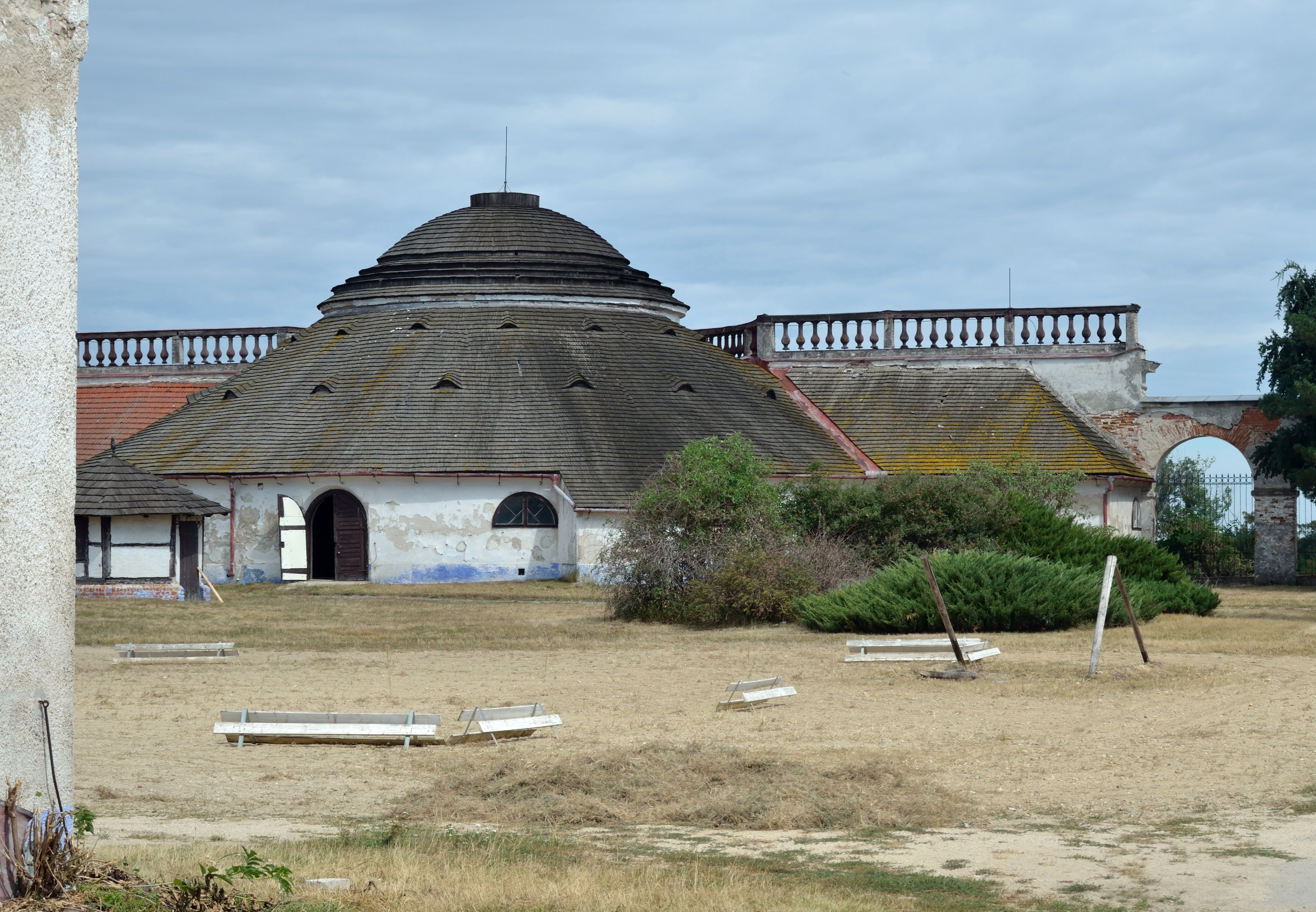
Господарська споруда, замок Нови Двур.
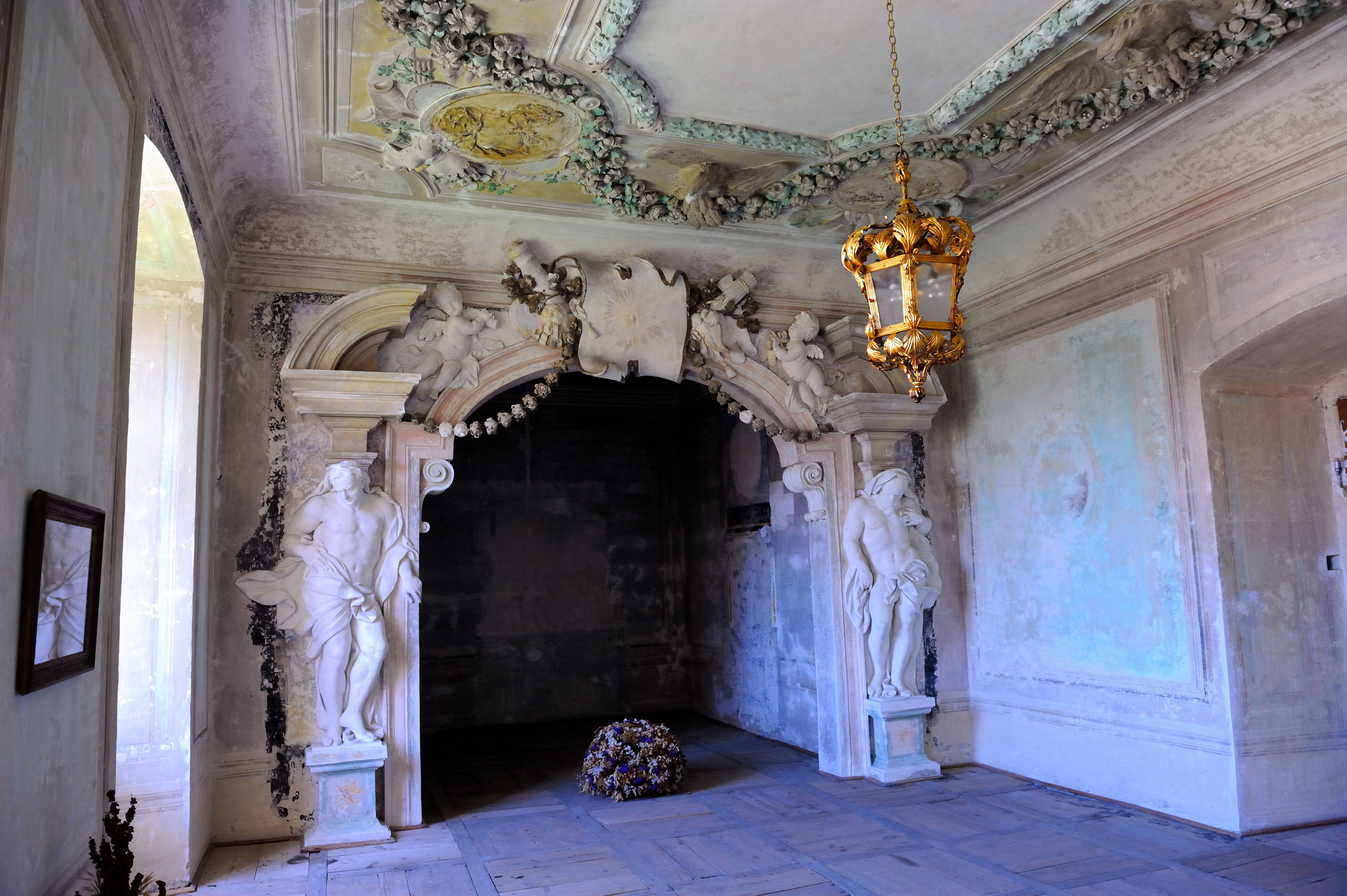
Ліплений декор, замковий театр, Угерчіце
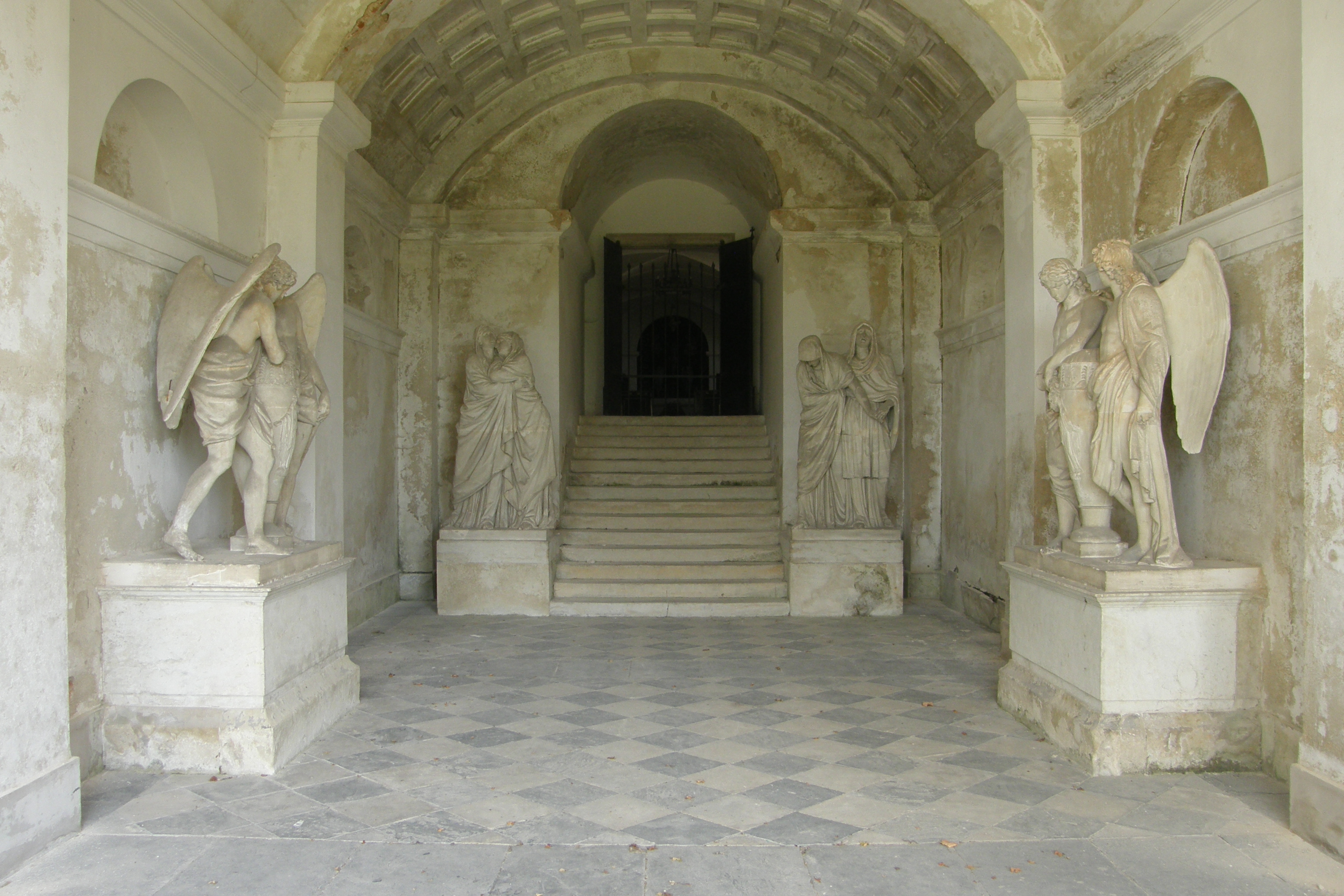
Церква Діви Марії монастиря паулинів, мавзолей родини Ліхтенштейн, Вранов.
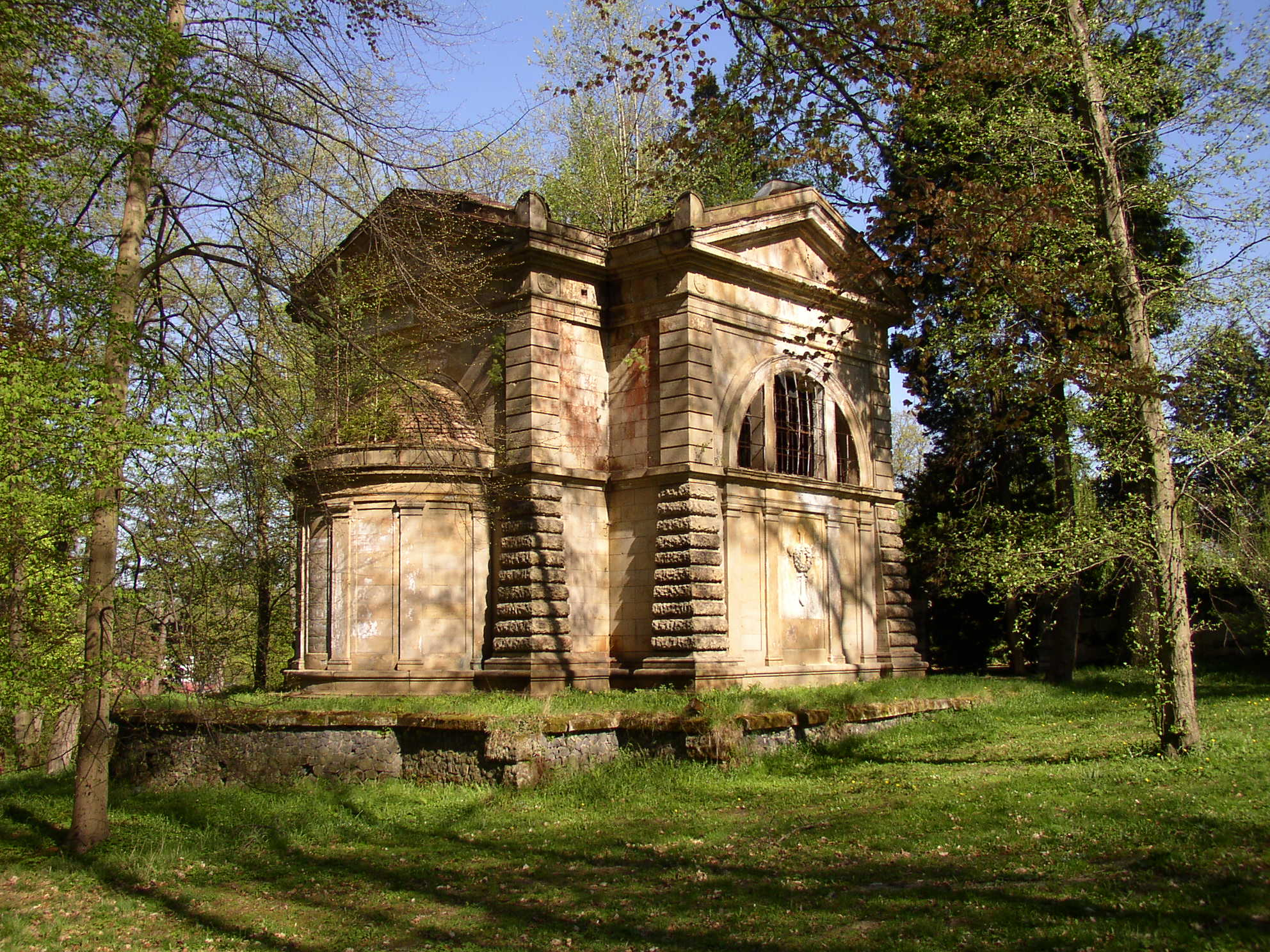
Мавзолей родини Дітріх, Микулов

## Чумний стовп

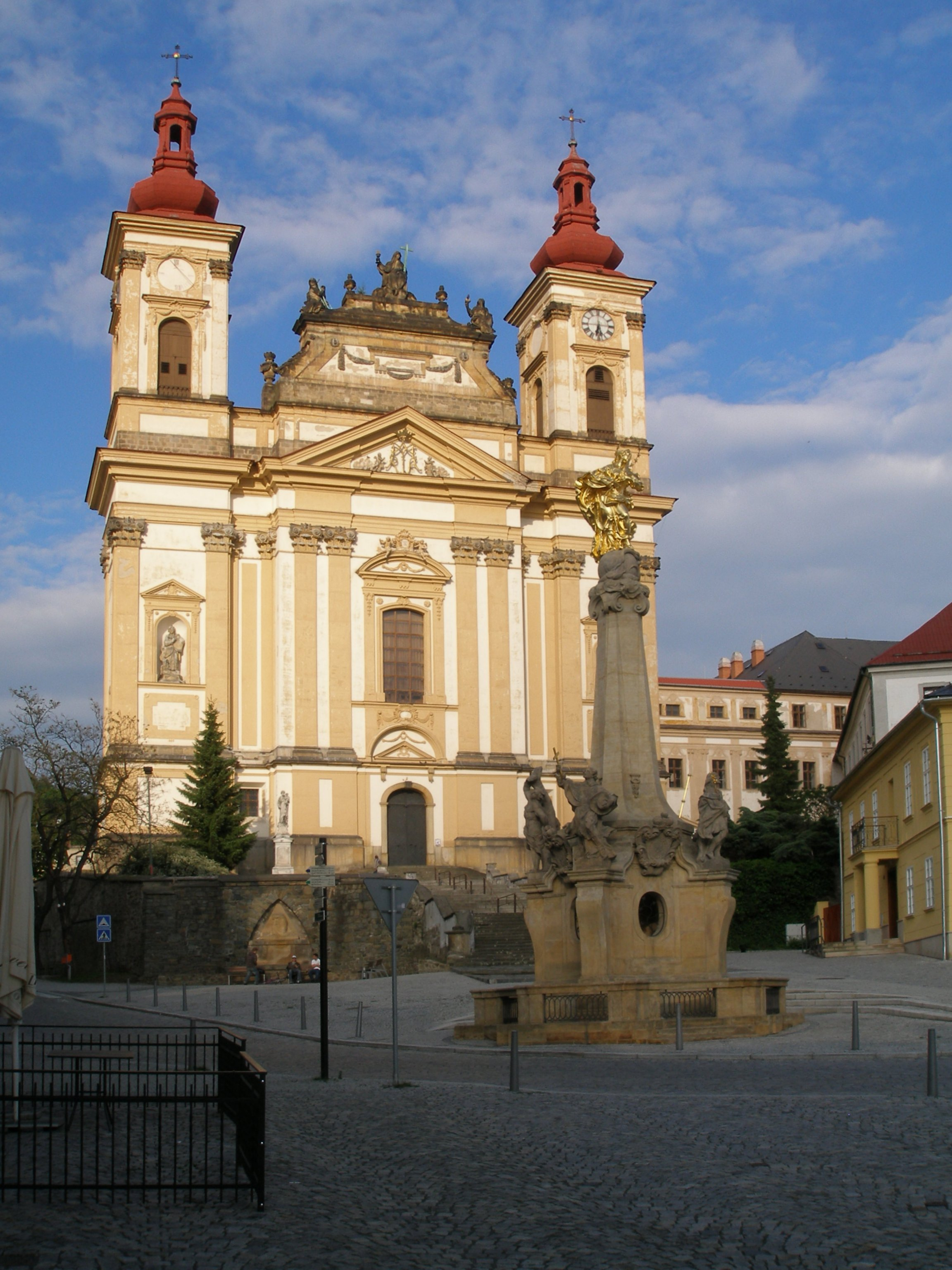
м. Штернберк, Моравія, ц-ва Благовіщення і Маріанський стовп.

Чумний стовп (іноді Маріанський стовп) прикрашає площі багатьох міст Чехії. Зазвичай їх зводили в подяку Богоматері за припинення епідемії чуми. Традиція ставити стовпи йде від античності. Їх зводили ще у Стародавньому Римі для уславлення імператорів. Католицька церква успадкувала традицію, переосмисливши об'єкт вшанування. Ними стали Мадонна та католицькі святі.
В добу бароко бажання прикрасити стовбур колони численними оздобами настільки камуфлювало його, що він практично зникав під нагромадженням оздоб, кам'яних хмарок, бічних скульптур. Деталі деяких чумних стовпів золотили, що посилювало їх декоративний ефект. До створення стовпів залучали архітекторів і відомих скульпторів. Іноді будівництво тривало десятиліттями. Створення колони Св. Трійці в місті Оломоуц розтяглося з 1716 до 1754 р. Споруда вийшла настільки великою, що в її нижній частині розмістили і невеличку каплицю.

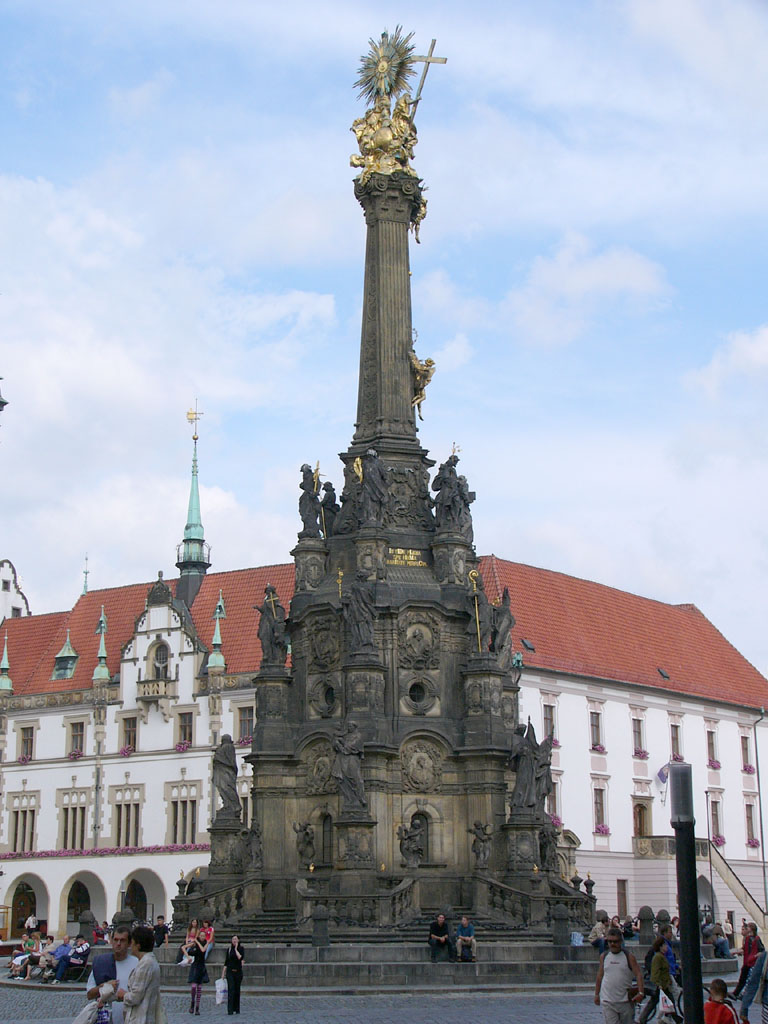
Чумний стовп Святої Трійці в Оломоуці.
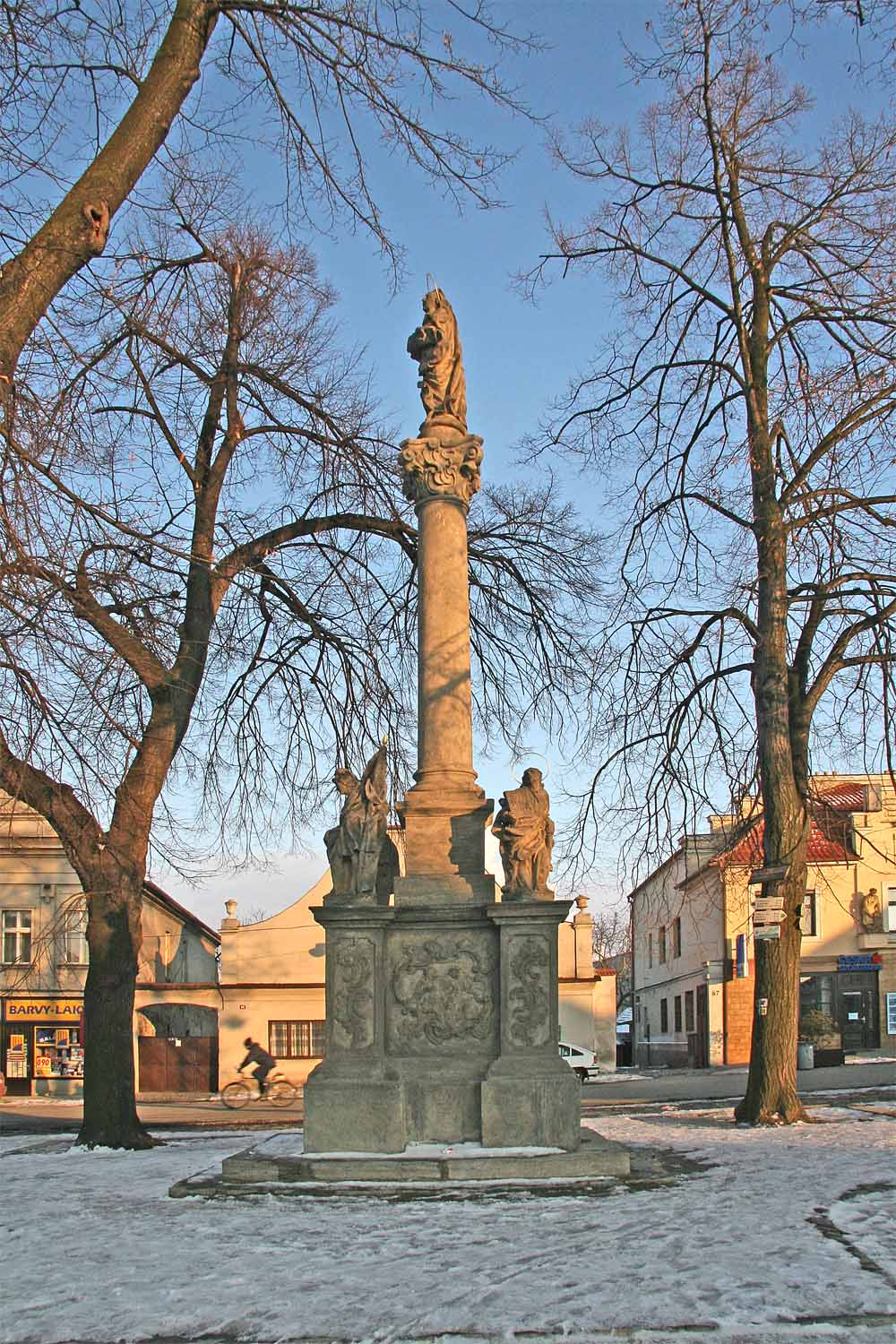
Маріанський стовп в місті Тинец над Лабою.
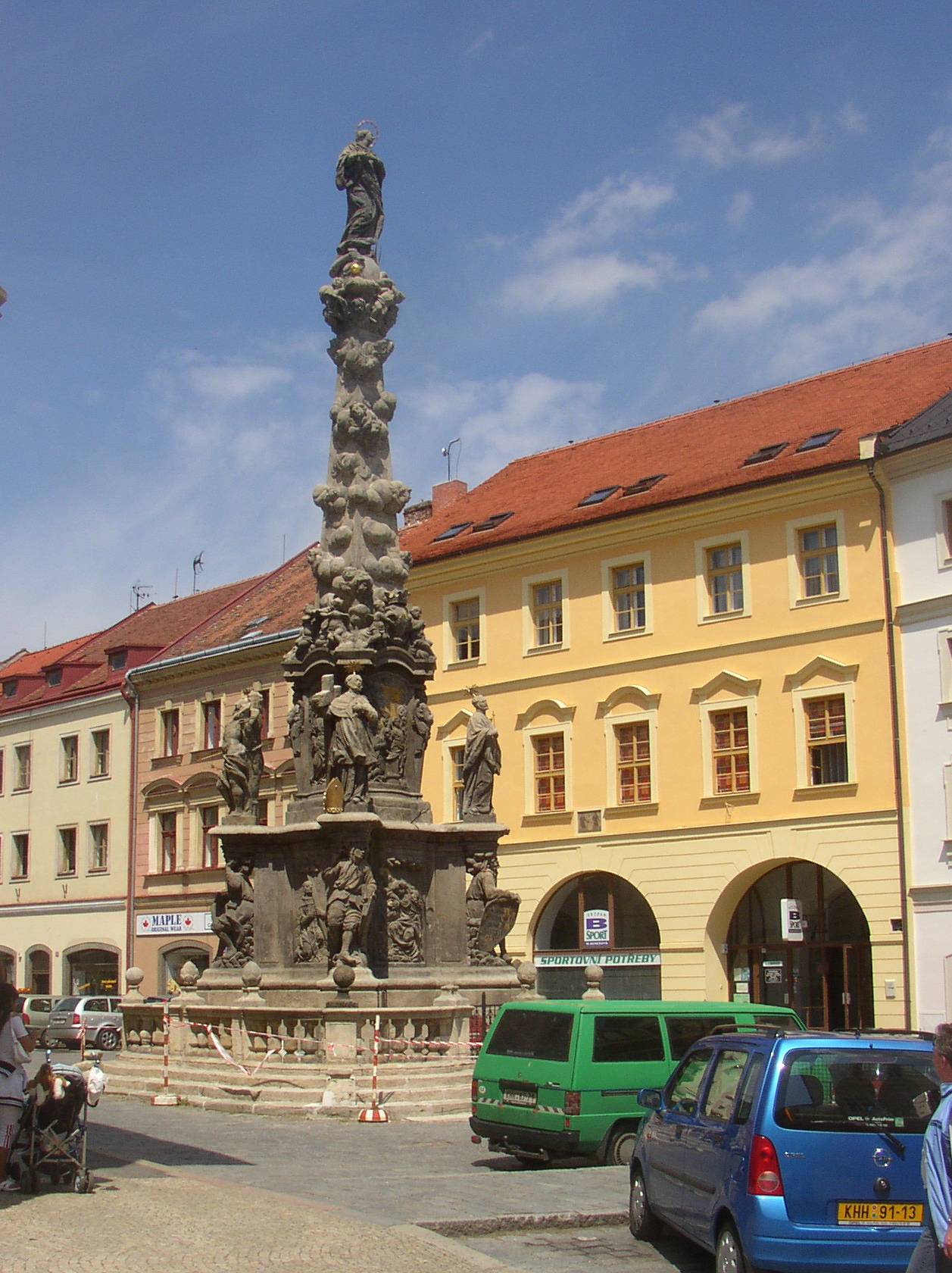
Чумний стовп. Кутна Гора.
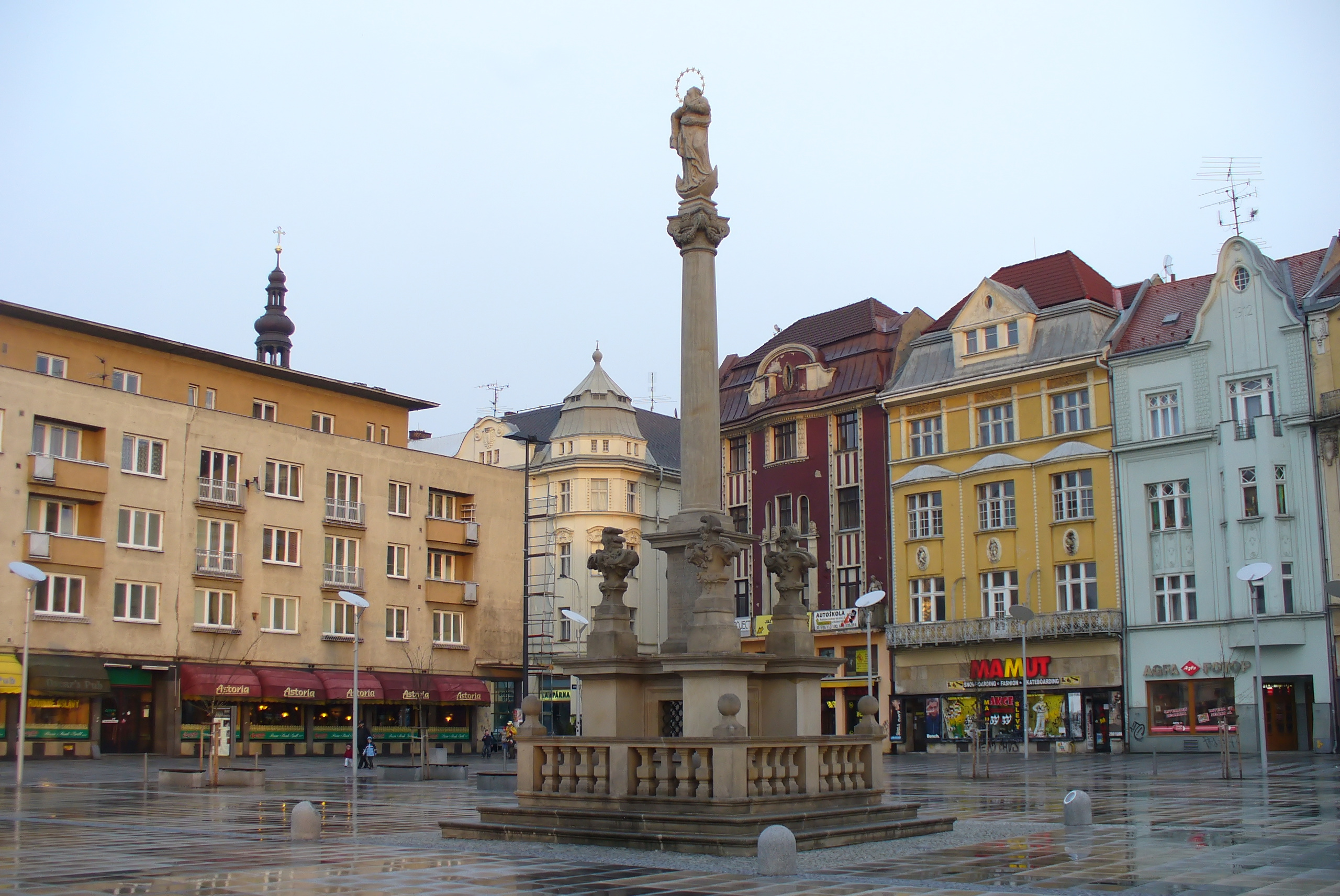
В Остраві.
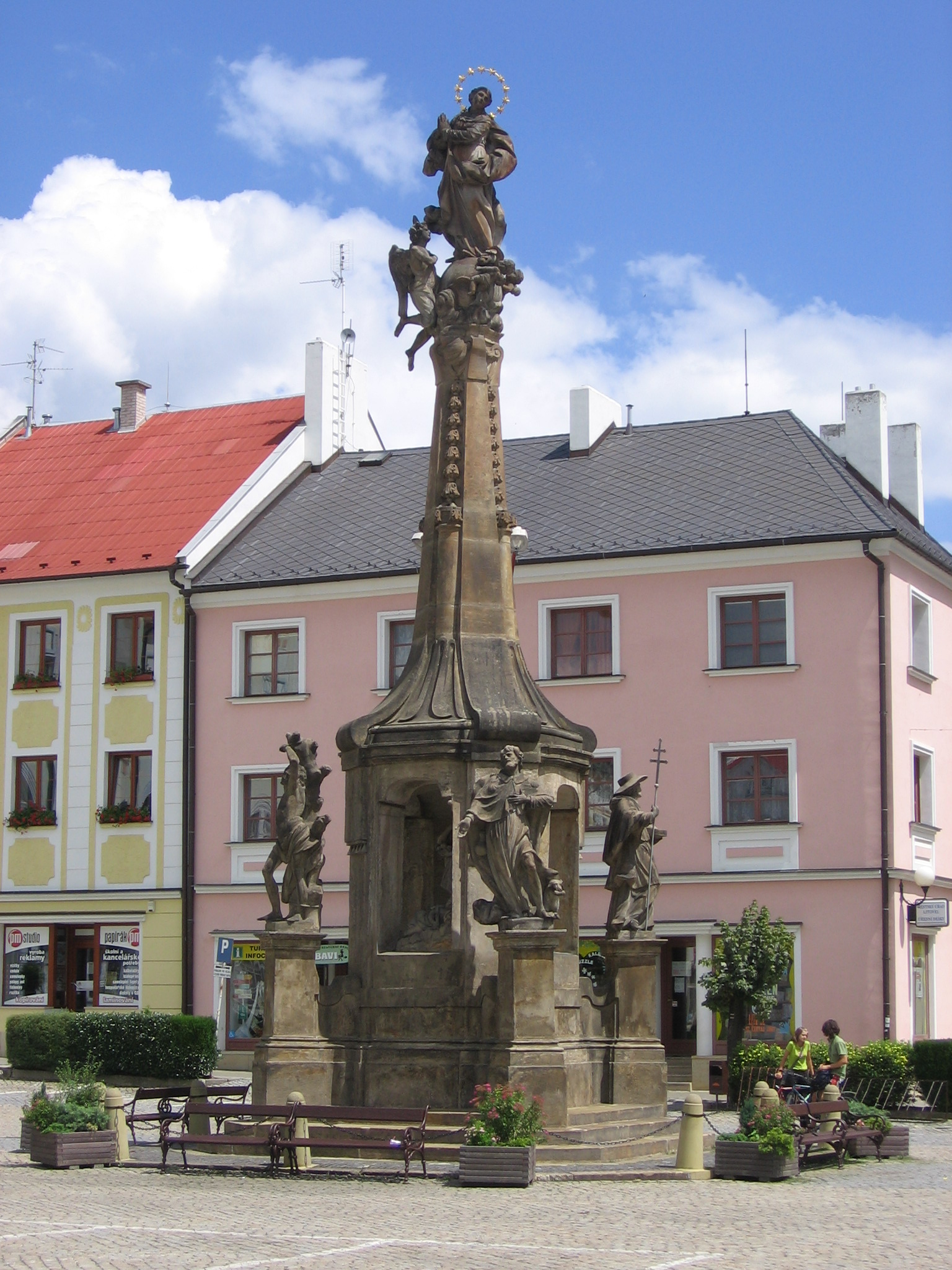
В Літовлі.

## Дерев'яна архітектура

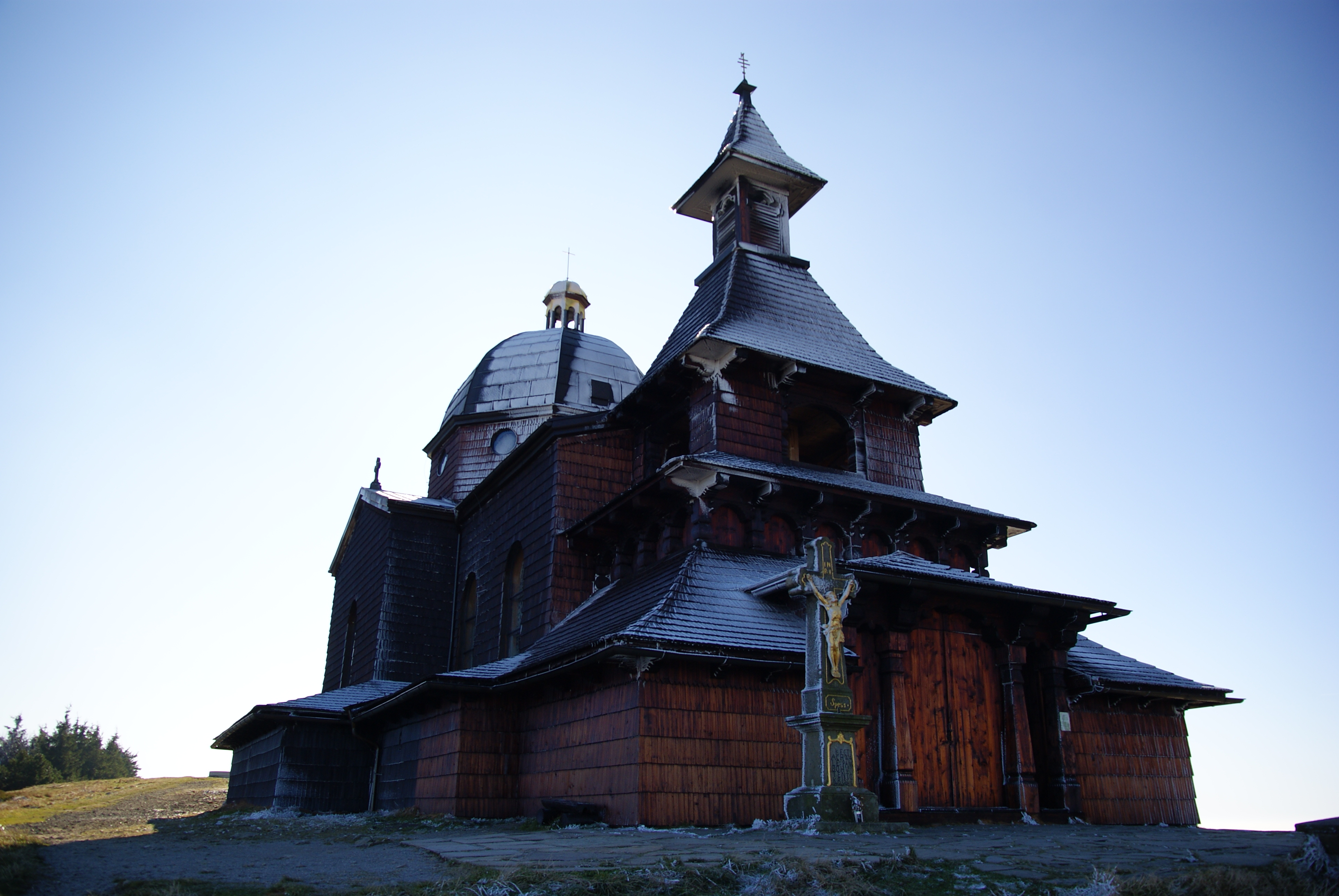
Церква Св. Кирила і Мефодія, Дольні Бечва.

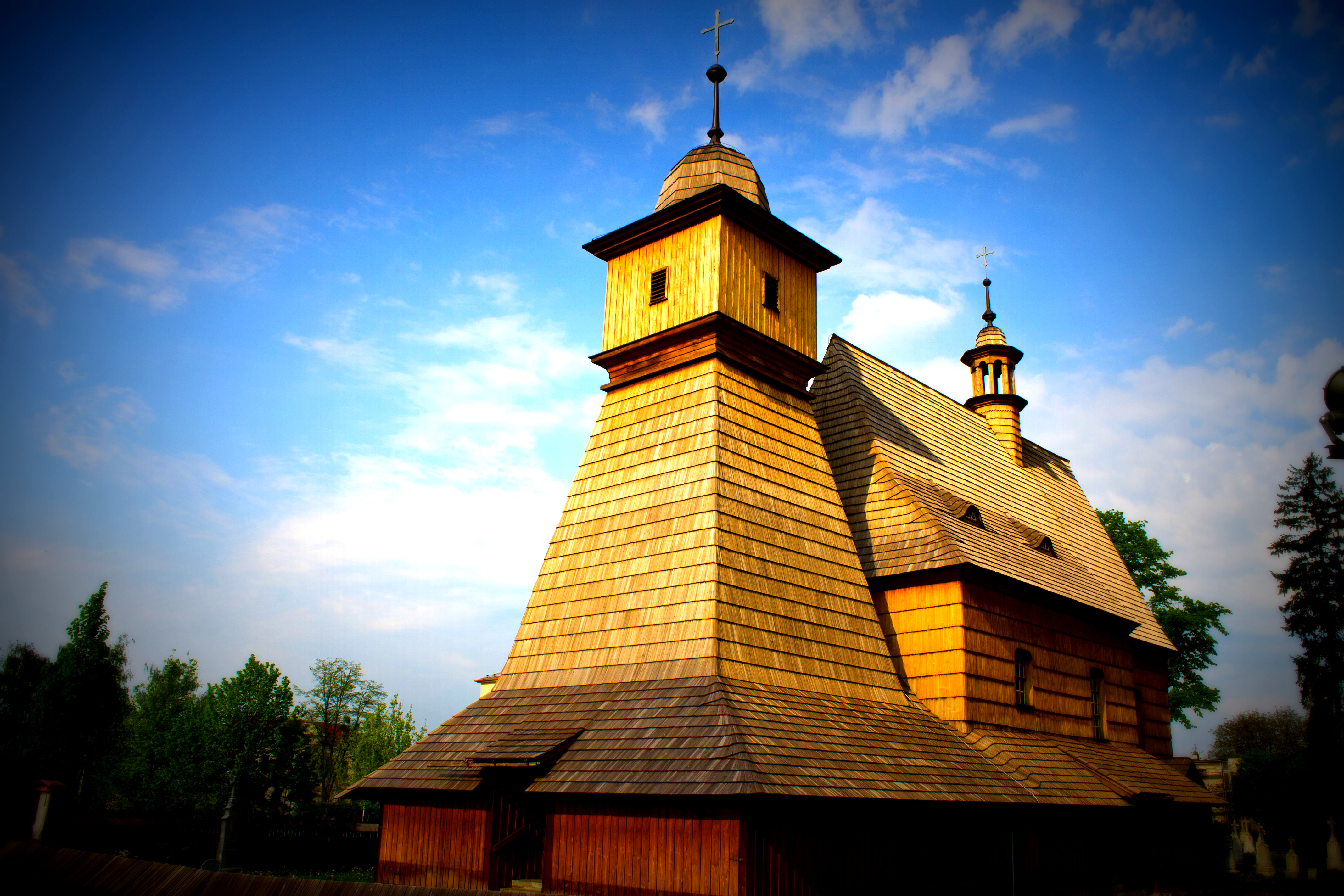
костел св. Катерины (Острава)

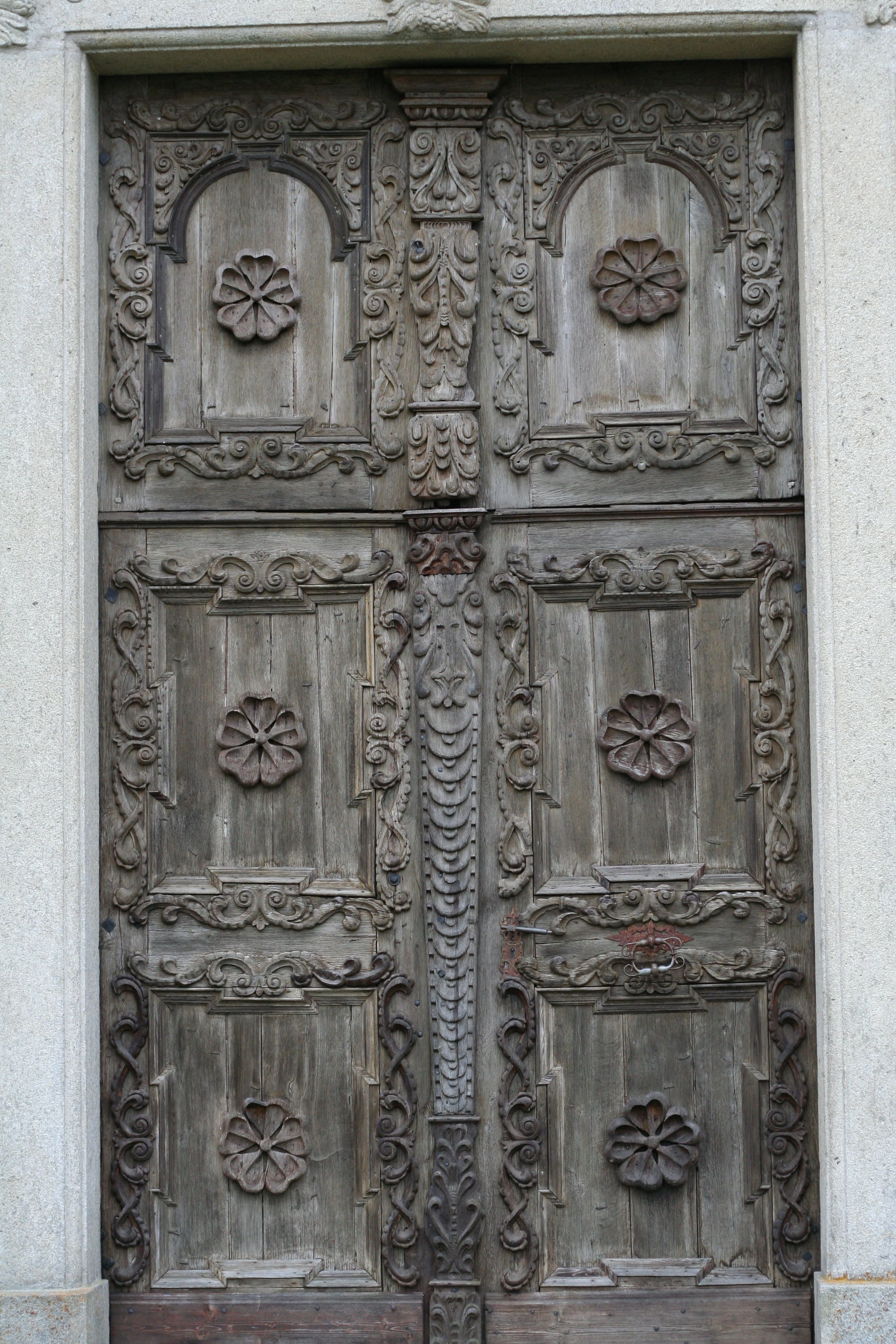
різьблені двері, костел Св. Трійці. Їндржихов Градец
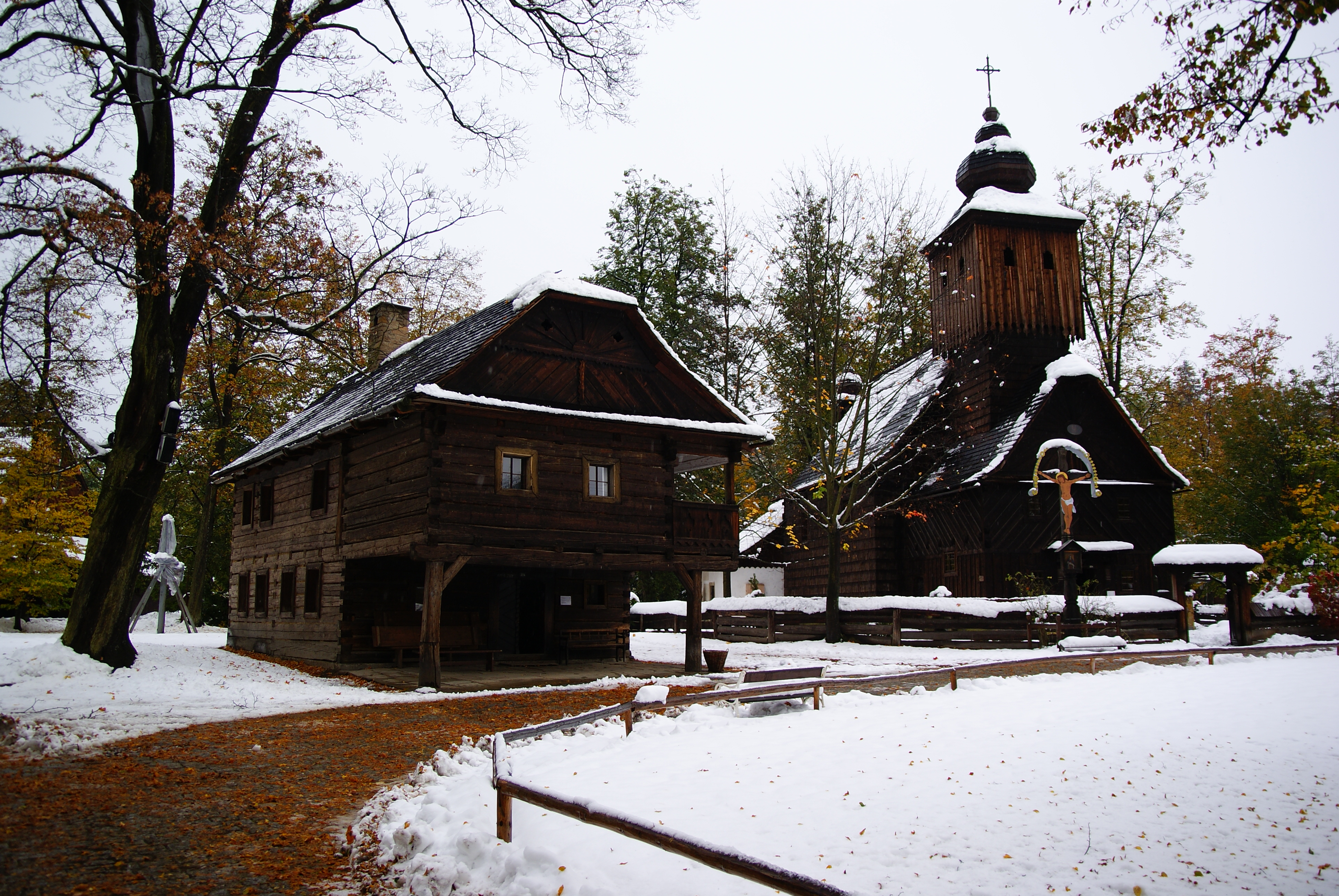
Рожнов-под-Радгоштем, скансен
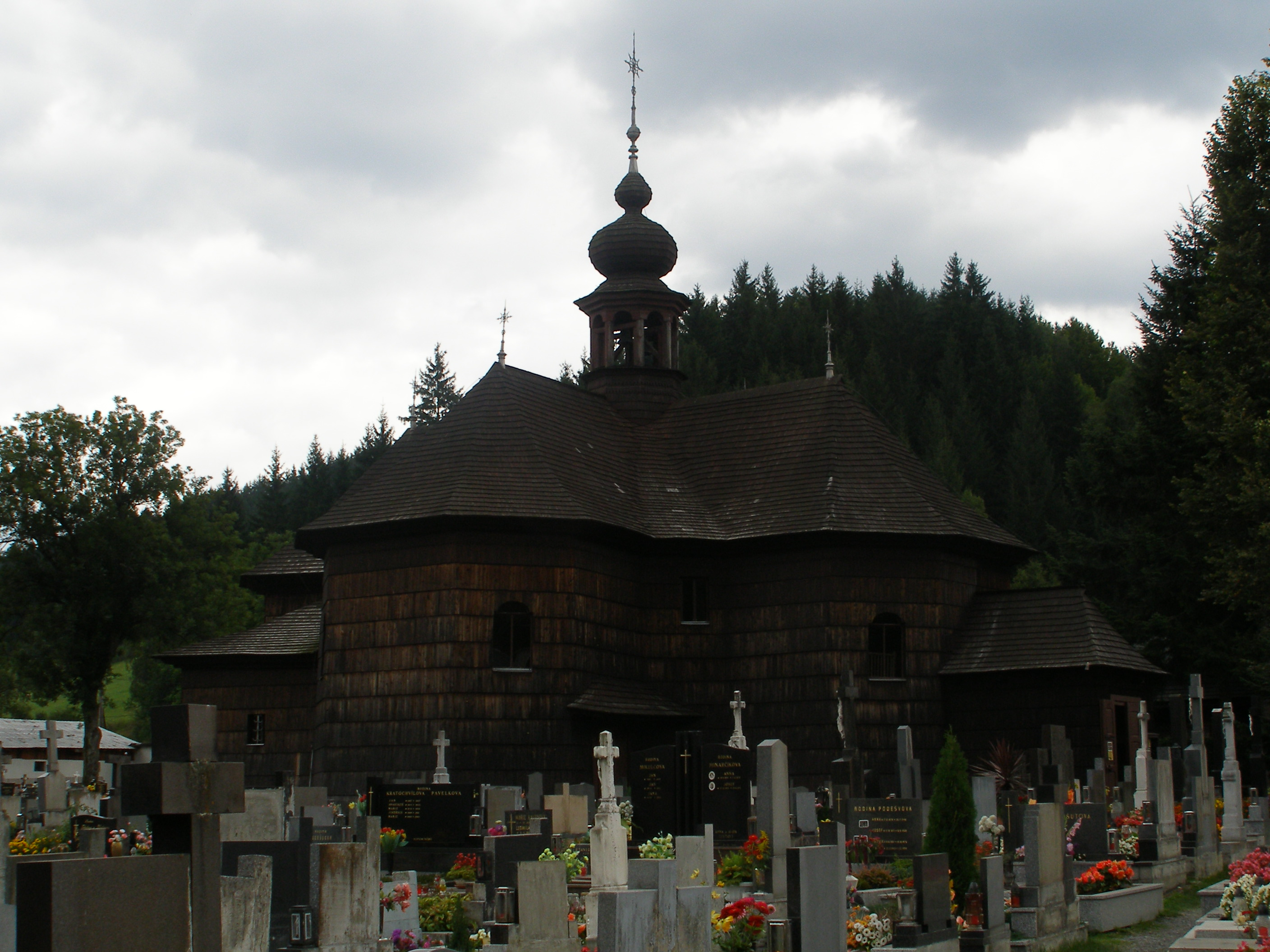
Костел Марії Сніжної на цвинтарі, селище Вельке Карловіце.
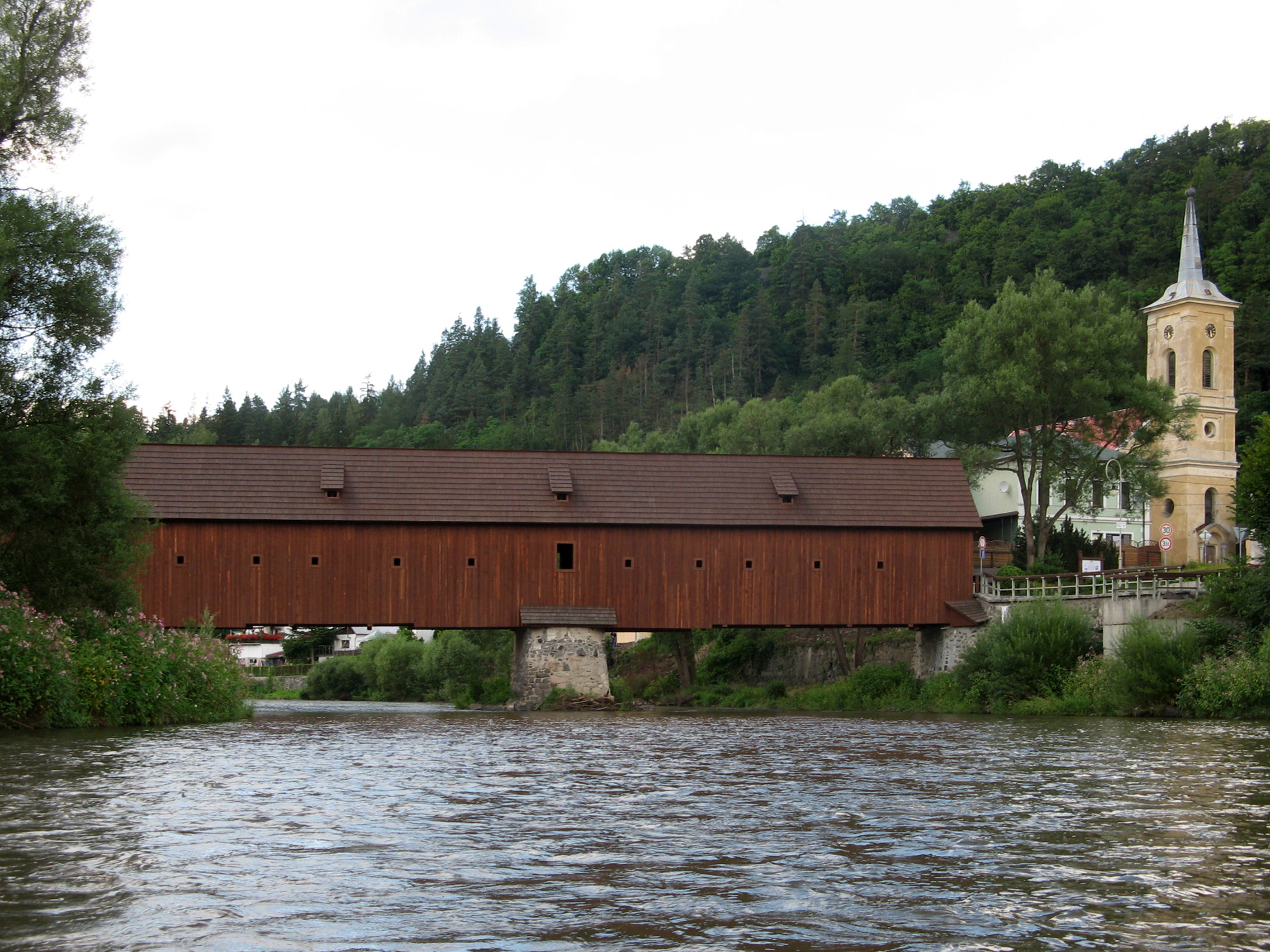
Критий міст в Радошові
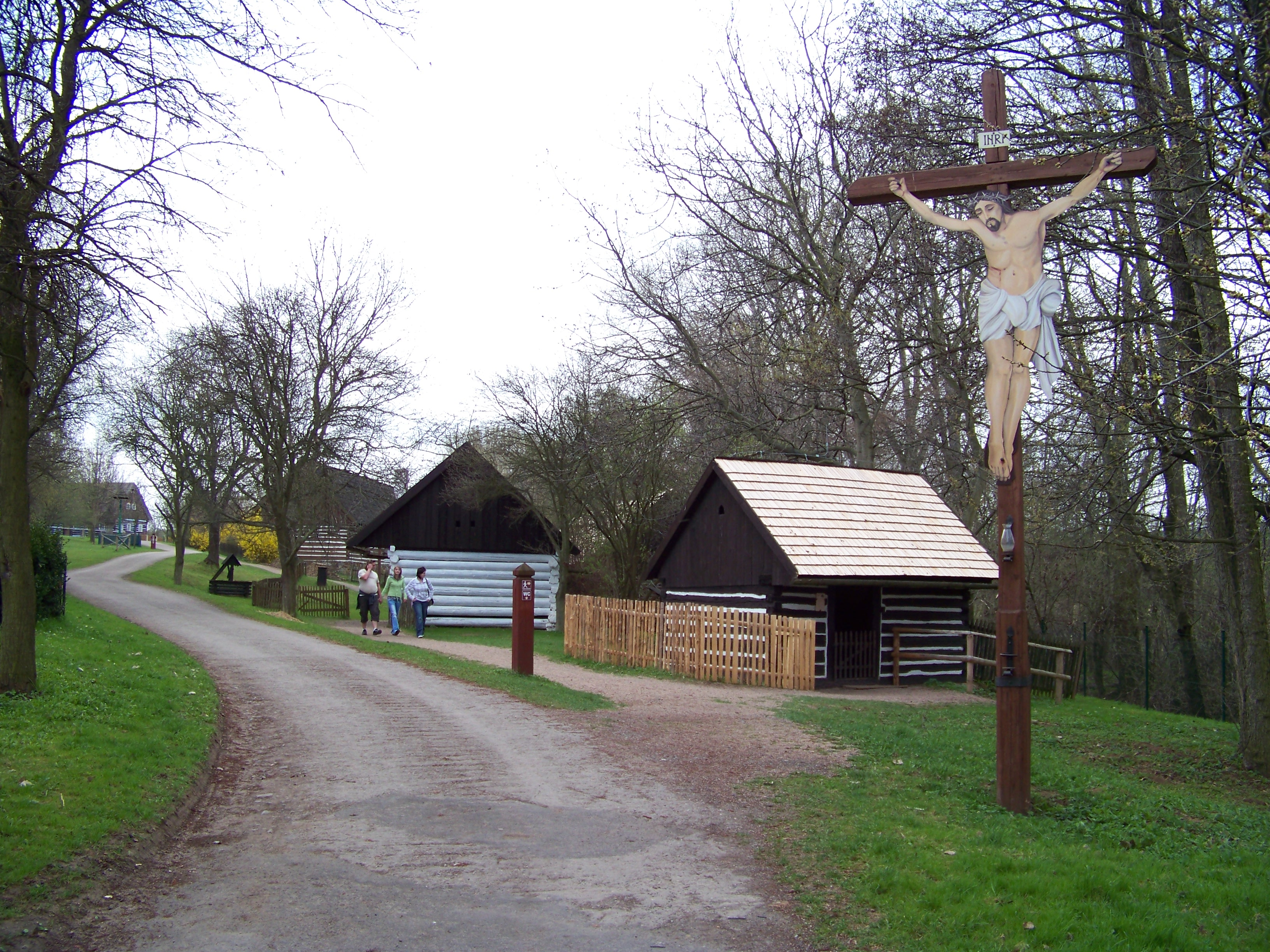
Розп'яття і халупи в Немчіце
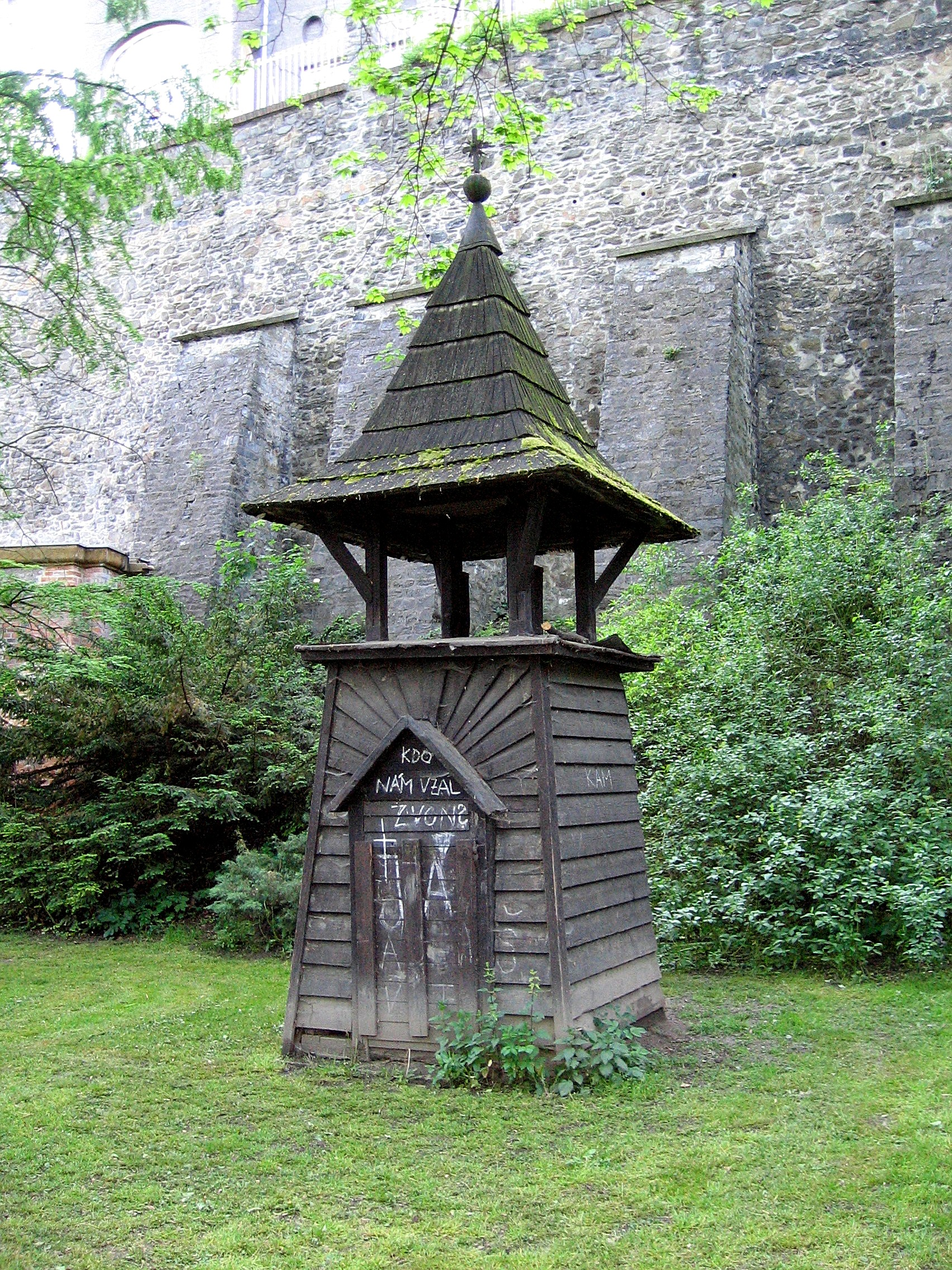
Дерев'яна дзвіниця, Оломоуц
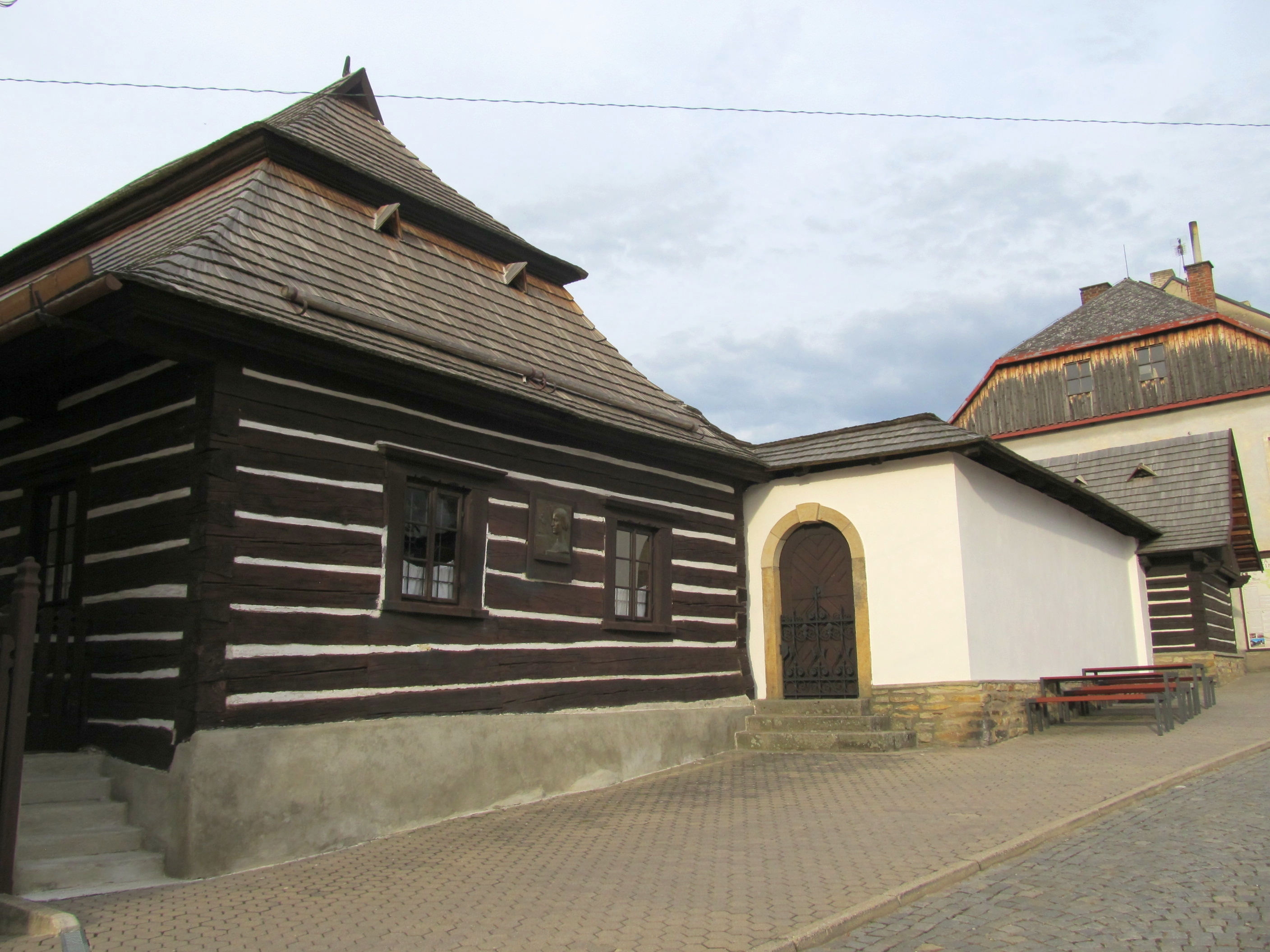
Старовинна школа в Немцовє, Чеська Скалісе
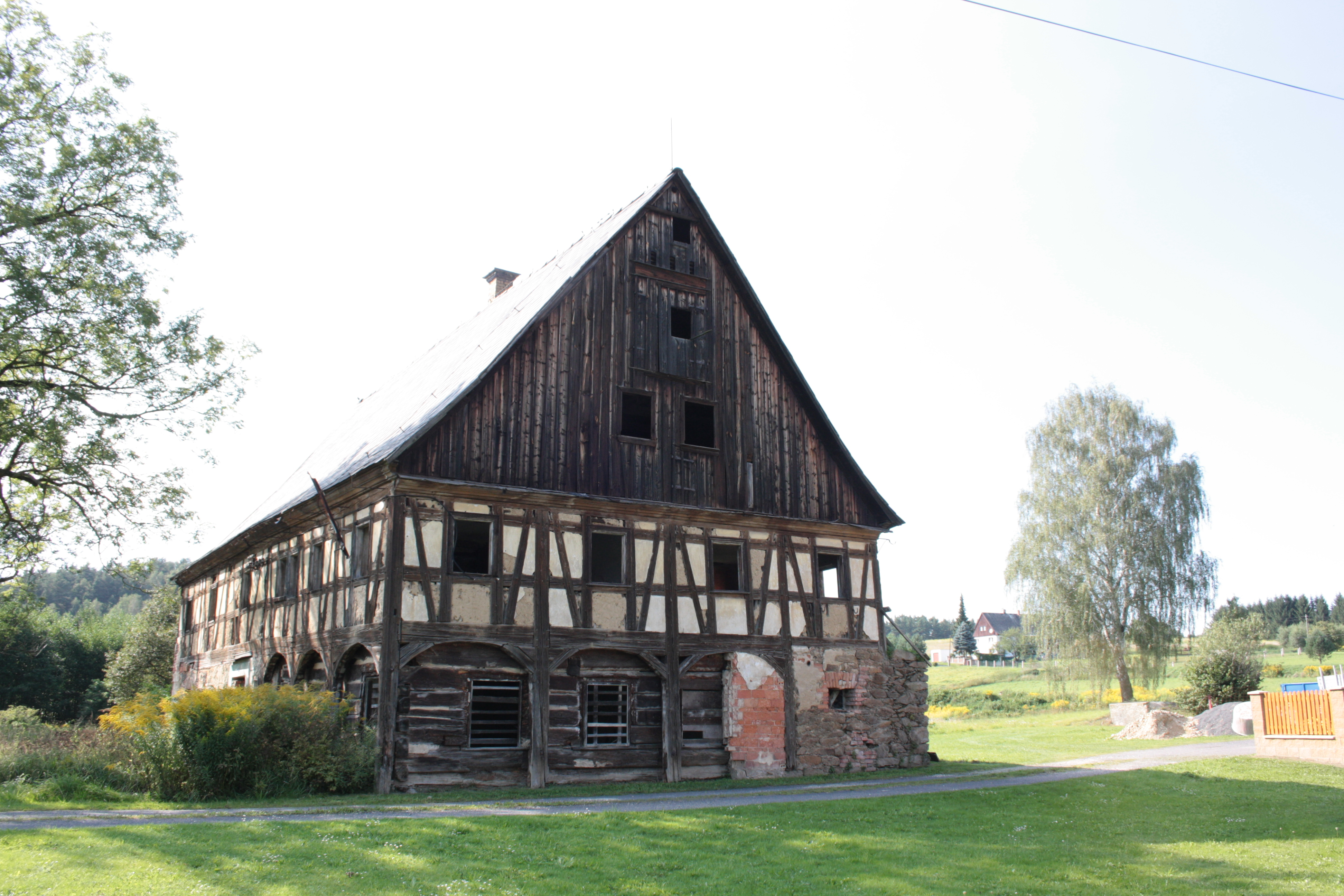
селище Арнольтіце, фахверк
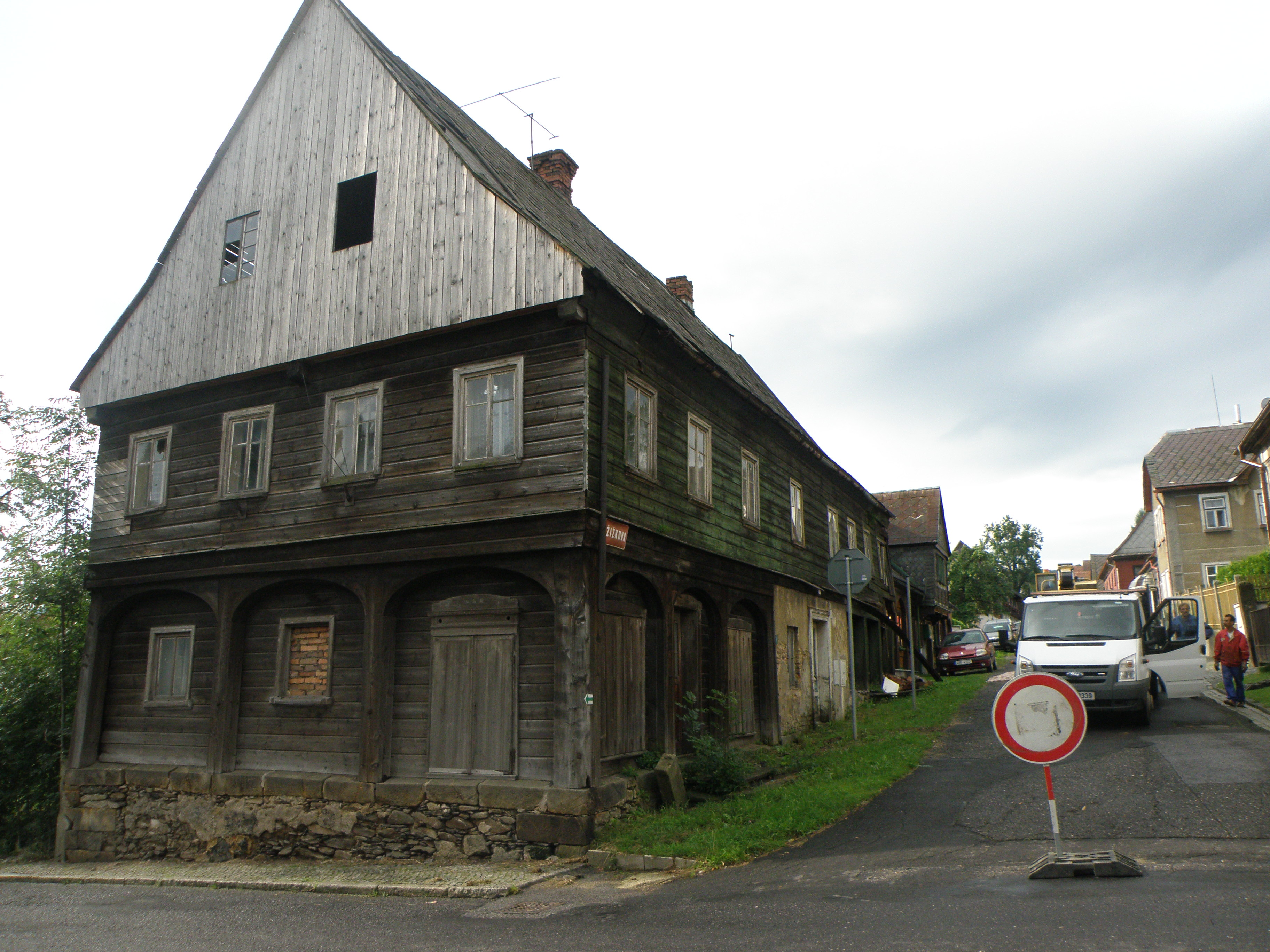
Єретин под Єдловой, колишня сільська забудова
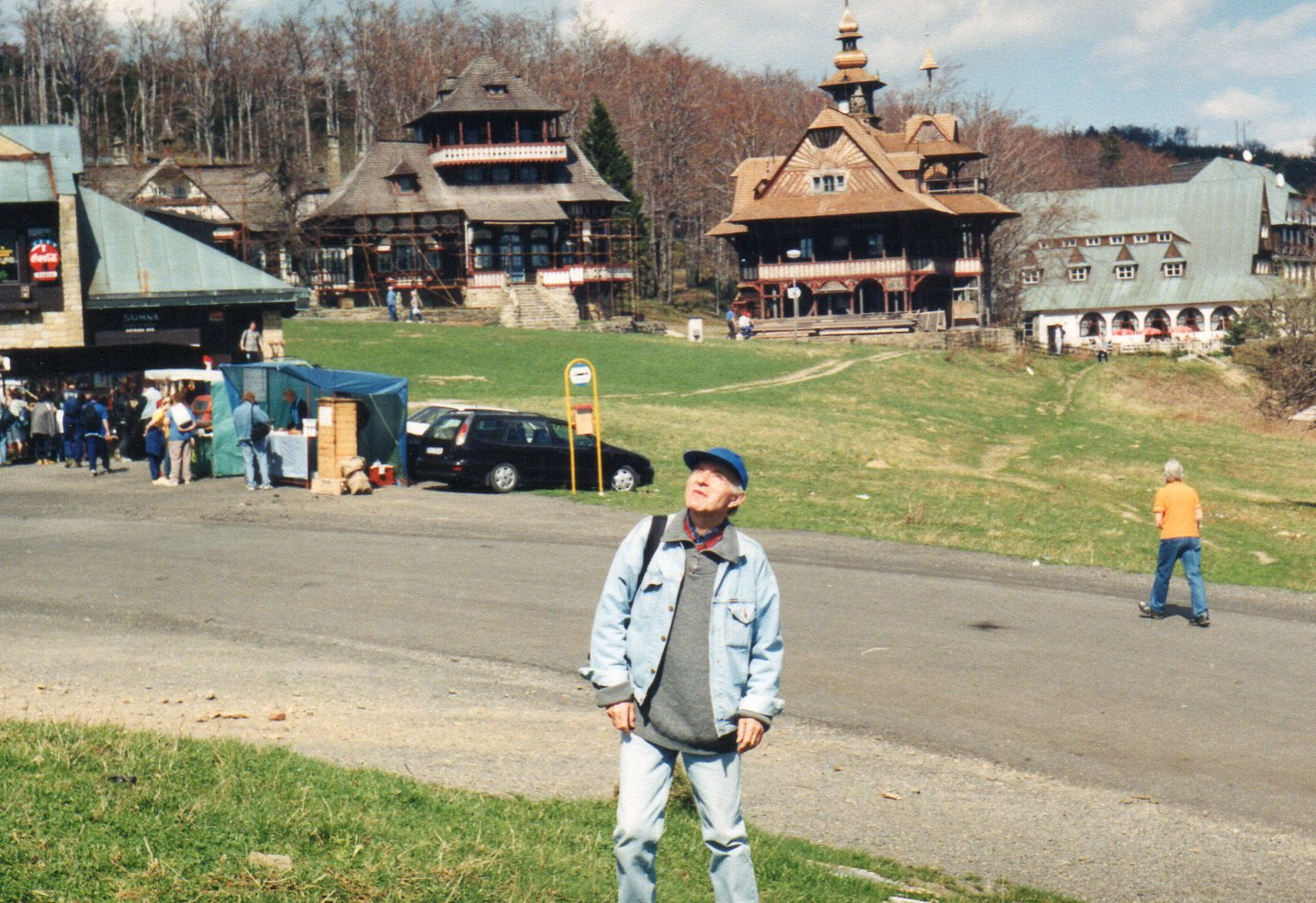
Сучасна заміська забудова біля Радгошта

## Еклектика 19 ст

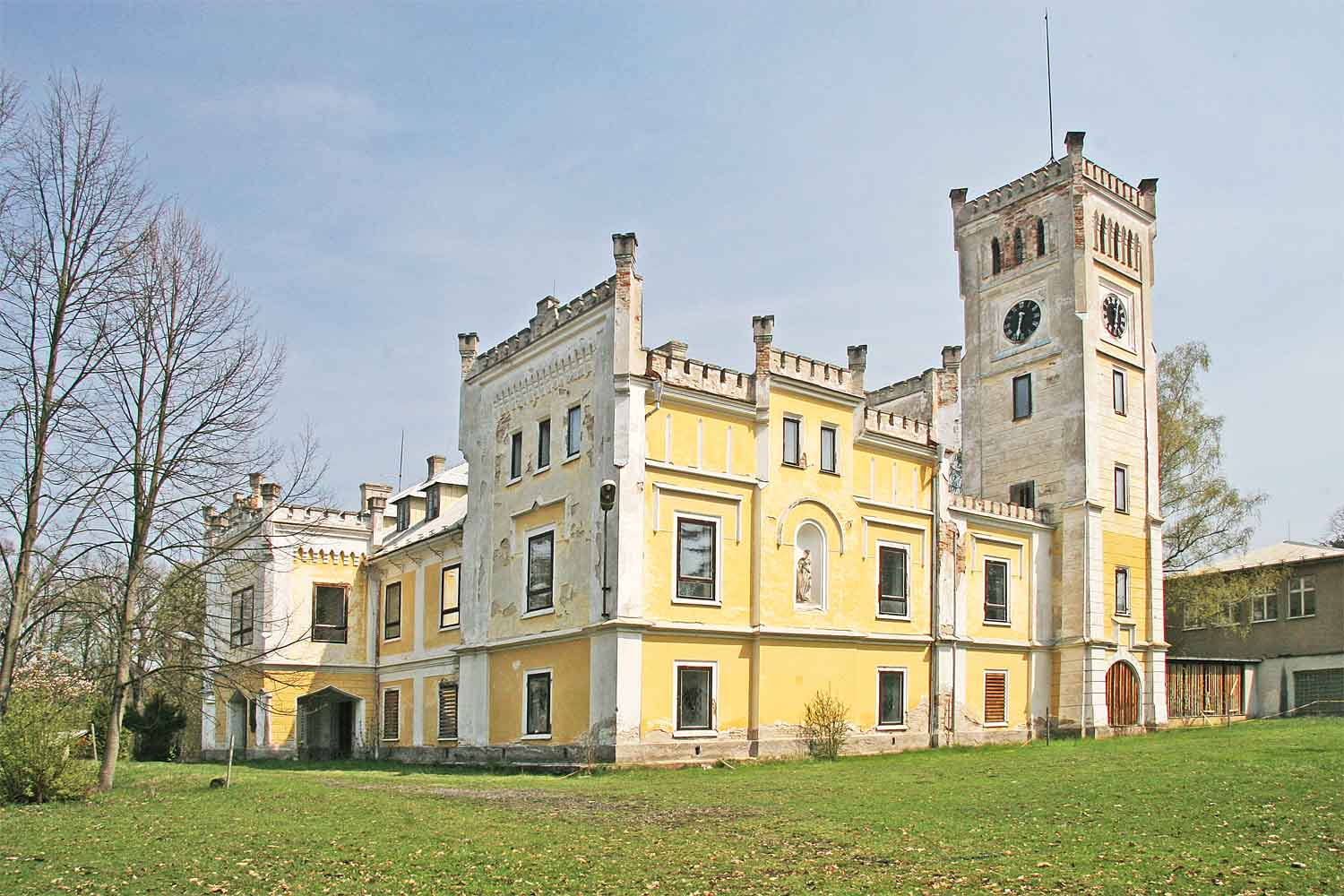
Замок в Бикорах, неоготика
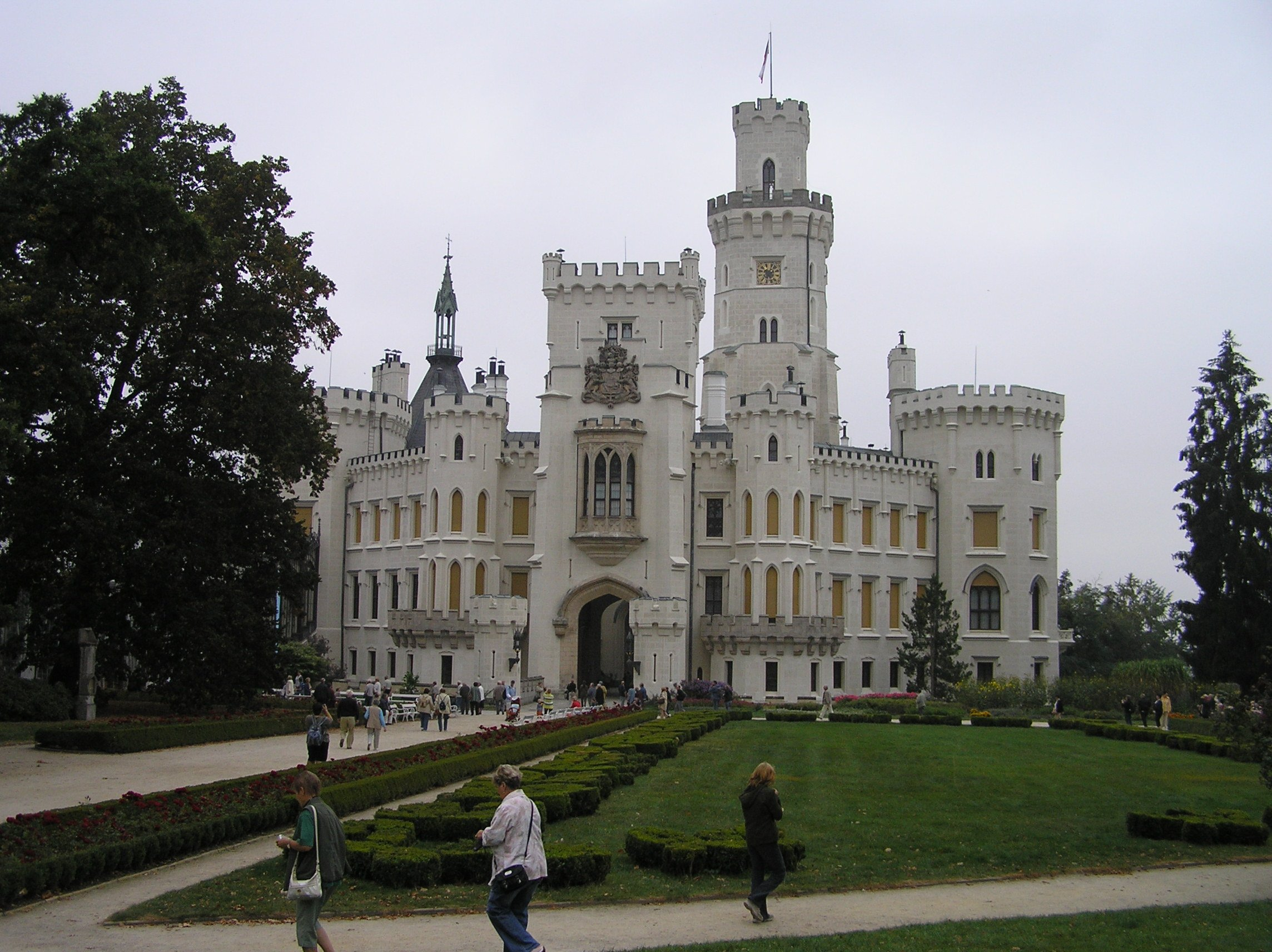
Замок Глубока
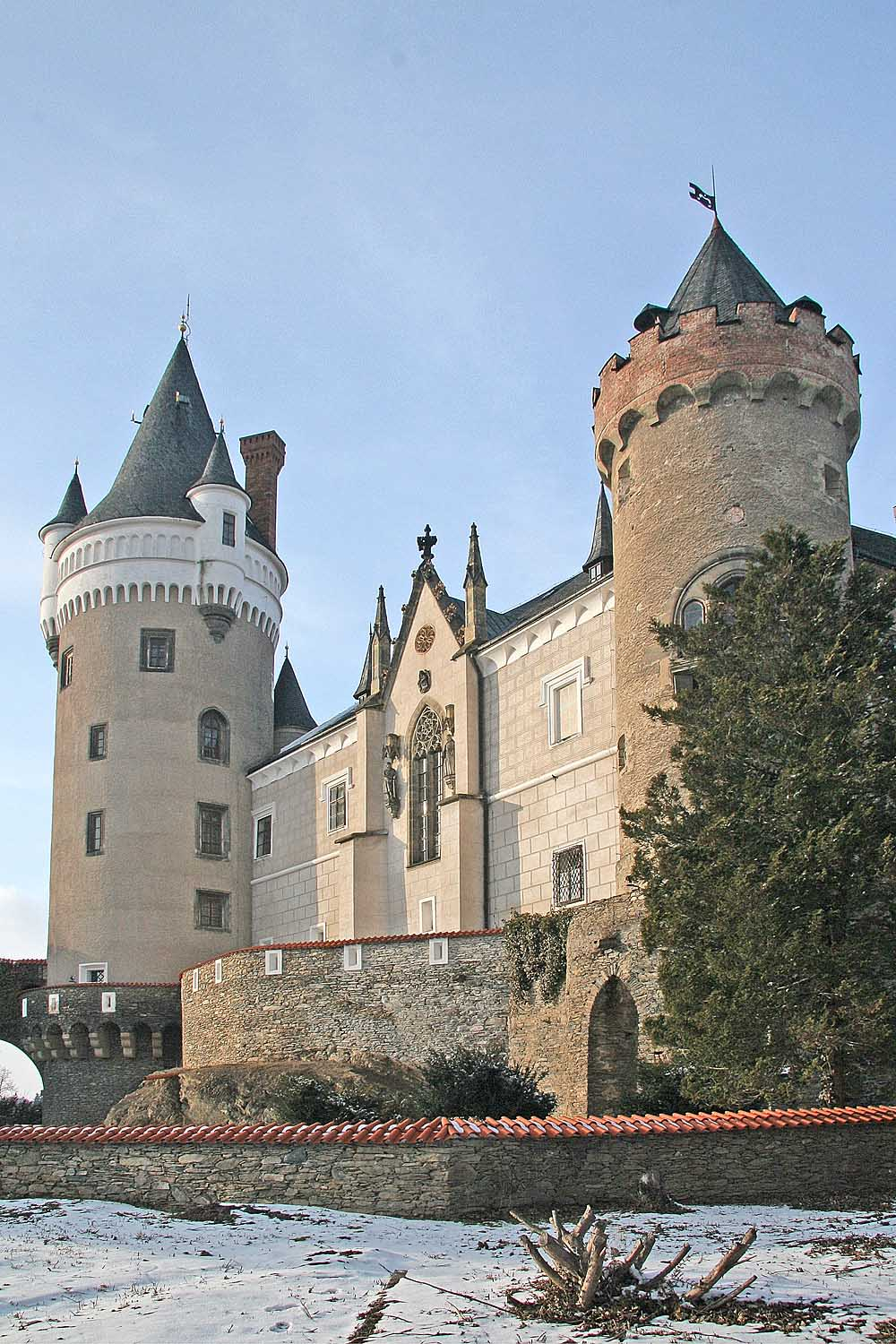
Замок Жлєби
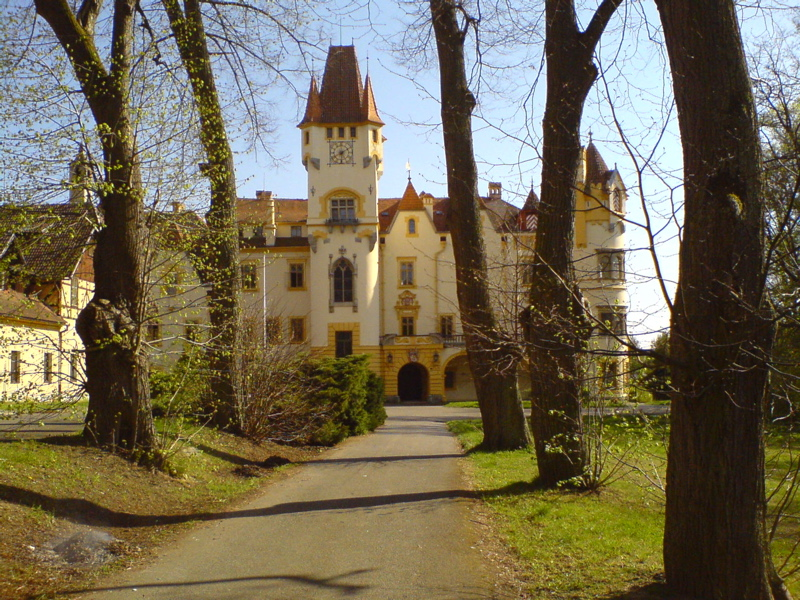
Замок Жинкови

## Празька сецесія

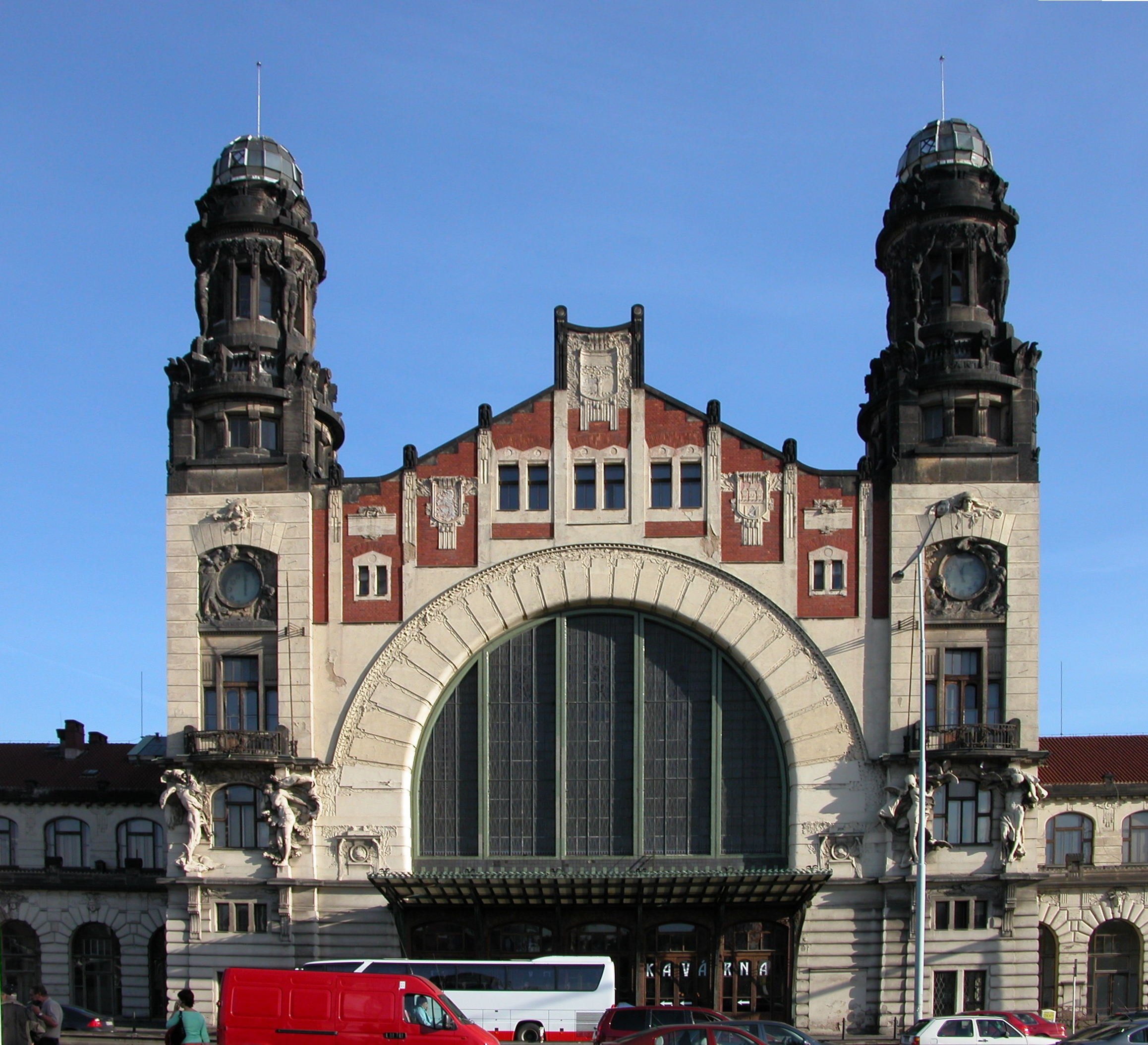
Прага, залізничний вокзал

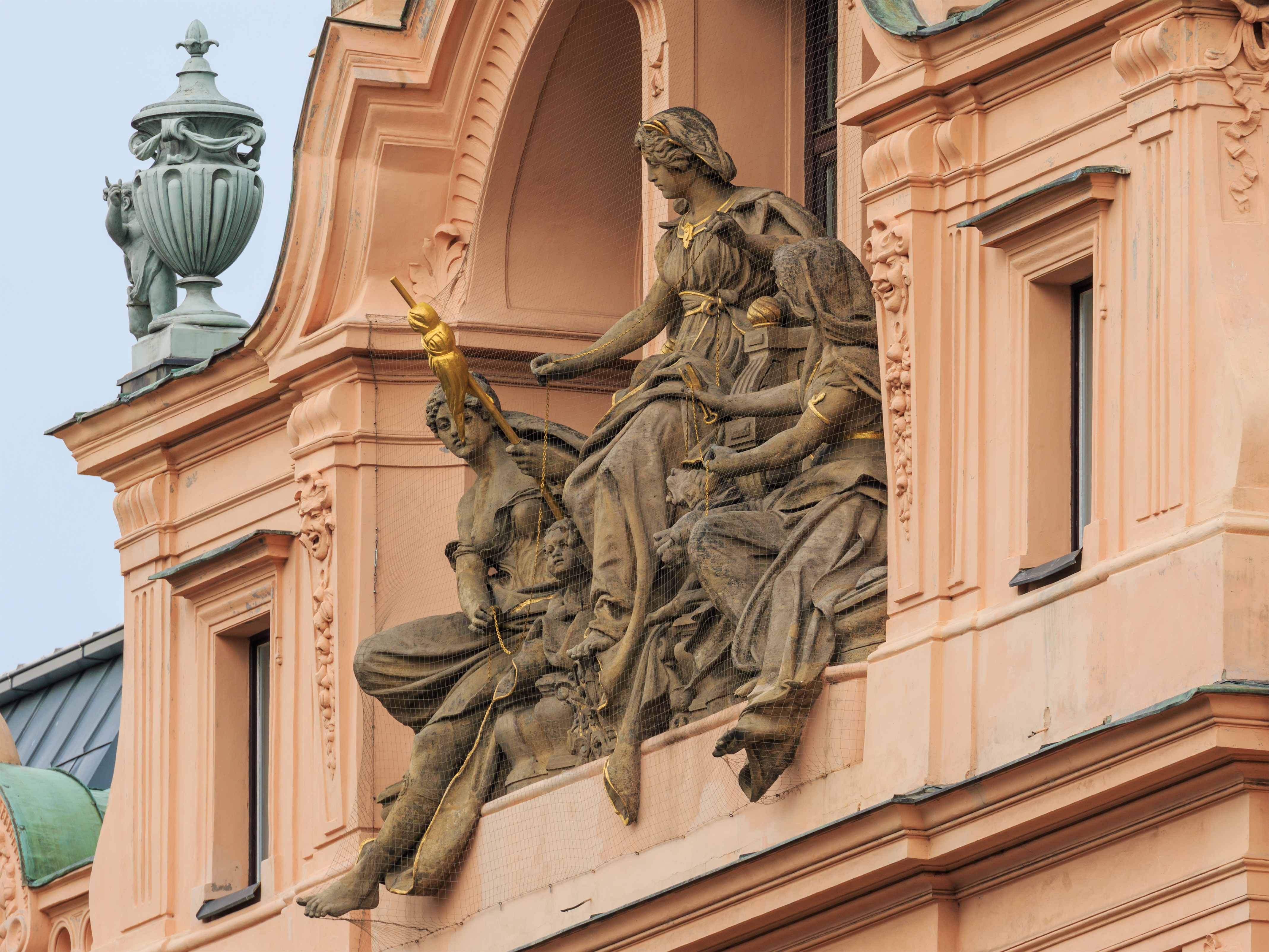
Палац «Assigurazioni Generali» поруч з універмагом «Дружба» (будинки 19-21), Вацлавська площа
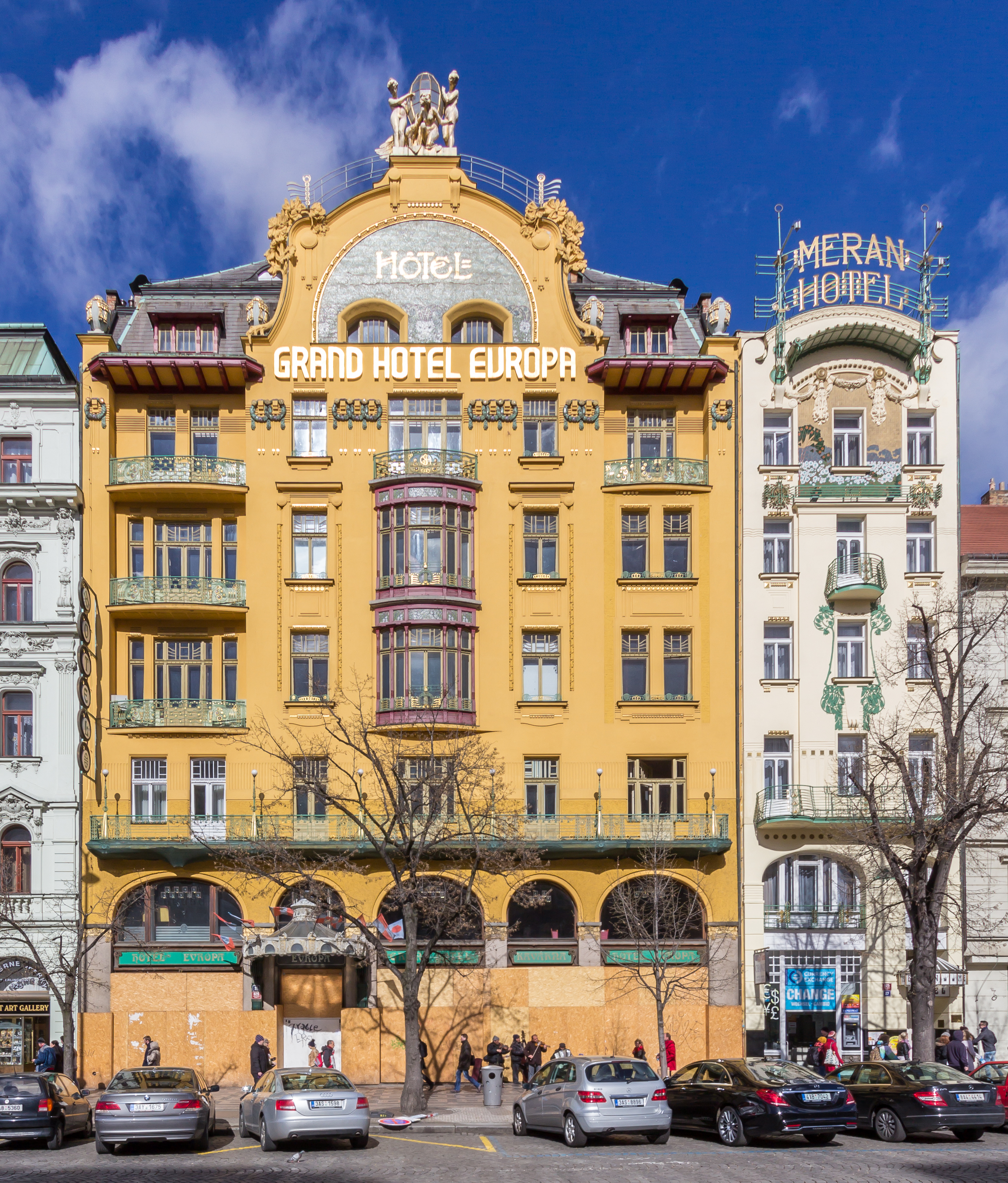
Готелі «Європа» та «Європа-Гарні» (Будинок «Меран»), (буд. 25 і 27), Вацлавська площа
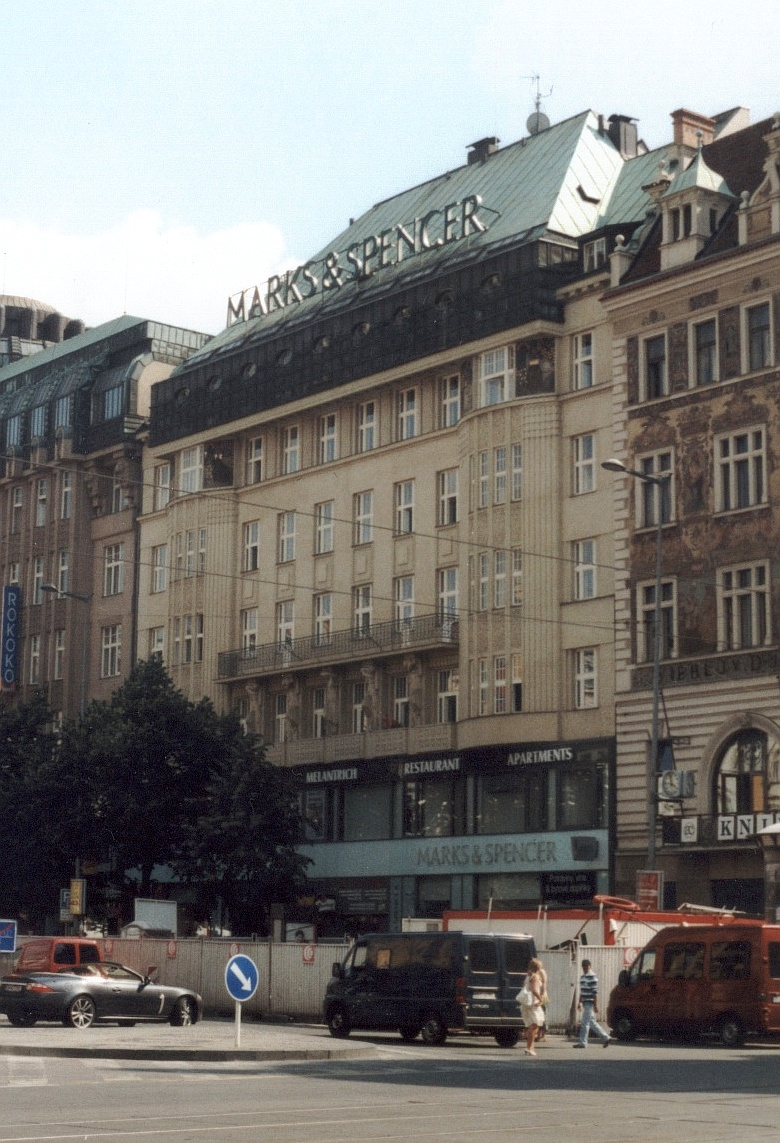
Видавництво «Мелантрих», Вацлавська площа
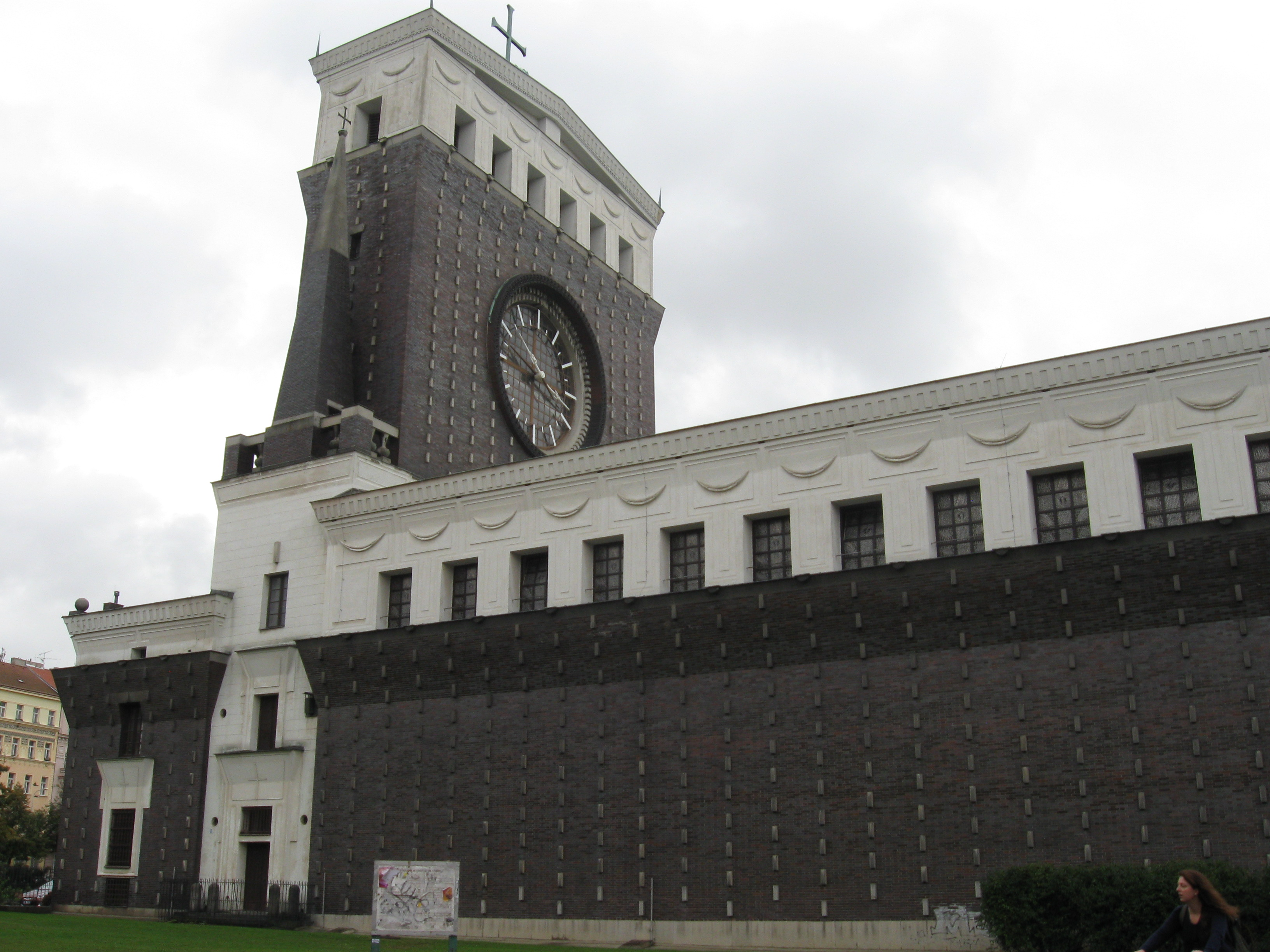
Костел Найсвятішого Серця Богоматрі, Прага-Виноградов.

## 20 століття

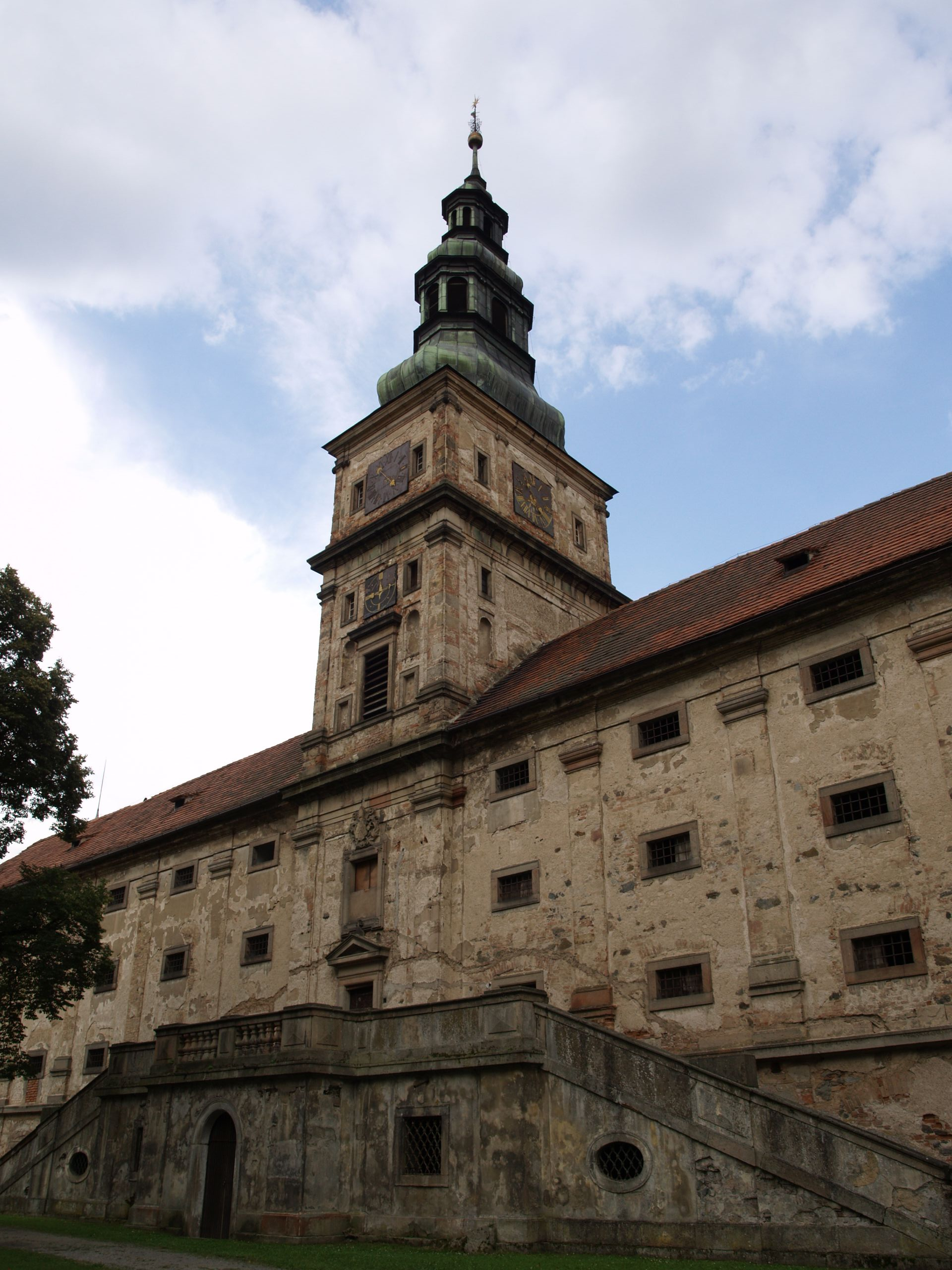
Монастир в Пласах, бароко.

Тривожну атмосферу трагічних конфліктів і негараздів 20 століття і нестримний потяг до творчості добре передала скульптурна група Вінцента Маковски, «Нове Століття» для Експо в місті Брно. 20 століття характеризується швидкоплинністю, стрімкою зміною архітектурних стилів і мистецьких пошуків нової образності і нової естетики, часто негармонійної, дисонансової. При цьому йде процес переоцінки творів архітекторів минулого, рятування як окремих видатних пам'яток, так і цілих напрямків в архітектурі минулого (дерев'яна і сільська архітектура, планове відновлення замків Чехії в провінції, музеєфікація покинутих монастирів). Модерна архітектура жваво засвоює нові інтернаціональні ідеї і зразки, активно використовує нові інженерні рішення і нові будівельні матеріали.

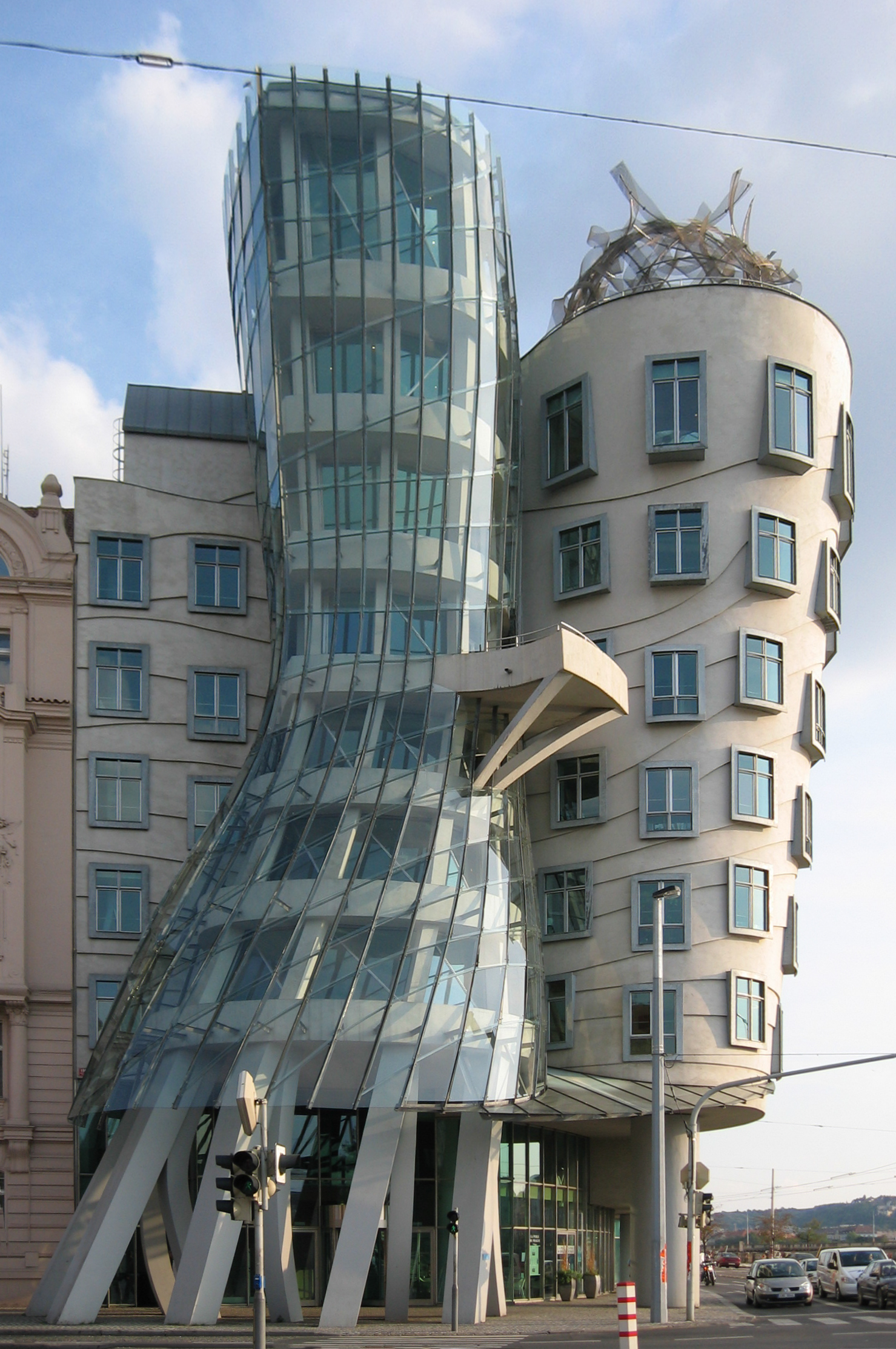
Танцюючий дім, Прага
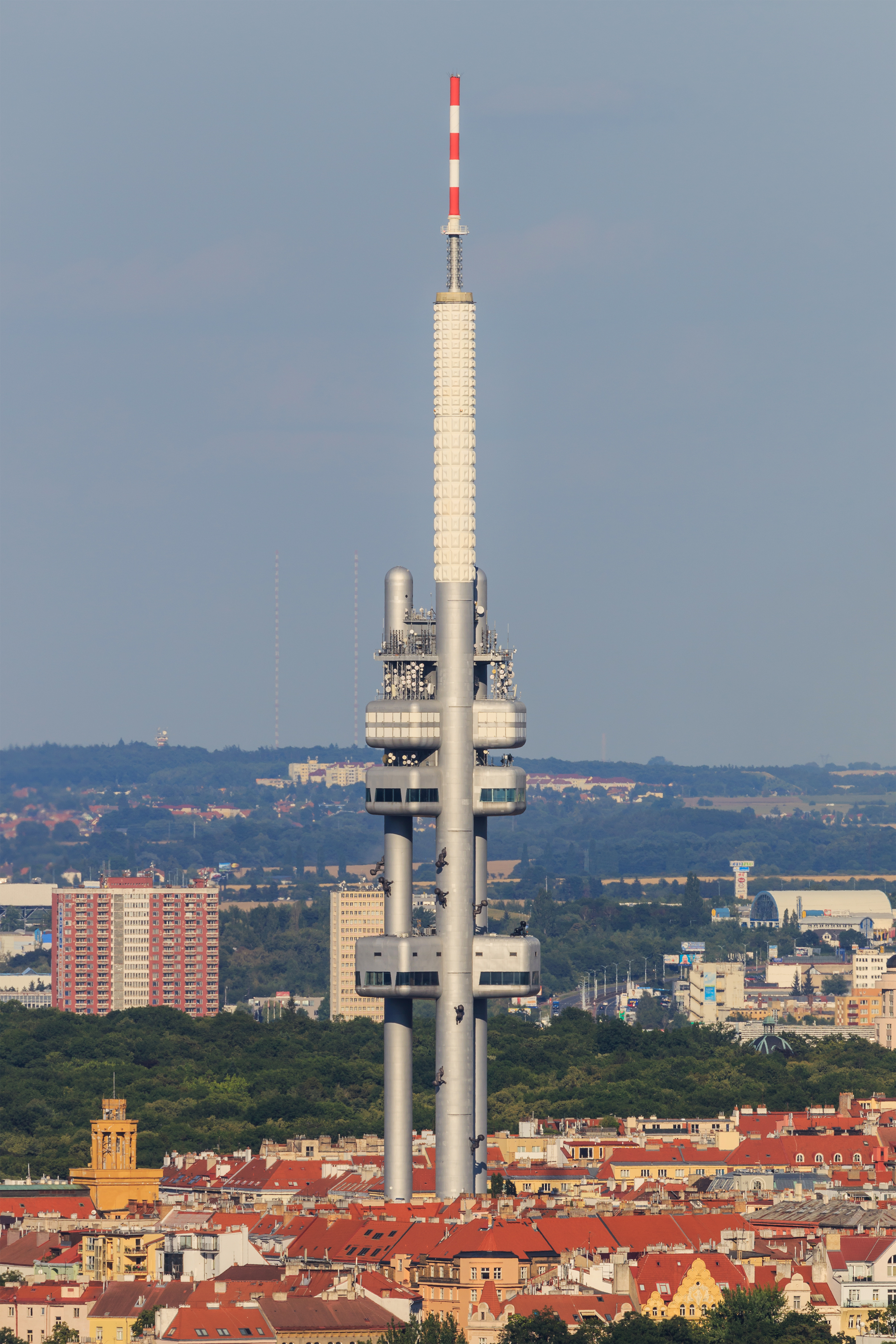
Празька телевежа
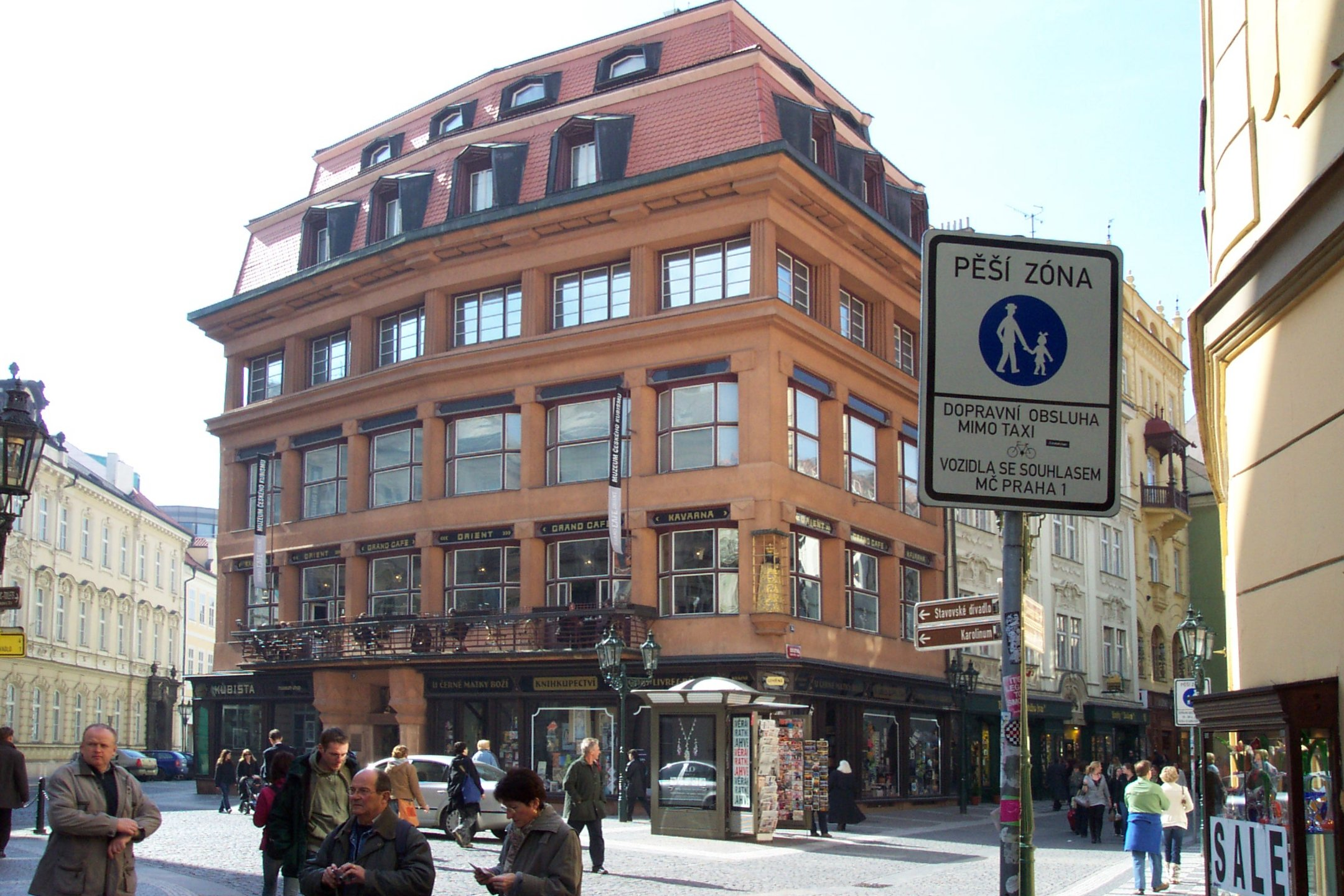
Дім чорної Мадонни, Прага
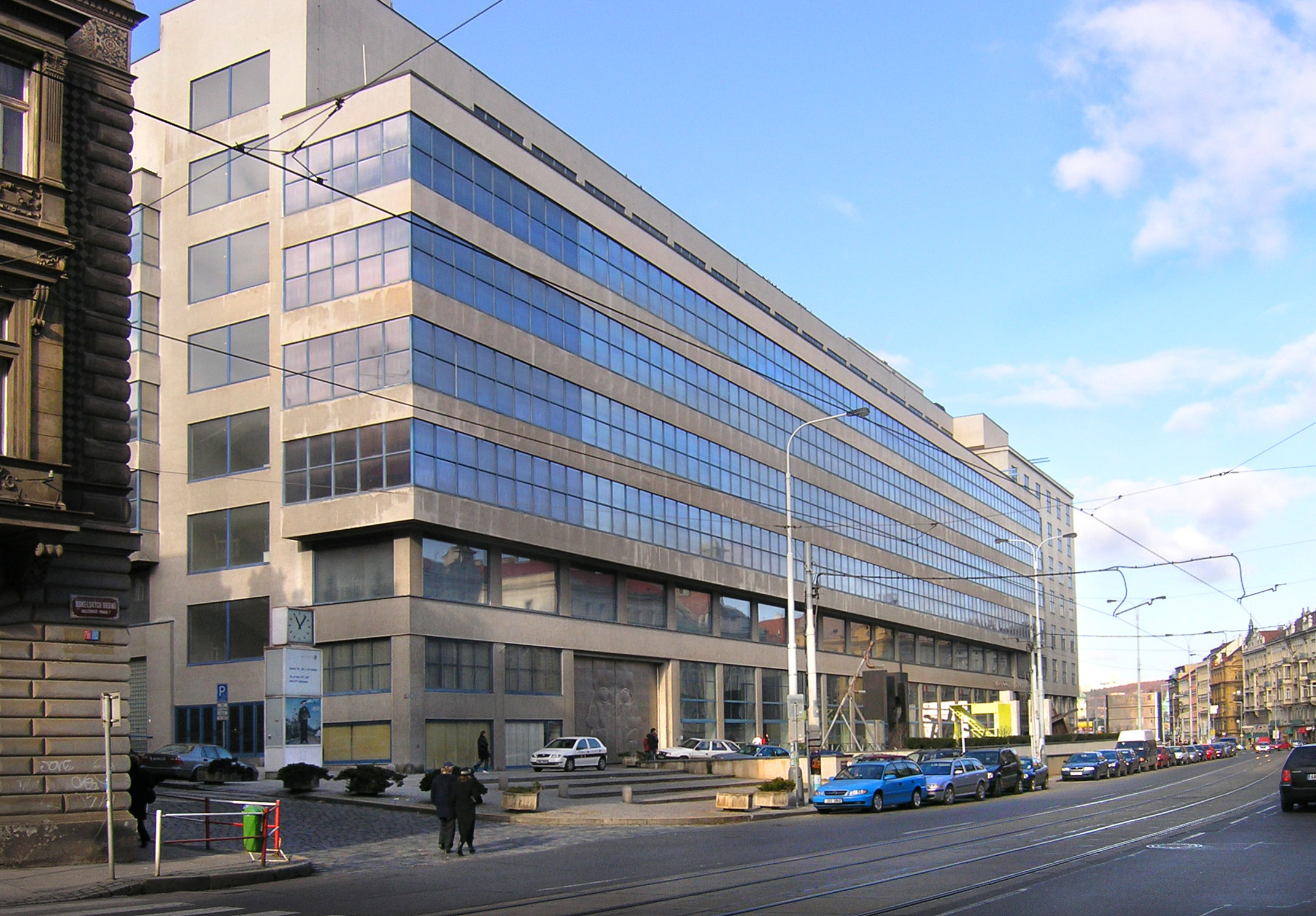
Великий палац, Прага

### Новітні підходи до реставрації архітектури

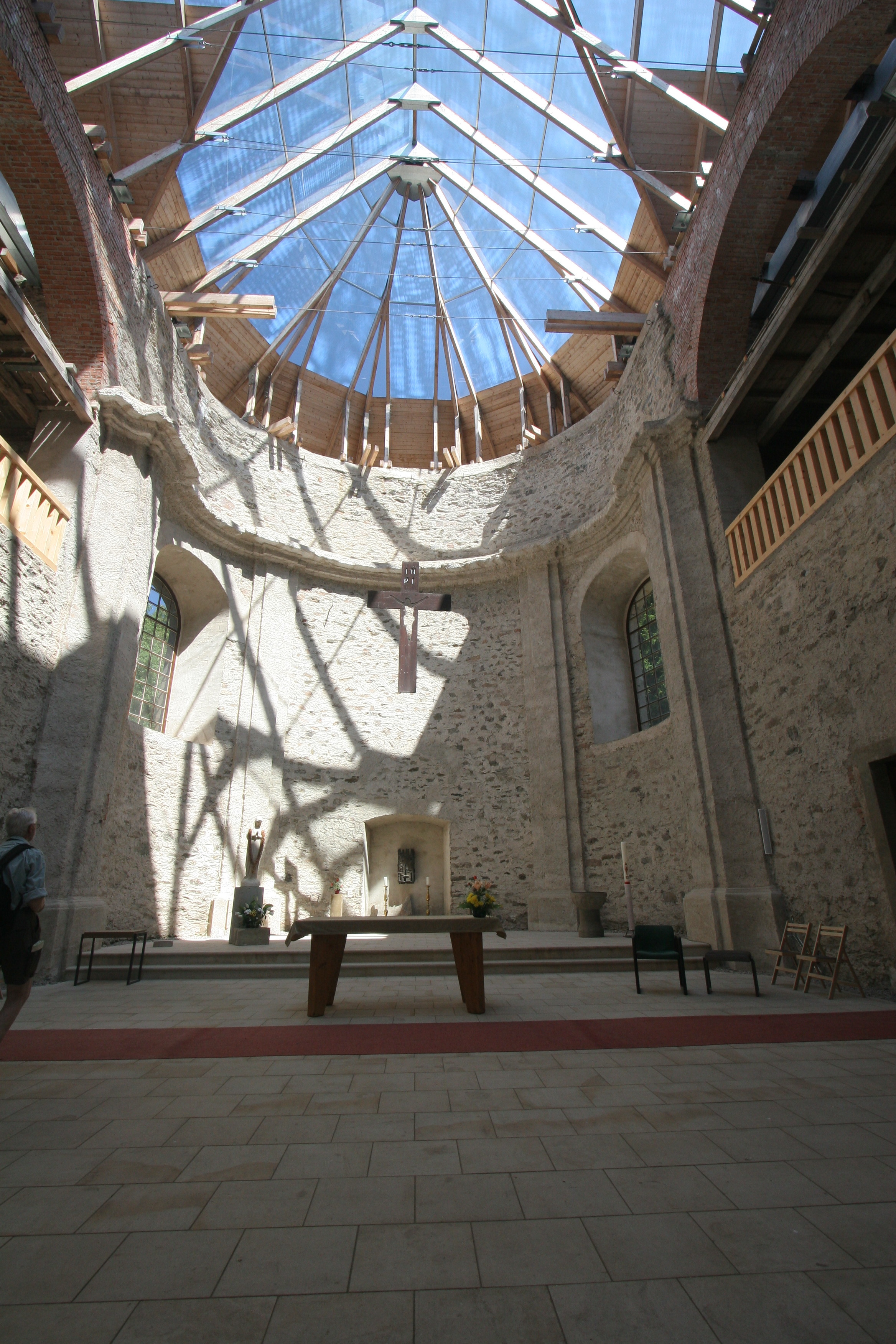
Сучасний скляний дах і вівтар, церква Нанебовзяття Панни Марії, Нератов в Орличих Горах
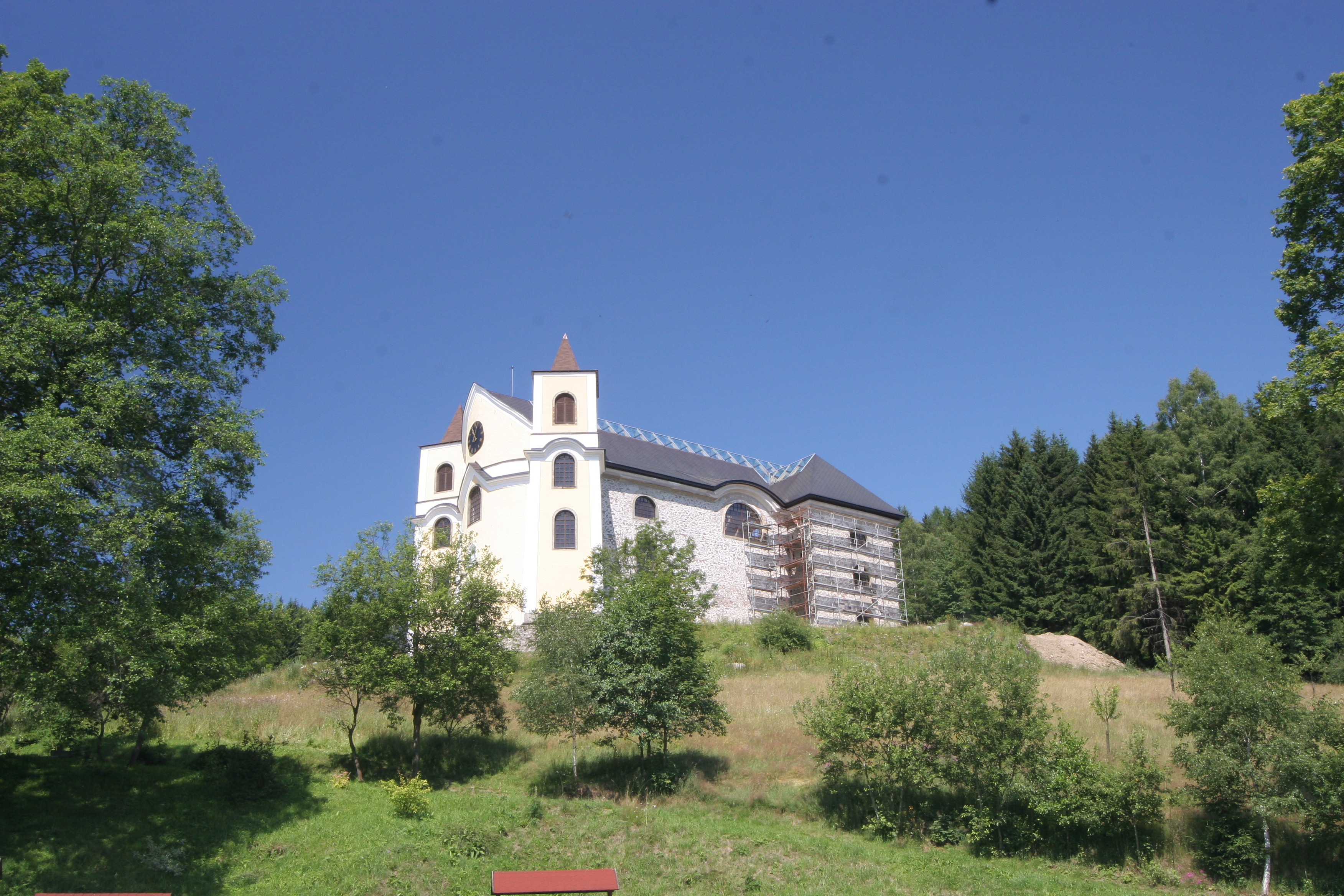
Церква Нанебовзяття Панни Марії, фасади, Нератов в Орличих Горах, Чехія
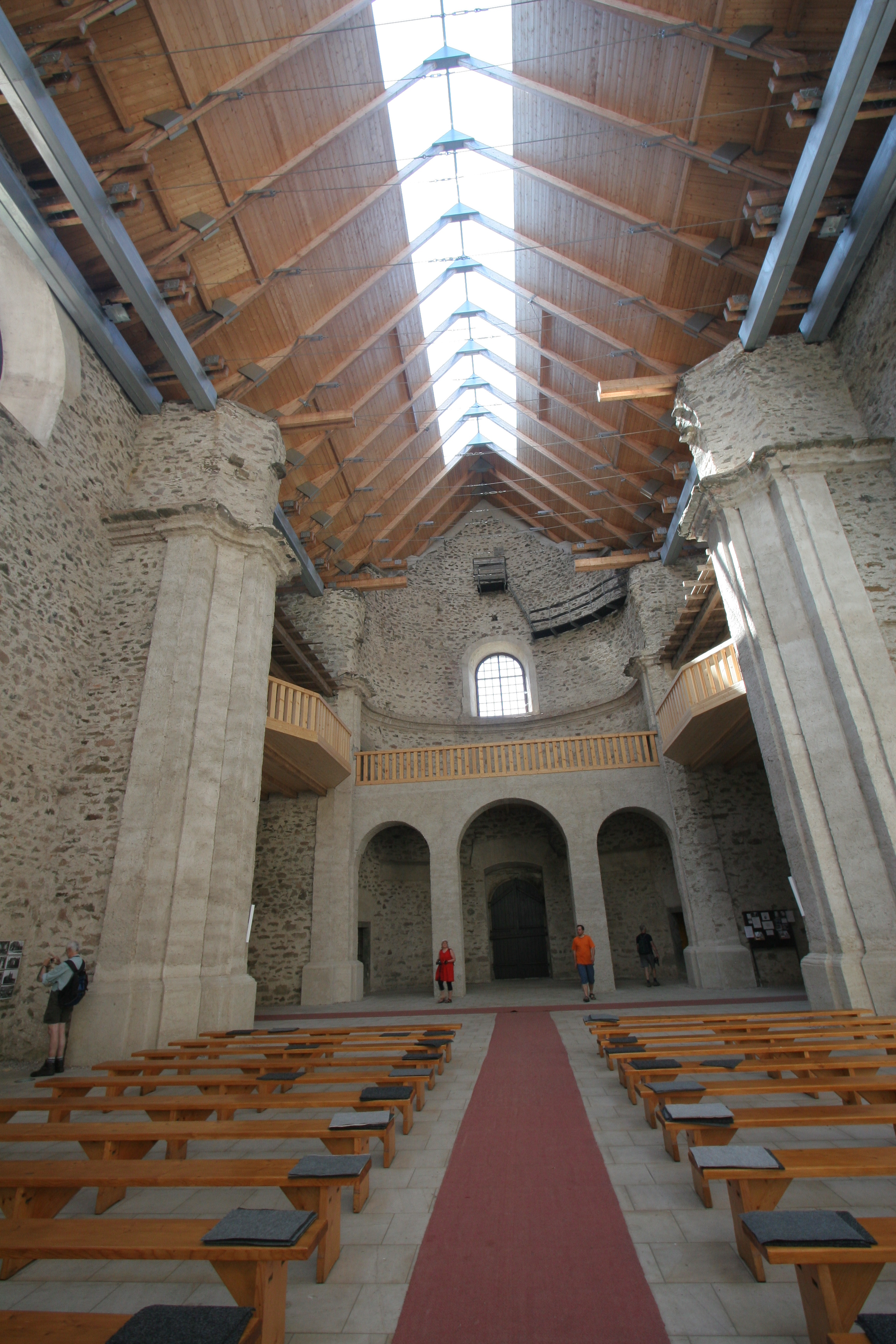
Церква Нанебовзяття Панни Марії, Нератов в Орличих Горах

## Див. також

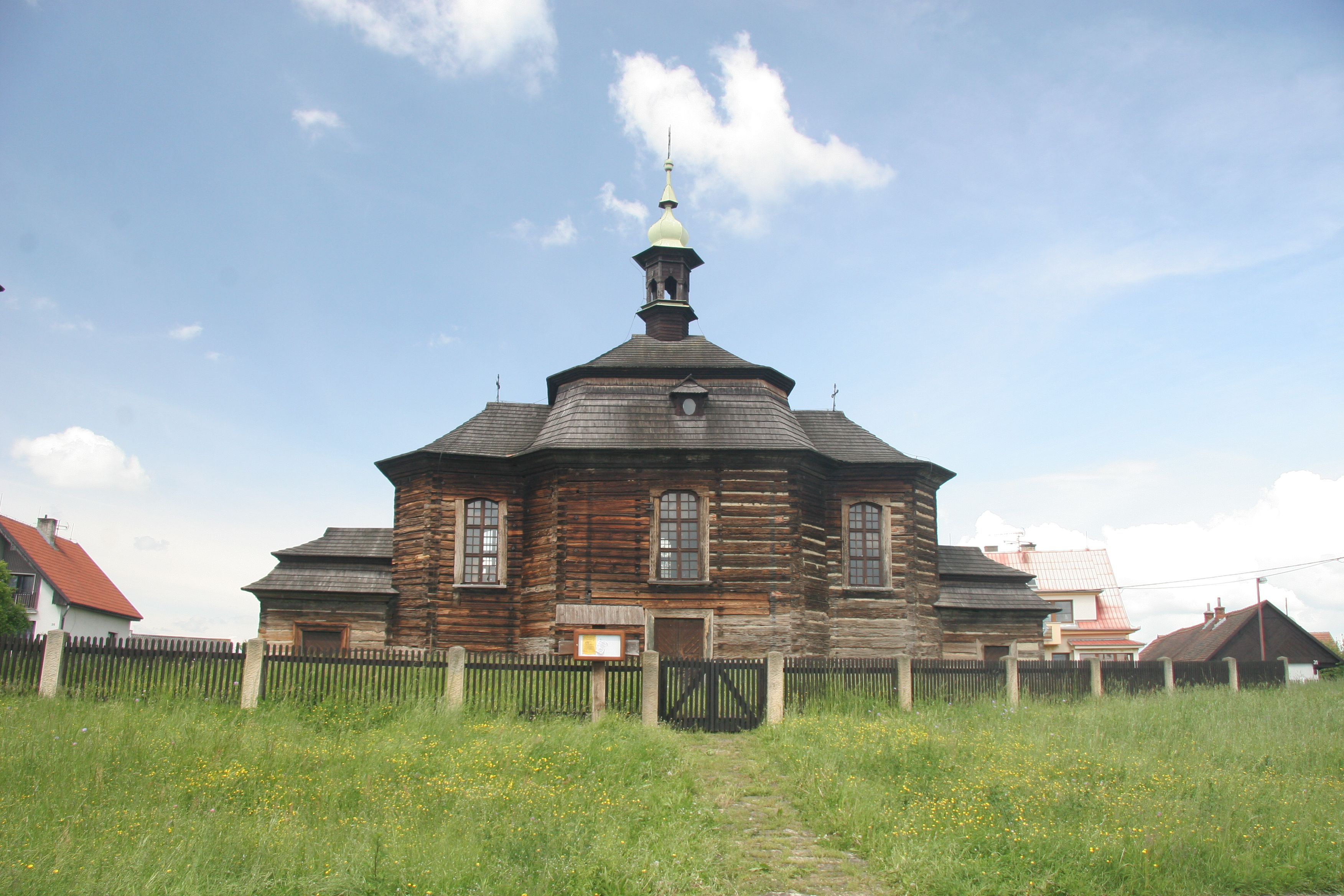
Костел Св. Іржи, Лучна Гора. Дерев'яне бароко Чехії, Нови Биджов.